# Biserica de lemn din Bogdan Vodă

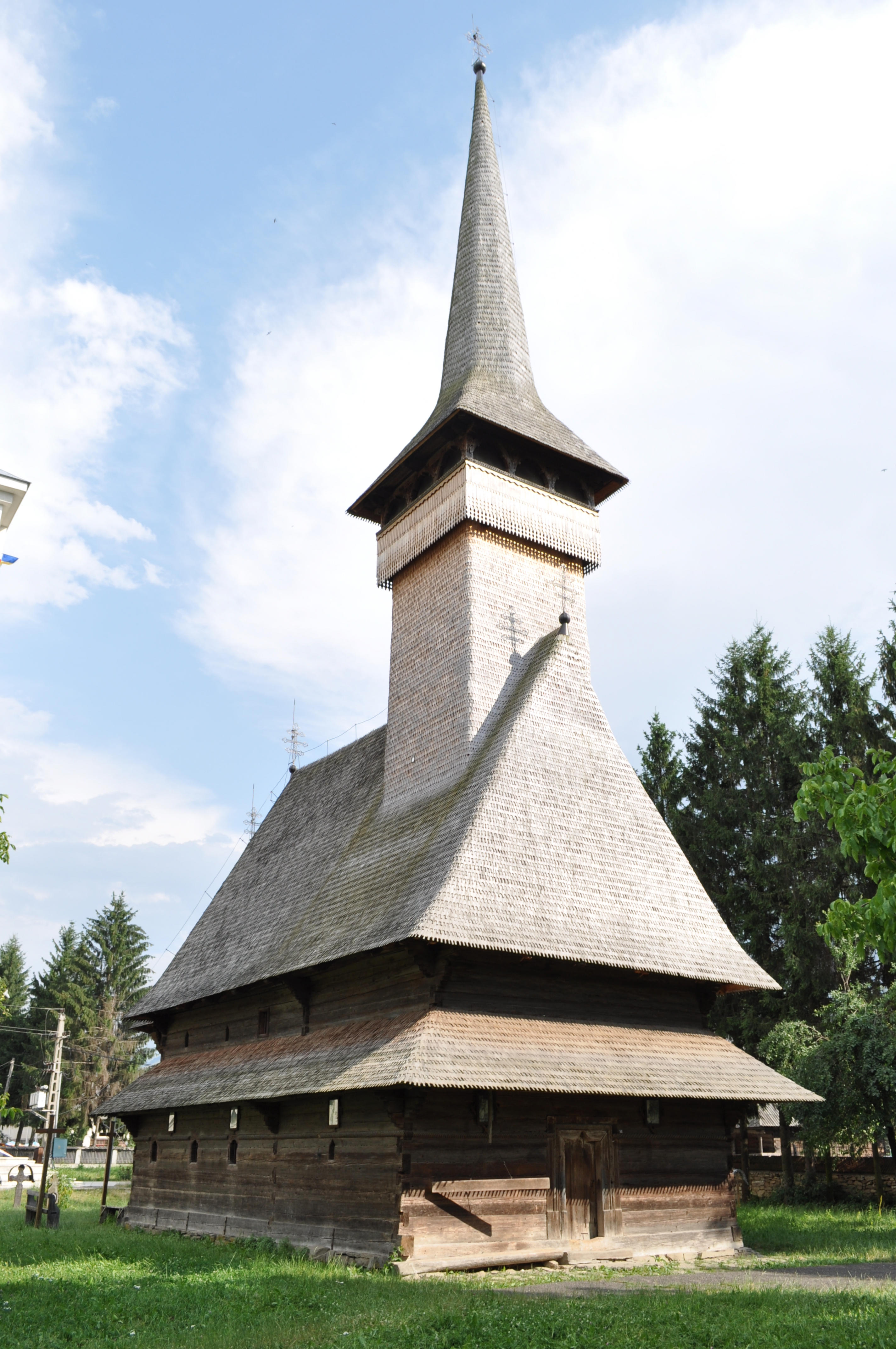
Biserica de lemn „Sfântul Nicolae” din Cuhea, județul Maramureș, foto: iulie 2012.

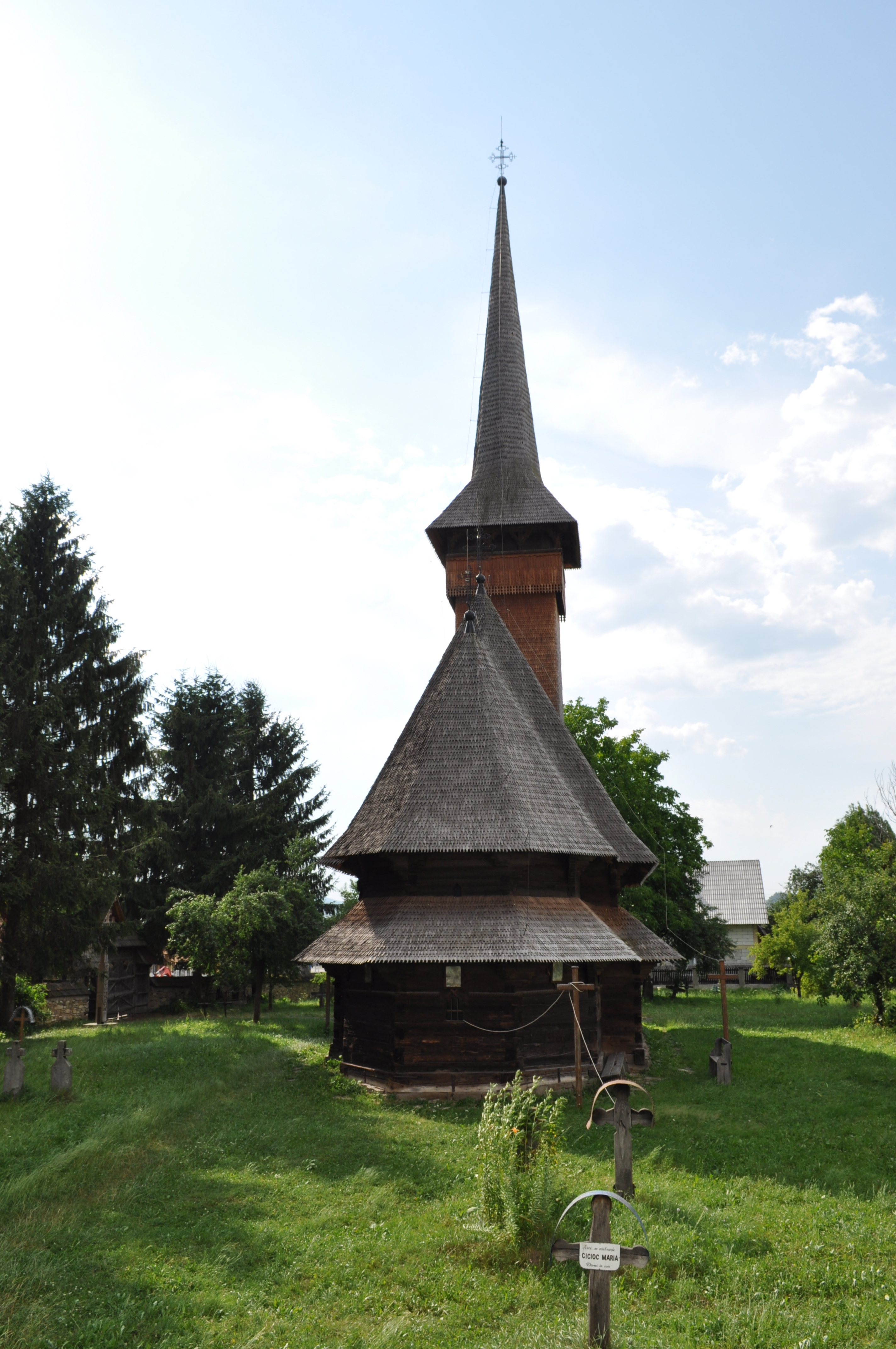
Biserica de lemn „Sfântul Nicolae” din Cuhea, județul Maramureș, foto: iulie 2012.

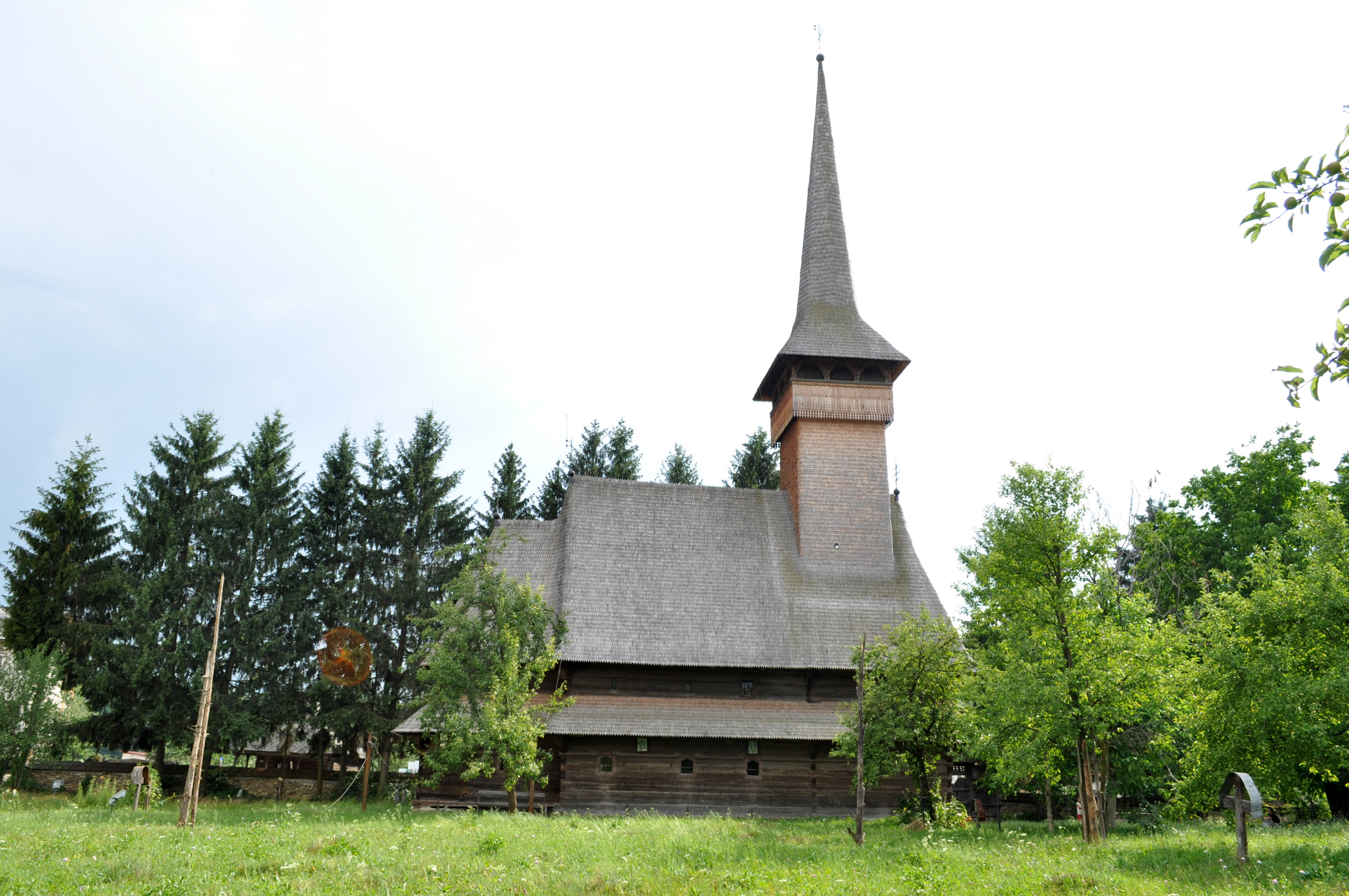
Biserica (nord)

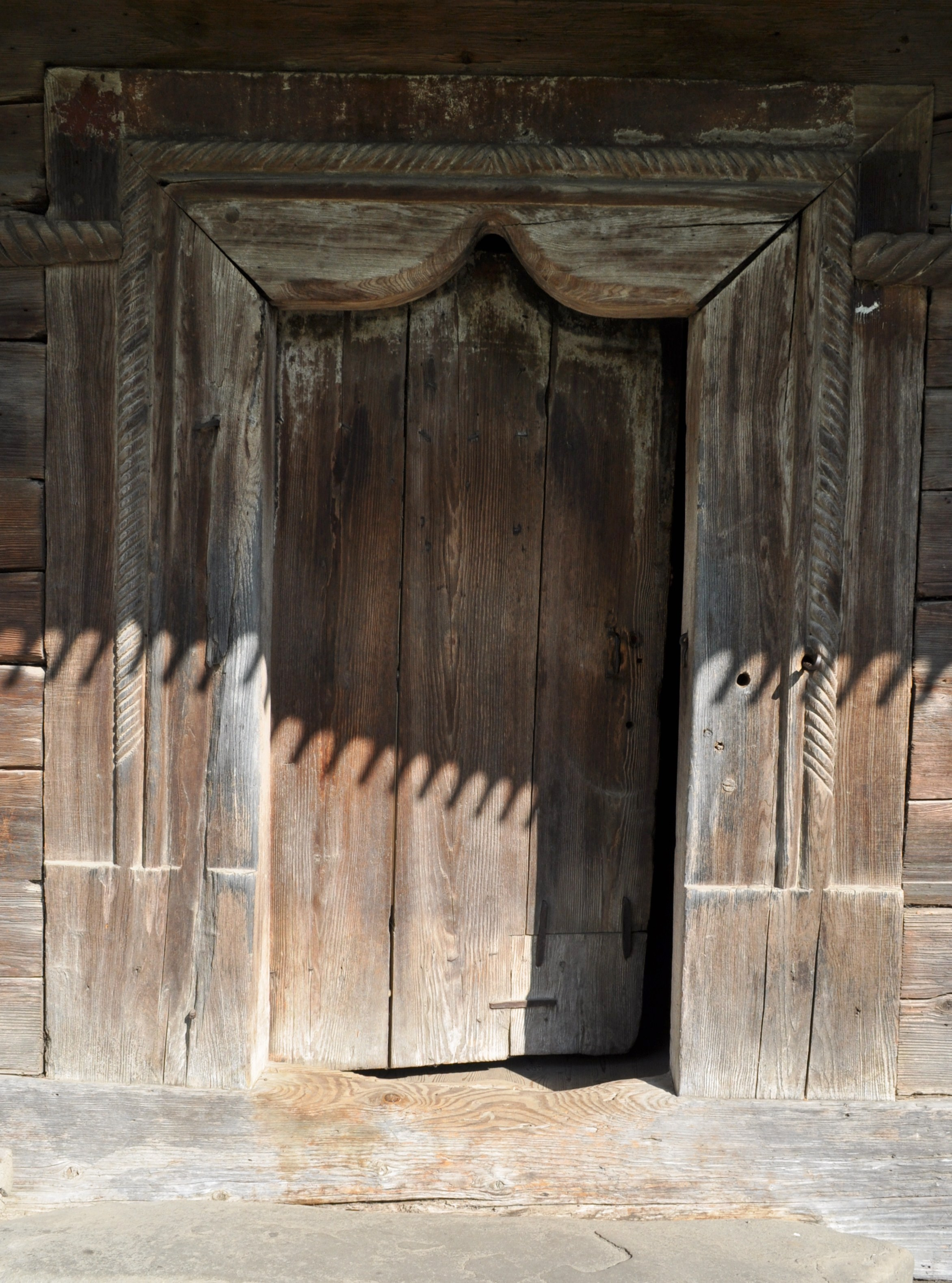
Portalul exterior

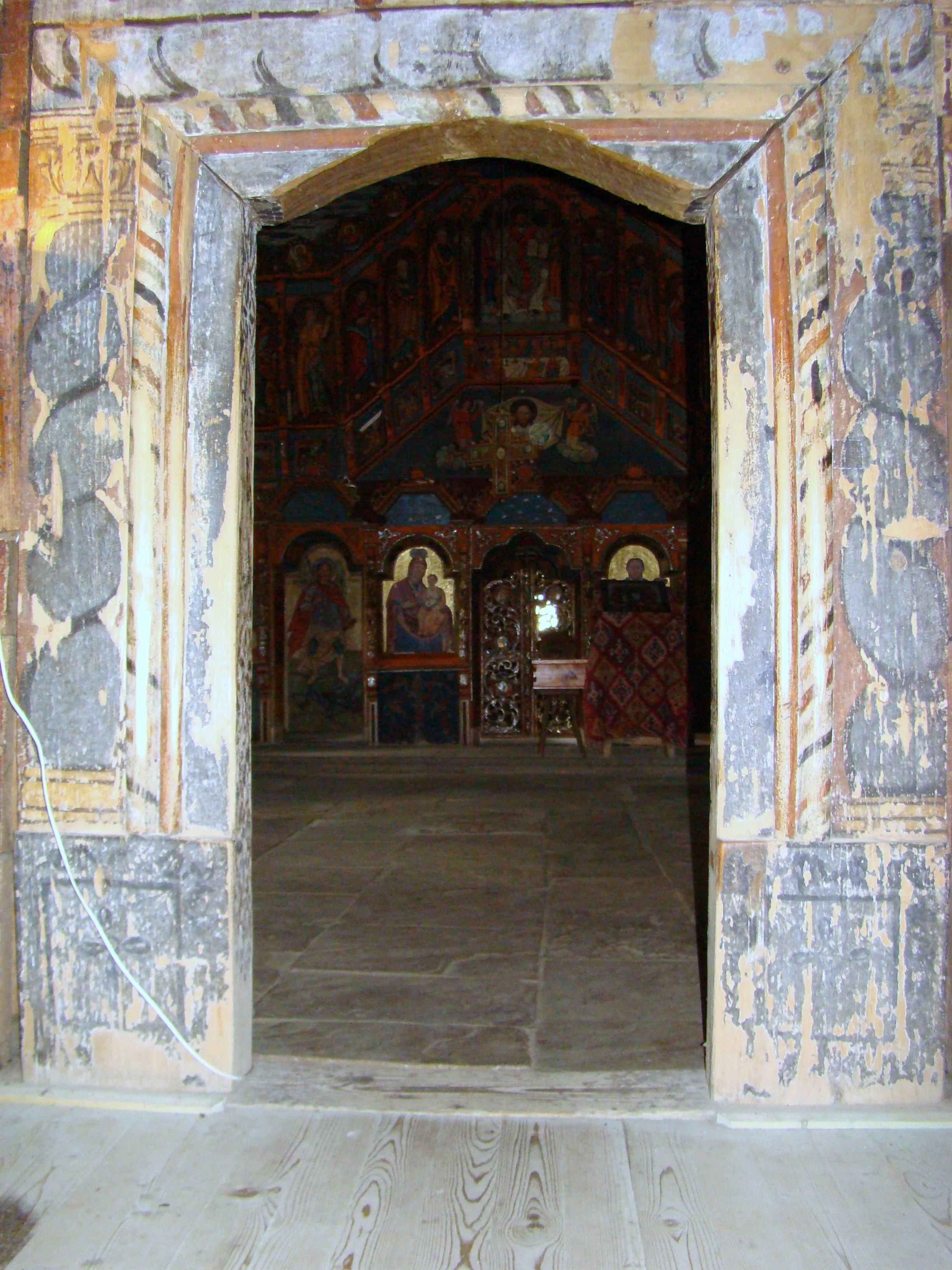
Portalul interior

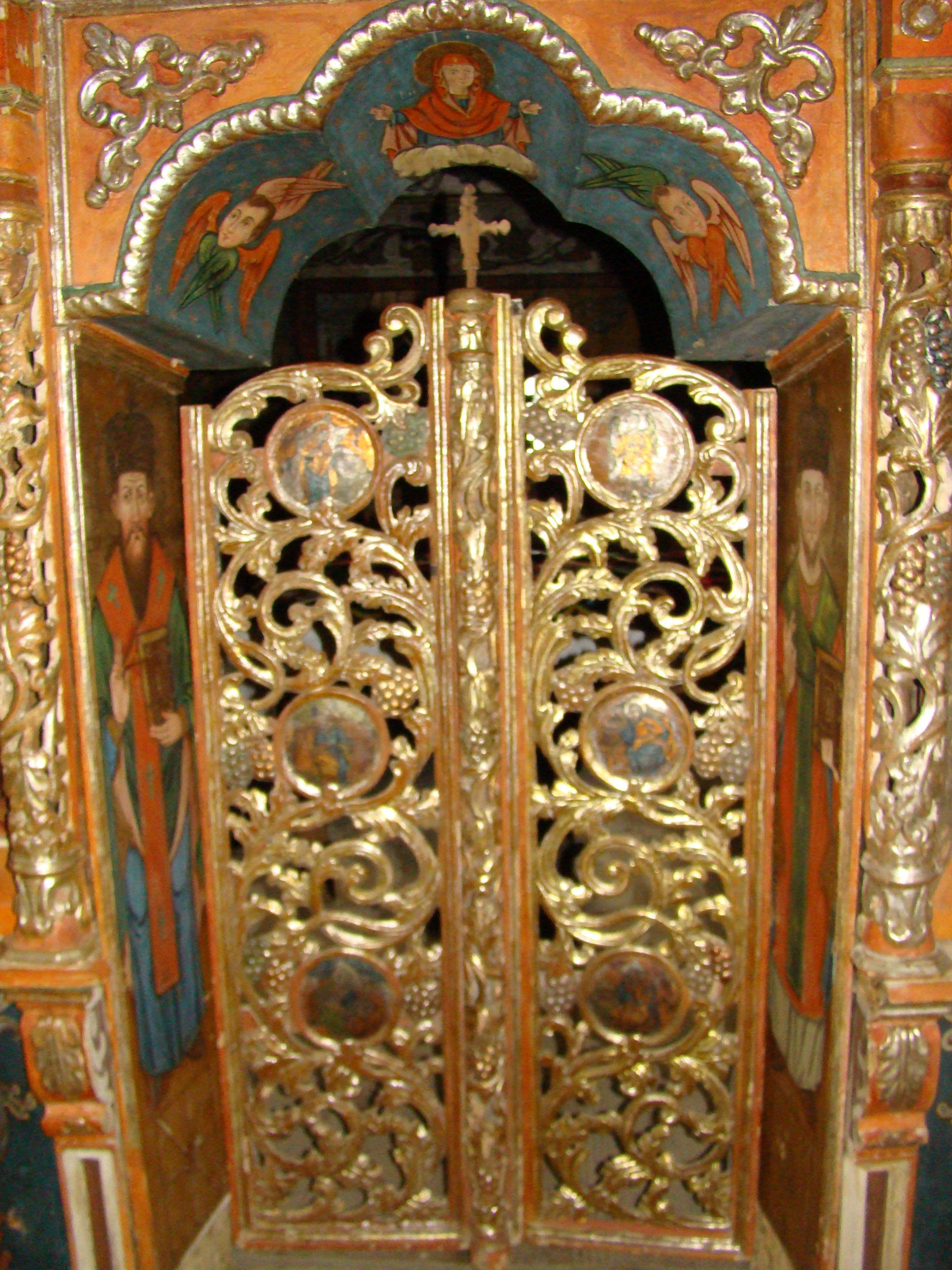
Ușile împărătești

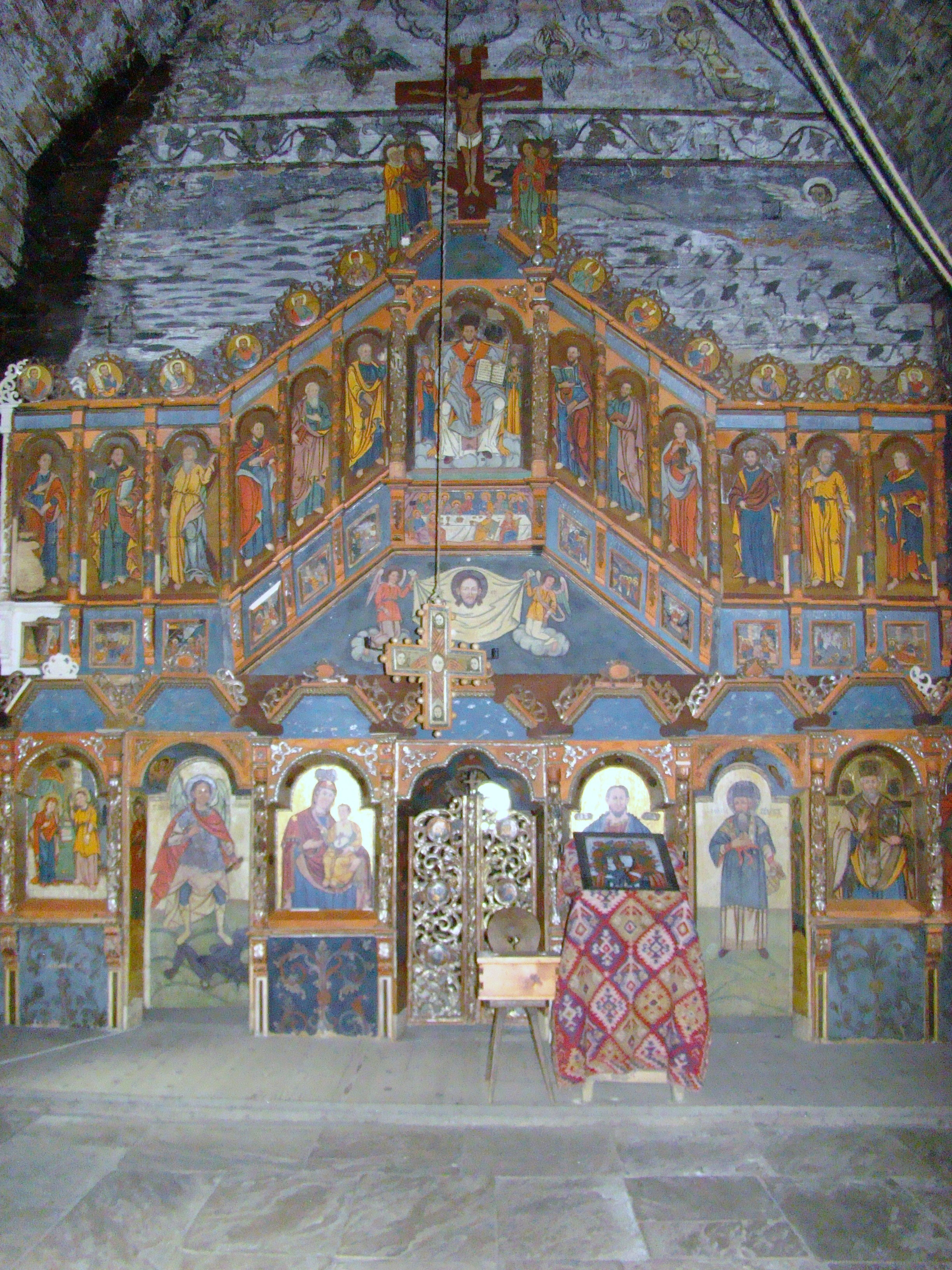
Nava spre iconostas

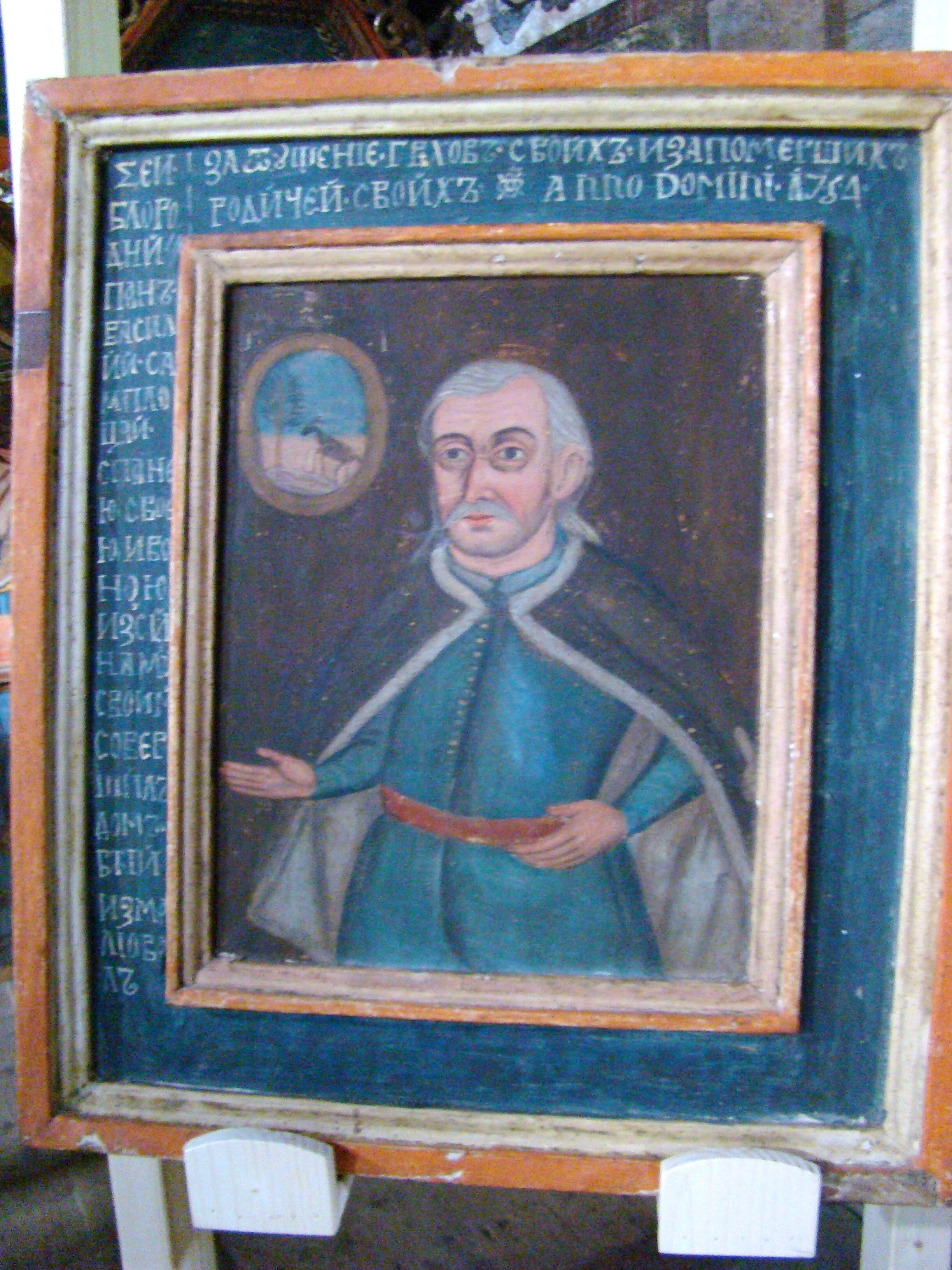
Portretul ctitorului pan Vasile Săpânțanu

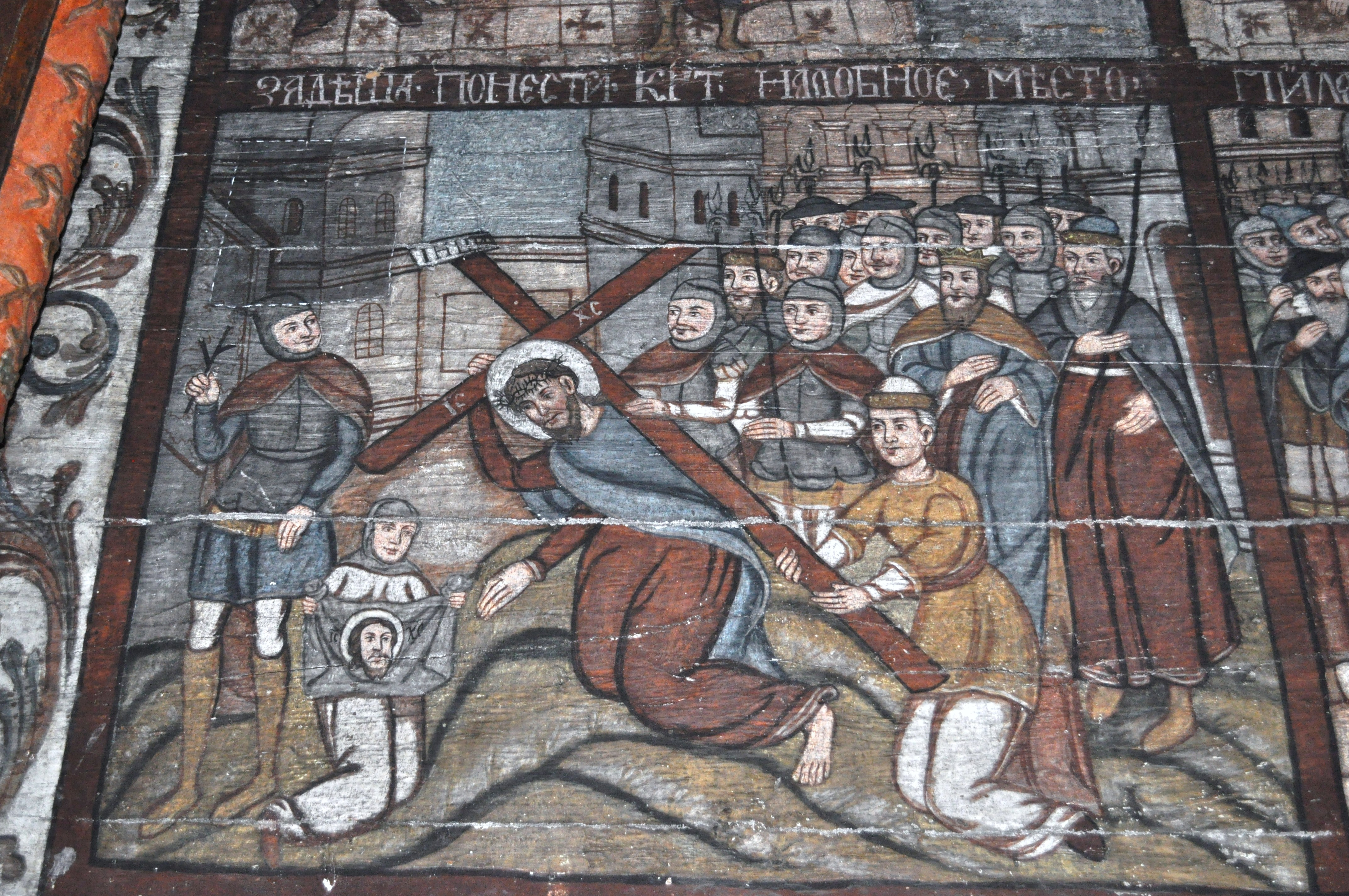
Isus purtând crucea

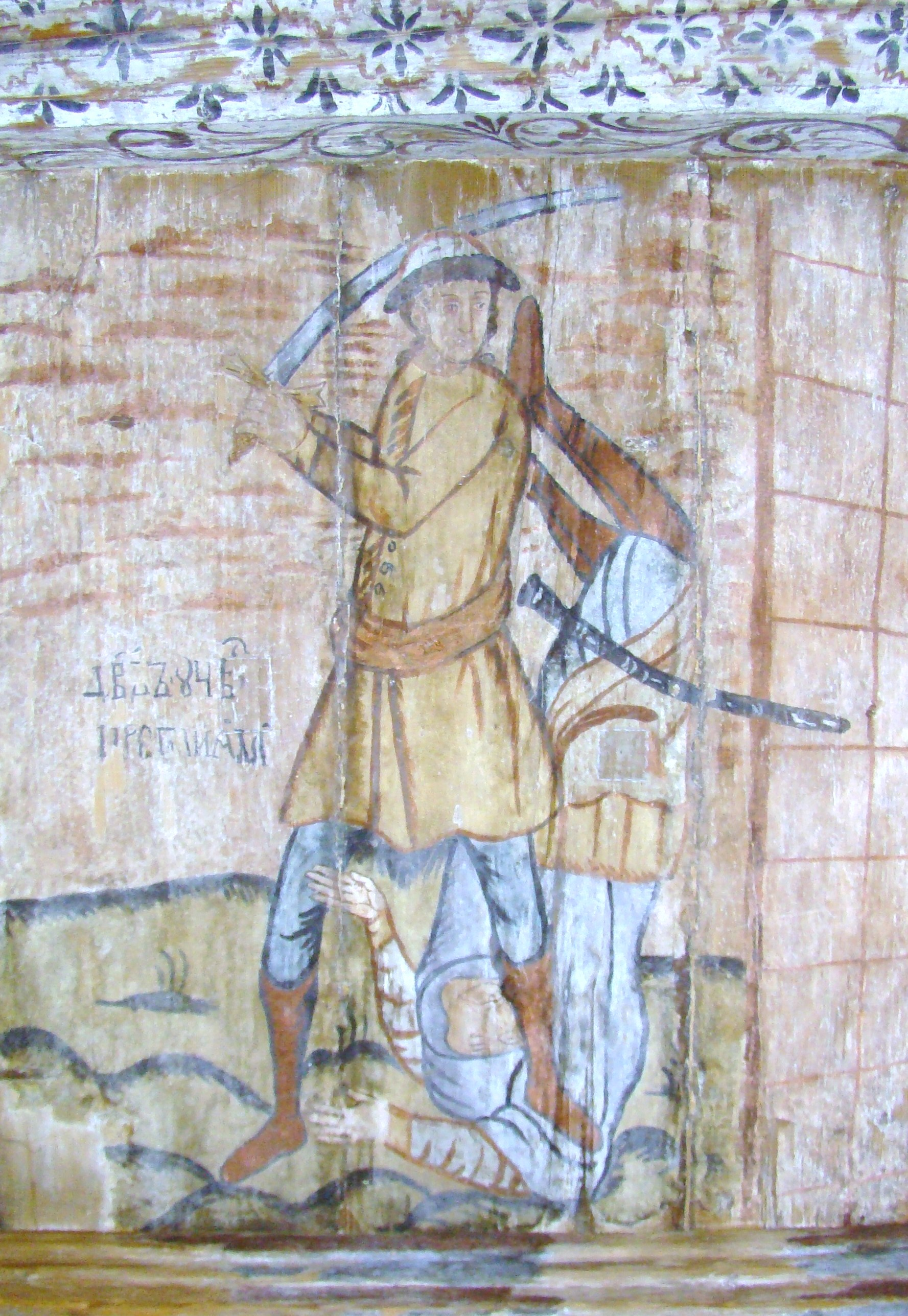
David îl ucide pe Goliat

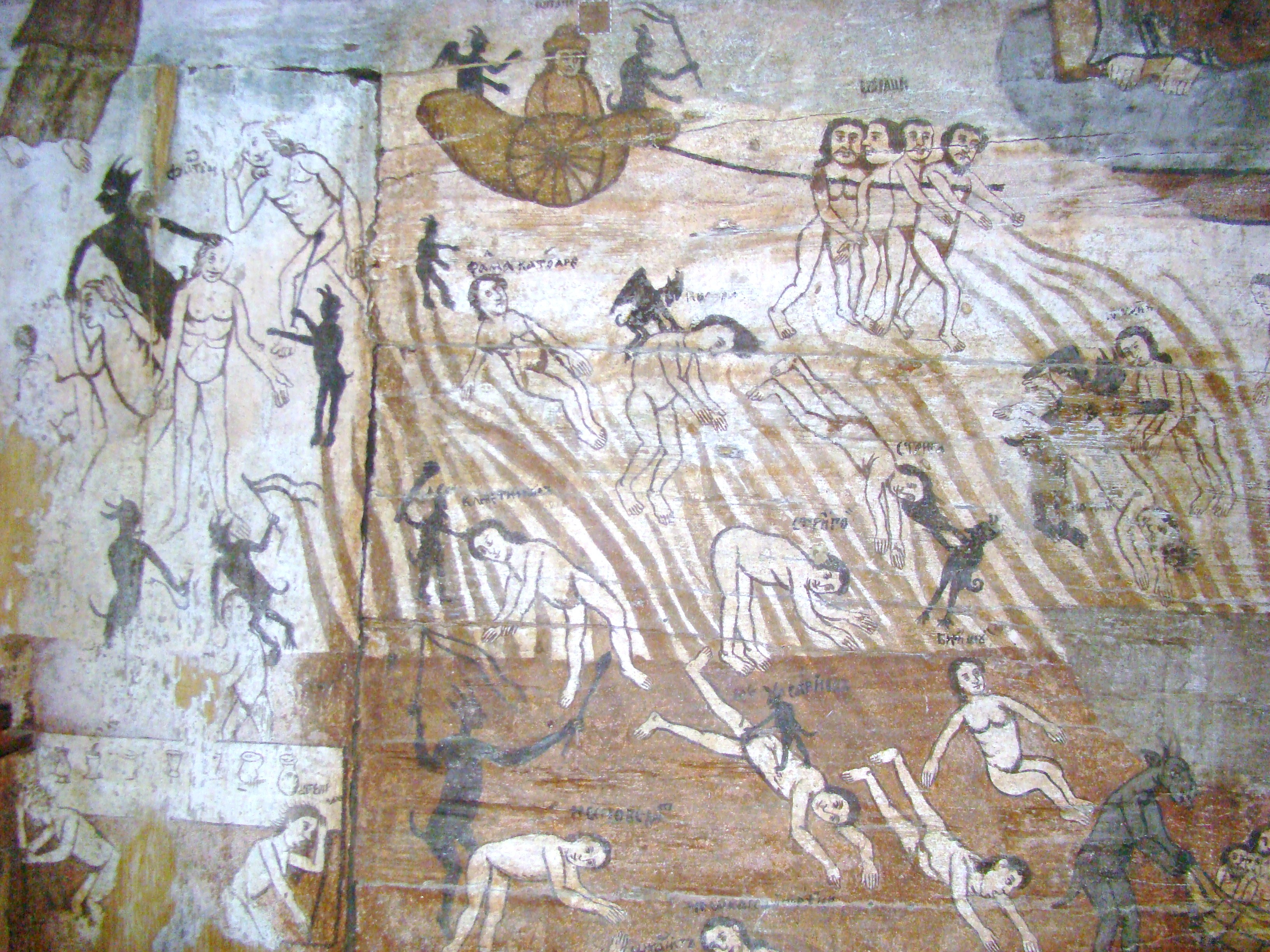
Iadul

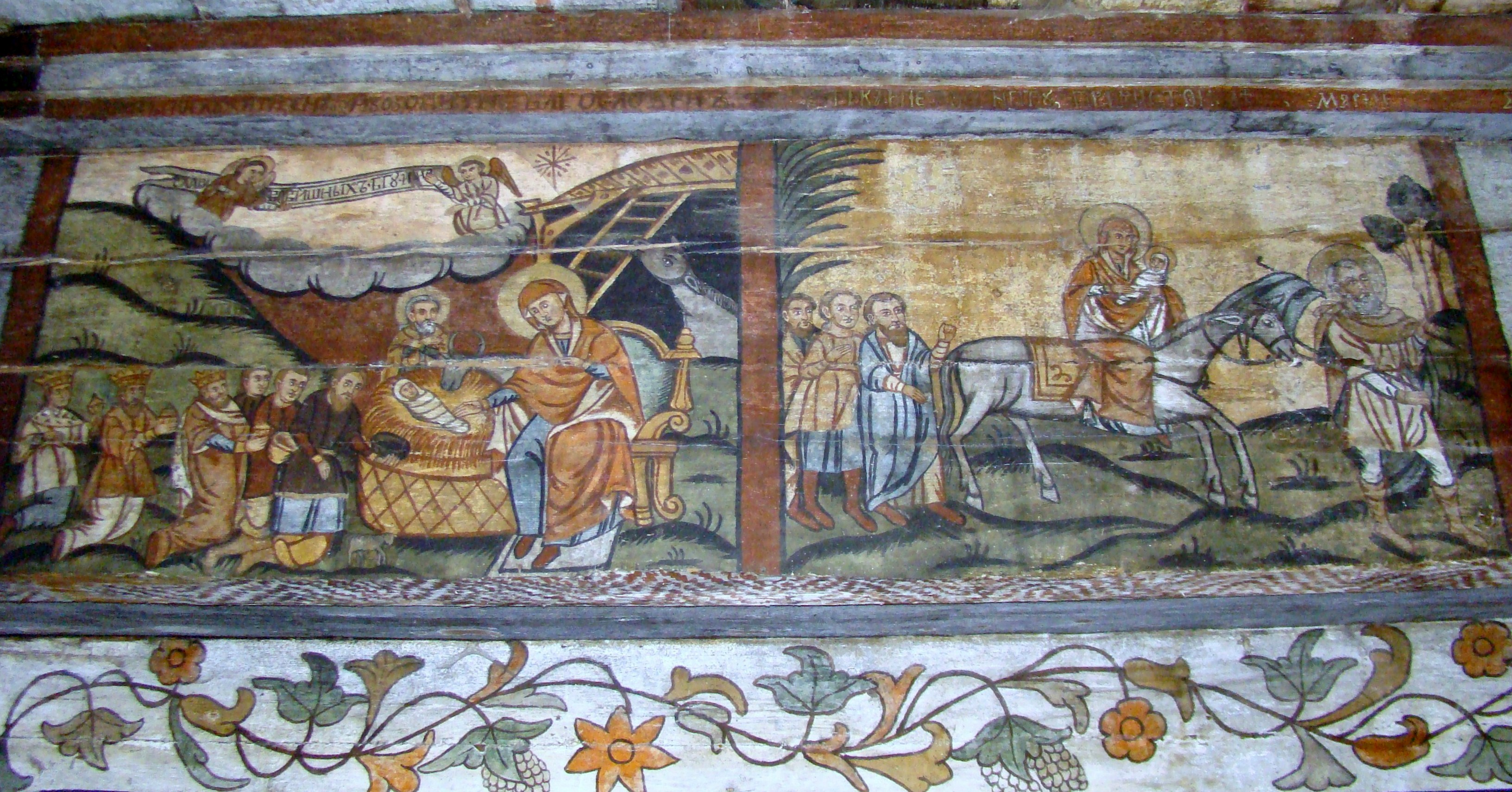
Adorarea magilor și păstorilor, Fuga în Egipt

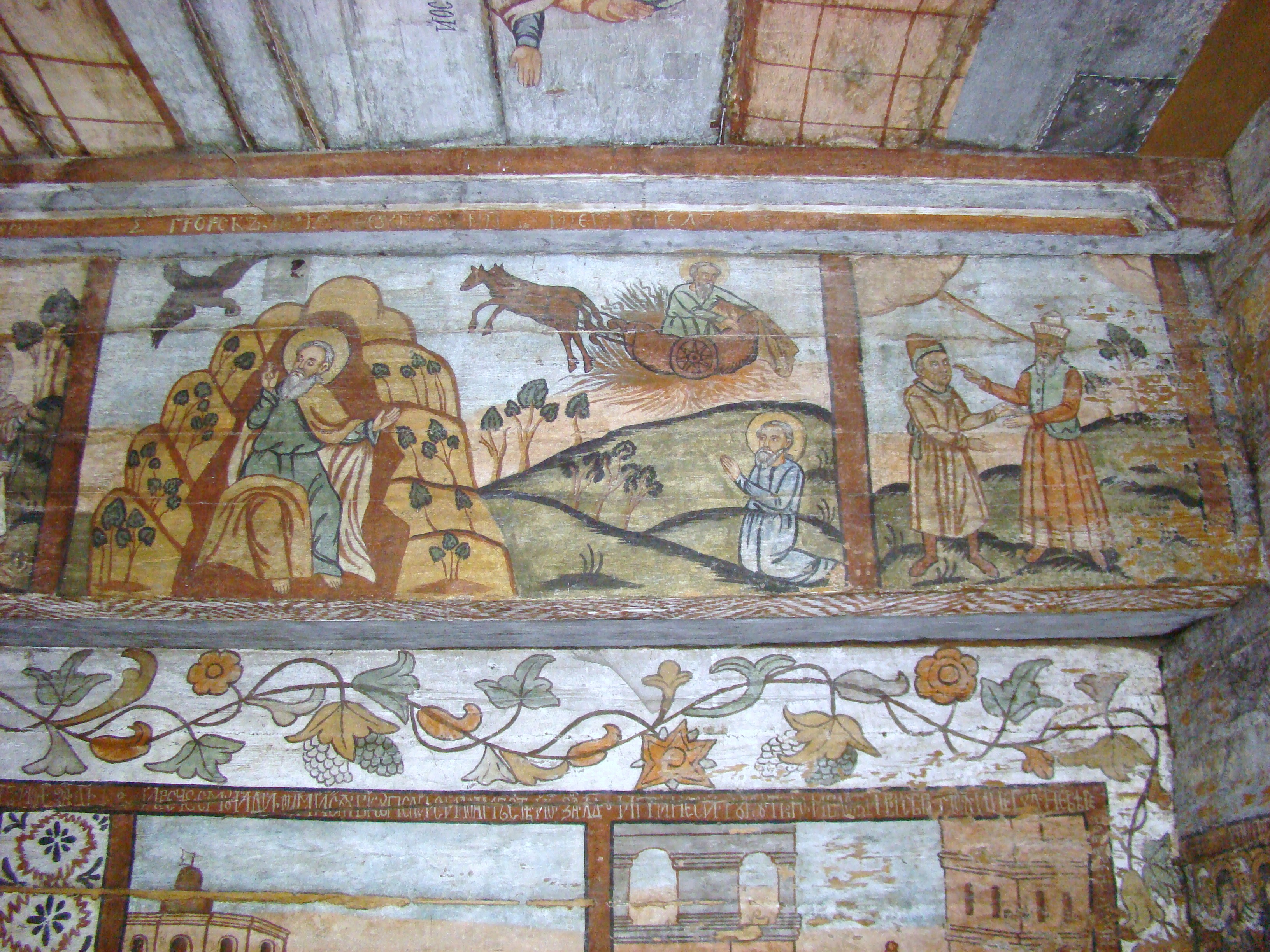
Proorocul Ilie hrănit de corb; Înălțarea proorocului Ilie; Isaac îl binecuvântează pe Iacov

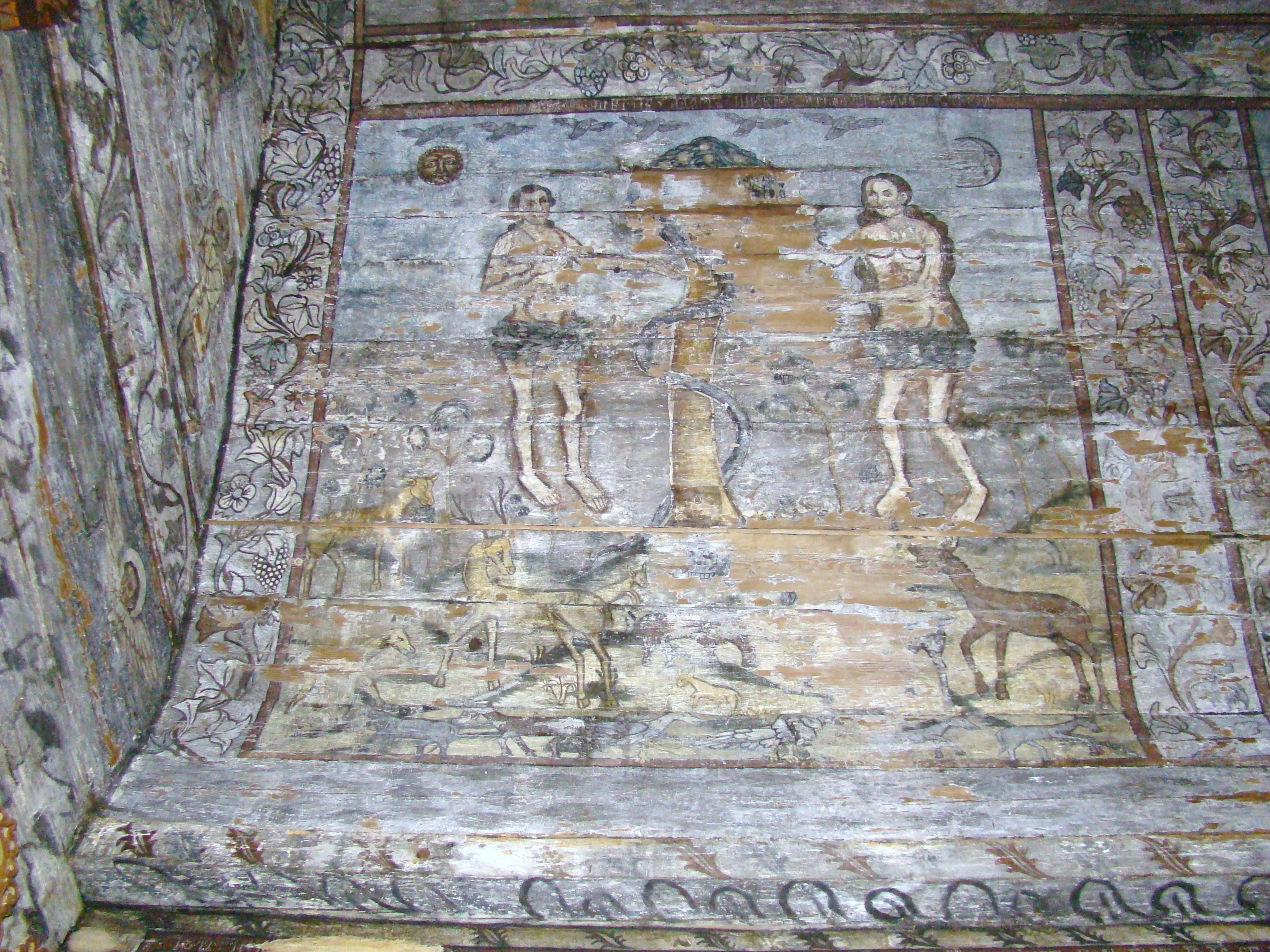
Ispita șarpelui

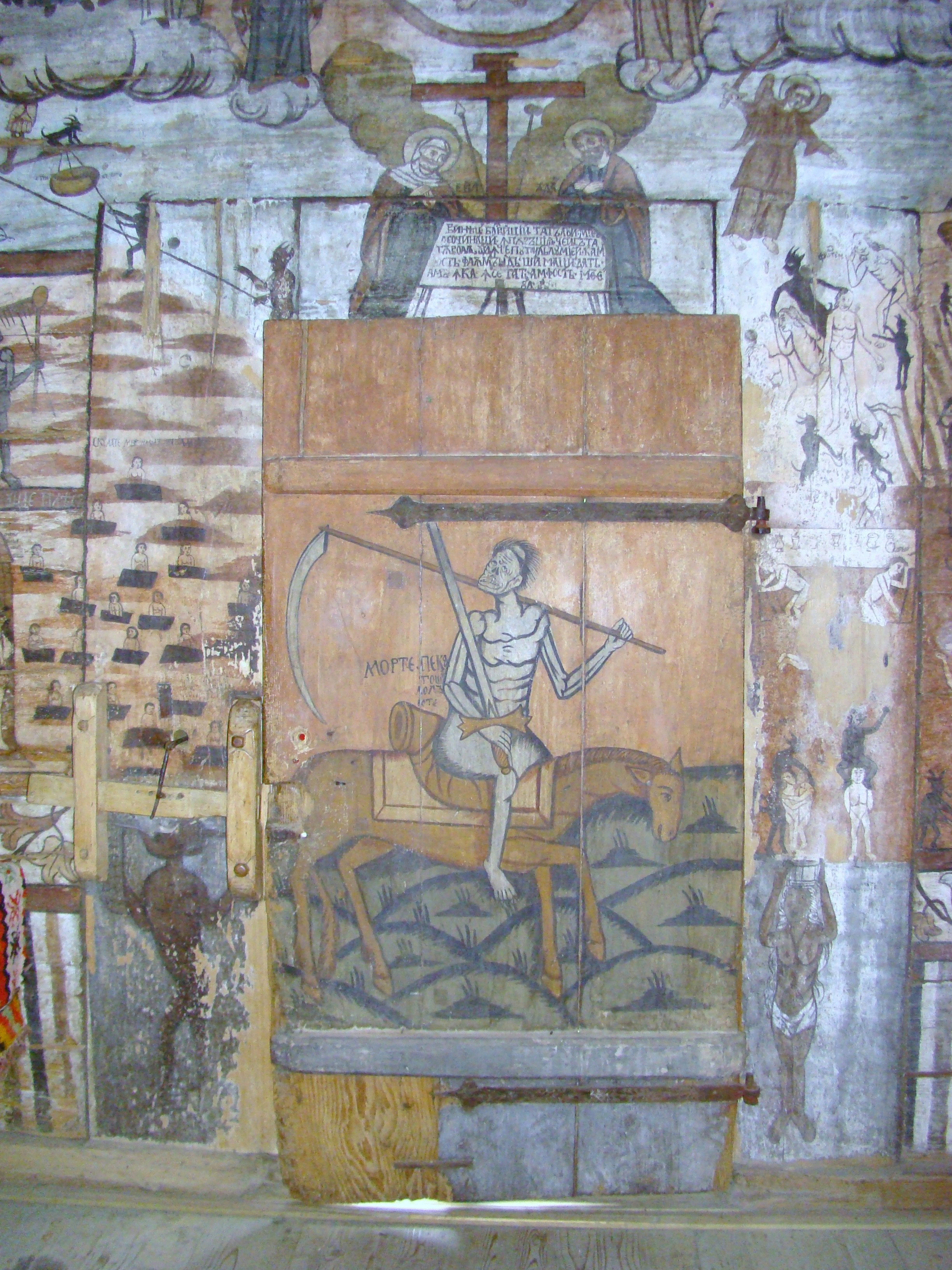
Moartea călare

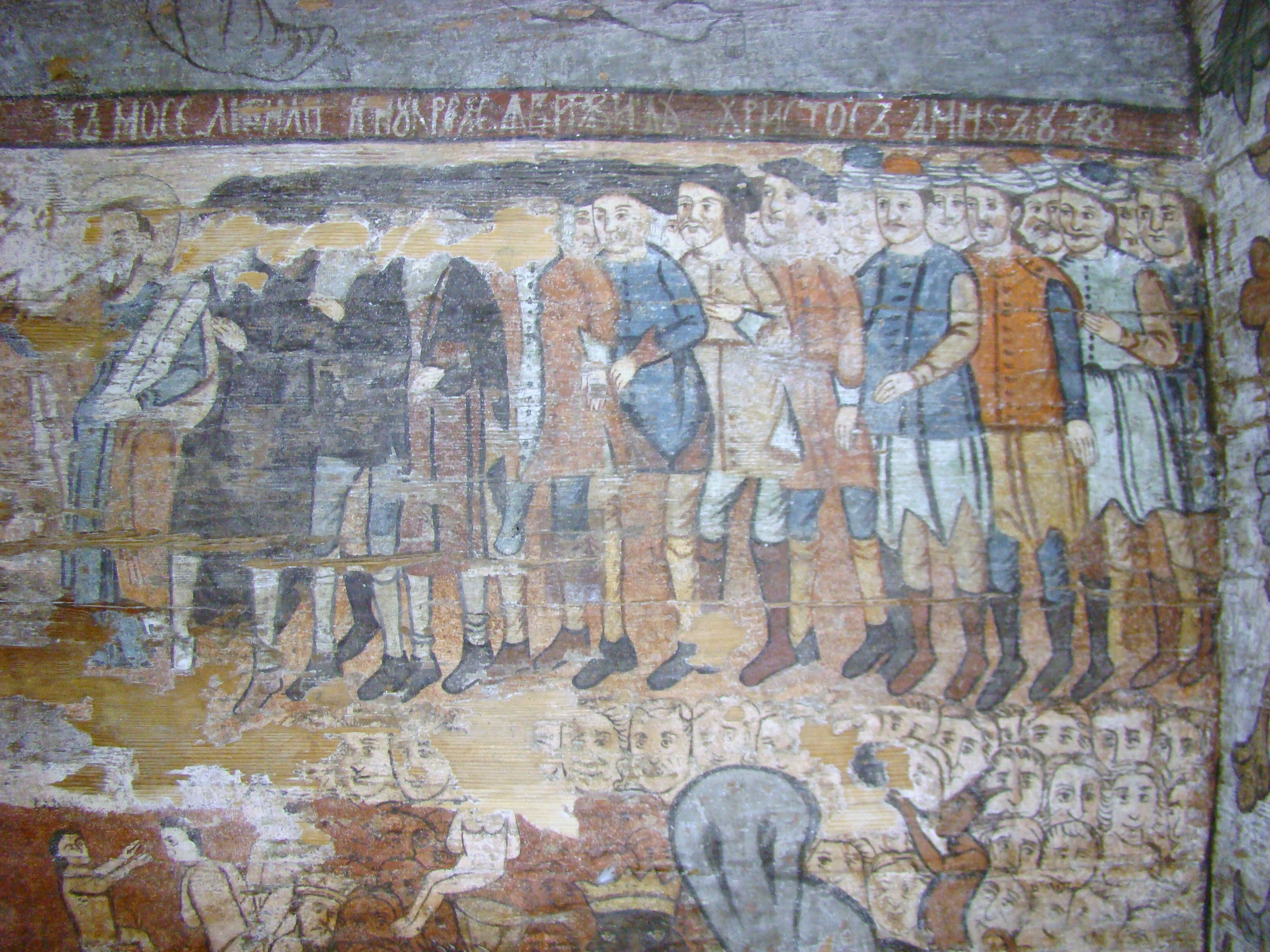
Cete de păcătoși

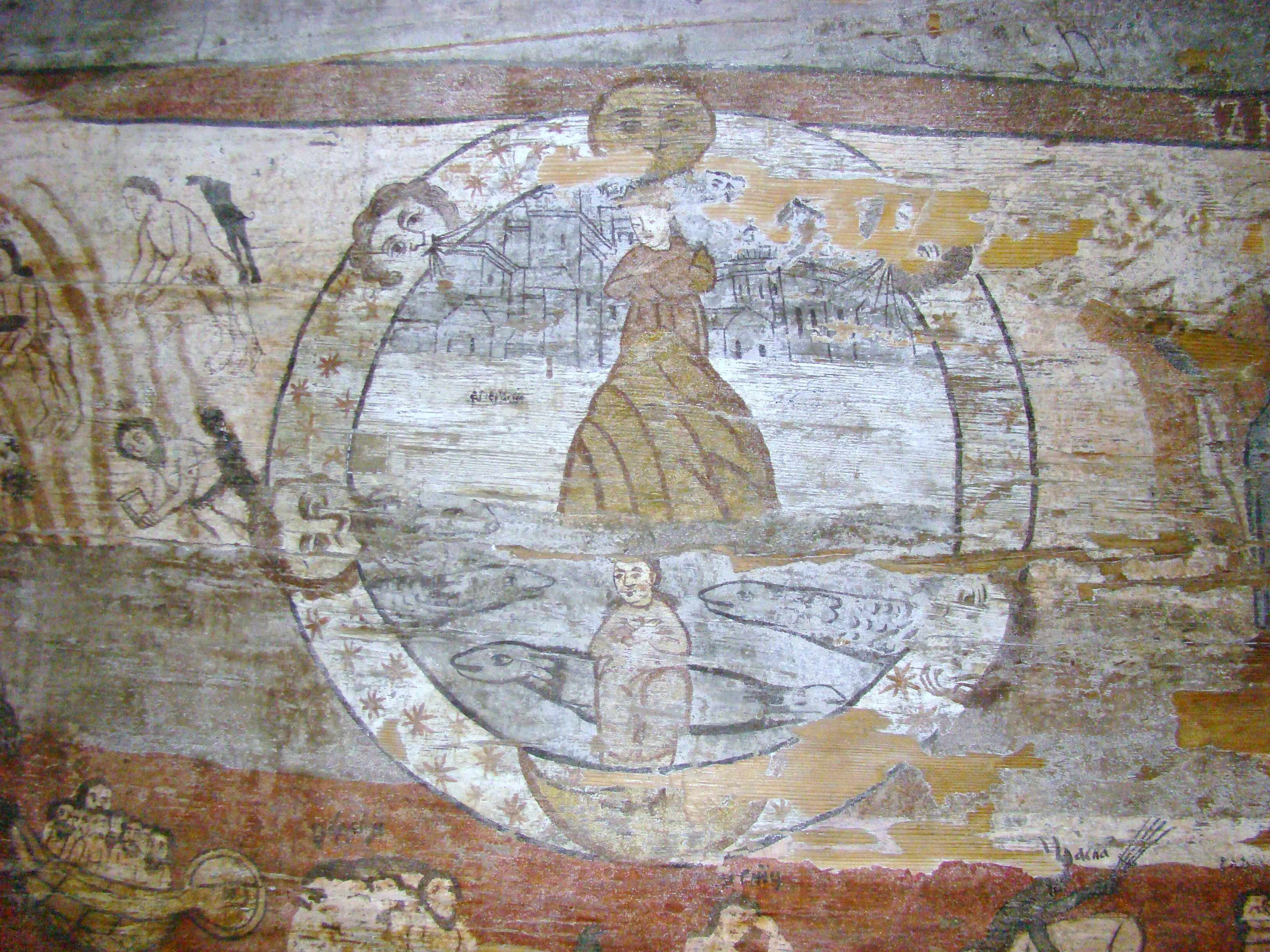
Cele patru vânturi distrugătoare din Apocalips

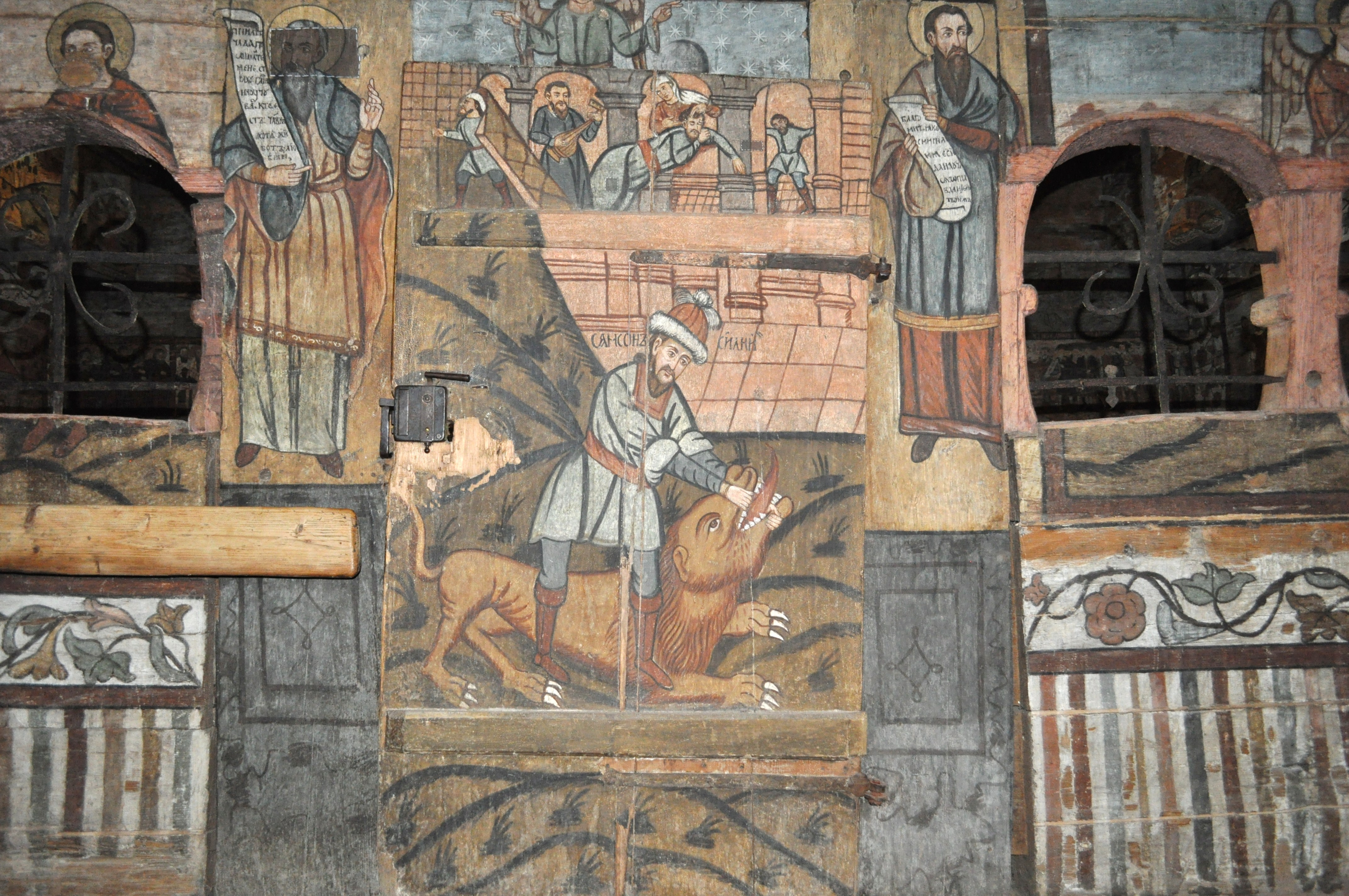
Samson ucide leul

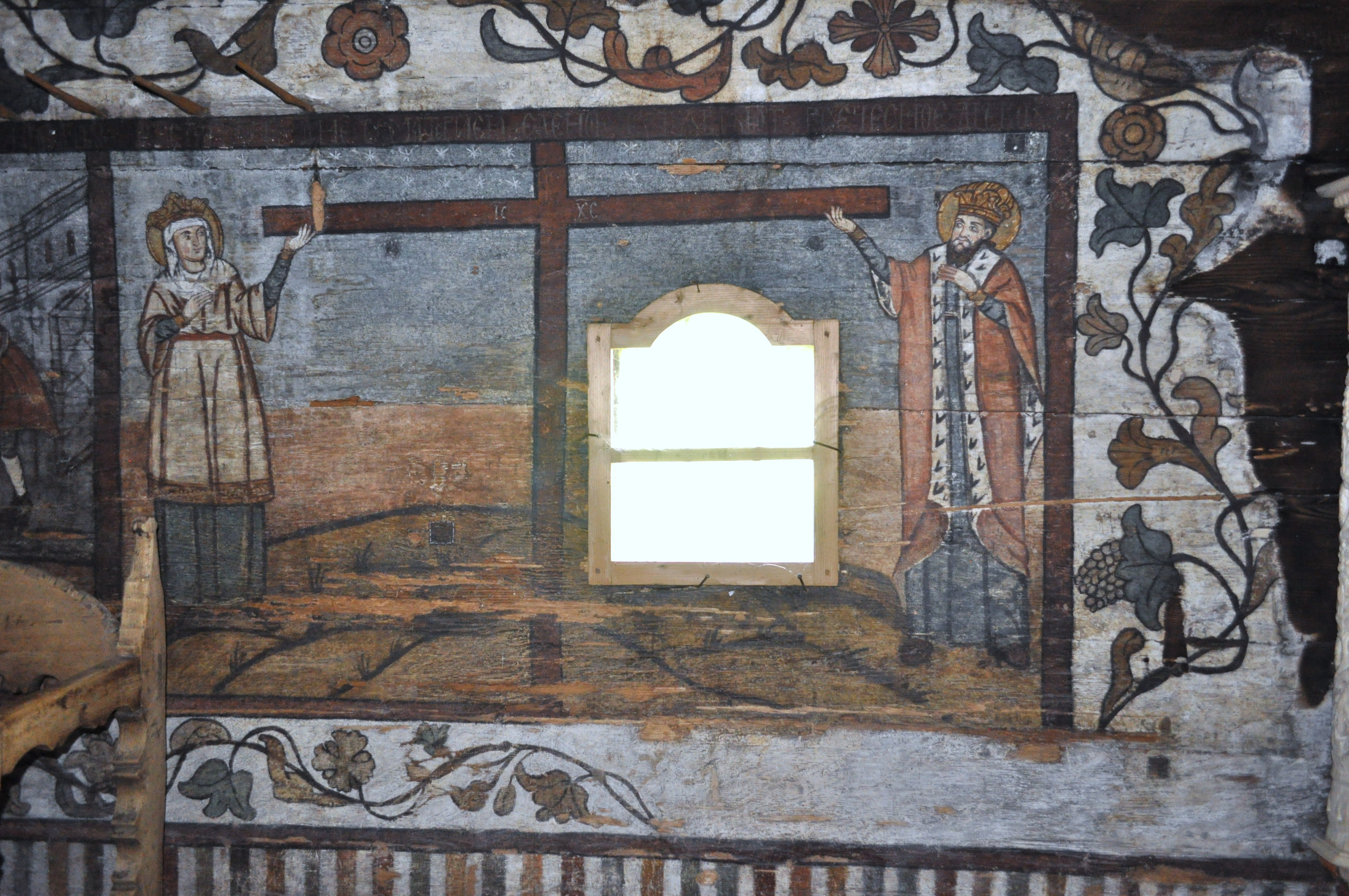
Sfinții împărați Constantin și Elena

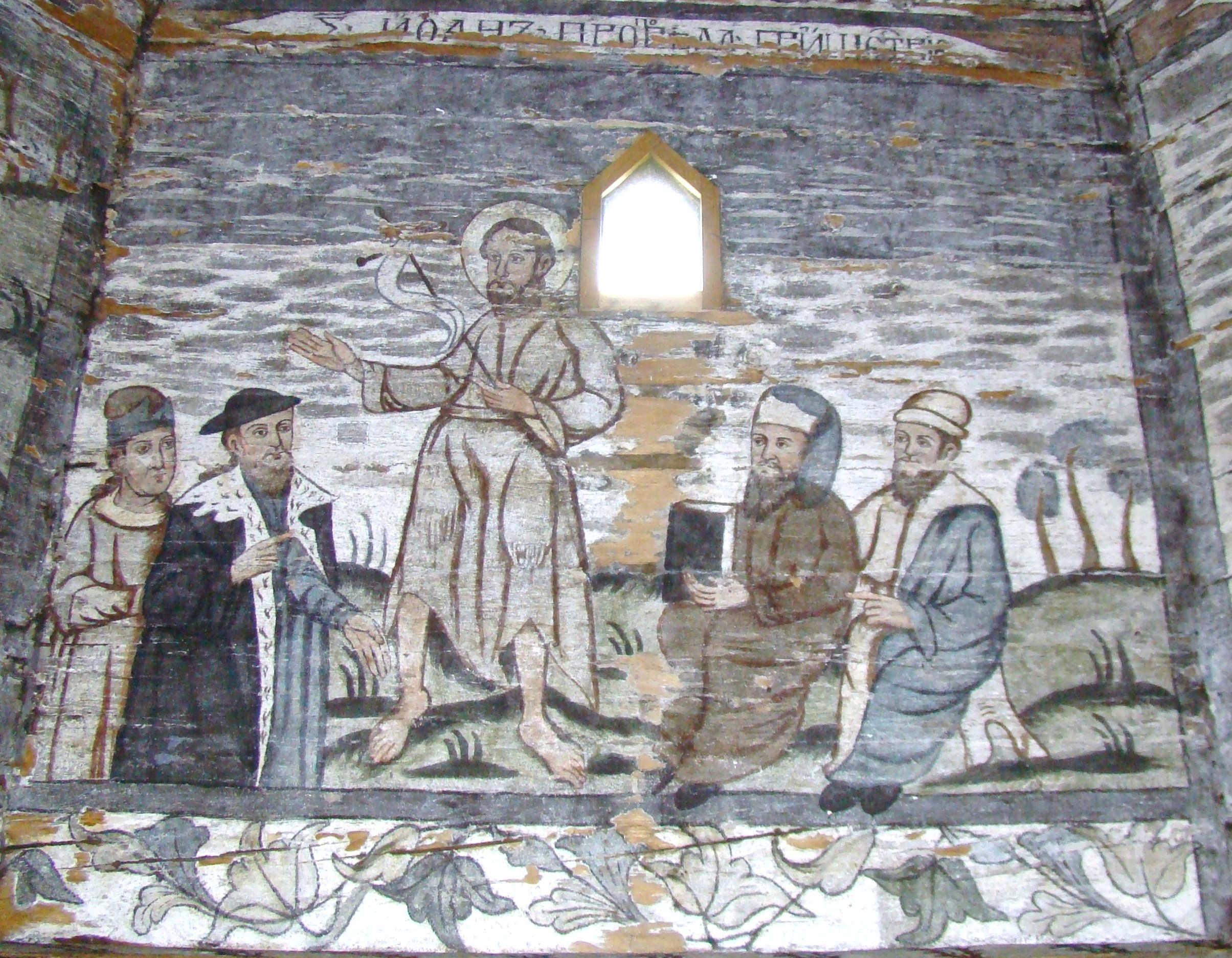
Sfântul Ioan Botezătorul în pustie

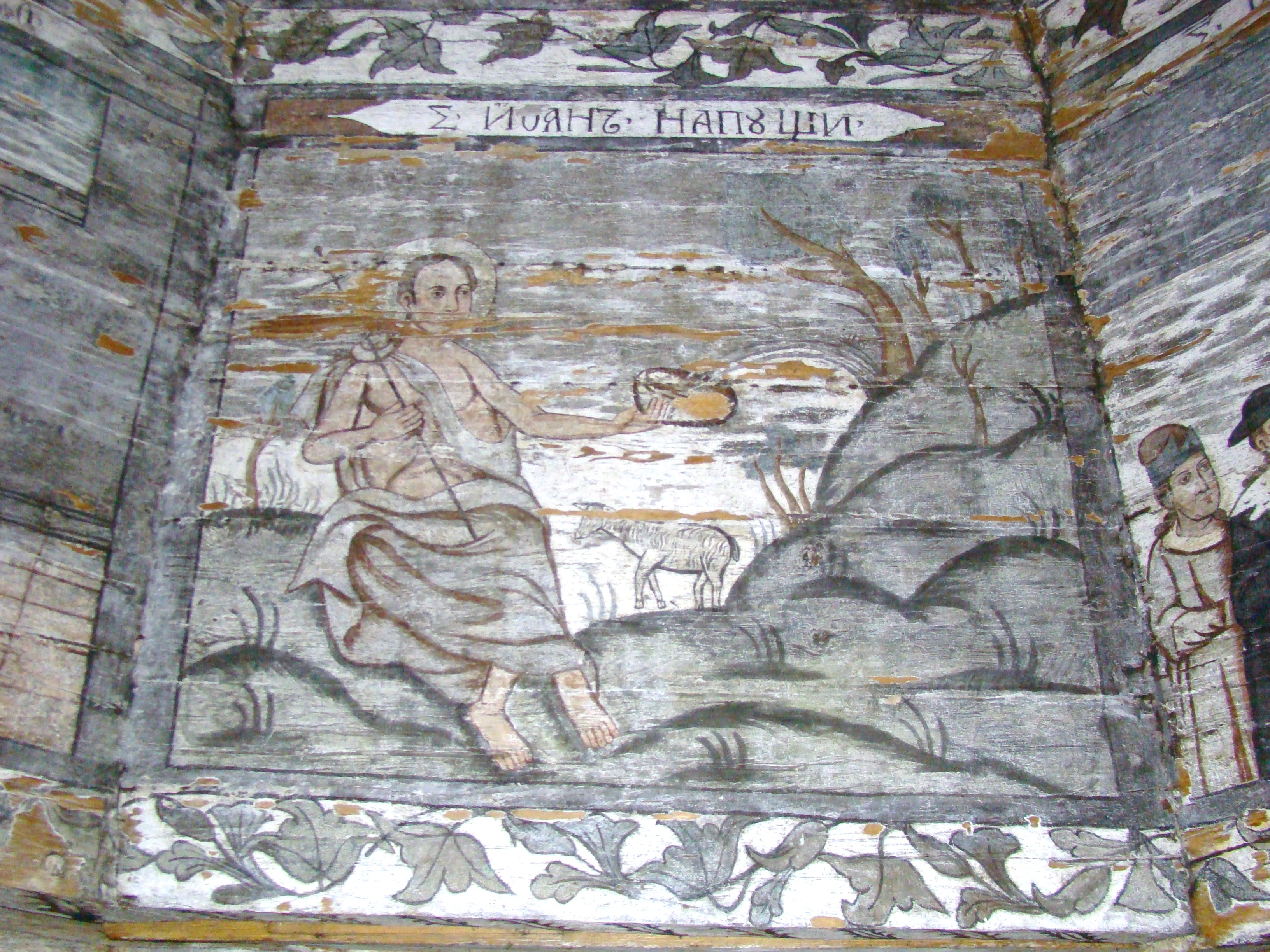
Sfântul Ioan Botezătorul cu crucea și mielul

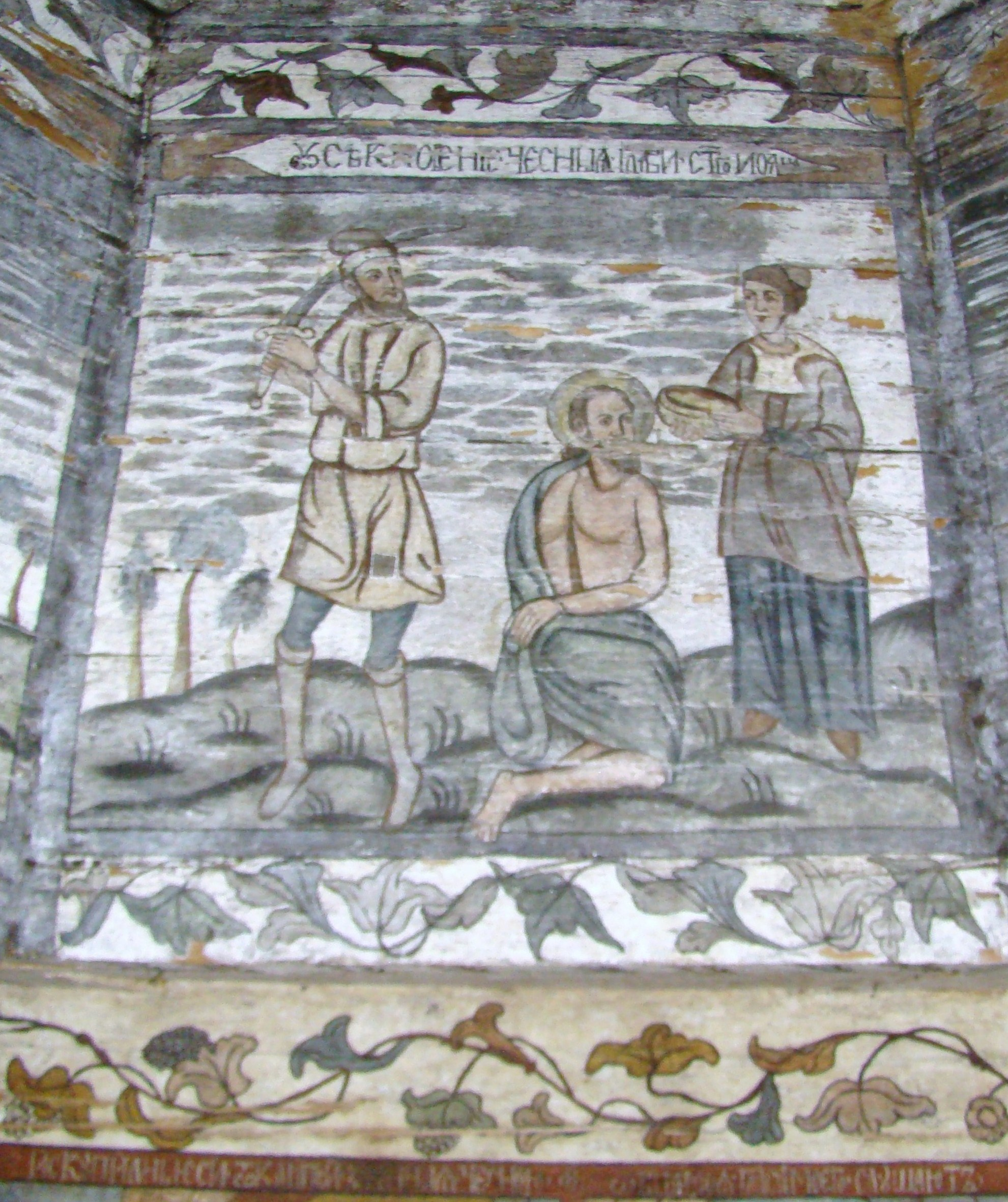
Decapitarea Sfântului Ioan Botezătorul

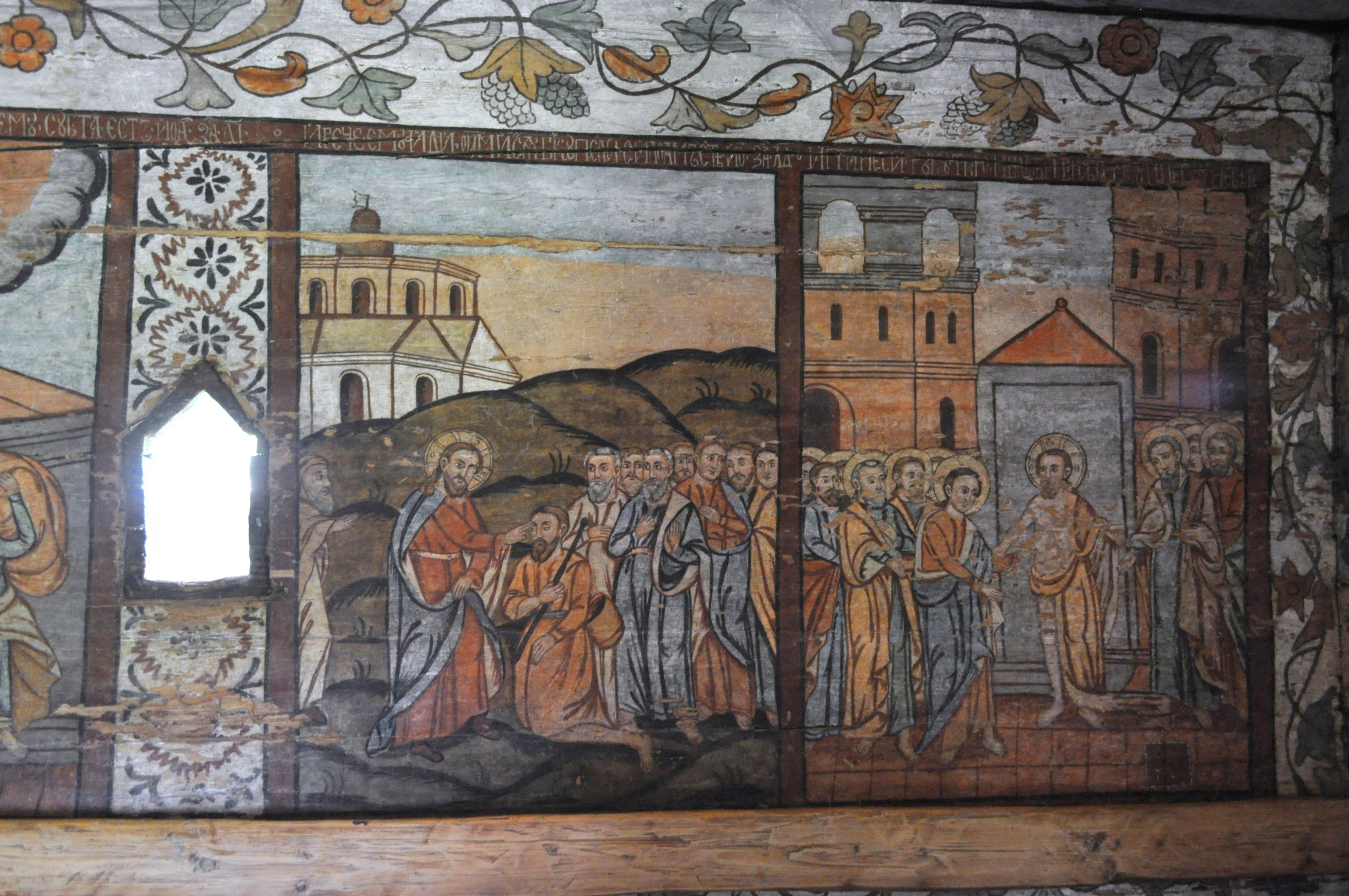
Vindecarea orbului din naștere; Necredința lui Toma

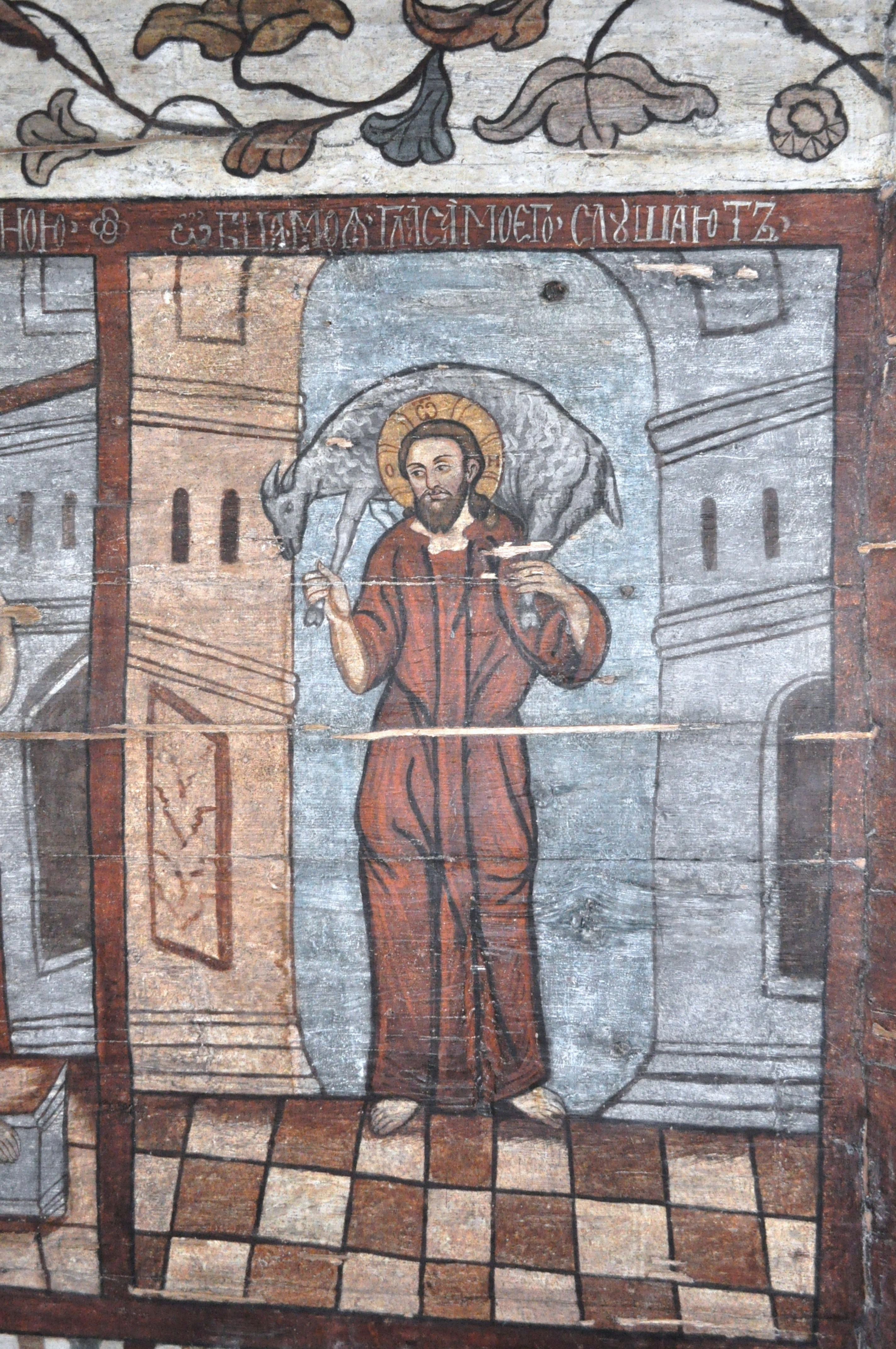
Isus-Bunul păstor

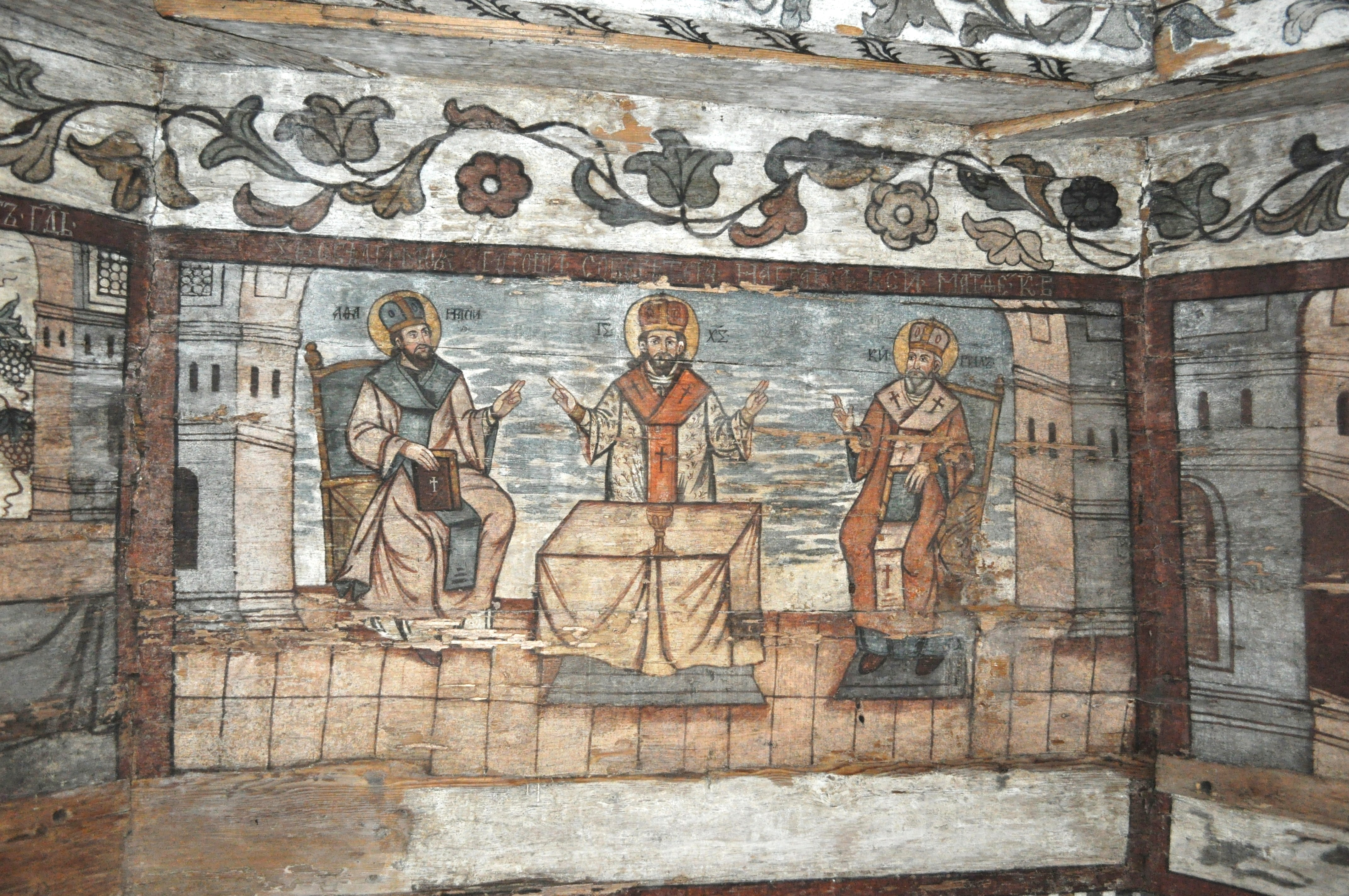
Pictura altarului

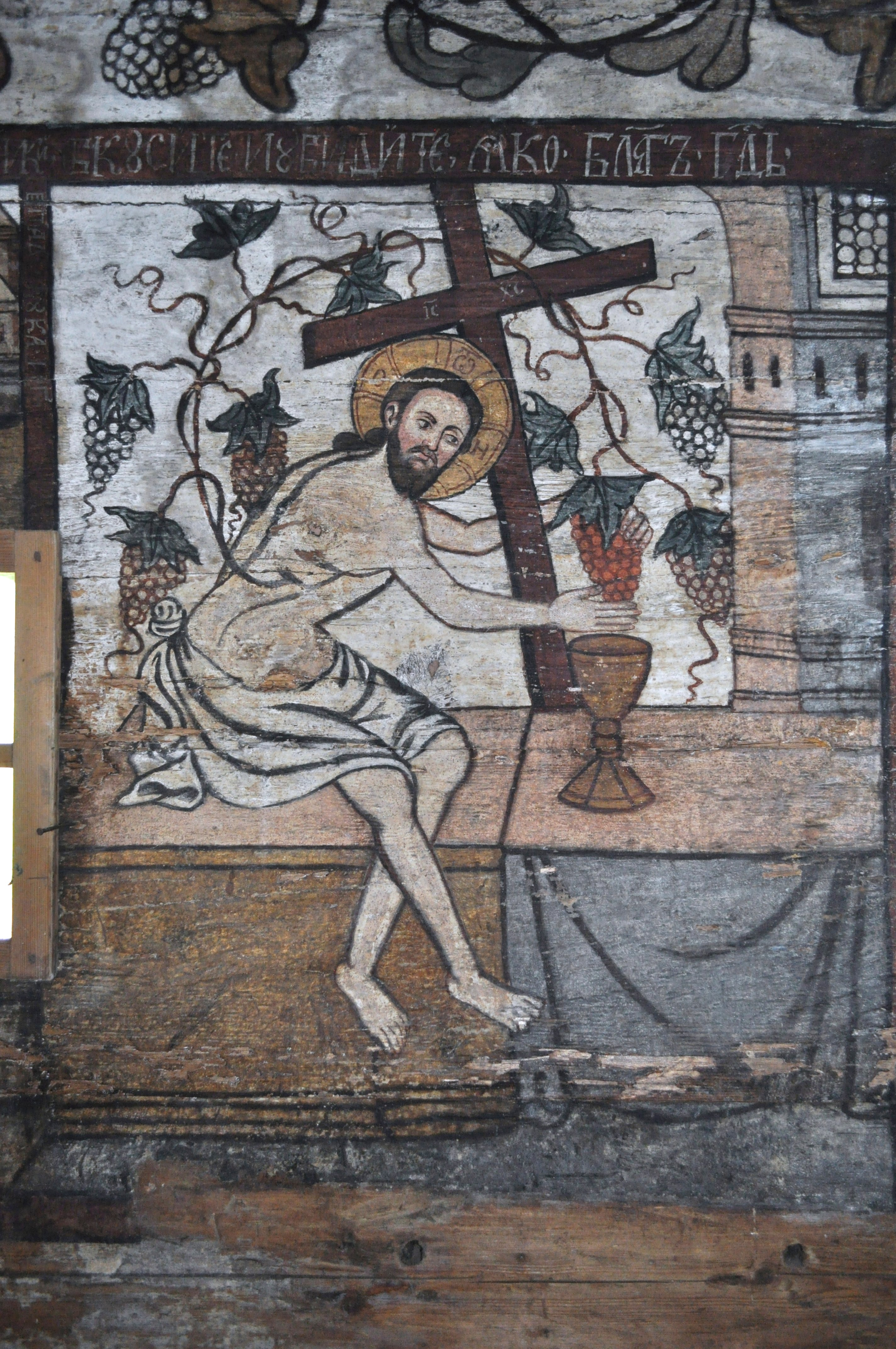
Isus-Viță-de-Vie

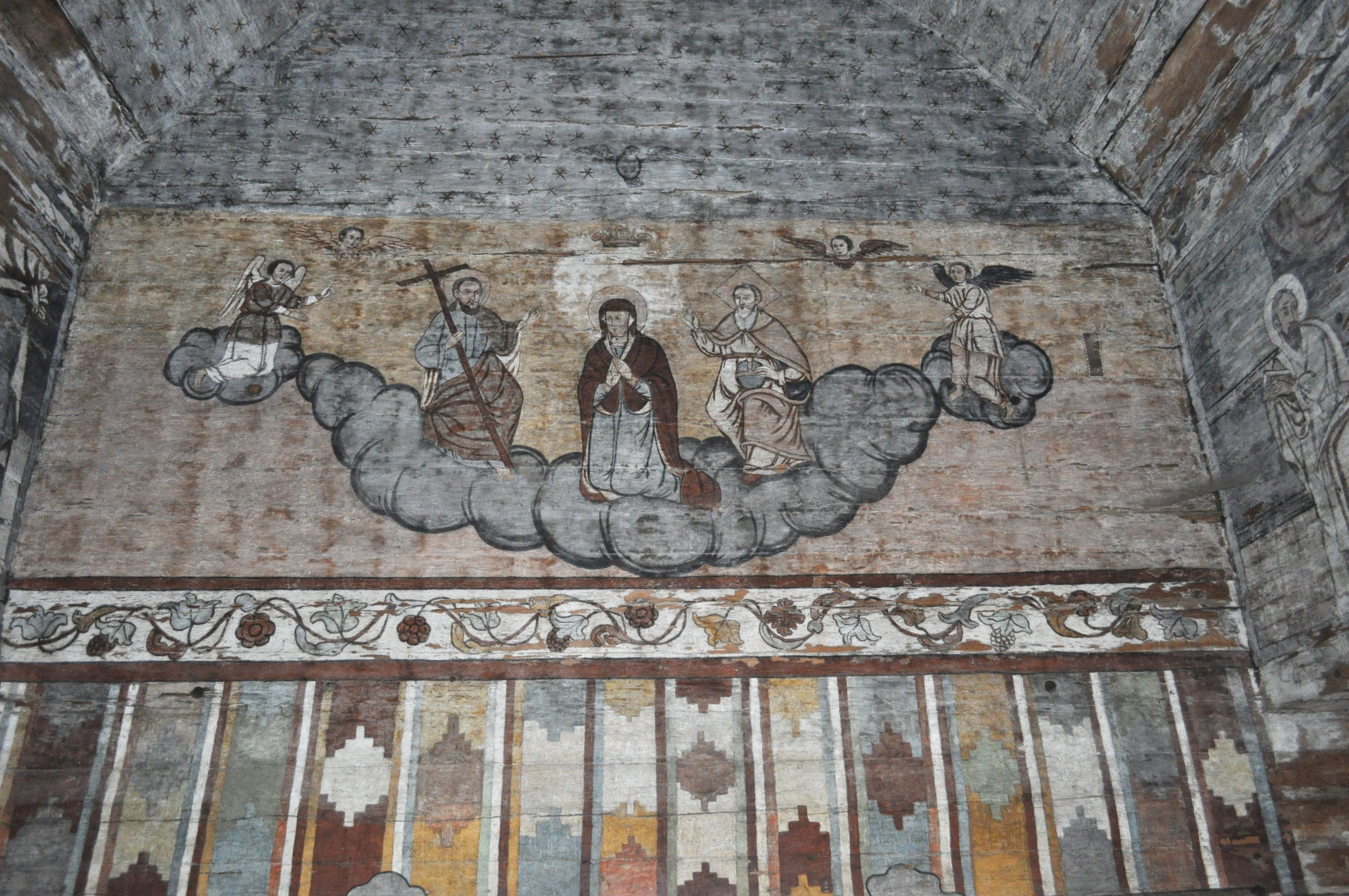
Încoronarea Fecioarei

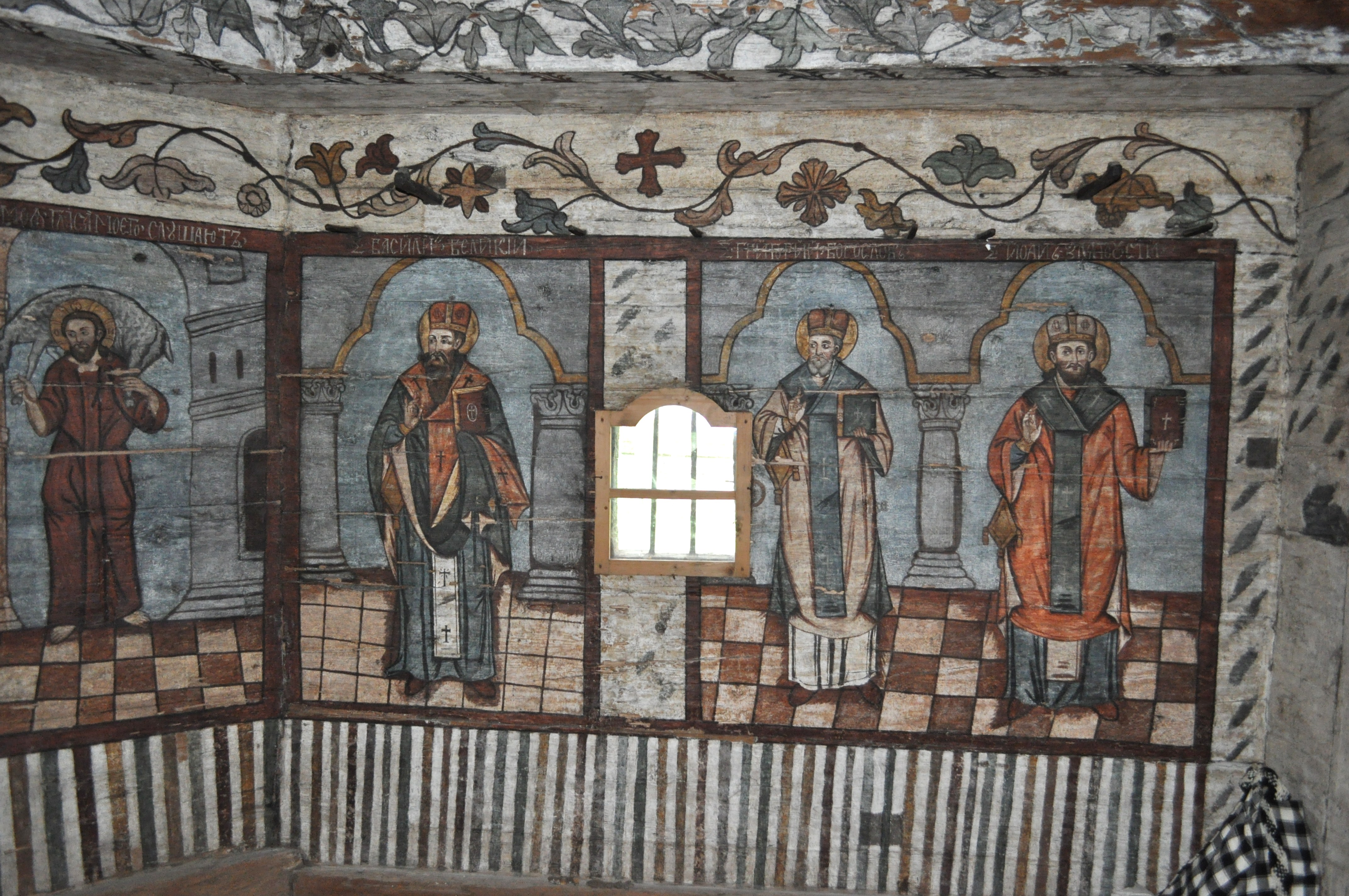
Sf. Vasile cel Mare; Sf. Grigore Teologul; Sf. Ioan Gură de Aur

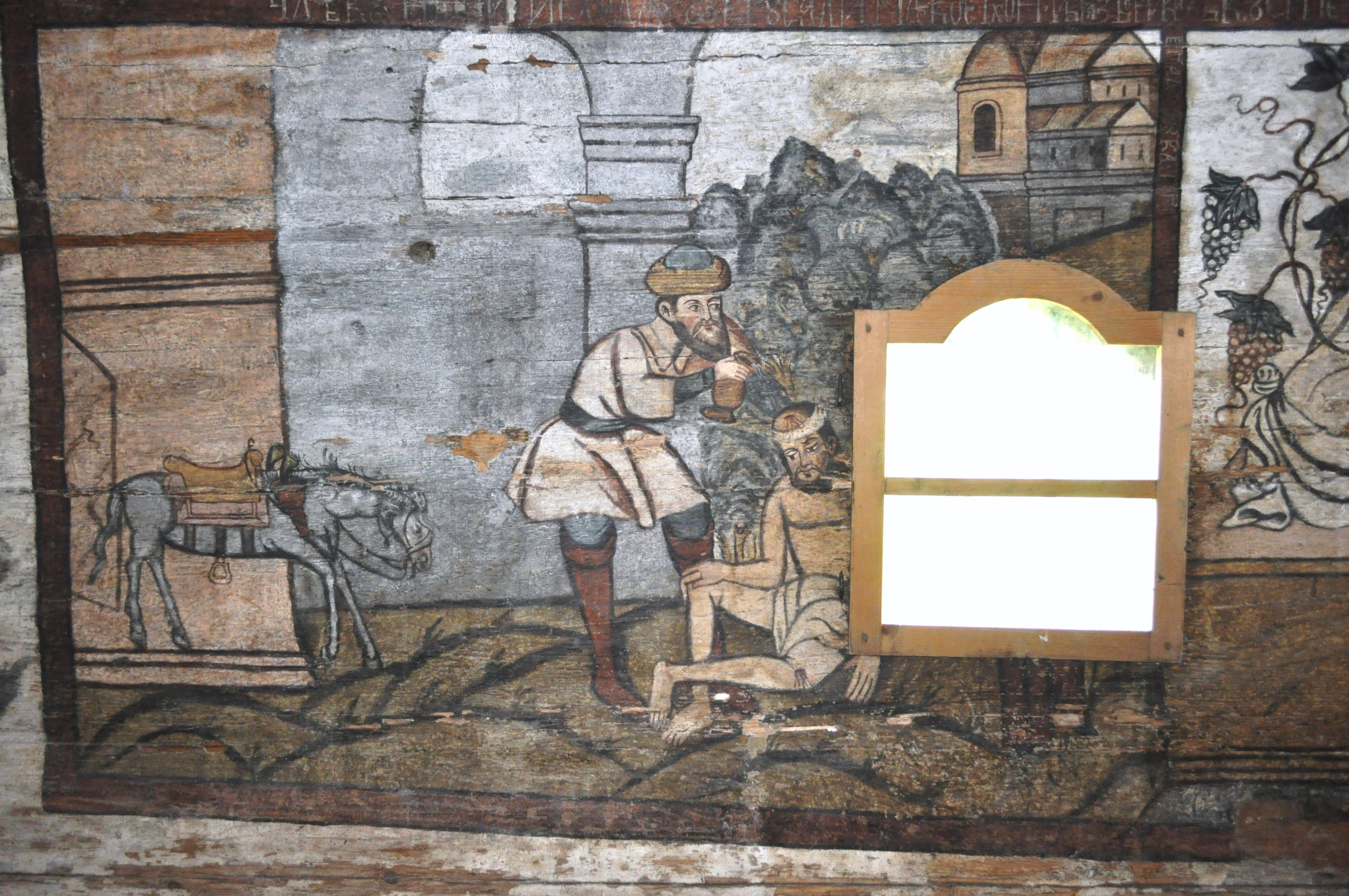
Bunul samarinean

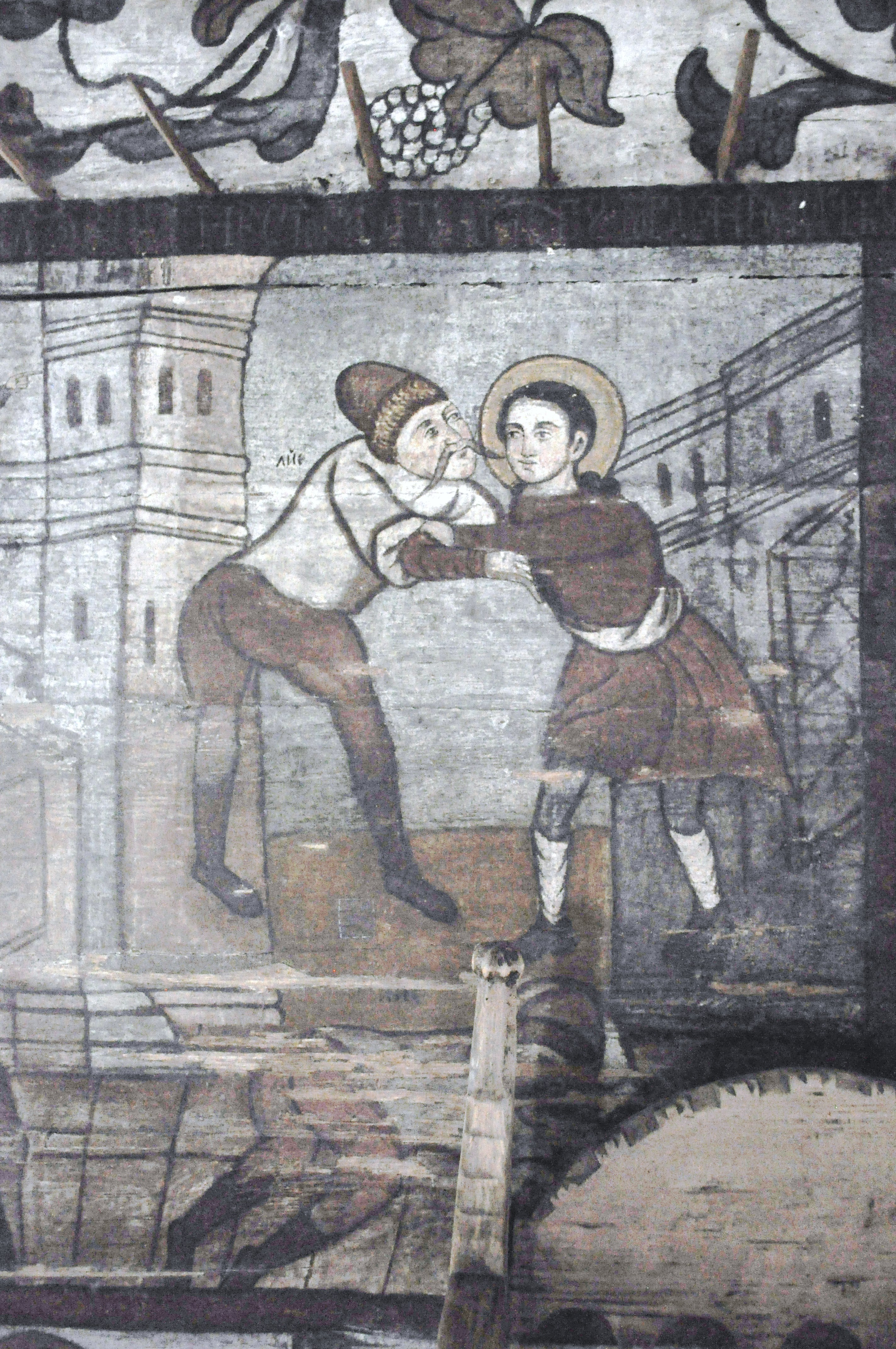
Lupta lui Nestor cu Lie

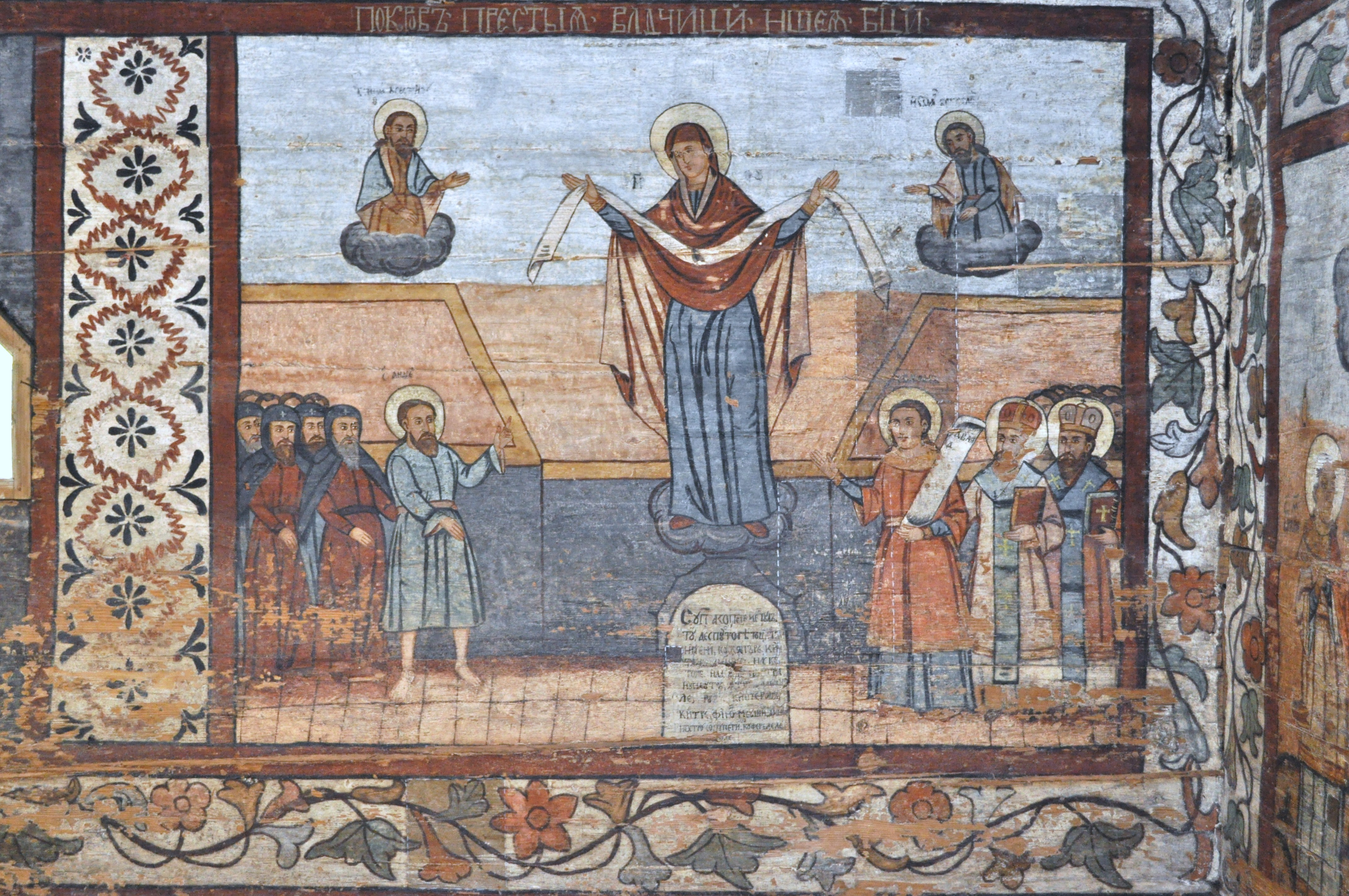
Maica Domnului protectoare

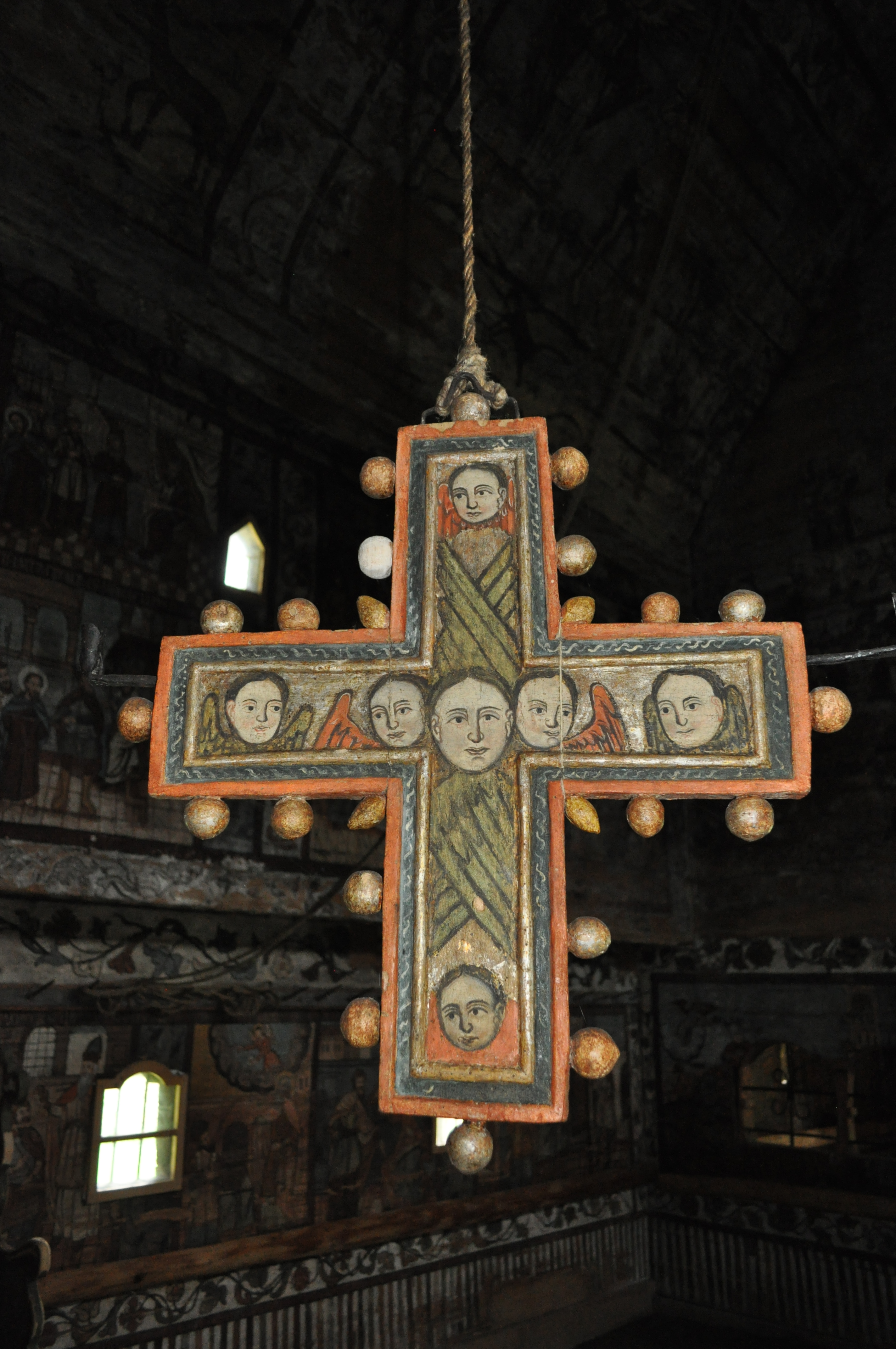
Candelabru

Biserica de lemn Sf. Nicolae din Cuhea (azi Bogdan Vodă, Maramureș) se crede că a fost construită în 1718. Spre deosebire de majoritatea bisericilor maramureșene, aflate pe coline, biserica Sf. Nicolae se află în mijlocul satului, în mijlocul cimitirului vechi. Pereții sunt construiți din bârne cioplite, fără decorațiuni, singura excepție fiind frânghia răsucită sculptată, care înconjoară biserica. Pereții interiori au fost pictați în 1754 la comanda ctitorului nobil Vasile Săpânțan.
Biserica de lemn a fost declarată monument prin Legea nr. 5/2000 privind aprobarea planului de amenajare a teritoriului național. Pe lista din 2010 are codul LMI  MM-II-m-A-04524.

## Istoric
Biserica de lemn cu hramul „Sfântul Nicolae” a fost ridicată la 1718, pe locul celei vechi, arsă de tătari la 1717, este reprezentativă pentru arhitectura bisericilor de lemn de tip maramureșean datorită corpului său rotund, înălțat în două trepte, având acoperișul cu poală dublă, susținut de console extinse în trepte egale, pe sub care se desfășoară o torsadă în relief, ce înconjoară pereții exteriori ai treptei inferioare.
Turnul-clopotniță, foarte zvelt, are foișorul ieșit în afară și parapetul înfundat cu scânduri traforate cu găuri mărunte și dese, iar pe laterale, câte trei arcade ingenios îmbinate, peste care se înalță un coif pătrat la bază, ce continuă octogonal, prelungindu-se cu o cruce simplă din fier forjat.
Ușa de intrare are un ancadrament în formă de acoladă, iar pe portal o frânghie răsucită scoasă discret în relief, ce face legătură cu torsada, care înconjură pereții exteriori ai bisericii, dând unitate ansamblului. Peretele despărțitor între  pronaos și naos are câte trei deschideri în arcadă acoperite cu un grilaj din fier forjat, alături de portalul ușii de trecere, profilat și pictat în culori specifice zonei. Se mai rețin ușile împărătești și jilțul arhieresc, candelabrul, icoanele de lemn și pictura murală, ce lasă să se întrevadă caracterul static al desfășurării epice într-o cromatică deschisă, specifică tuturor bisericilor de lemn maramureșene, în care predomină roșu, albastru și alb puse în evidență de tonurile pastelate de ocru, galben și verzui.
Se mai reține o cruce-candelabru, din cele două, care inițial încadrau candelabrul mare, fixat pe apogeul bolții naosului, exact la mijloc, și câteva icoane pe sticlă, ce fac parte din patrimoniul de valoare al bisericii.

### Preoții greco-catolici din Cuhea
1744-1769, Mariș și fiul lui Dumitru; 1797-1815, Nistor Deac; 1816-1820, Grigoriu Roșca; 1820-1876, Filip Mihalca; 1892-1899,  Mihai Rednic; 1900-1906, Petru Salca, apoi administrator;  Emil Bran, preot în Dragomirești;  1907-1908,  Gavril Dunca; 1908-1919, Arthur Anderco, care s-a mutat apoi în Ieud; 1919-1945 Vasile Dunca.
În data de 19 noiembrie 2002 a fost numit primul preot greco-catolic de după cel de-al doilea război mondial, în persoana lui Ioan Petreuș.

## Pictura
Pictura bisericii din Cuhea este făcută la comanda unui ctitor unic, pan Vasili Samplonțai (Săpânțanu), menționat între anii 1747 și 1788 ca jurat și „solgabirău al orașului de sus”. Portretul ctitorului și jilțul său se păstrează în naosul bisericii. Inscripția amplasată pe rama tabloului este scrisă cu litere chirilice, cu excepția anului care apare în latină „Anno Domini 1754”. Portretul este lucrat într-o tempera grasă și înfățișează un personaj plin de prestanță, văzut din față, cu mâinile întinse în lateral, într-un gest de ctitor.
„Tipul acesta de tablou, caracterizat prin intențiile portretistice, recuzita voit somptuoasă și prezența blazonului nobiliar, al unui ctitor denumit „pan”, într-o inscripție scrisă parțial în latină, ne trimite cu gândul către portretele poloneze ale epocii „sarmatismului”, adică ale acelui curent aristocratic, conservator și cu afluxuri orientale, întrepătruns cu barocul, dar nu confundat cu el, ce a dominat la sfârșitul secolului al XVI-lea și în secolul al XVII-lea în Polonia și în lumea nobiliară ce a venit în contact cu aceasta în Lituania și Bielorusia, în Ucraina, în Ungaria și în Moldova, deci în zone învecinate cu Maramureșul istoric.”—Anca Pop-Bratu, Pictura murală maramureșeană. Meșteri zugravi și interferențe stilistice
Ducând o politică de sprijinire a Bisericii Greco-Catolice, el a adus pentru biserica din Cuhea un pictor care avea să compună unul dintre cele mai complete programe iconografice de tradiție bizantină cunoscute în Maramureșul istoric.
Din pictura de pe bolta naosului nu se mai păstrează decât capete de îngeri și stele. Pe bolta altarului este reprezentată Maica Domnului Platytera, ilustrând dogma întrupării, iar pe pereți două teme complementare, Buna Vestire (la est) și Încoronarea Fecioarei (la vest). În dreptul proscomidiei este pictat Isus-Viță-de-Vie, alături de Bunul Samarinean ca figură a lui Isus. Arhanghelul Mihail, călcând diavolul în picioare, reprezentat pe una din ușile diaconești, este considerat „păzitorul intrărilor și ieșirilor”; în imediata lui apropiere sunt reprezentați arhidiaconii Ștefan și Laurențiu. Din tradiționala teorie a sfinților ierarhi nu lipsesc cei trei autori ai liturghiei (Vasile cel Mare, Grigore Teologul și Ioan Gură de Aur). Scene din ciclul vieții sfântului Ioan Botezătorul își găsesc locul în altar, legate de prevestirea întrupării și de sacrificiul lui Isus.  Această imagine se leagă de oficierea în altar a ritualului de „sacrificare a mielului mistic” , în timpul căruia sunt extrase miride (părticele) triunghiulare adresate intercesorilor, printre care și sfântului Ioan Botezătorul.
Prezența lui Melhisedec, rege-preot din „Vechiul Testament”, este legată de prefigurarea jertfei euharistice.
În naos, pe poalele bolții, sunt înfățișate scene din „Geneză” (Ispita șarpelui și Alungarea din rai, Cain îl ucide pe Abel), cărora li se adaugă Lapidarea sfântului Ștefan.
Pe primele două registre ale pereților naosului sunt povestite detaliat episoadele Patimilor desfășurate de la nord la sud, iar în vest sunt reprezentate scenele Spălarea picioarelor și Cina cea de taină, alături de Învierea lui Lazăr. Pe timpanul peretelui vestic apare o temă rară: Fecioara Maria, cu mâinile întinse protector asupra părinților ei, Ioachim și Ana, încadrați de proorocii Isaia și Ilie.
„În registrele orizontale ale pereților, scenele se înscriu în panouri dreptunghiulare, împărțite prin benzi de culoare cărămizie. Desenul, sumar și stereotip, relevă un stil sec, contrafăcut, ca și cum repetarea acelorași modele ar fi dus la uscarea oricărei emoții. Meșterul își face treaba cu conștiinciozitate, dar nici un sentiment nu reușește să îi încălzească pictura. Personajele, în atitudini țepene și inexpresive, nu comunică unele cu altele; privirea se îndreaptă în gol, izolându-le și mai mult. Fiecare din ele e corect reprezentat, uneori chiar în încercări de stil plastic, dar ansamblul lor, deși perfect unitar și coerent, nu reușește să pară altfel decât lipsit de viață.”—Anca Pop-Bratu, Pictura murală maramureșeană. Meșteri zugravi și interferențe stilistice
Pronaosul are o iconografie mult mai bogată ca de obicei. Pe tavan sunt reprezentate scene din „Vechiul Testament”; la extremitățile tavanului apar capete de îngeri și figurările antropomorfe ale Soarelui și Lunii. Pe peretele vestic se desfășoară tradiționala Judecată de apoi; pe peretele estic, în registrul superior apare Sfânta Treime, căreia i se alătură și Maica Domnului, iar de o parte și de alta se înșiruie cei doisprezece apostoli.
Judecata de apoi îl înfățișează în centrul compoziției pe Isus în mandorlă, îmbrăcat în veșmintele patimilor, încadrat de Maica Domnului și Ioan Botezătorul, în Deisis; de o parte și de alta a acestora se află îngeri și apostoli, plutind pe nori; mai jos apar Adam și Eva îngenuncheați, iar în dreapta lor are loc Psychostasia; din stânga începe focul iadului cu reprezentarea damnaților și a diferitelor cazne la care sunt supuși aceștia, în funcție de păcatul comis.
„Raiul e simbolizat printr-o biserică, pe care apostolul Petru, cu cheile în mâini, se pregătește să o deschidă, înăuntru se află cei trei patriarhi cu sufletele drepților în brațe și „bunul tâlhar” care, răstignit în dreapta mântuitorului, s-a pocăit în ultimul ceas al vieții sale. Probabil datorită semnificației sale funerare este înfățișată în pronaos scena Înălțării sfântului Ilie, alături de hrănirea proorocului deșert, ambele imagini fiind simboluri ale sufletului salvat datorită îndurării divine.”—Anca Pop-Bratu, Pictura murală maramureșeană. Meșteri zugravi și interferențe stilistice
Iconografia pronaosului este completată prin prezența câtorva pilde și minuni: Dumineca samarinencii, Pilda bogatului căruia i-a rodit țarina, Vindecarea orbului și Necredința lui Toma.
Inscripțiile scenelor sunt scrise parțial în română, parțial în slavonă, dar atât de incorect, încât sunt adesea indescifrabile.

## Imagini din exterior

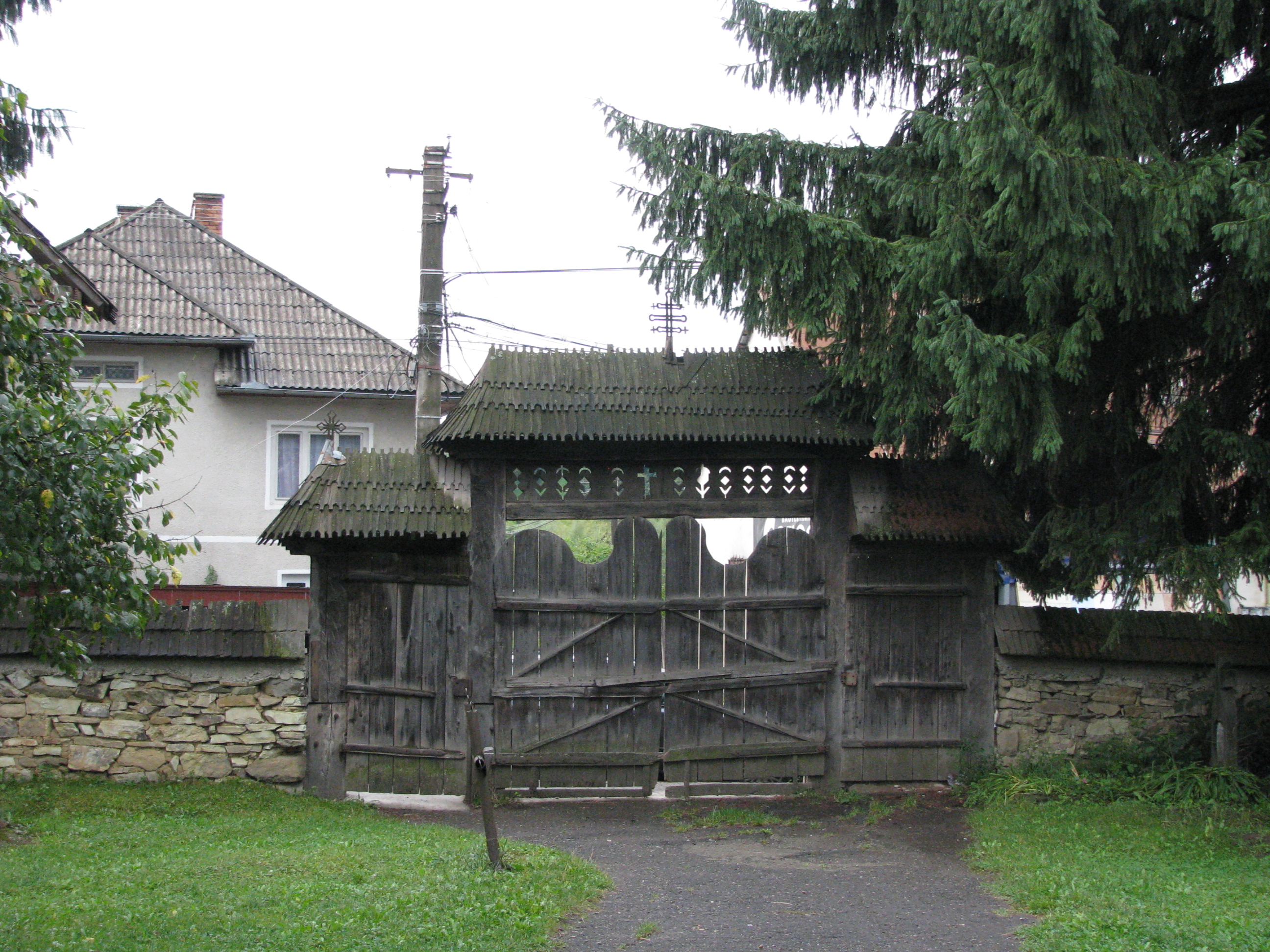
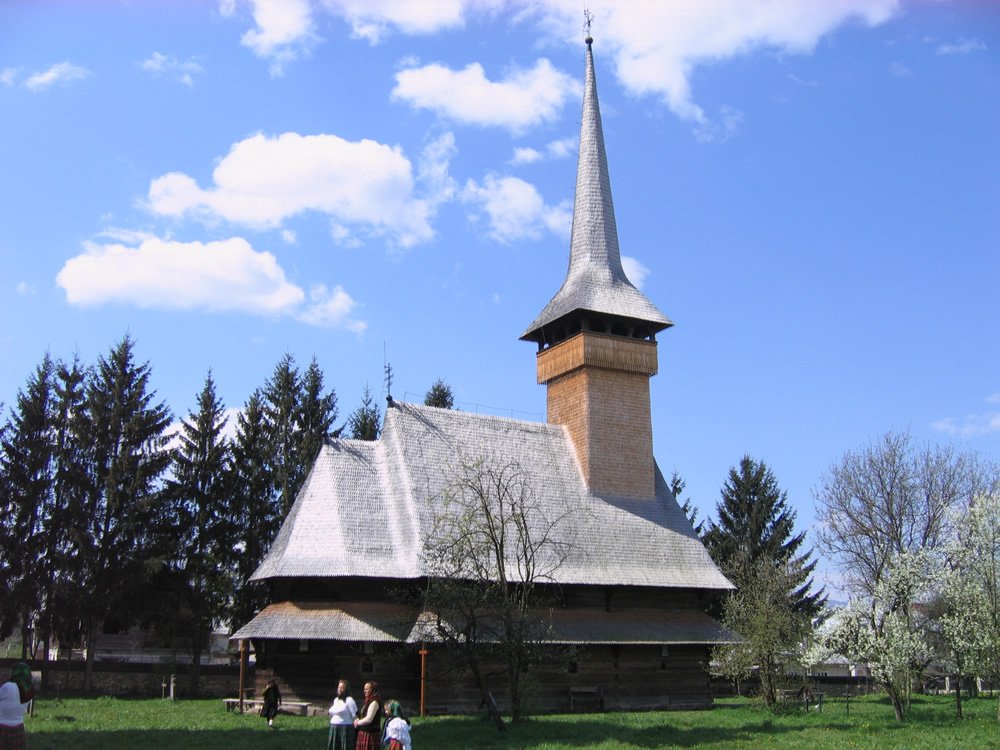
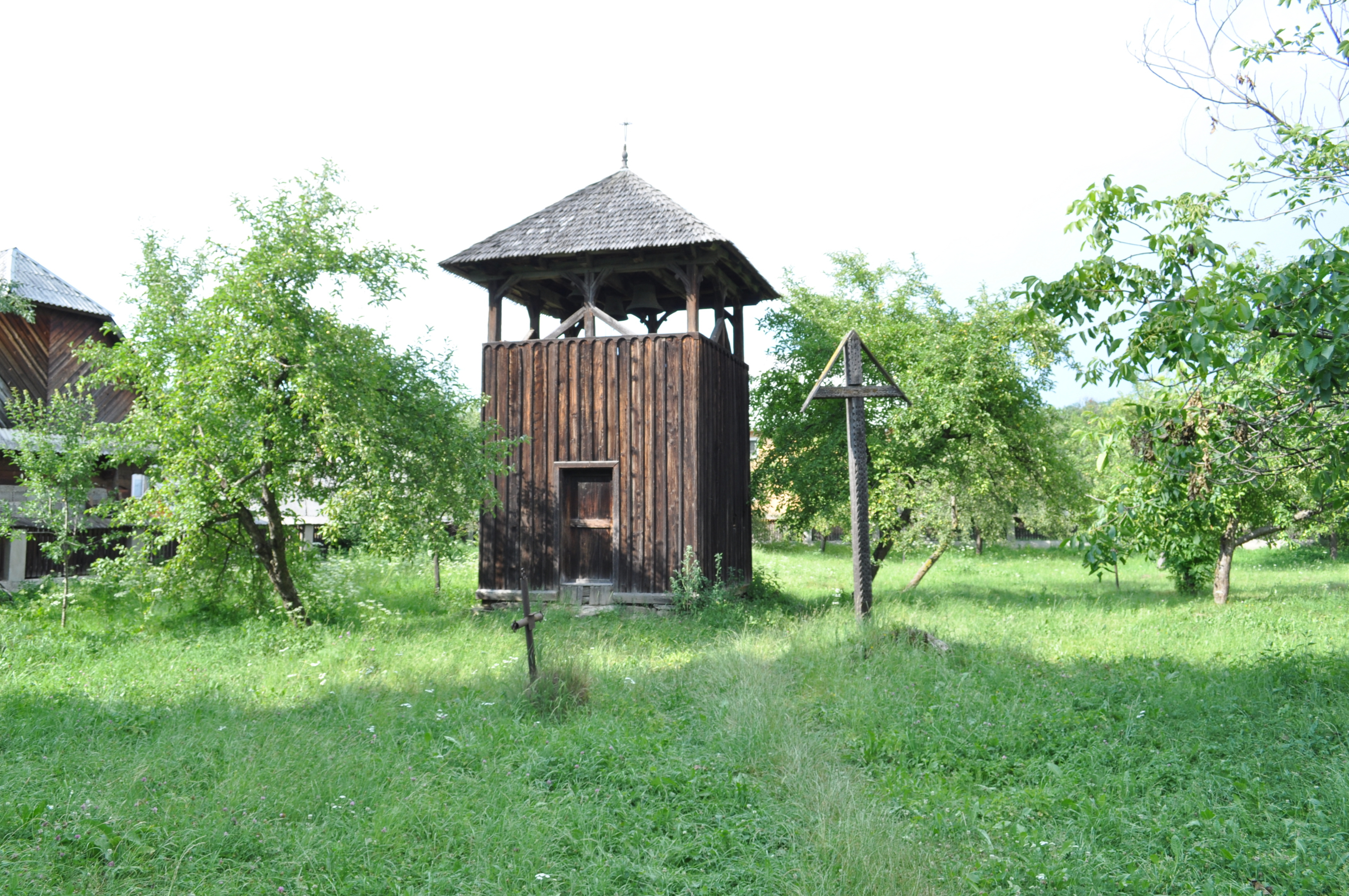
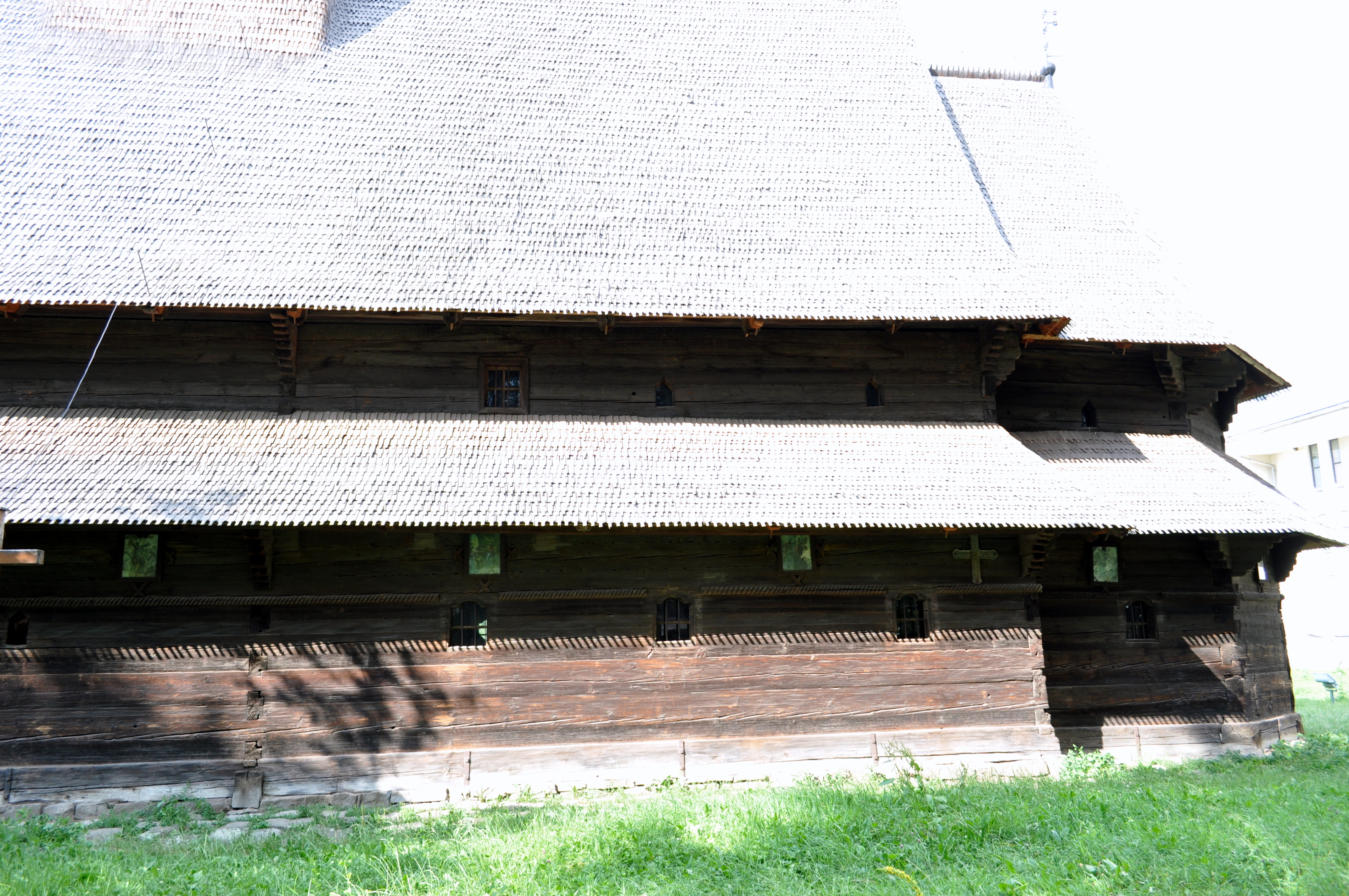
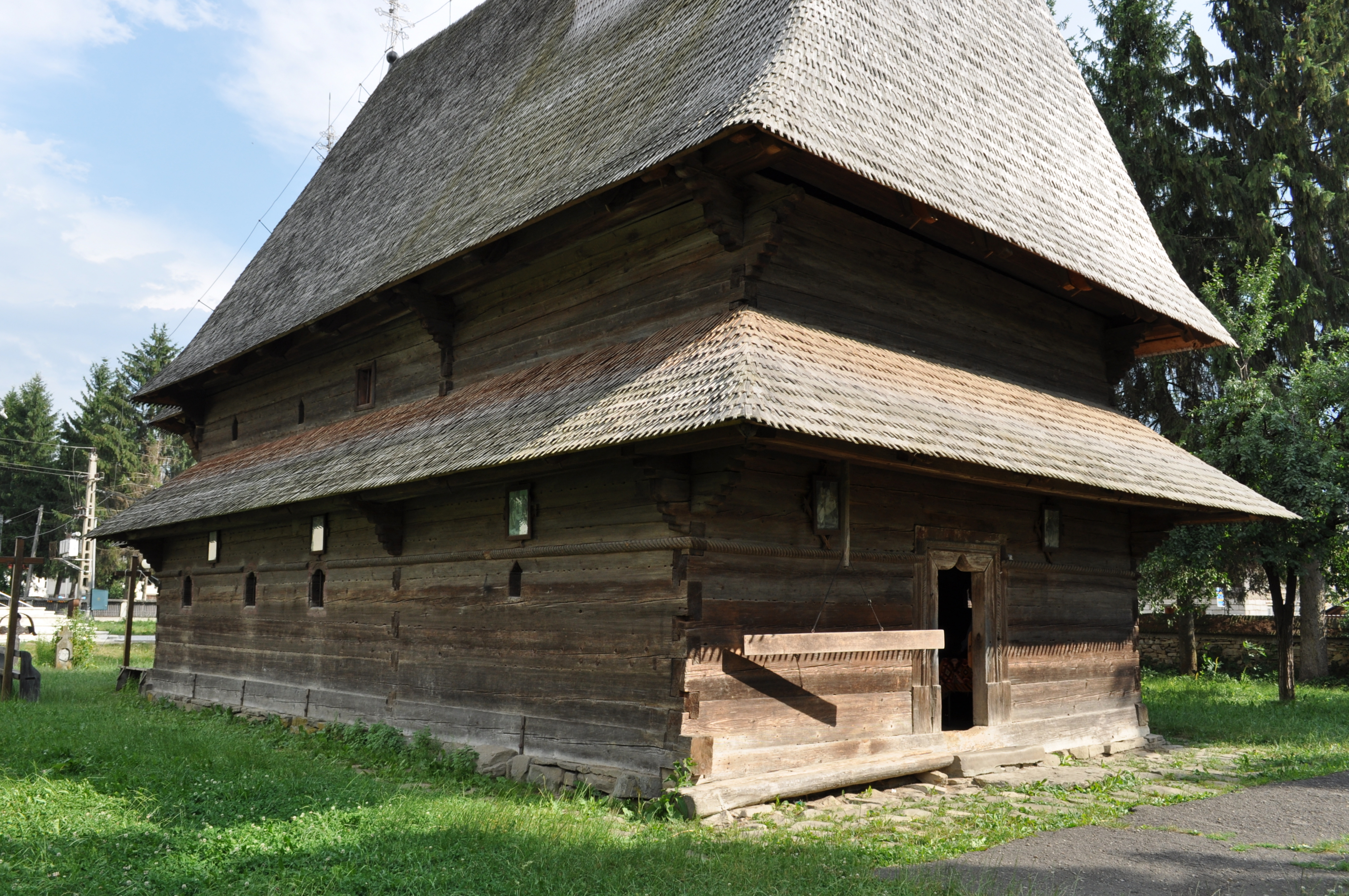
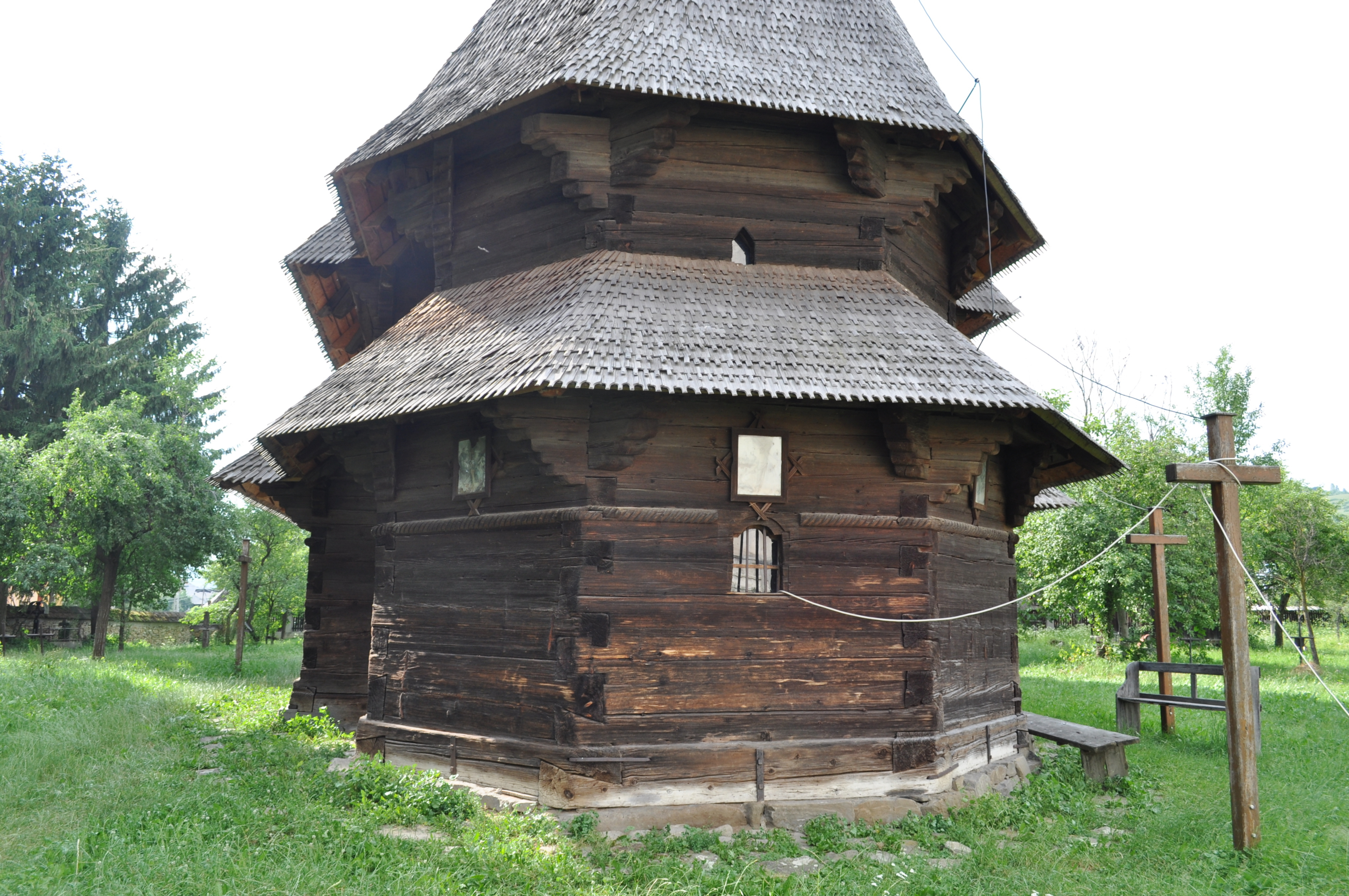
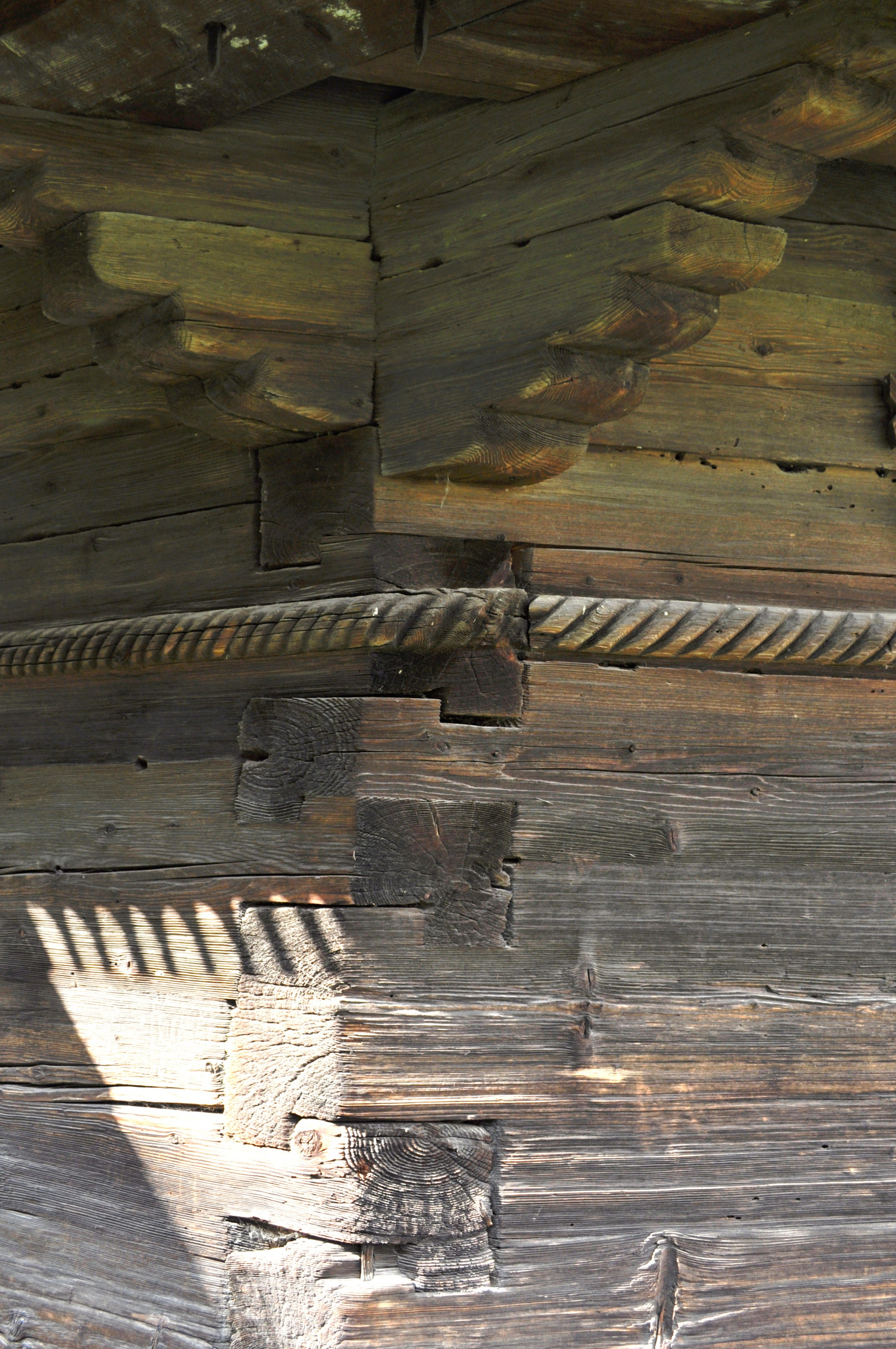
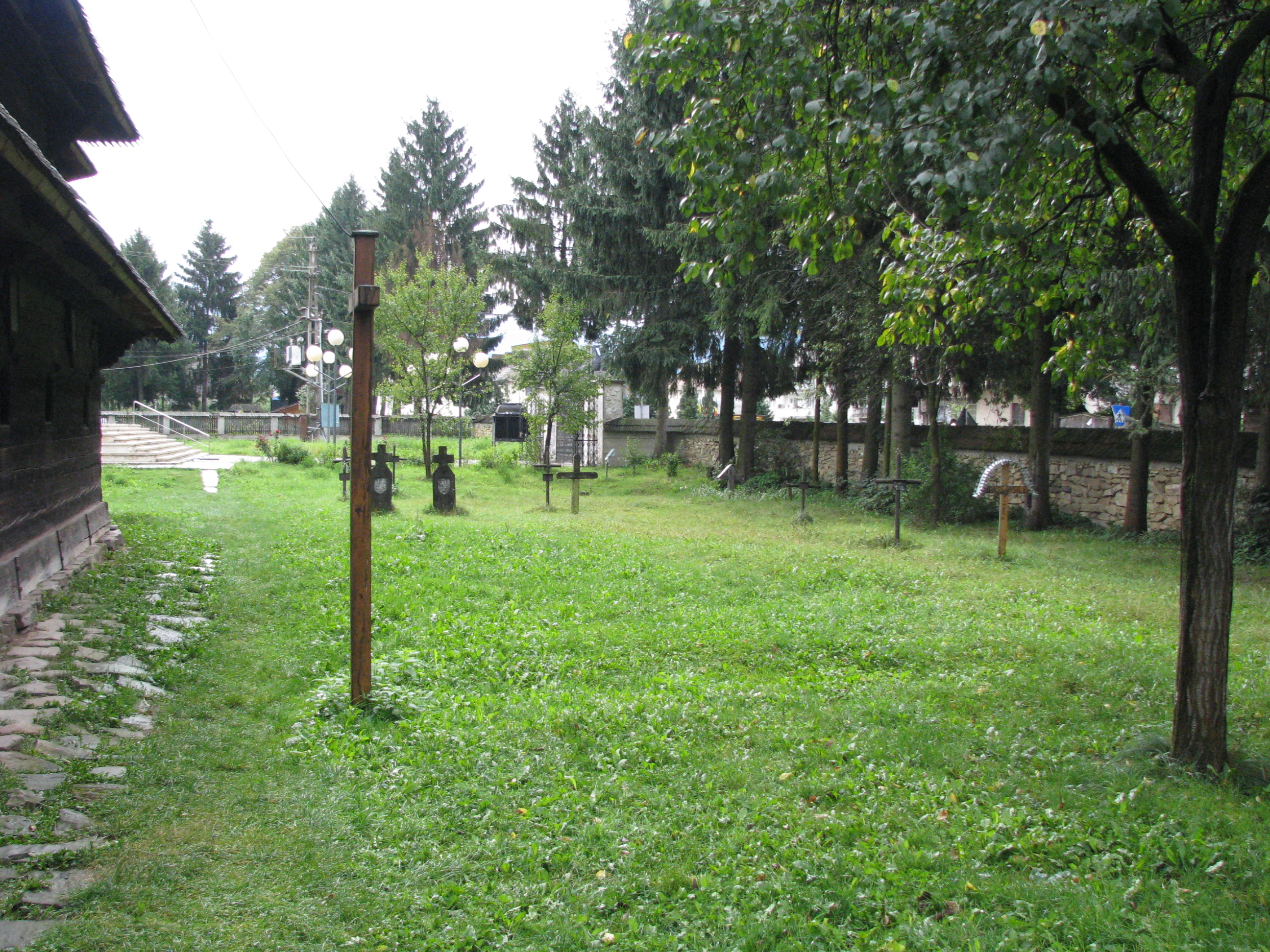
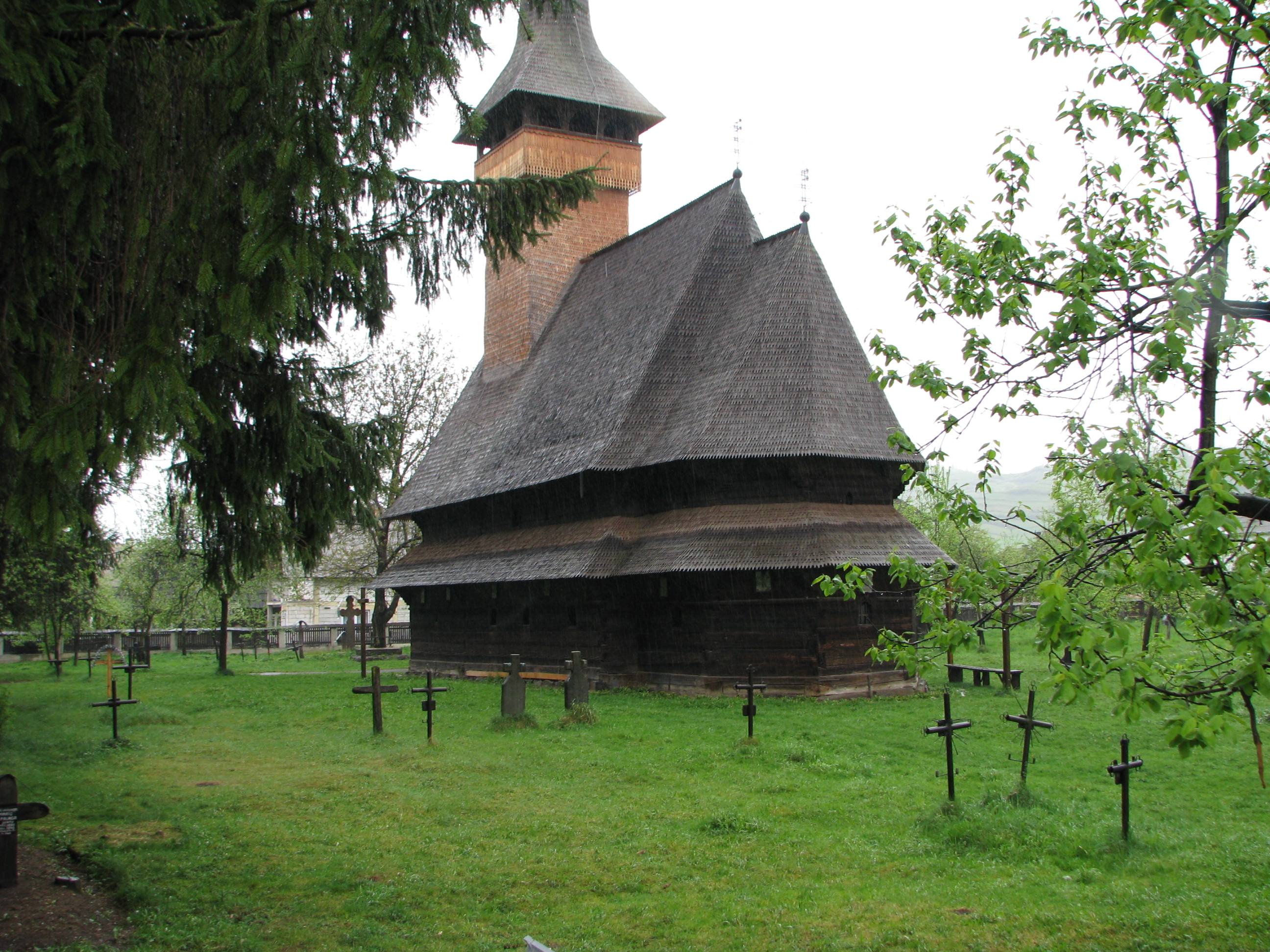
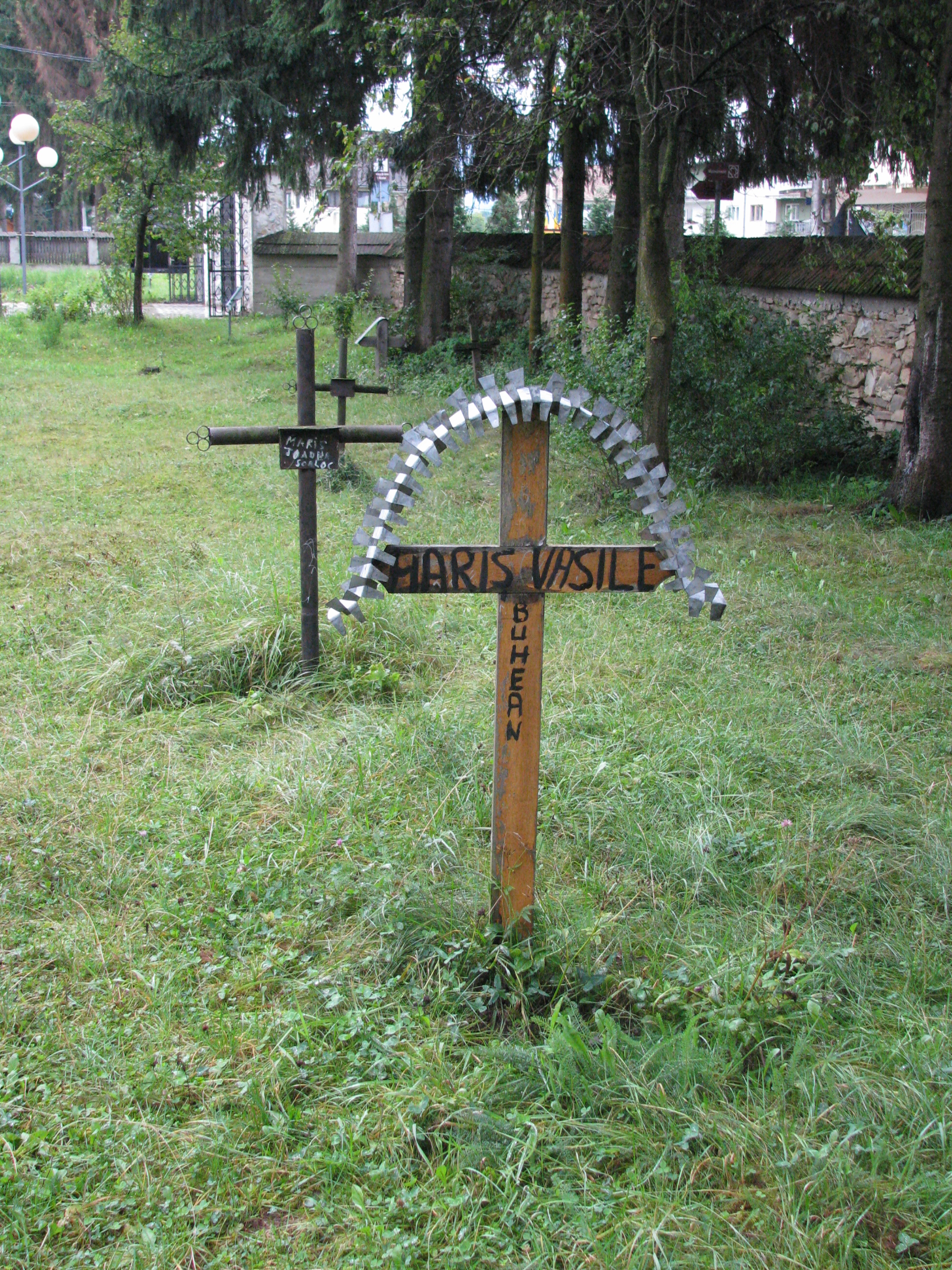
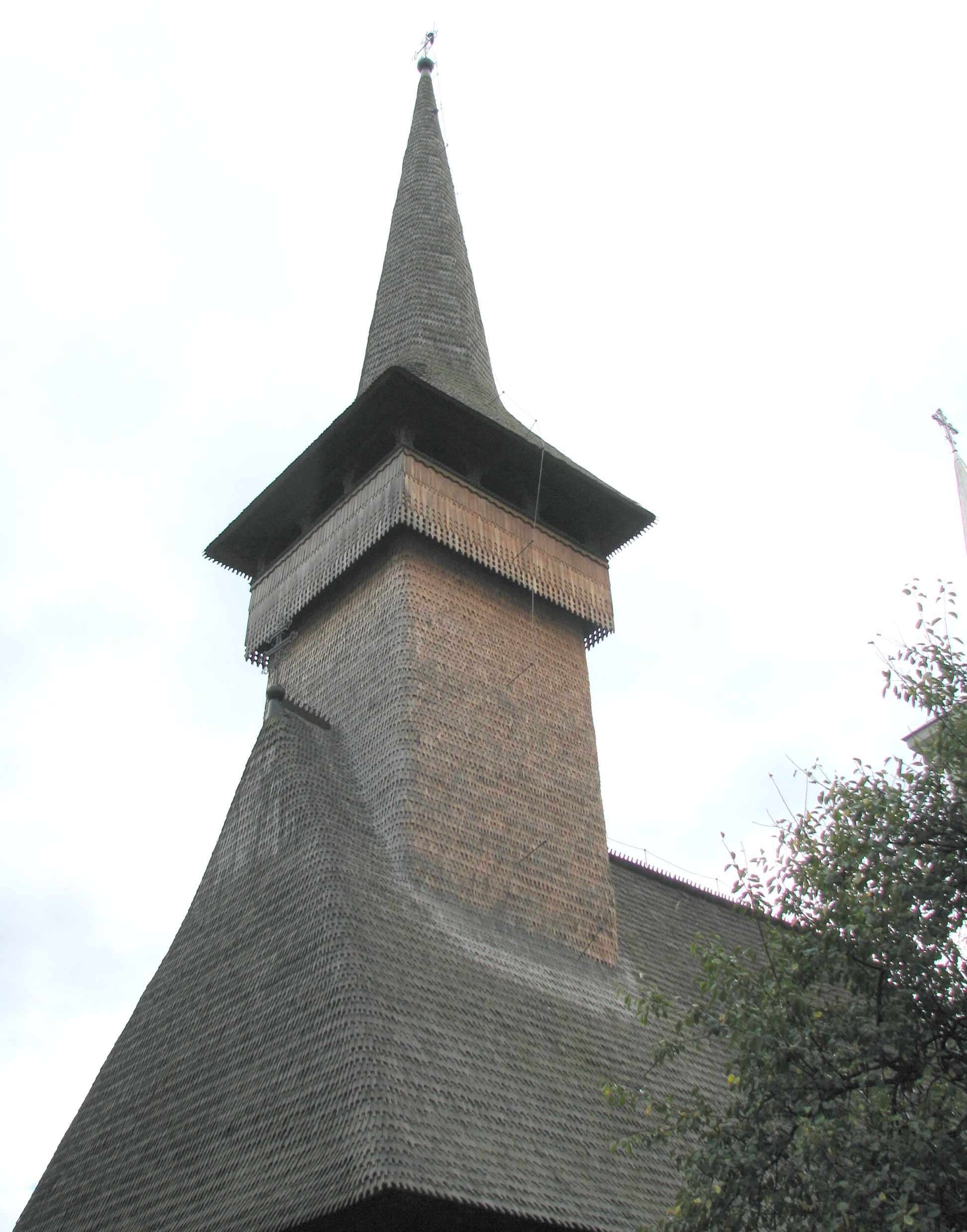
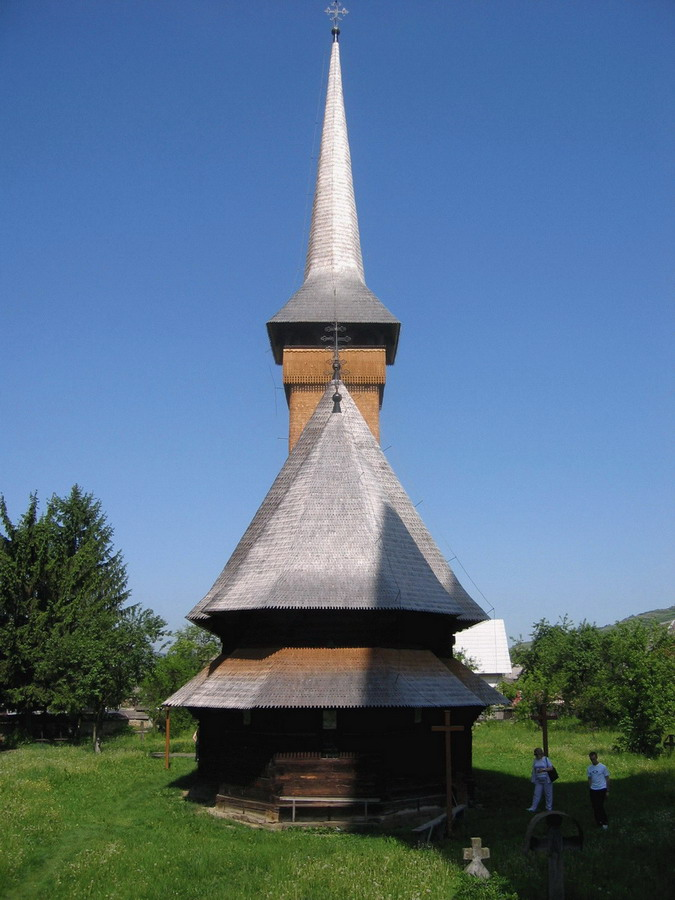
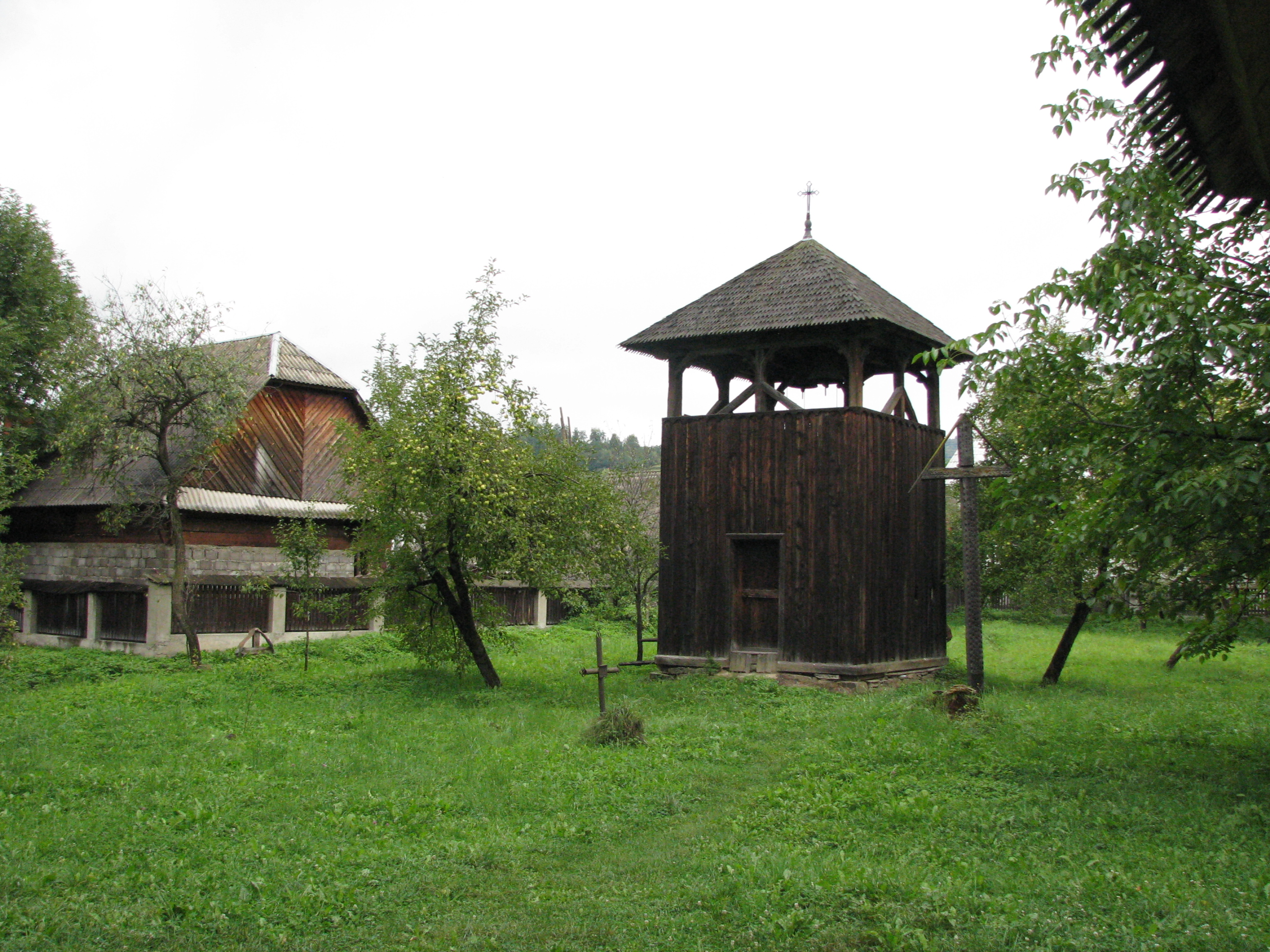

## Restituirea bisericii către comunitatea greco-catolică
În data de 19 noiembrie 2013 Curtea Europeană a Drepturilor Omului a dat câștig de cauză comunității greco-catolice din Bogdan Vodă și a condamnat Statul Român pentru faptul că nu a dus la bun sfârșit executarea hotărârii judecătorești conform căreia credincioșii greco-catolici să se poată ruga în biserică.

## Imagini din interior

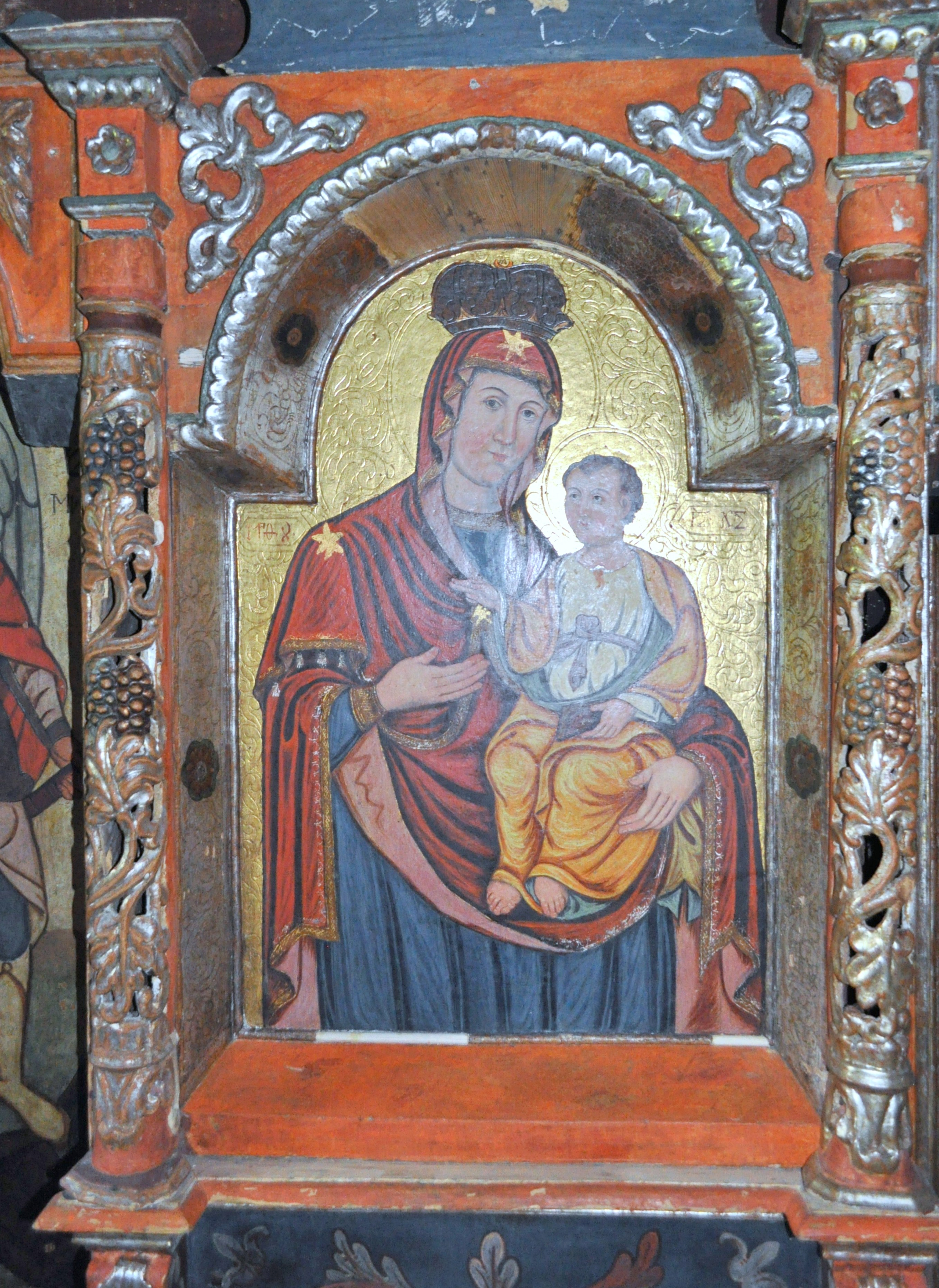
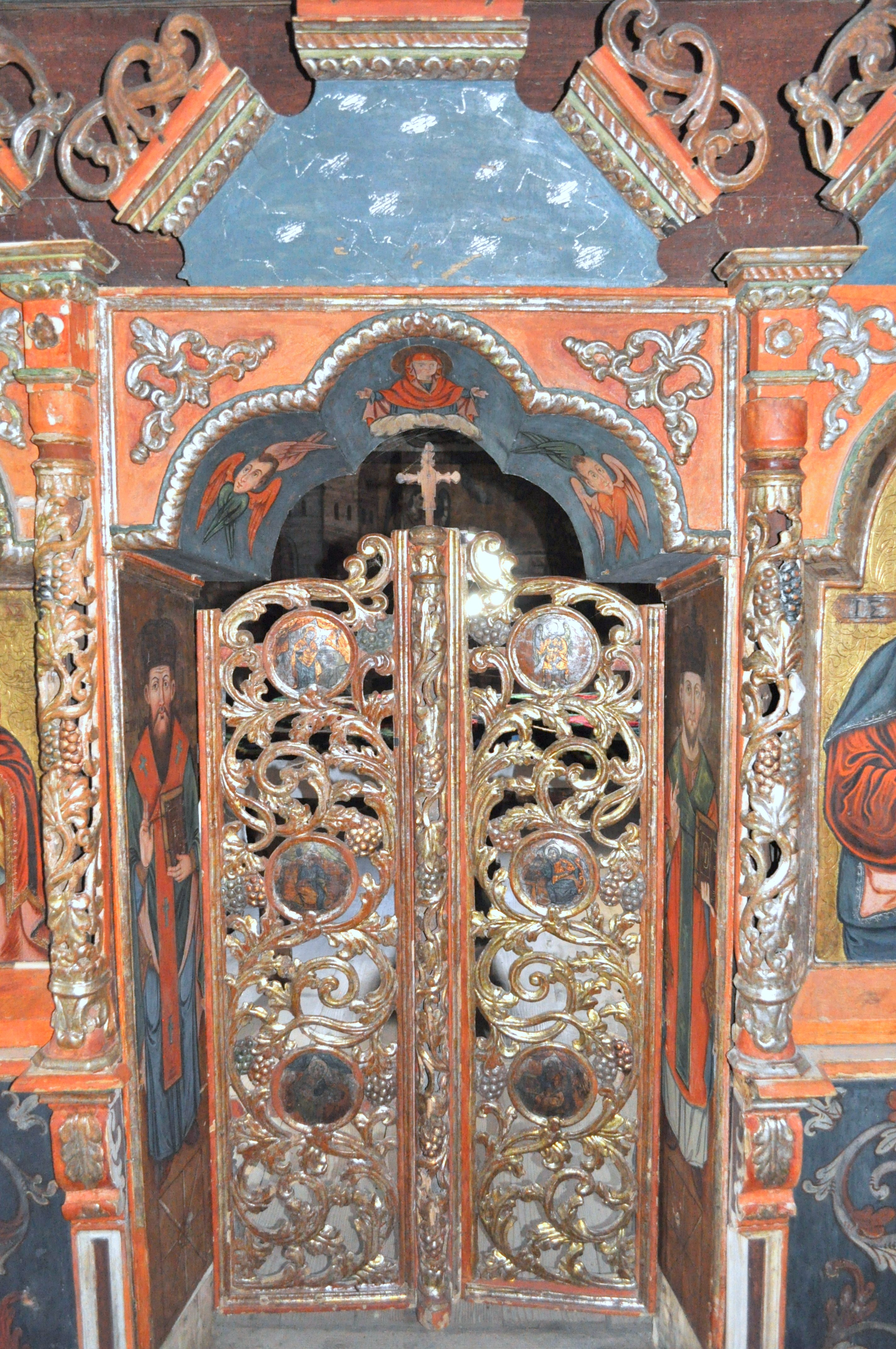
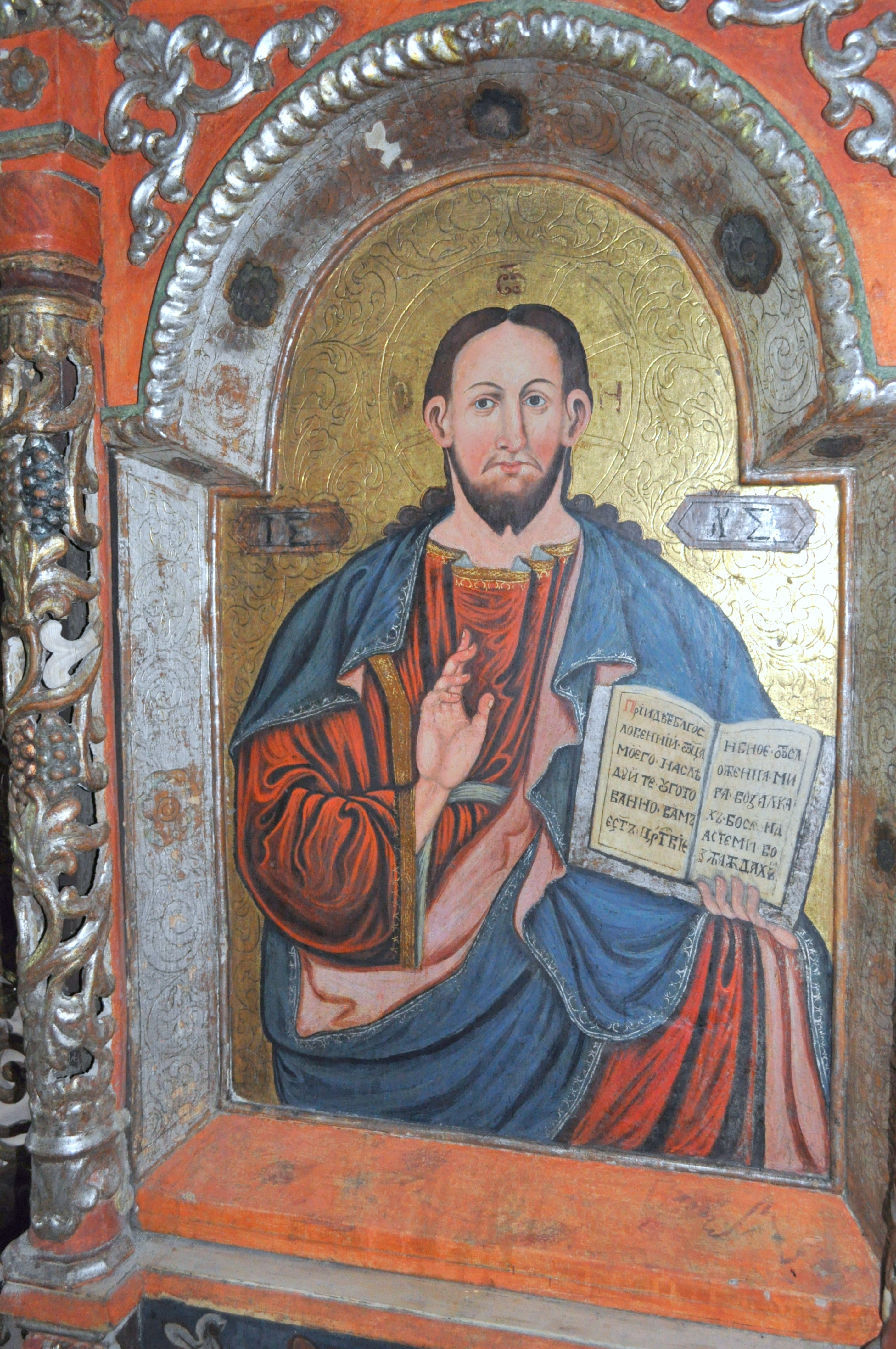
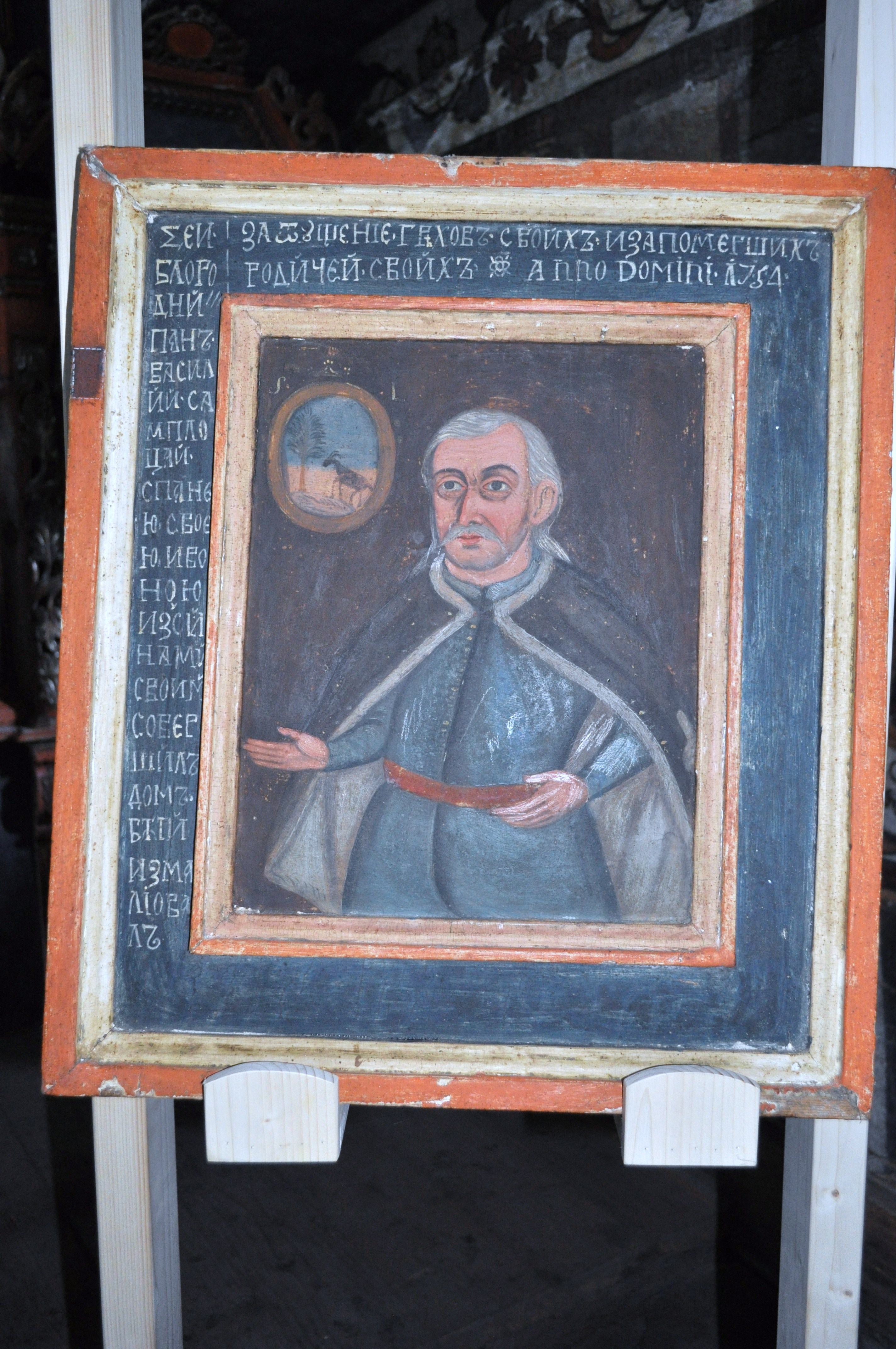
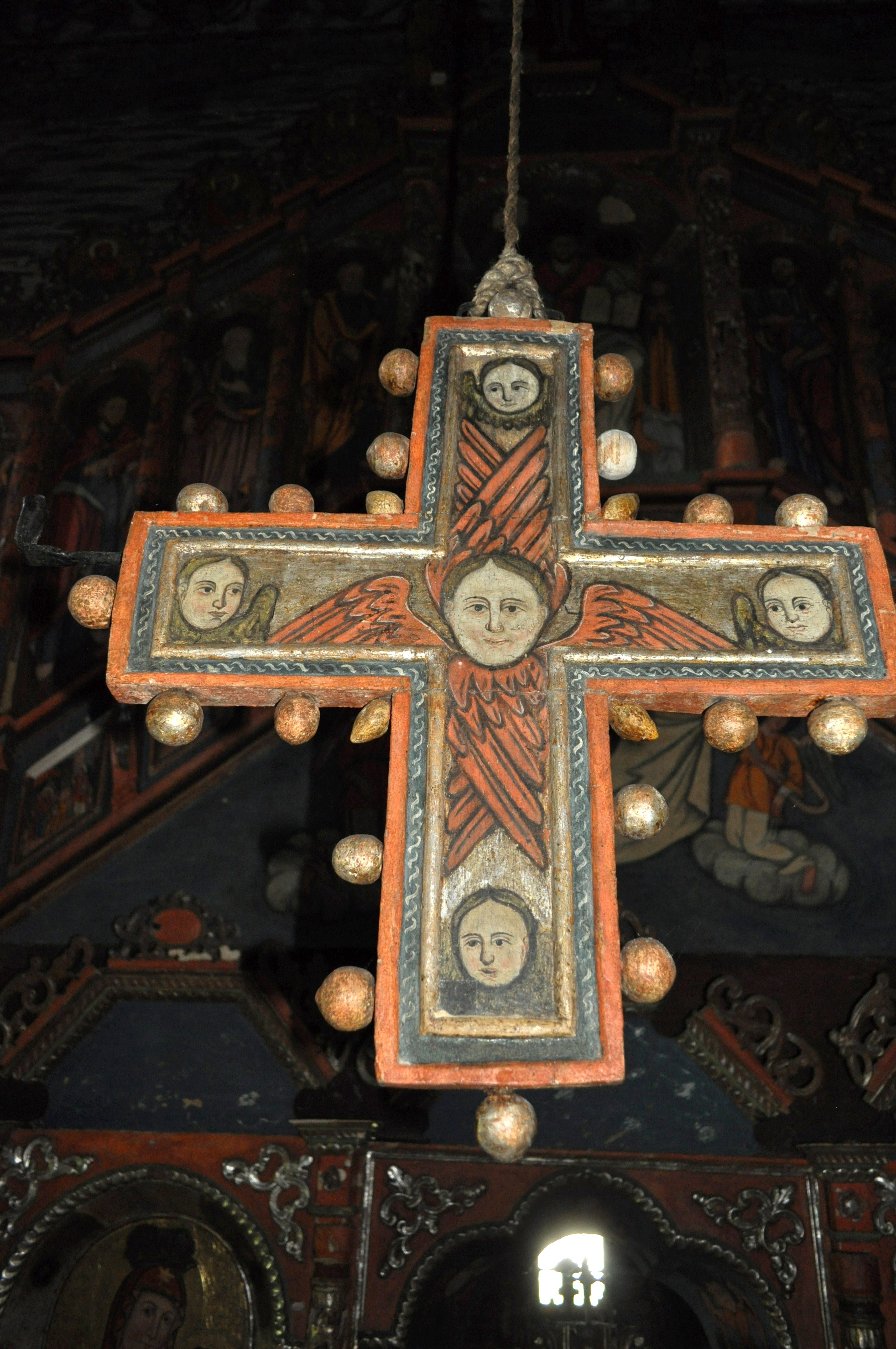
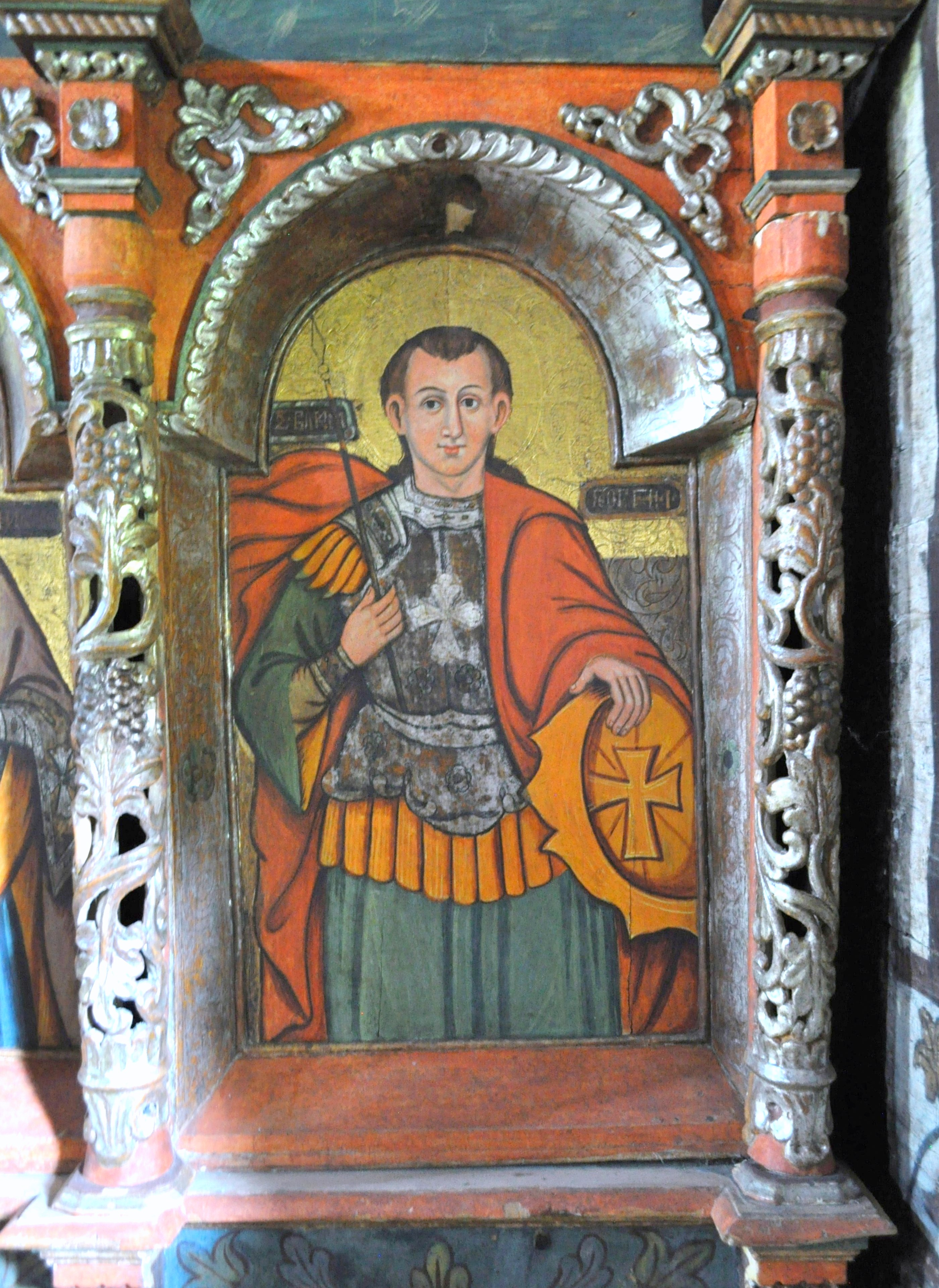
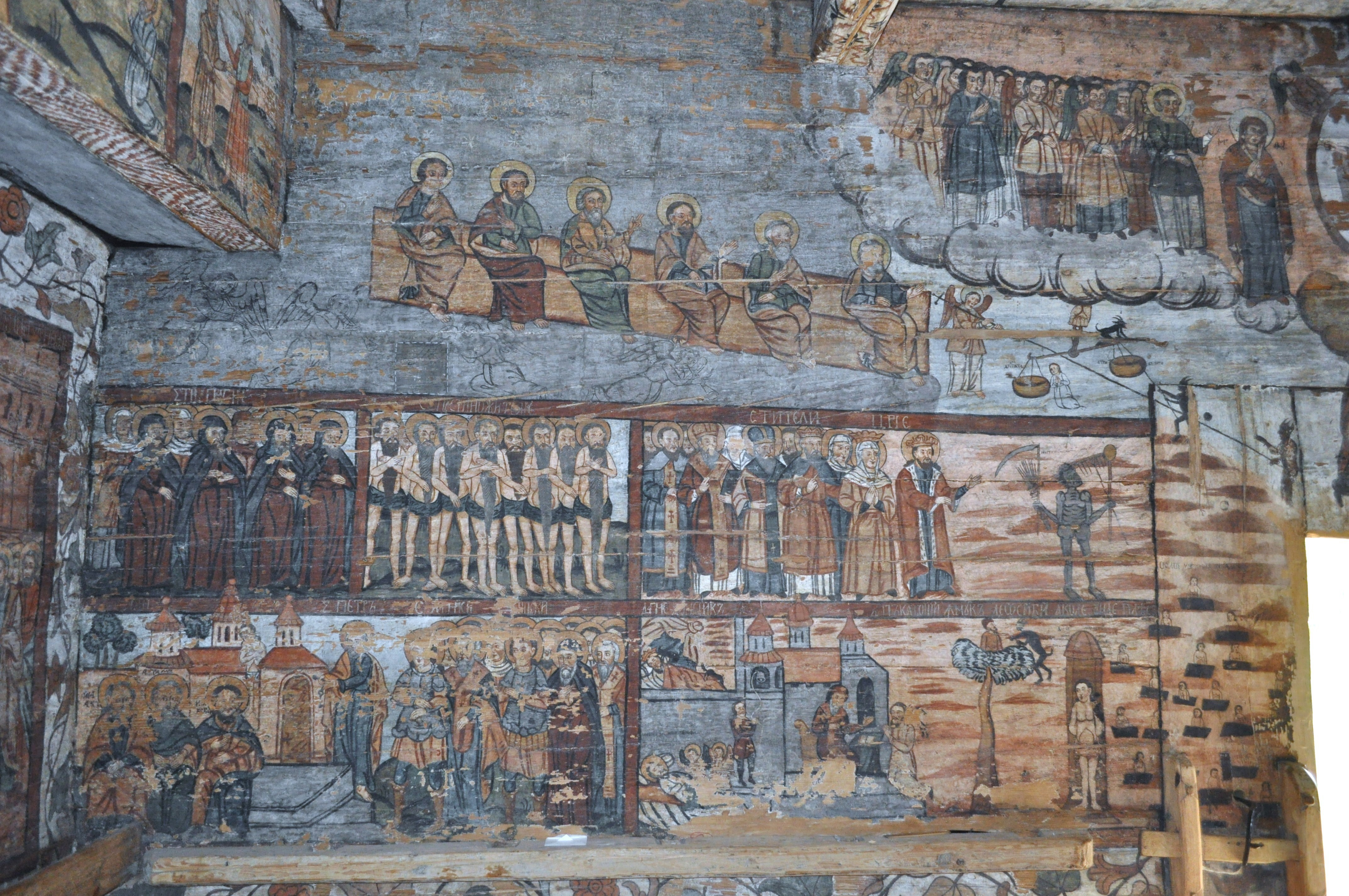
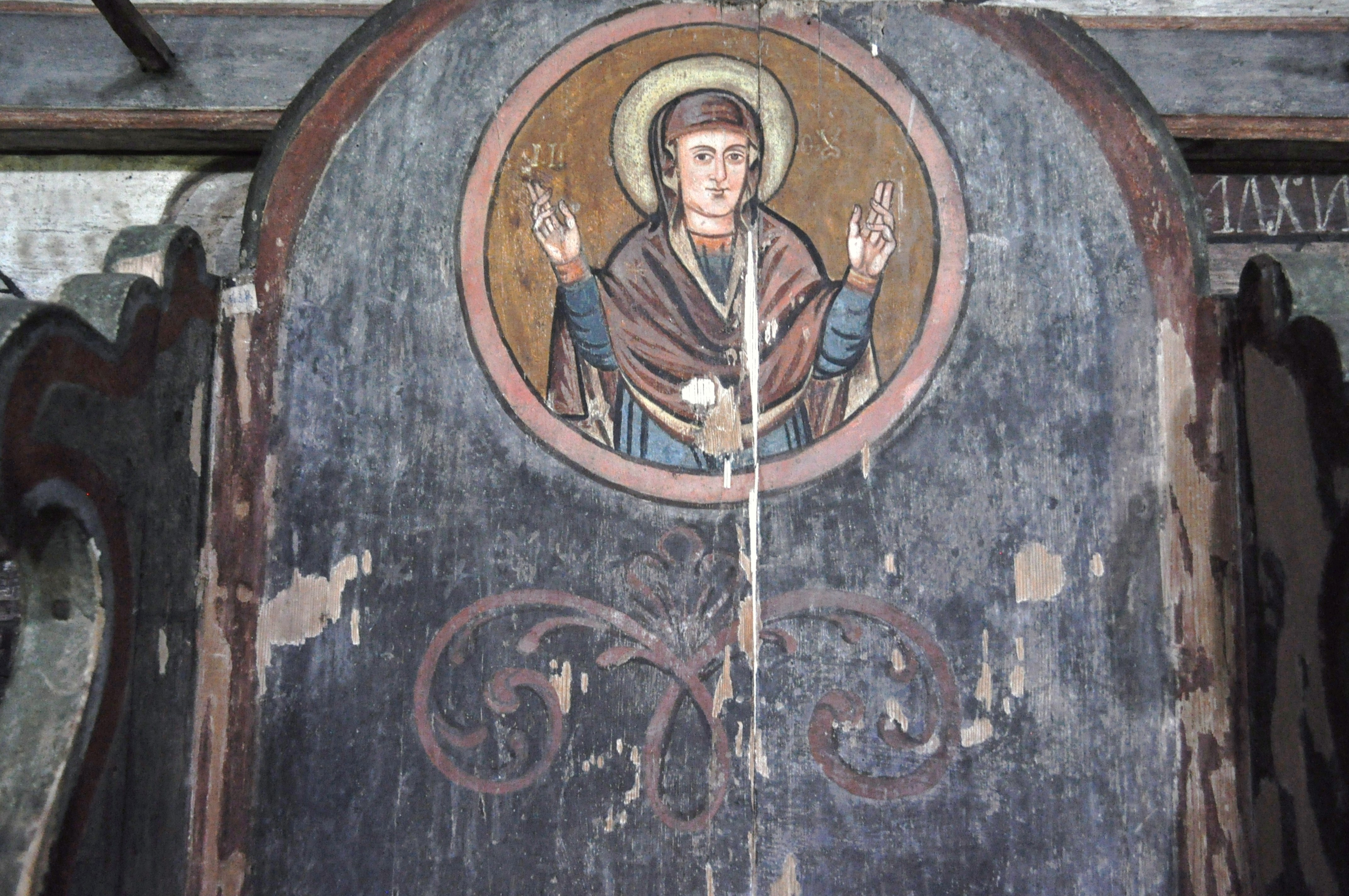
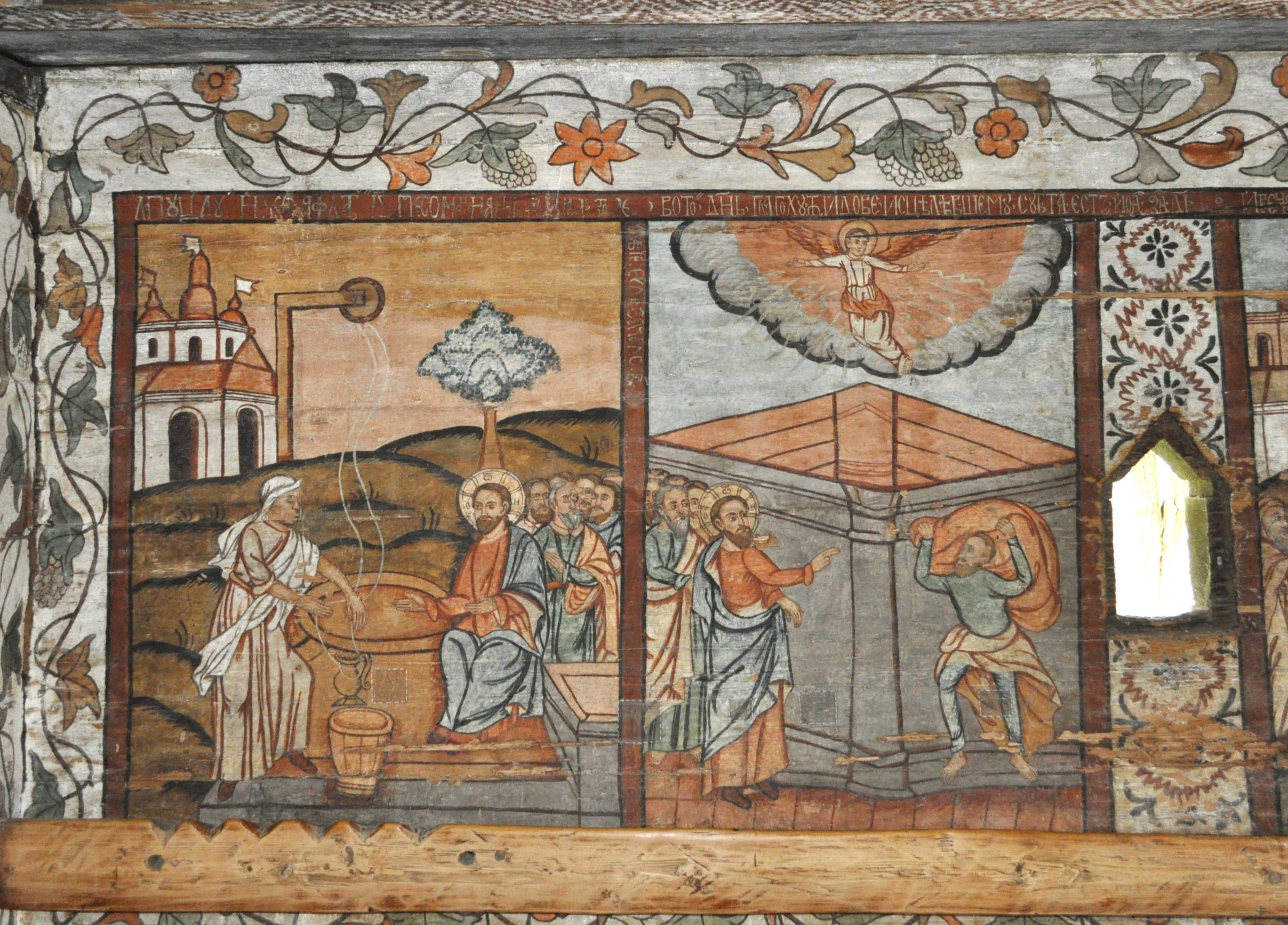
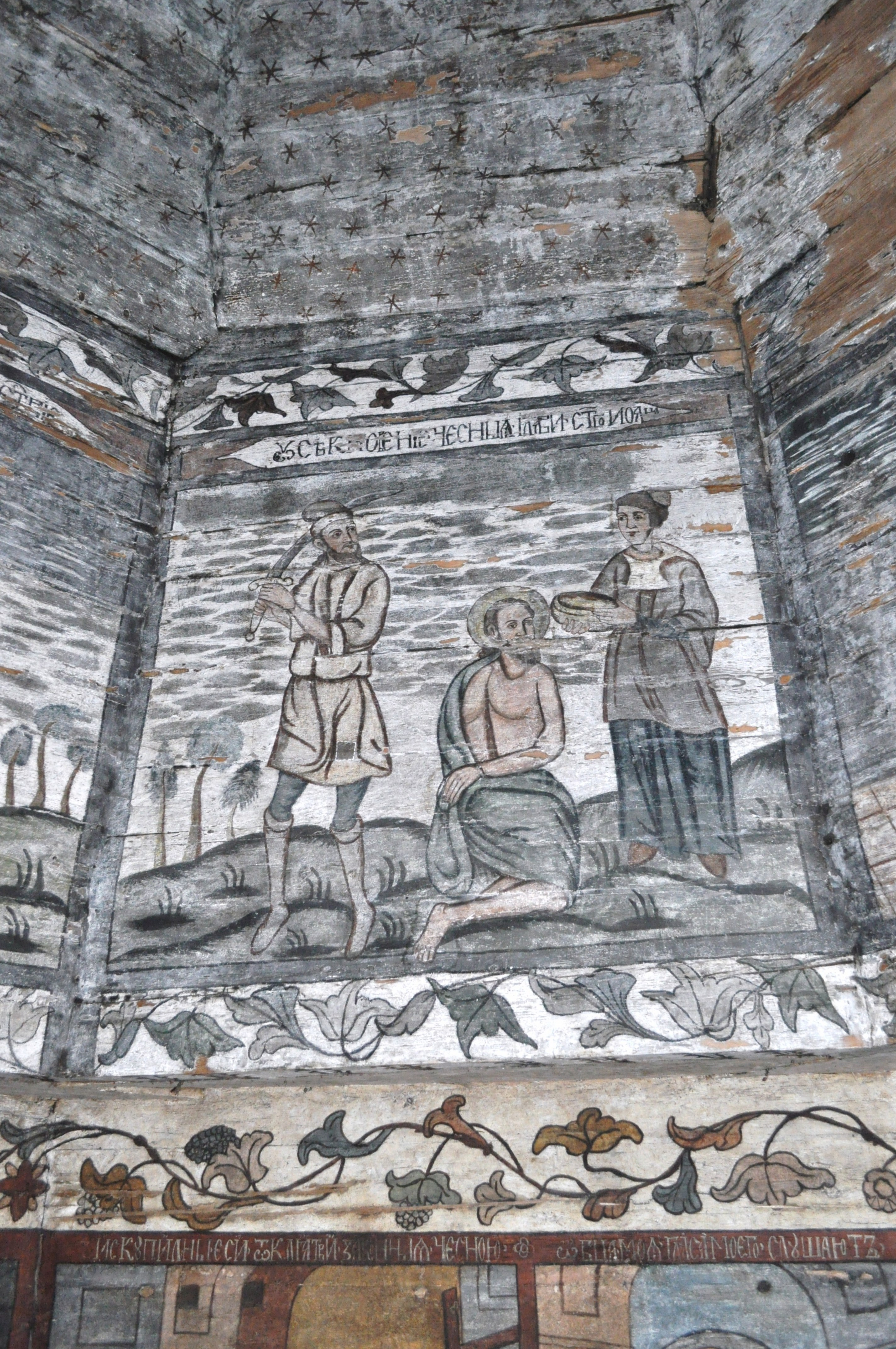
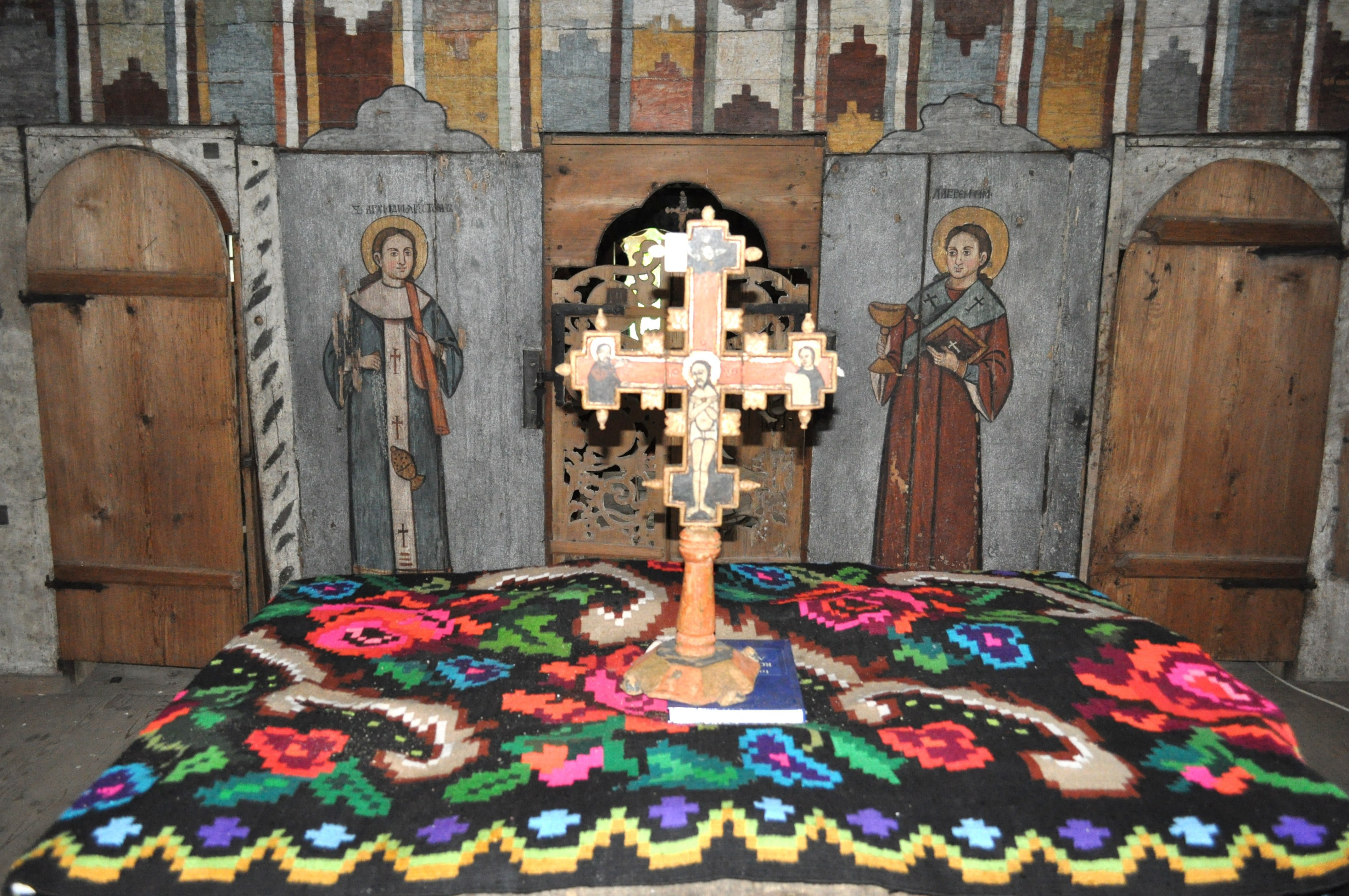
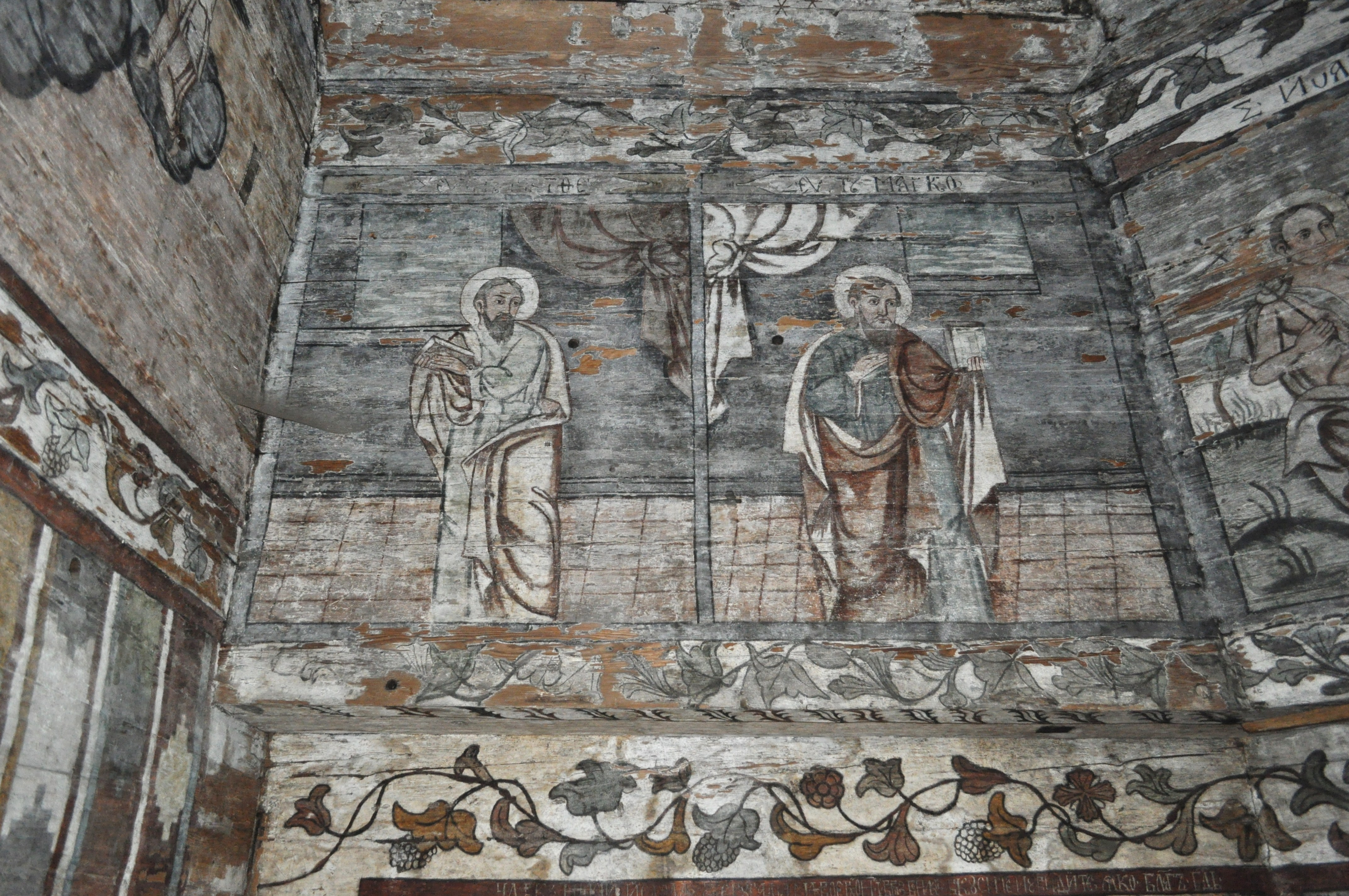
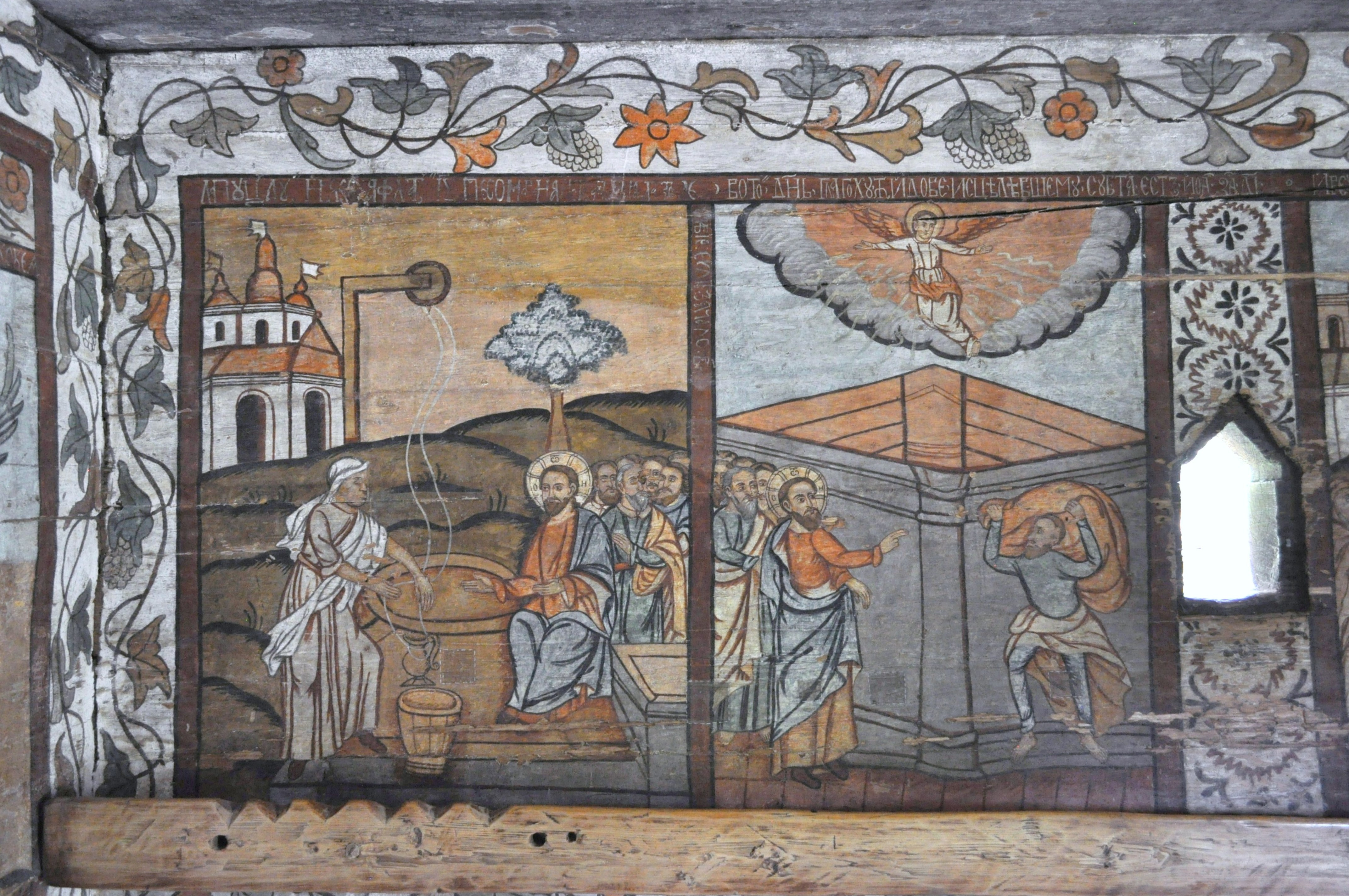
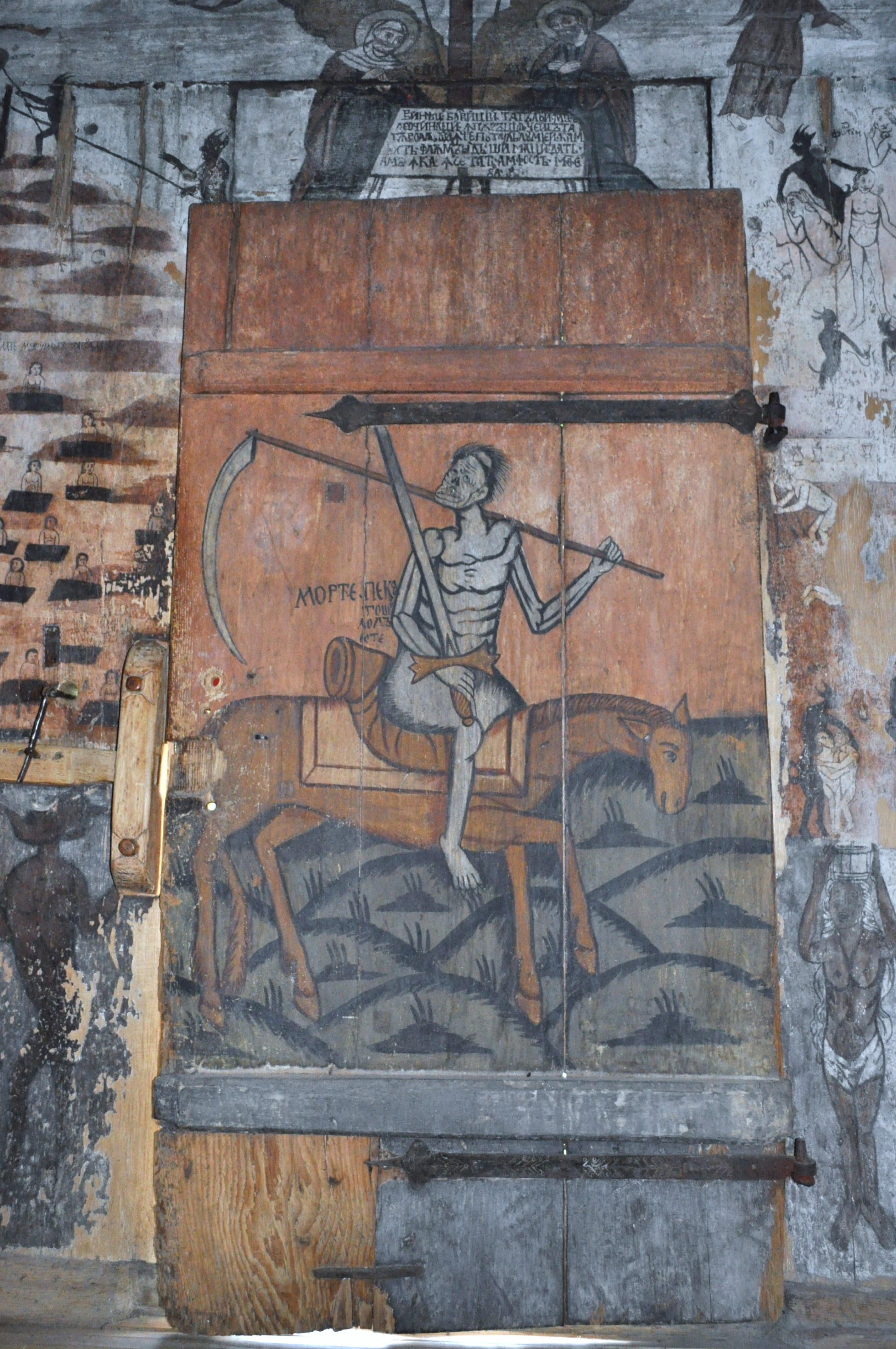
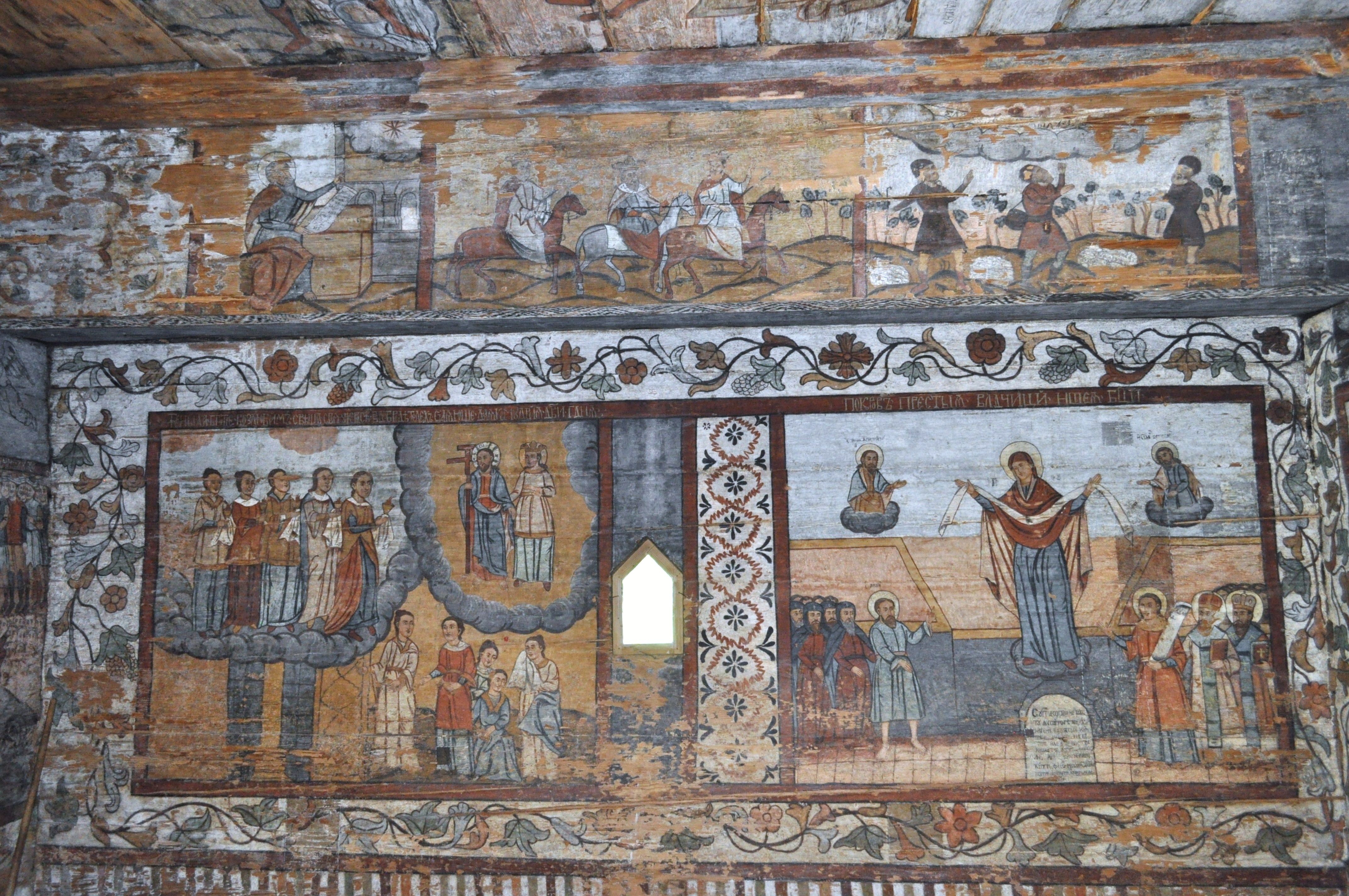
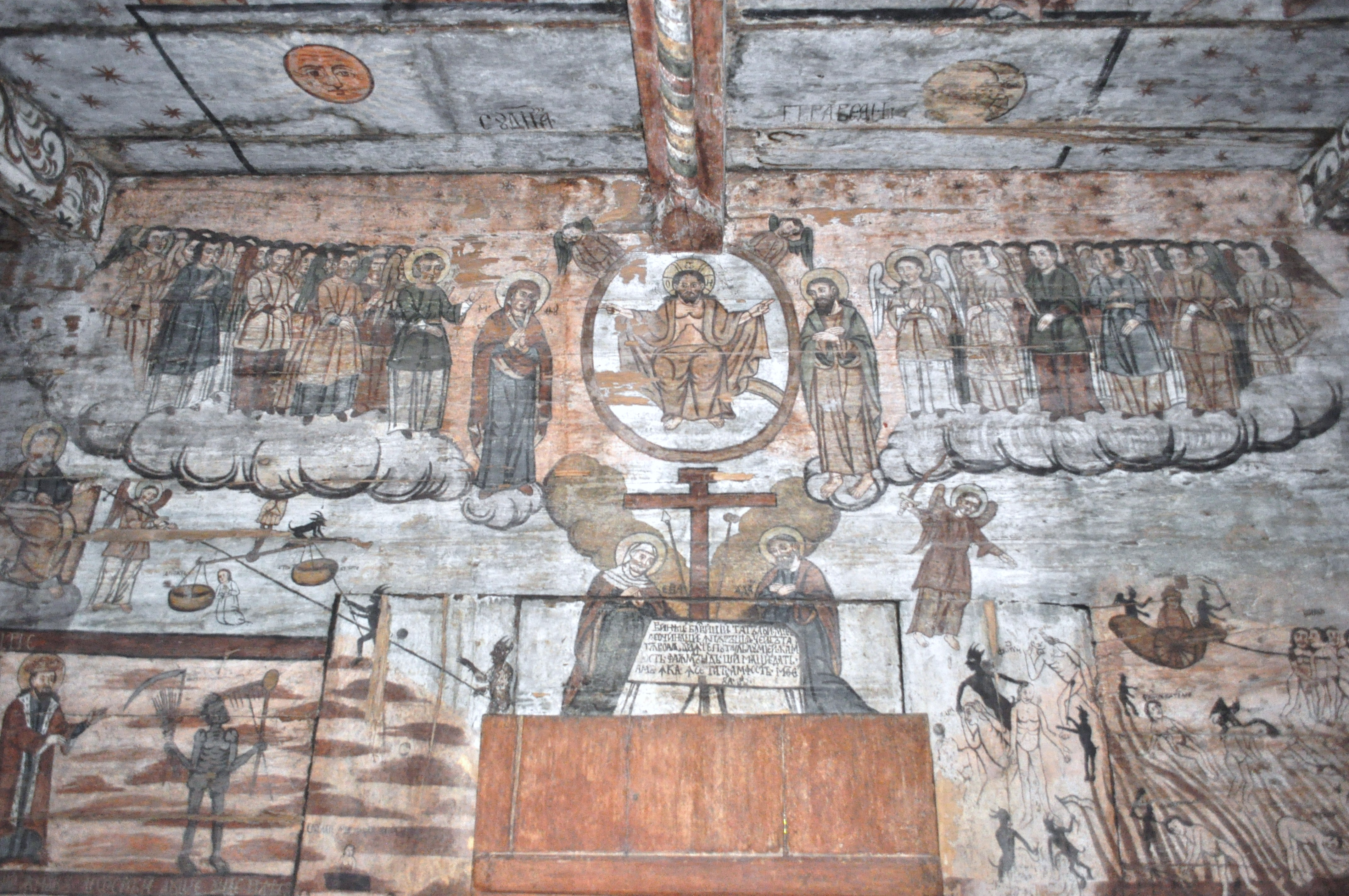
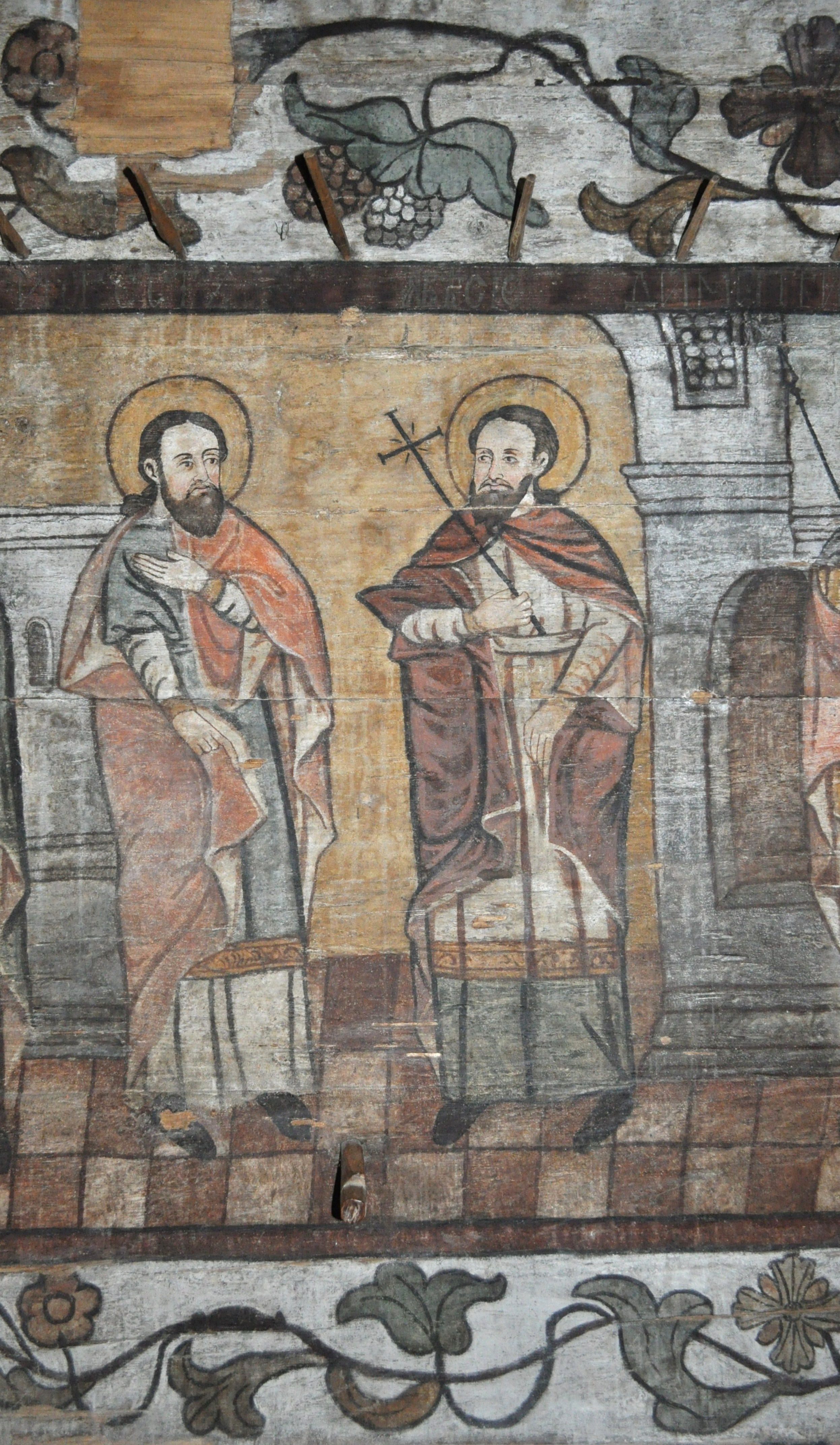
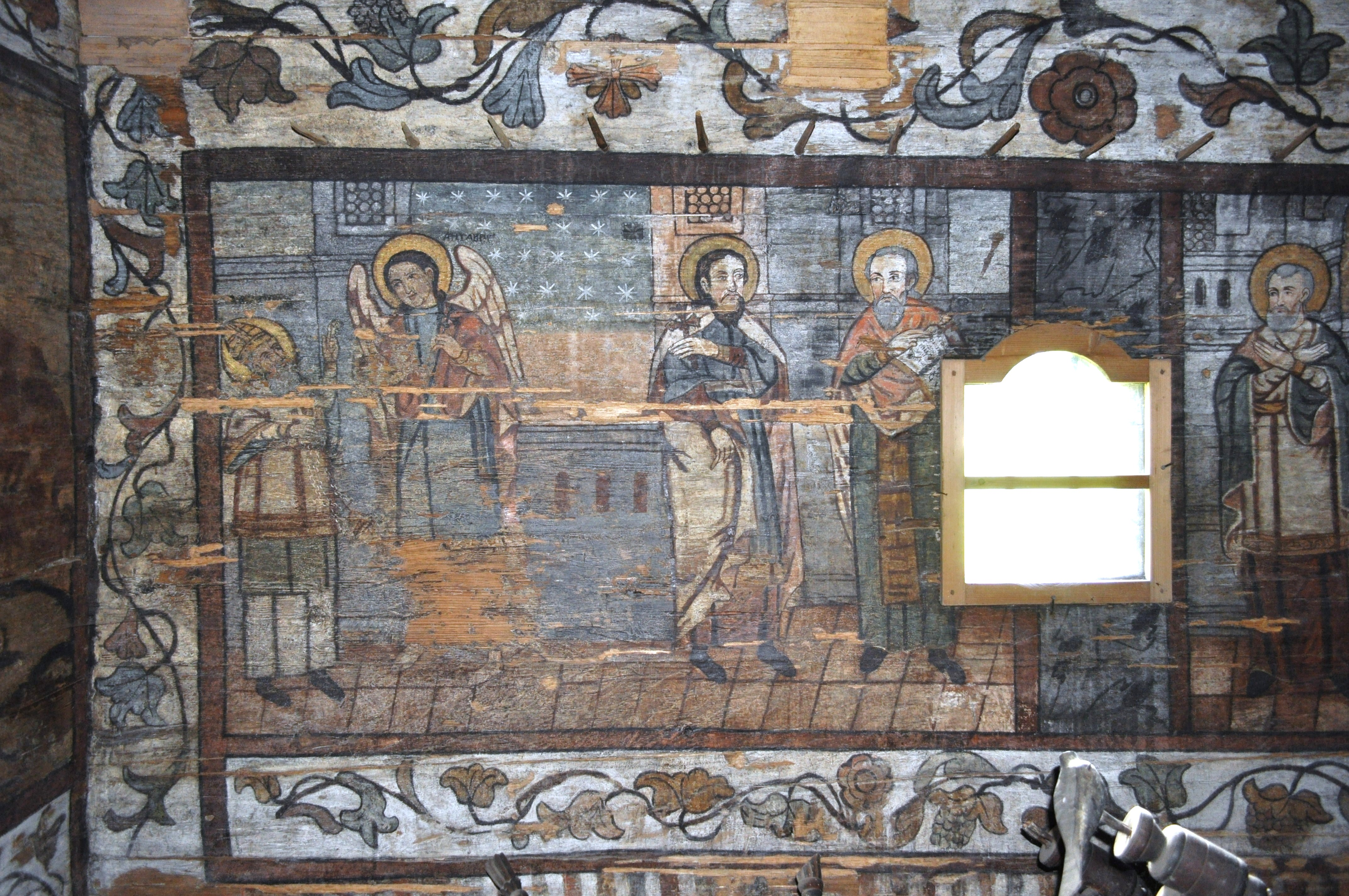
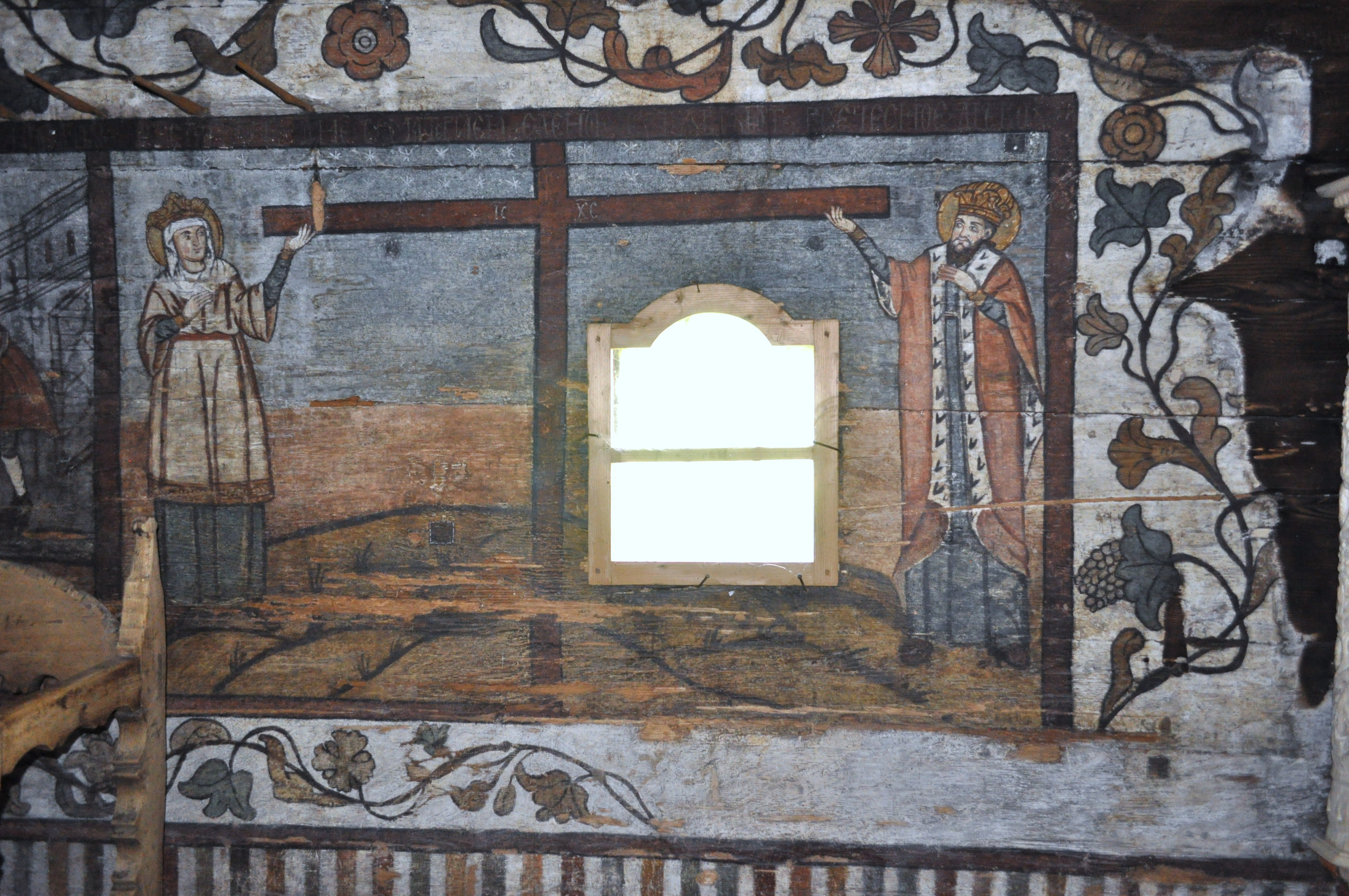
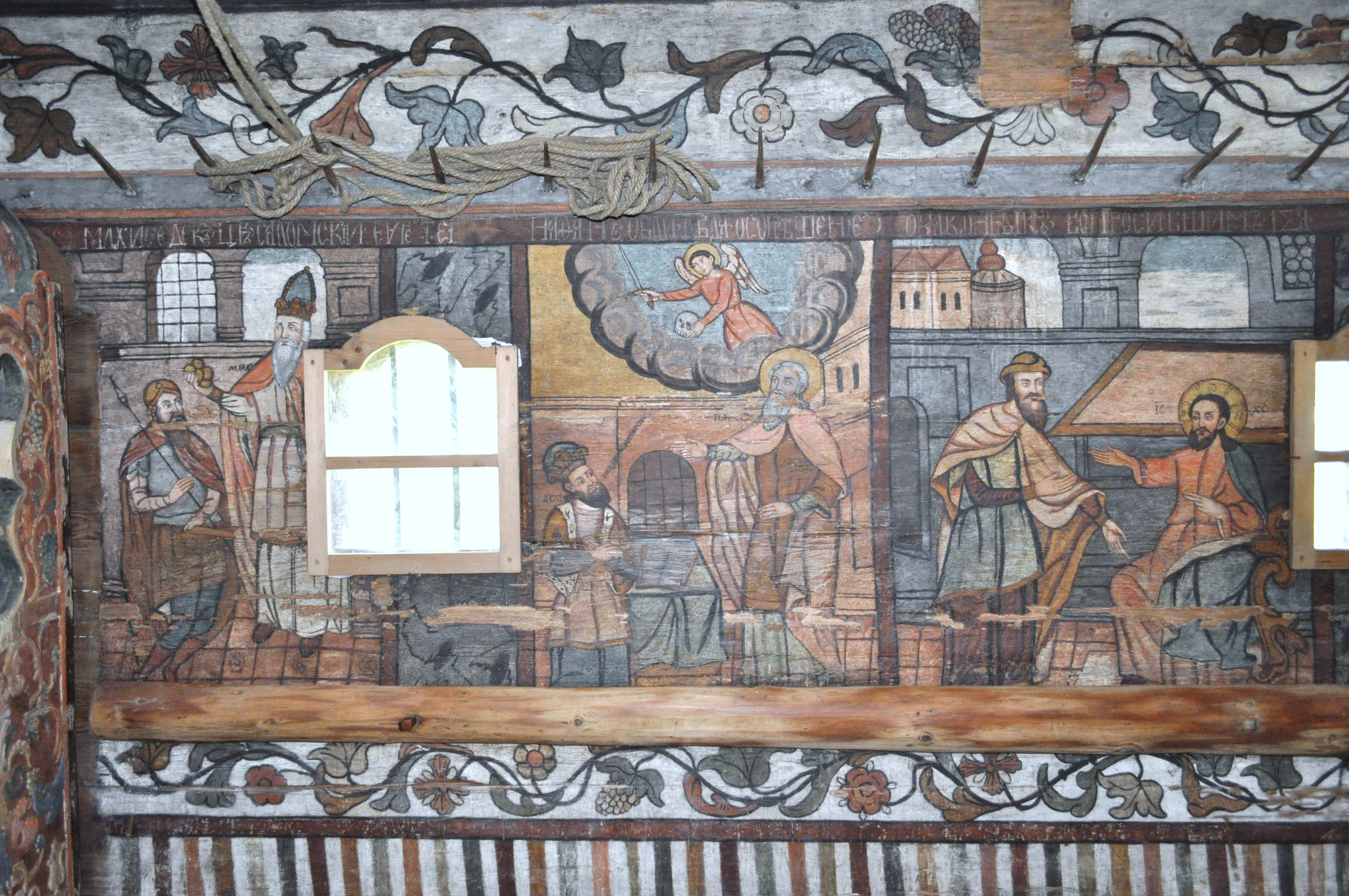
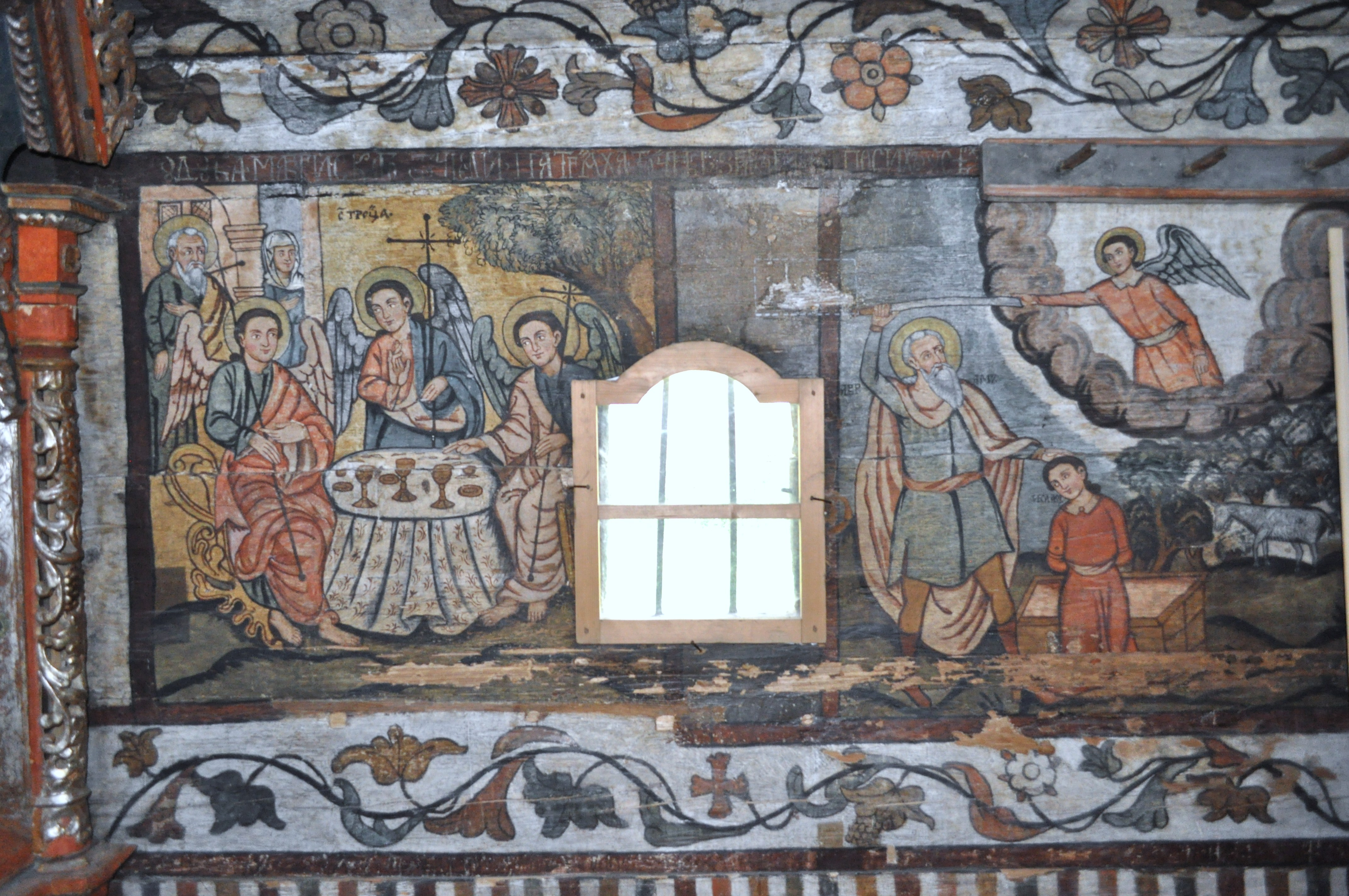
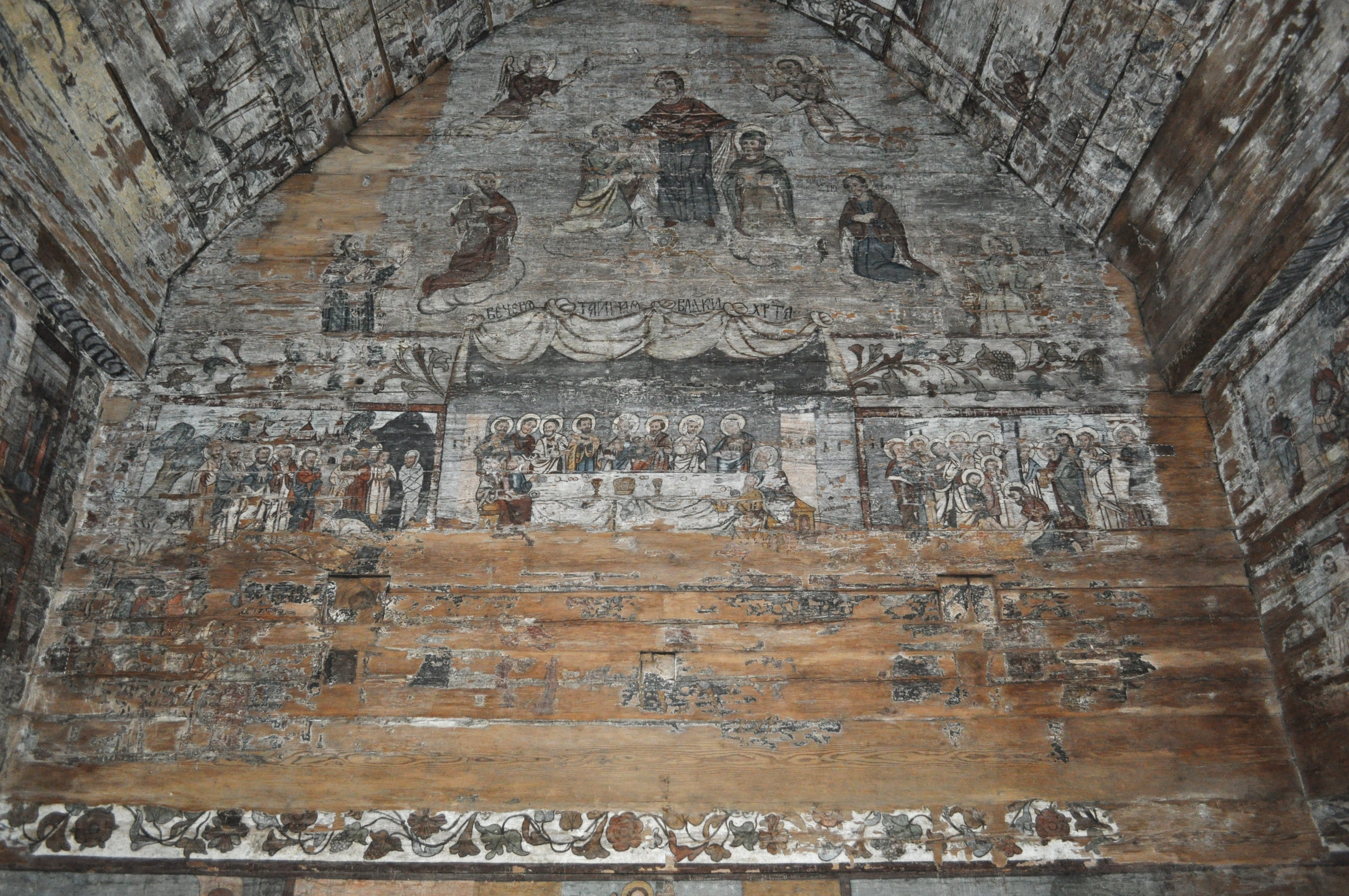
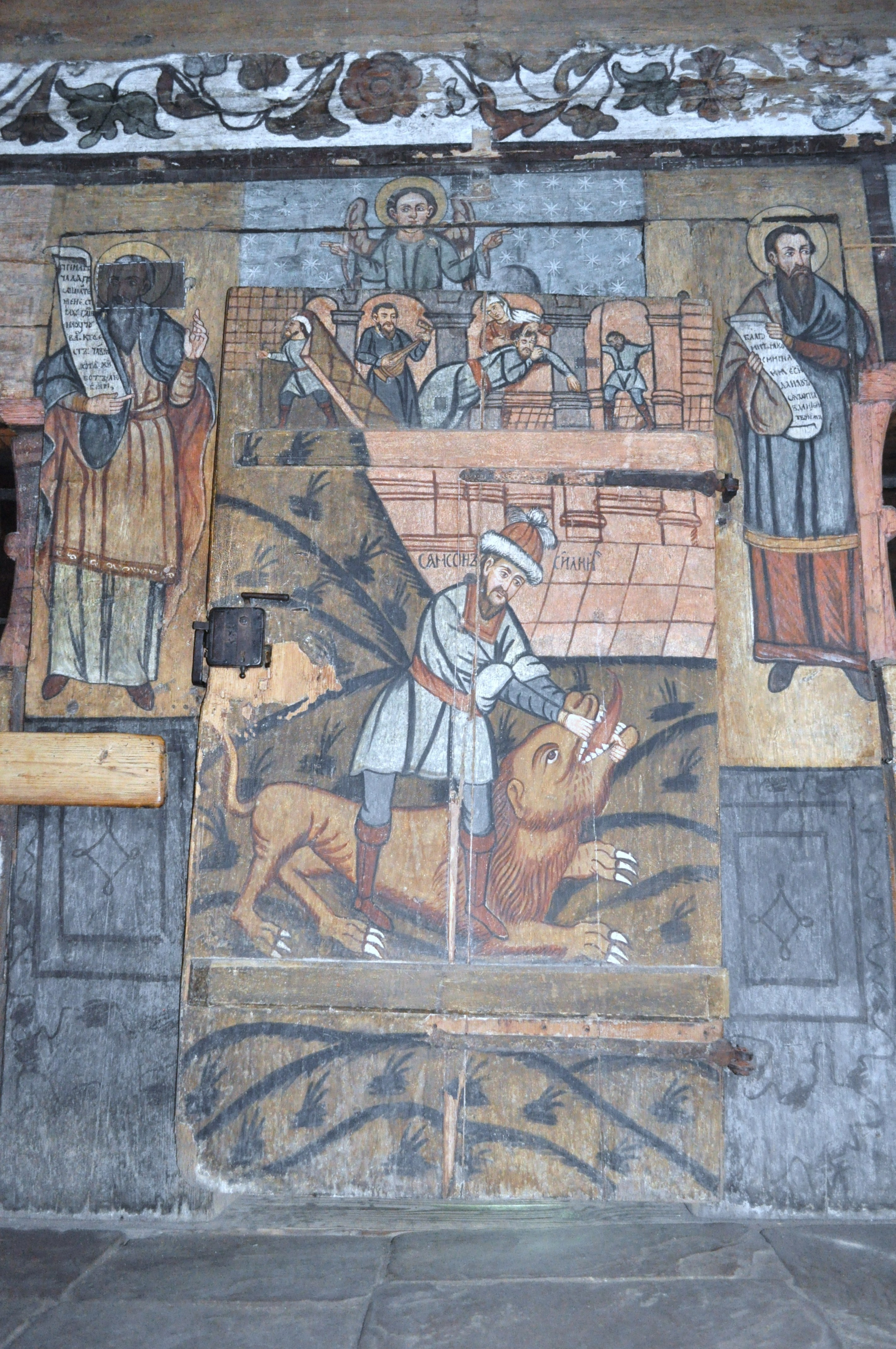
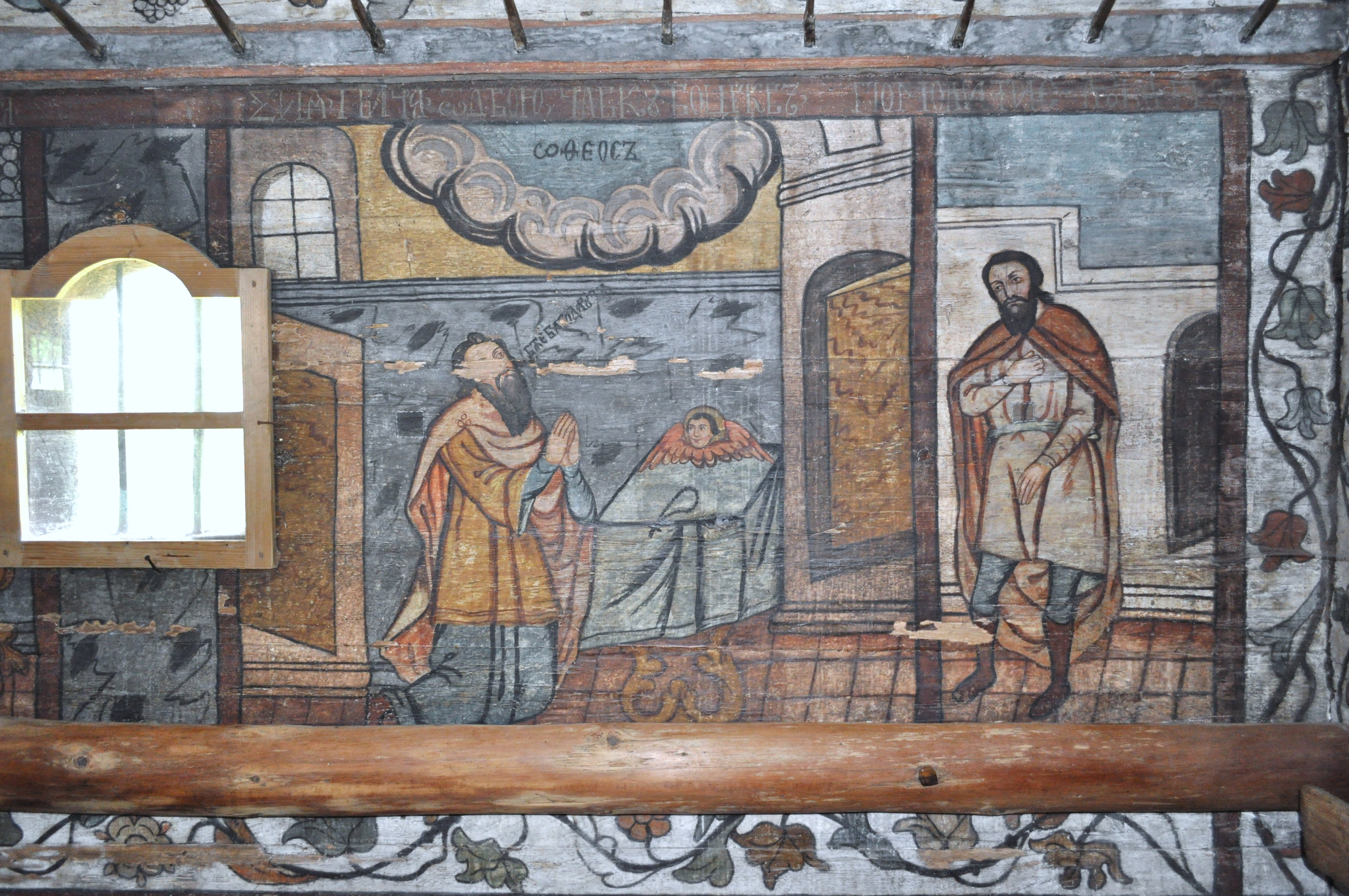
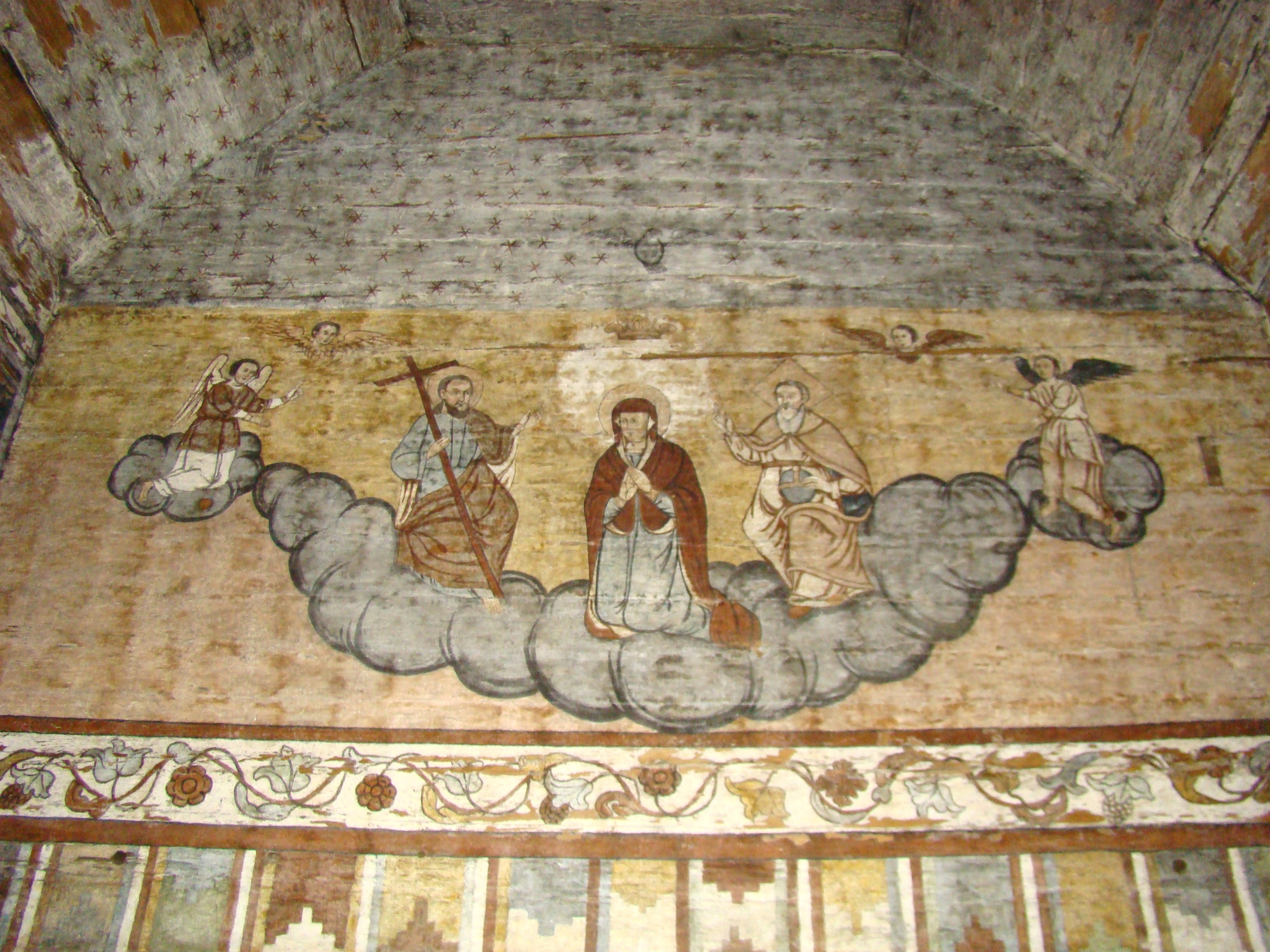
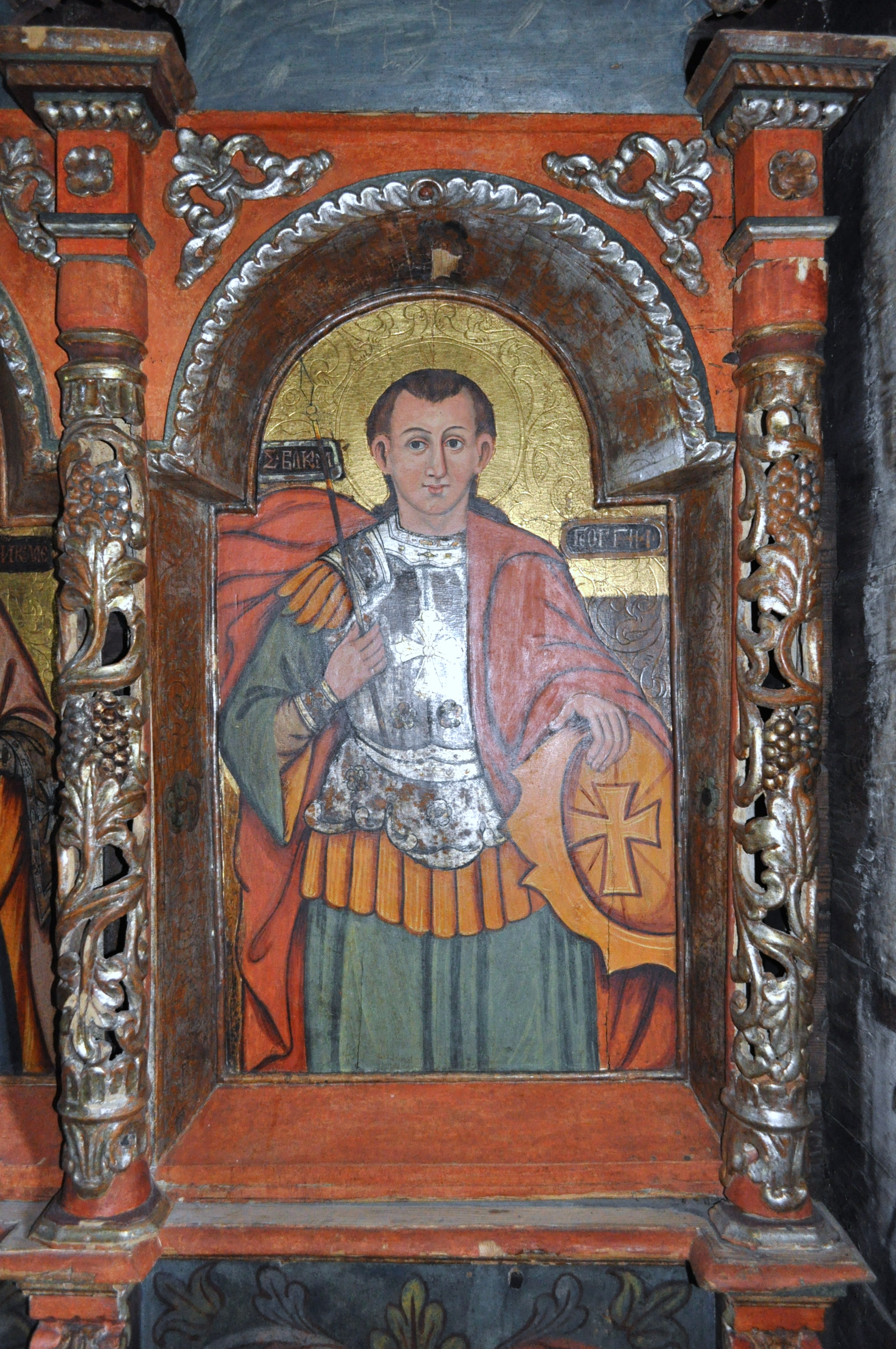
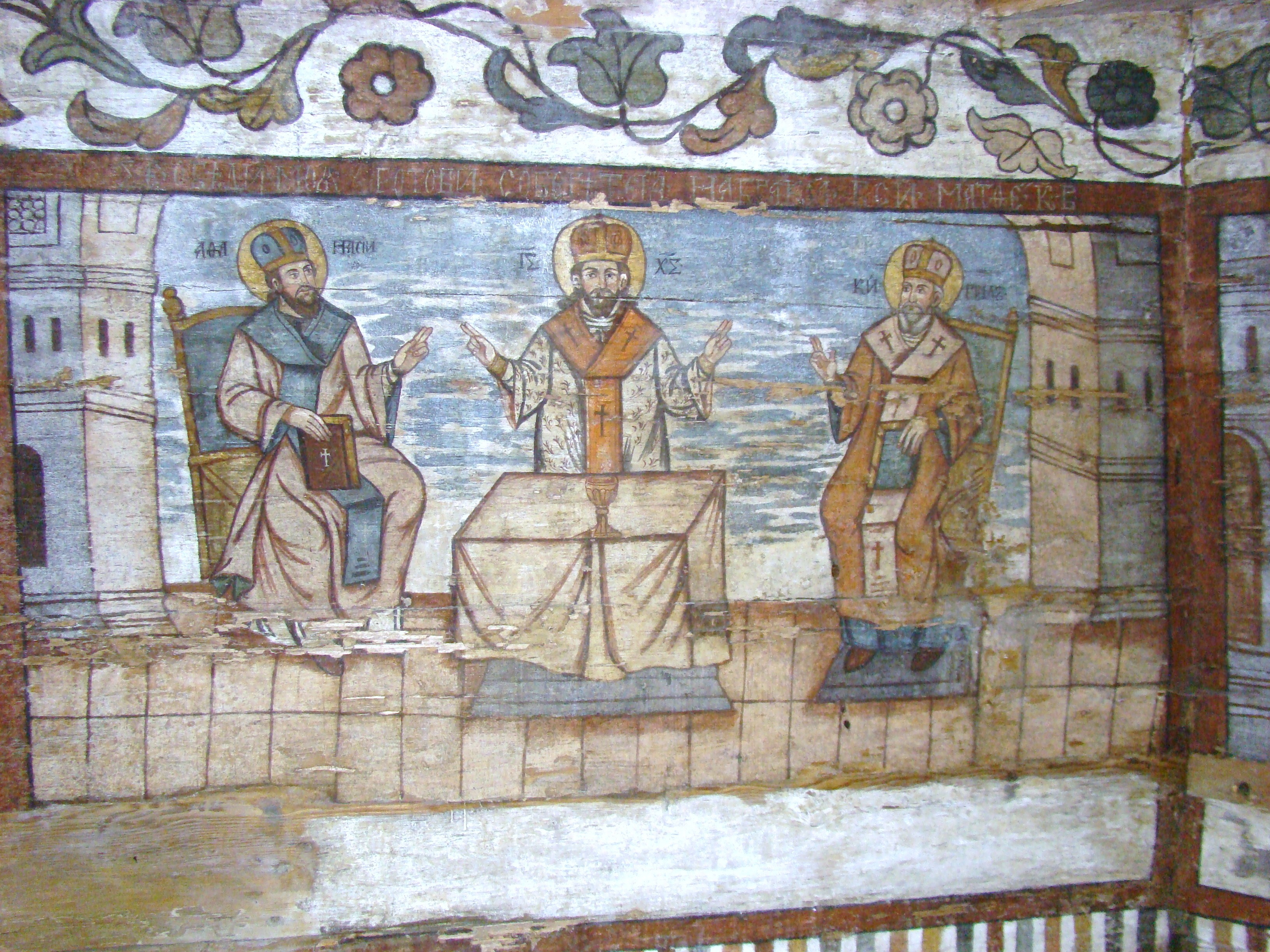
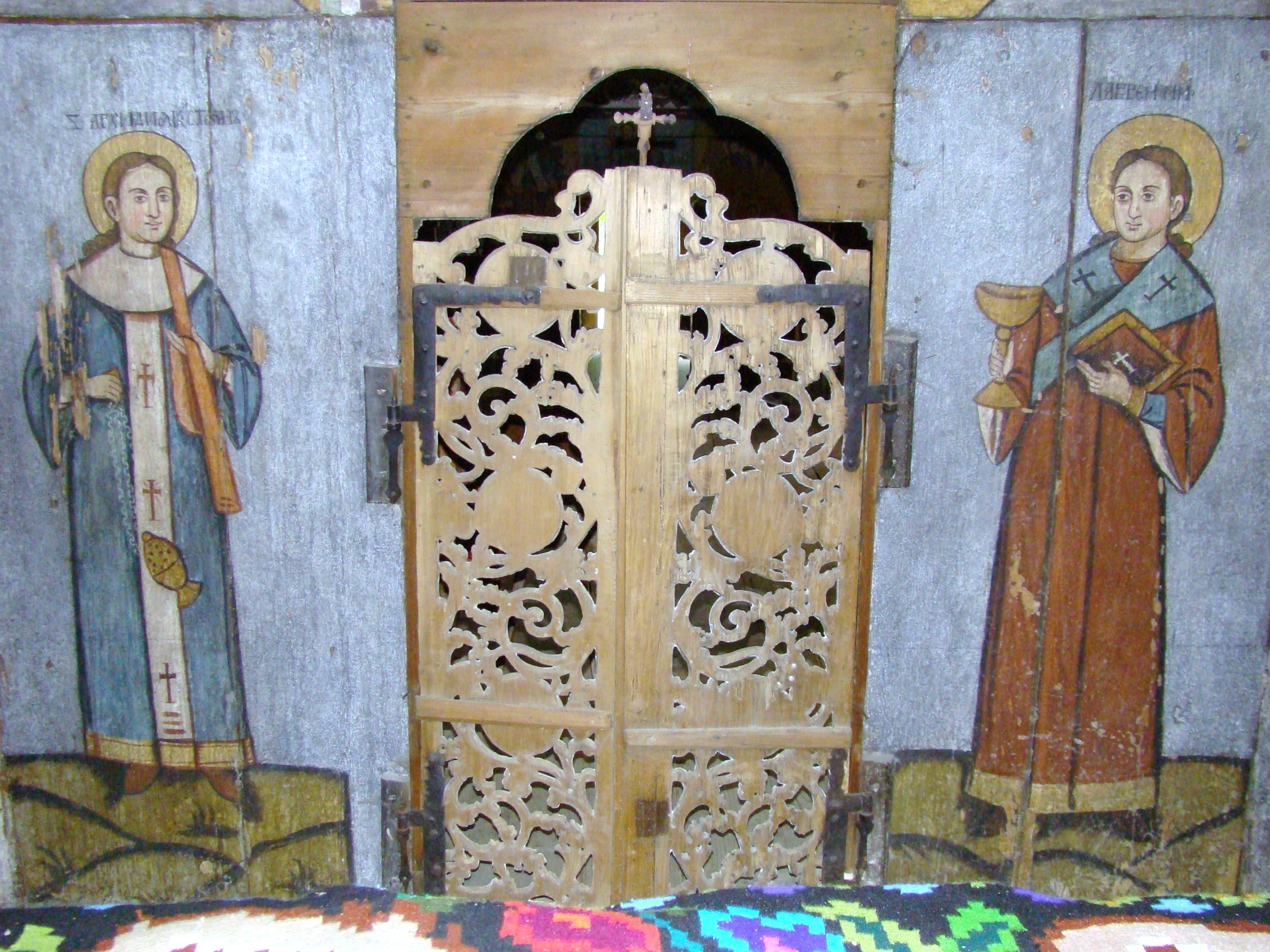
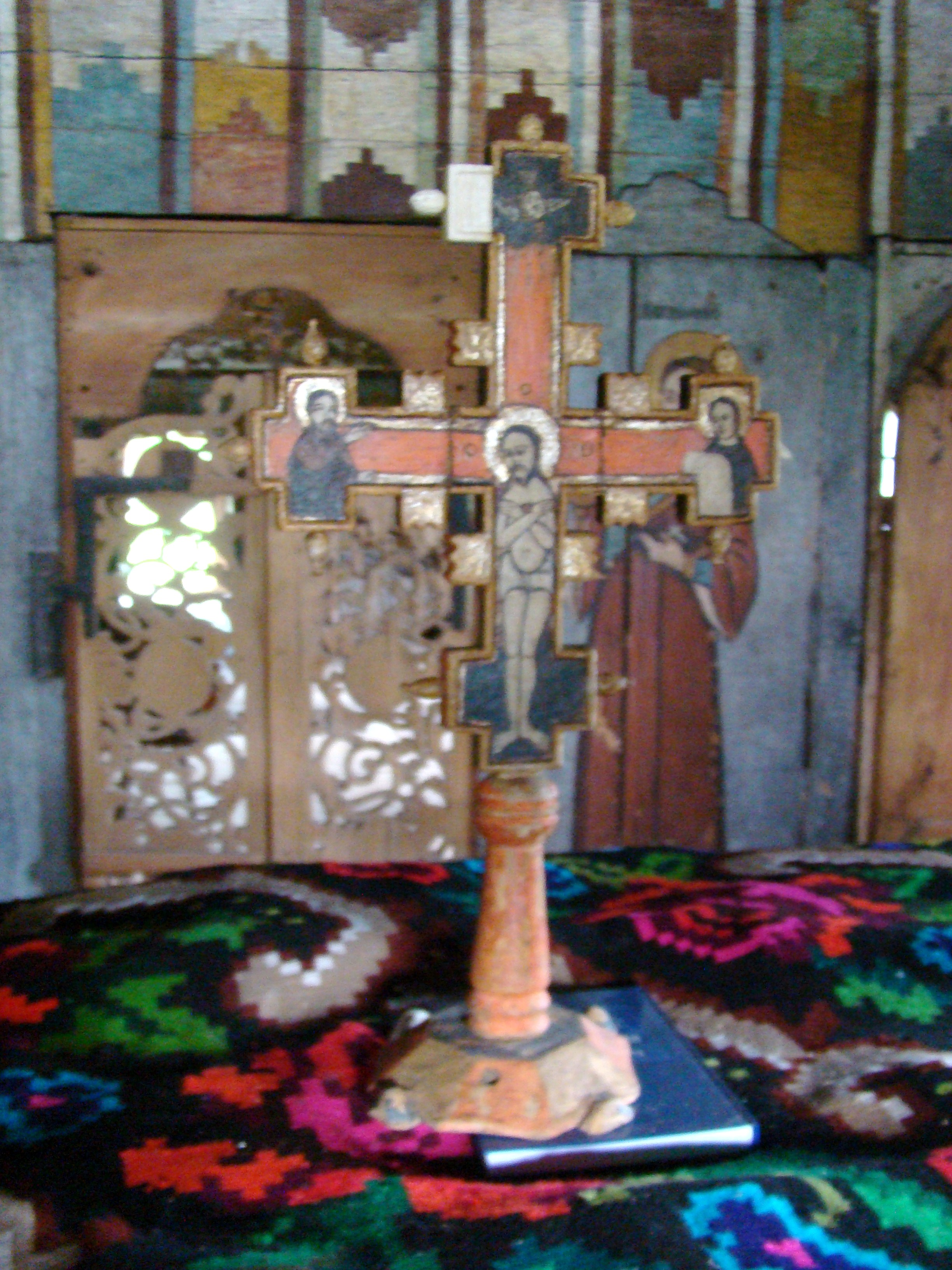
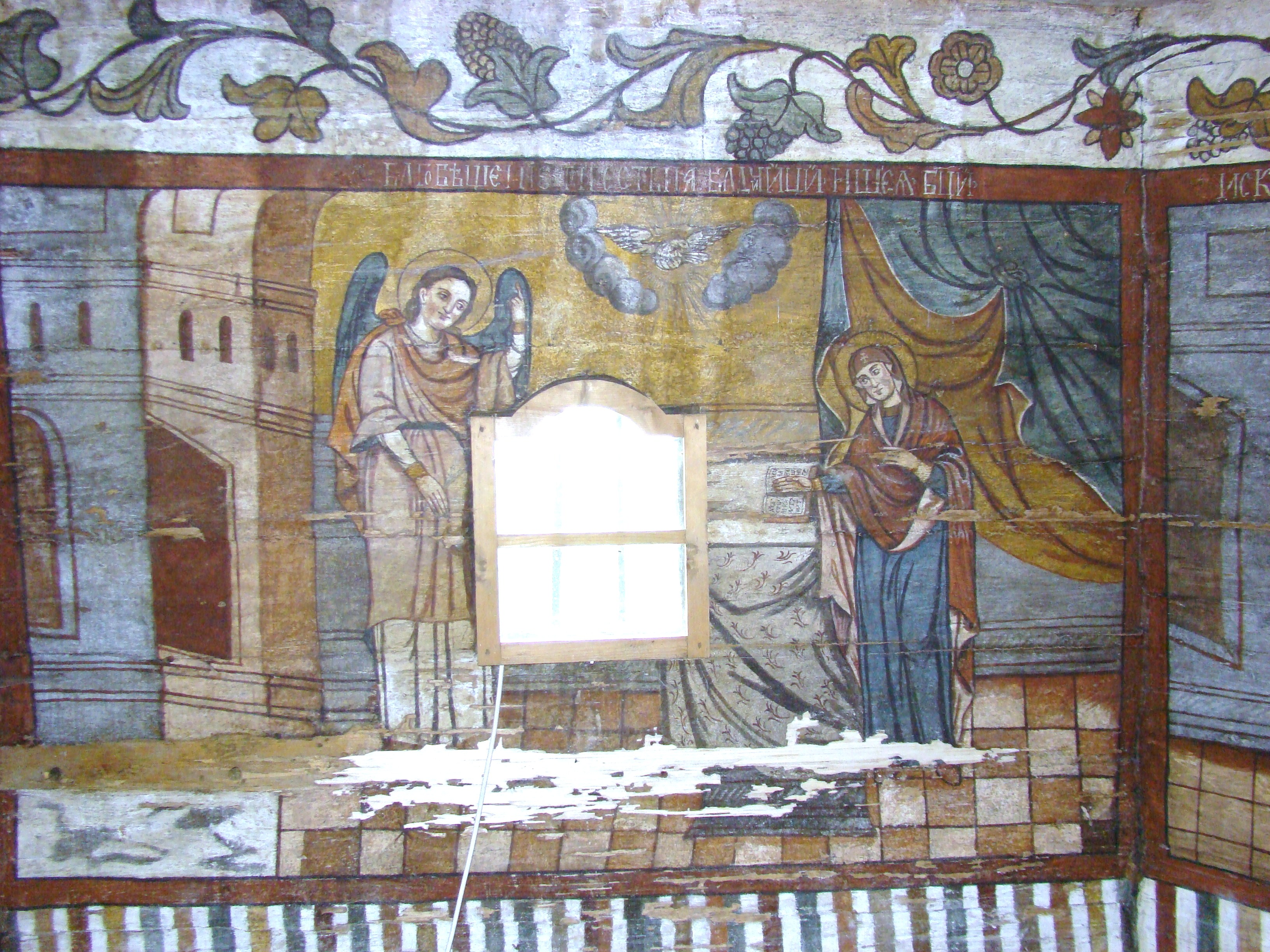
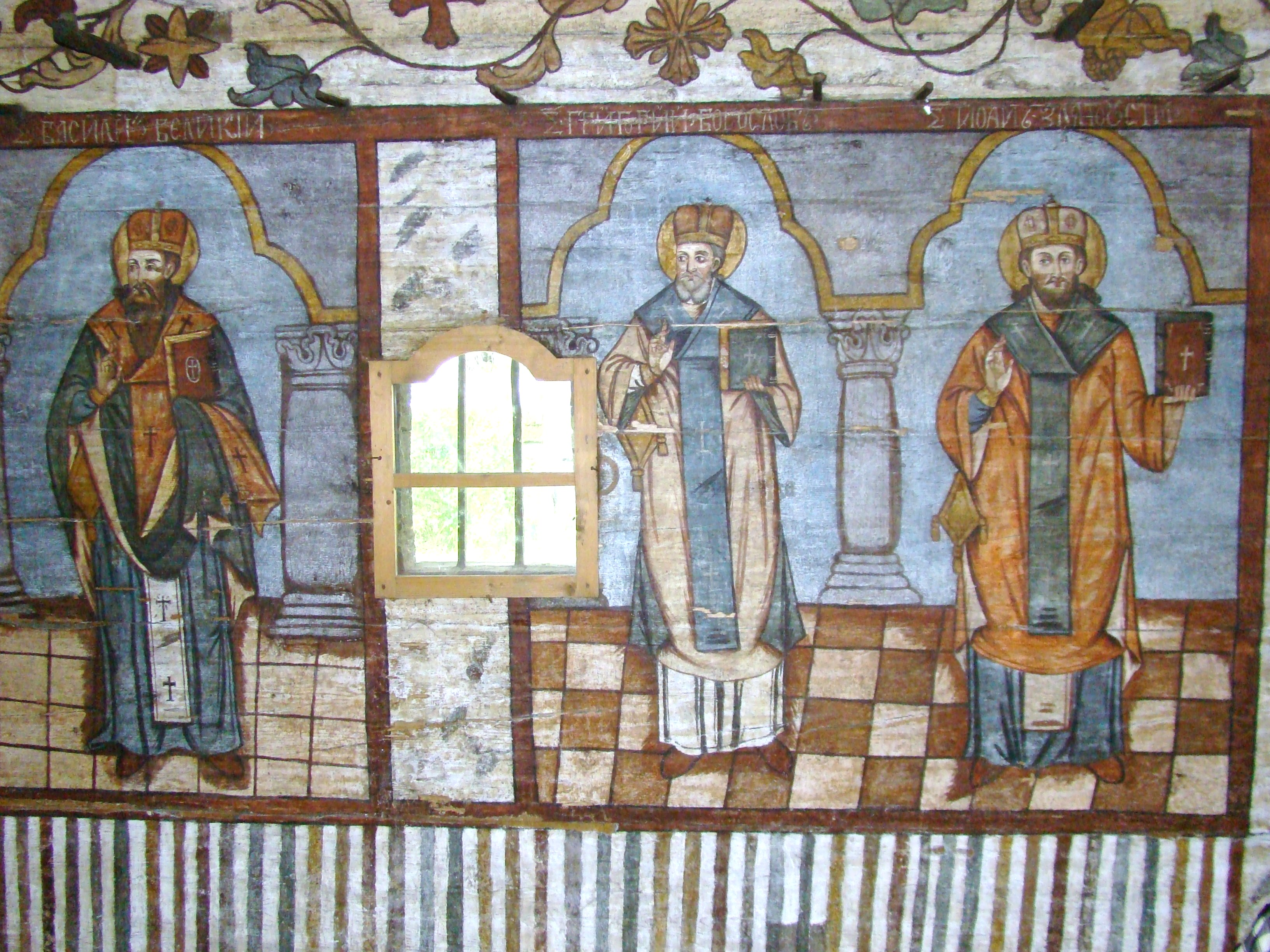
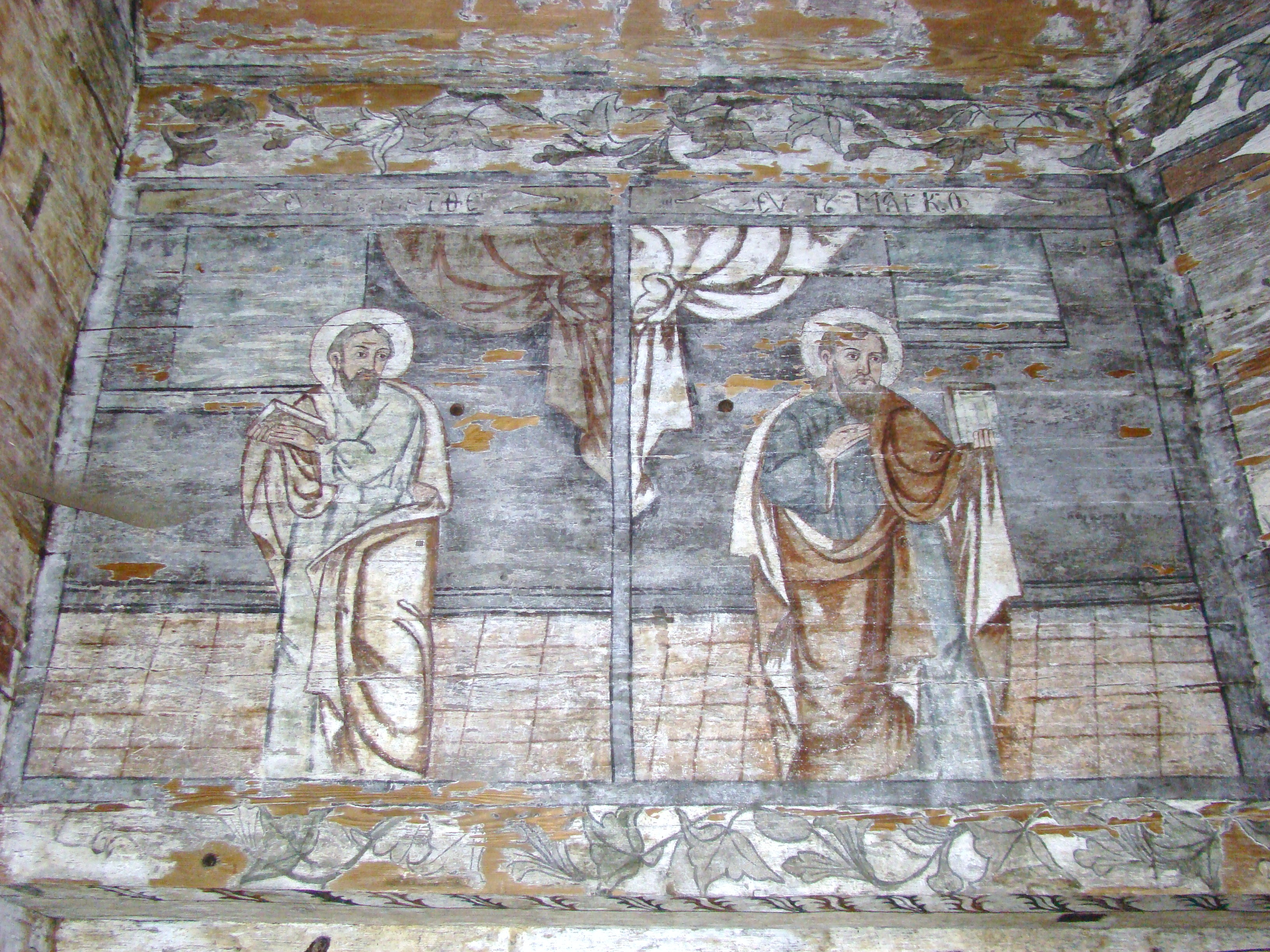
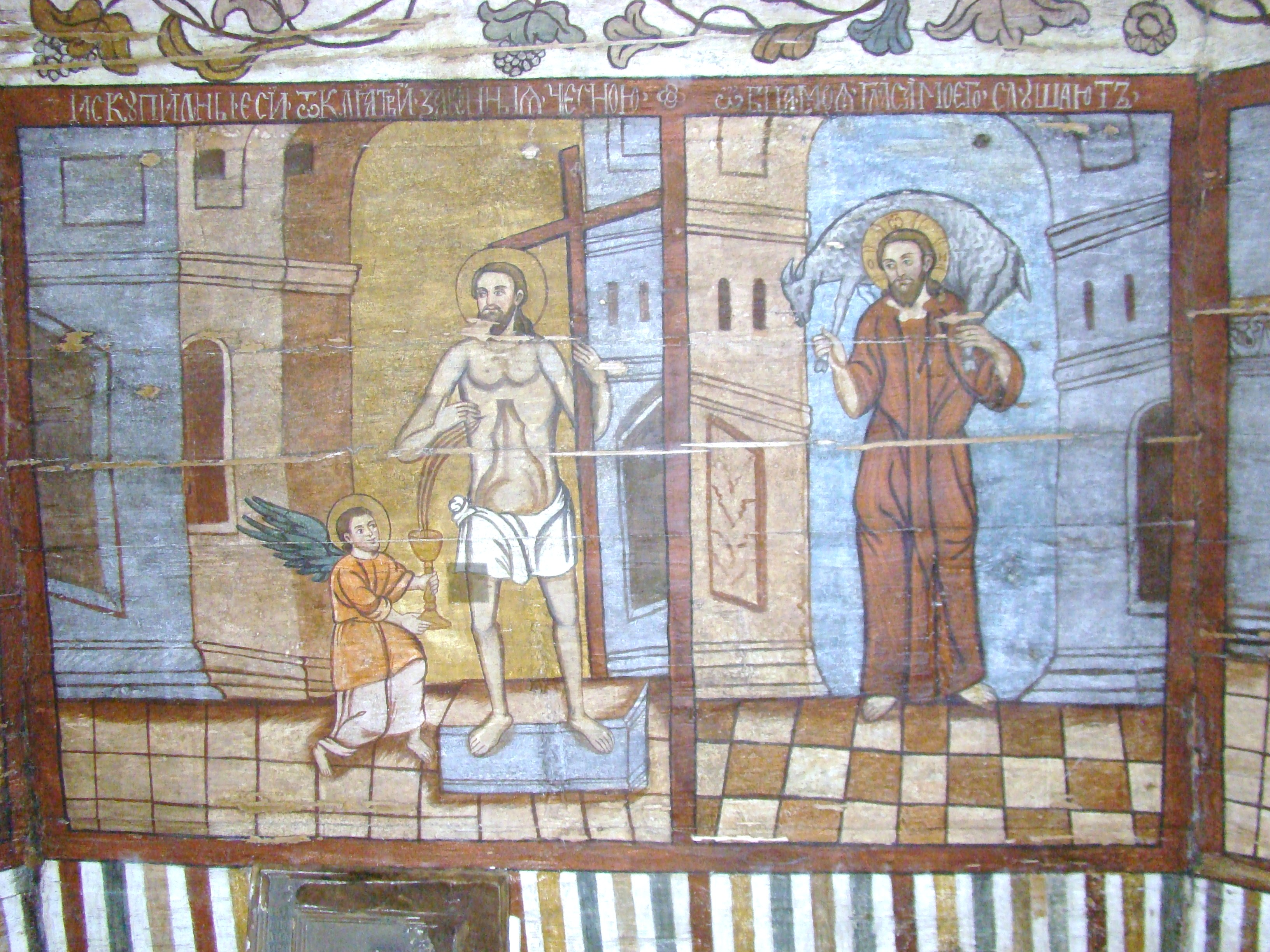
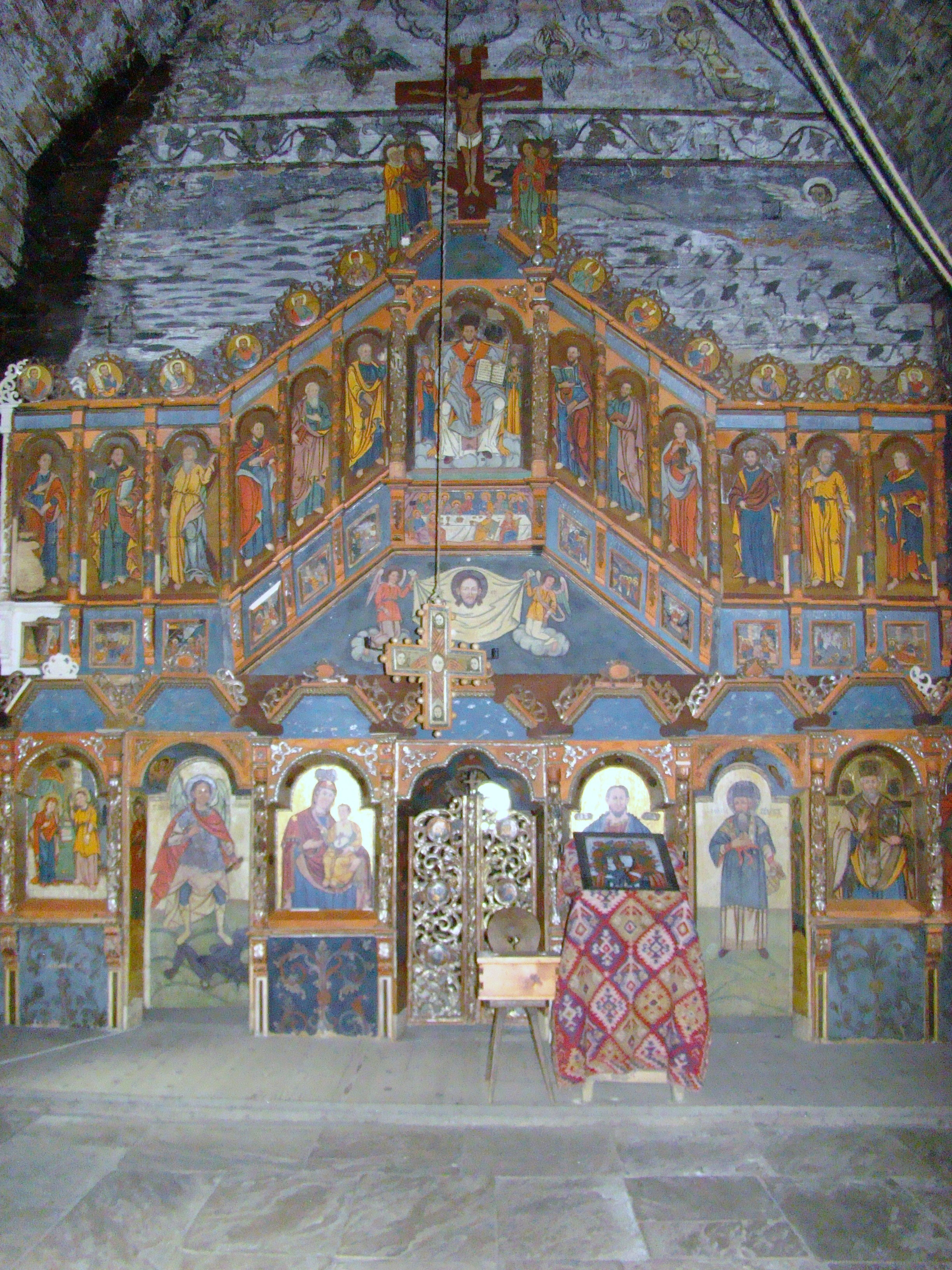
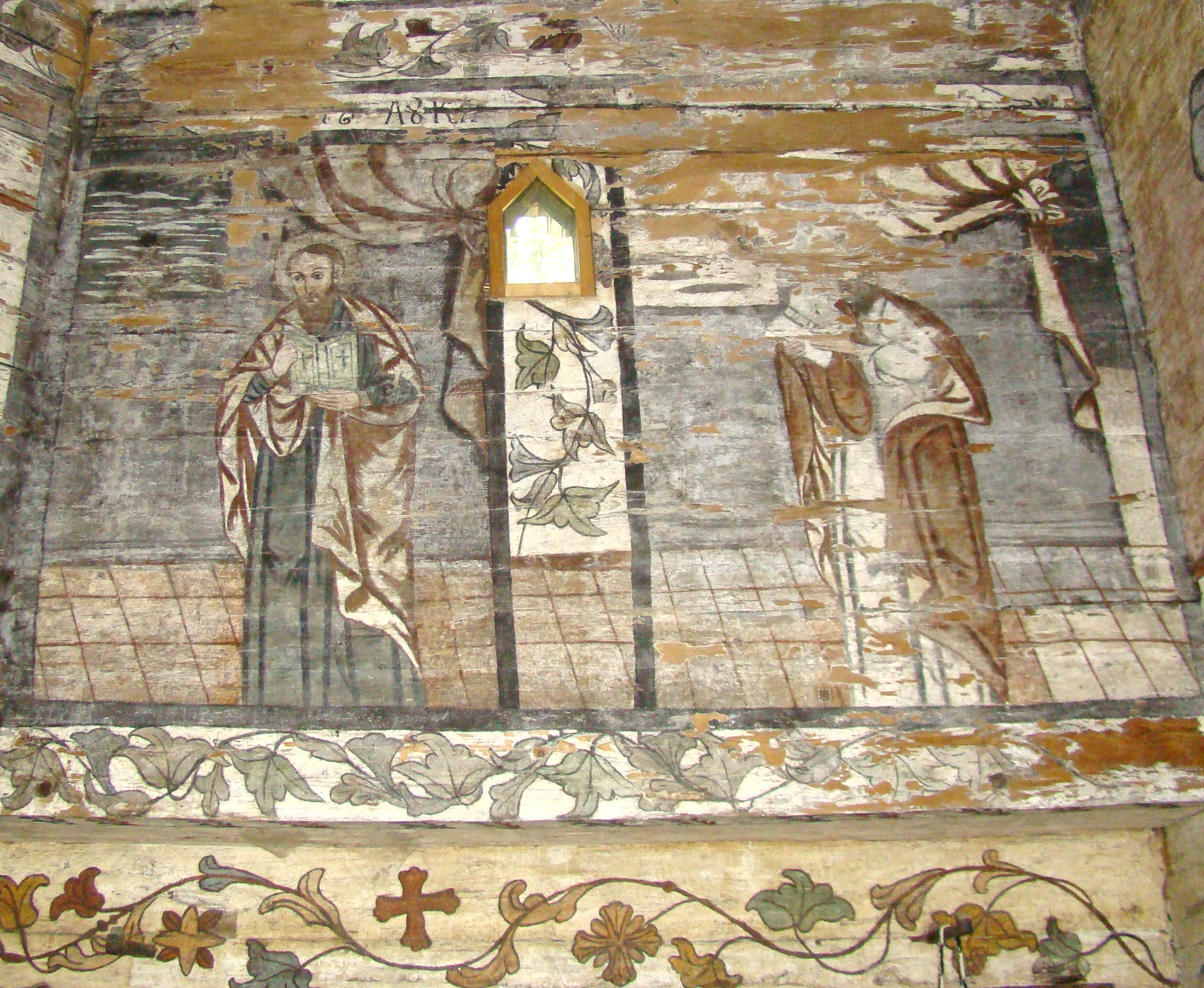
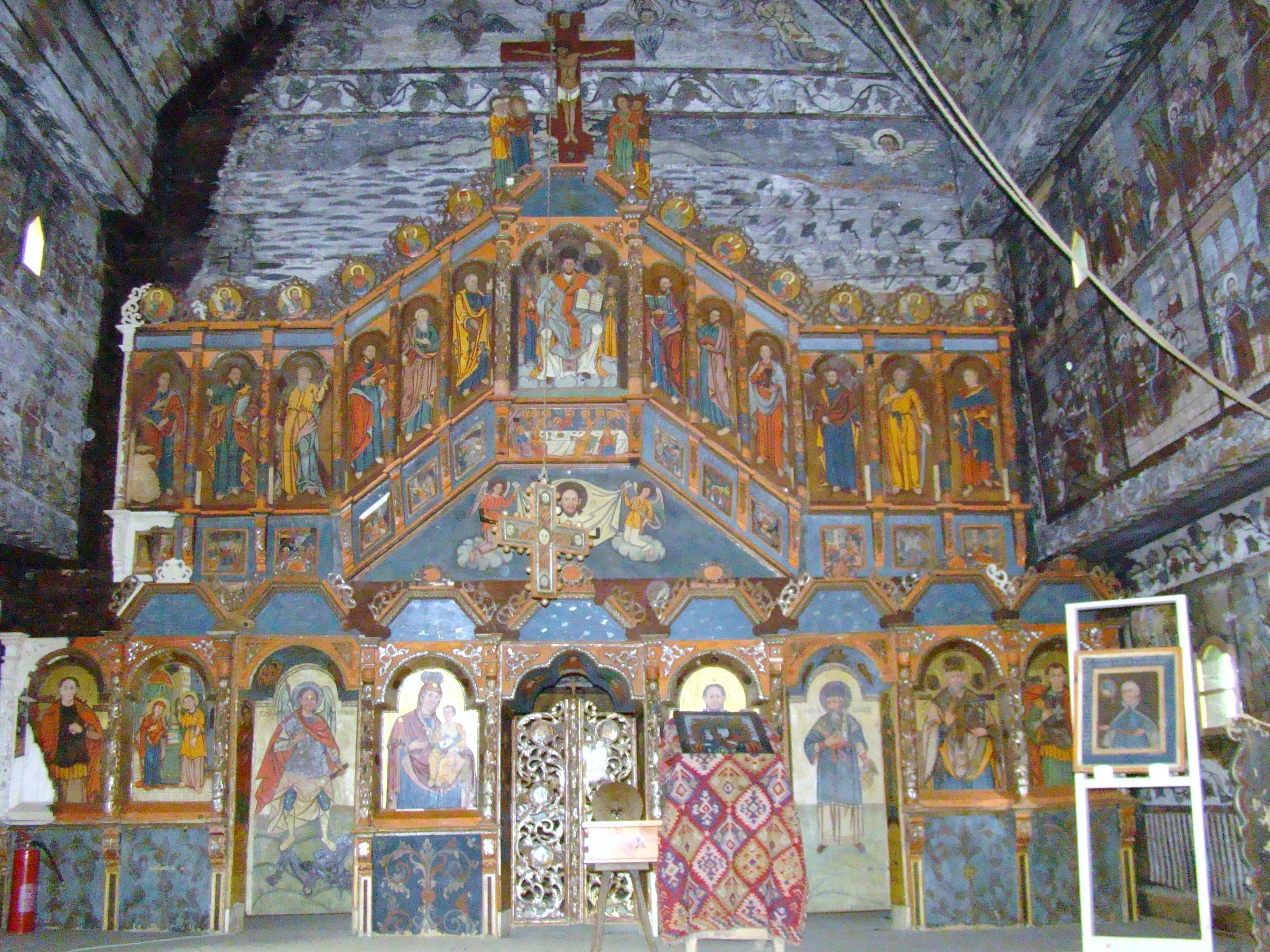
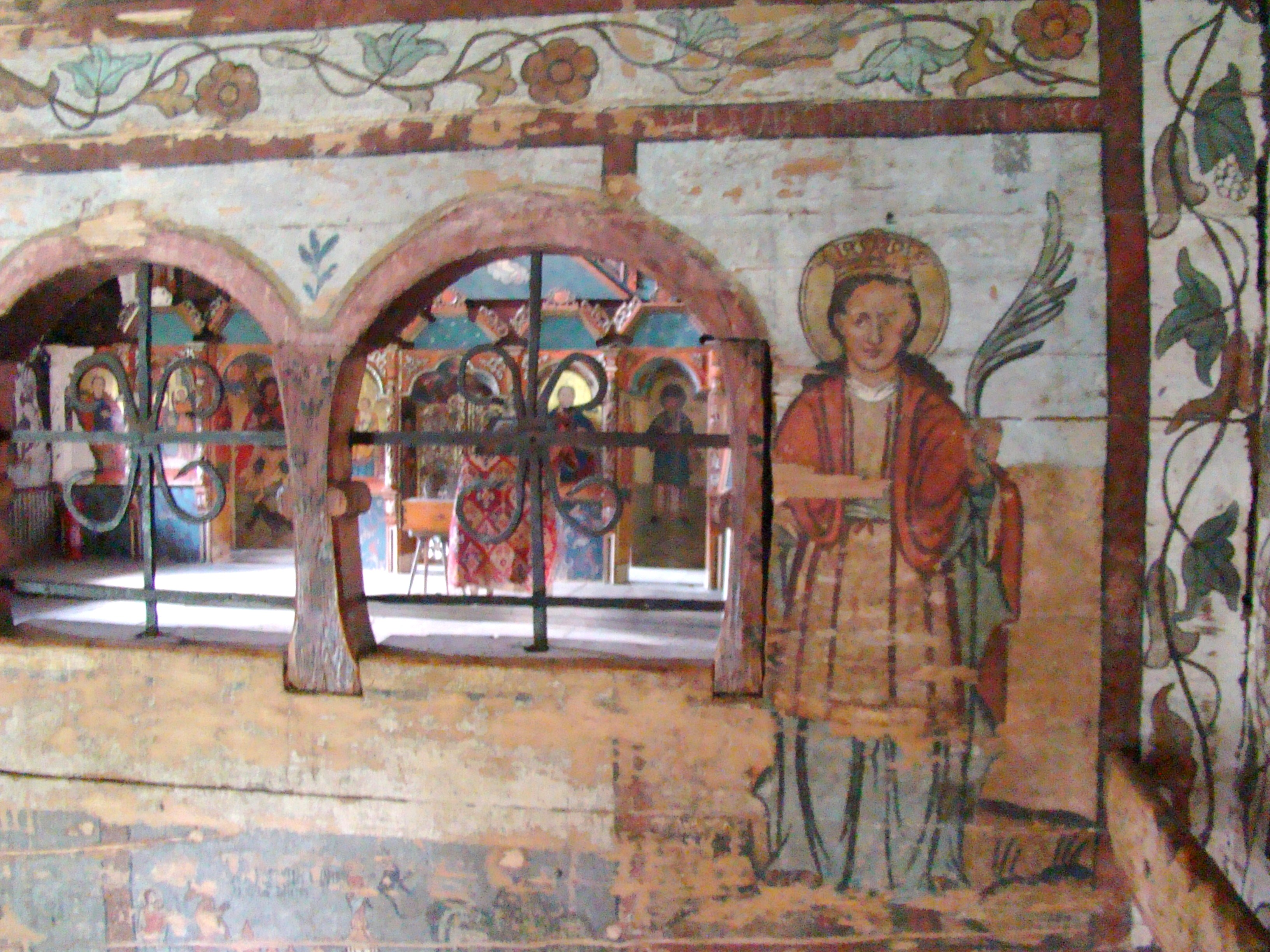
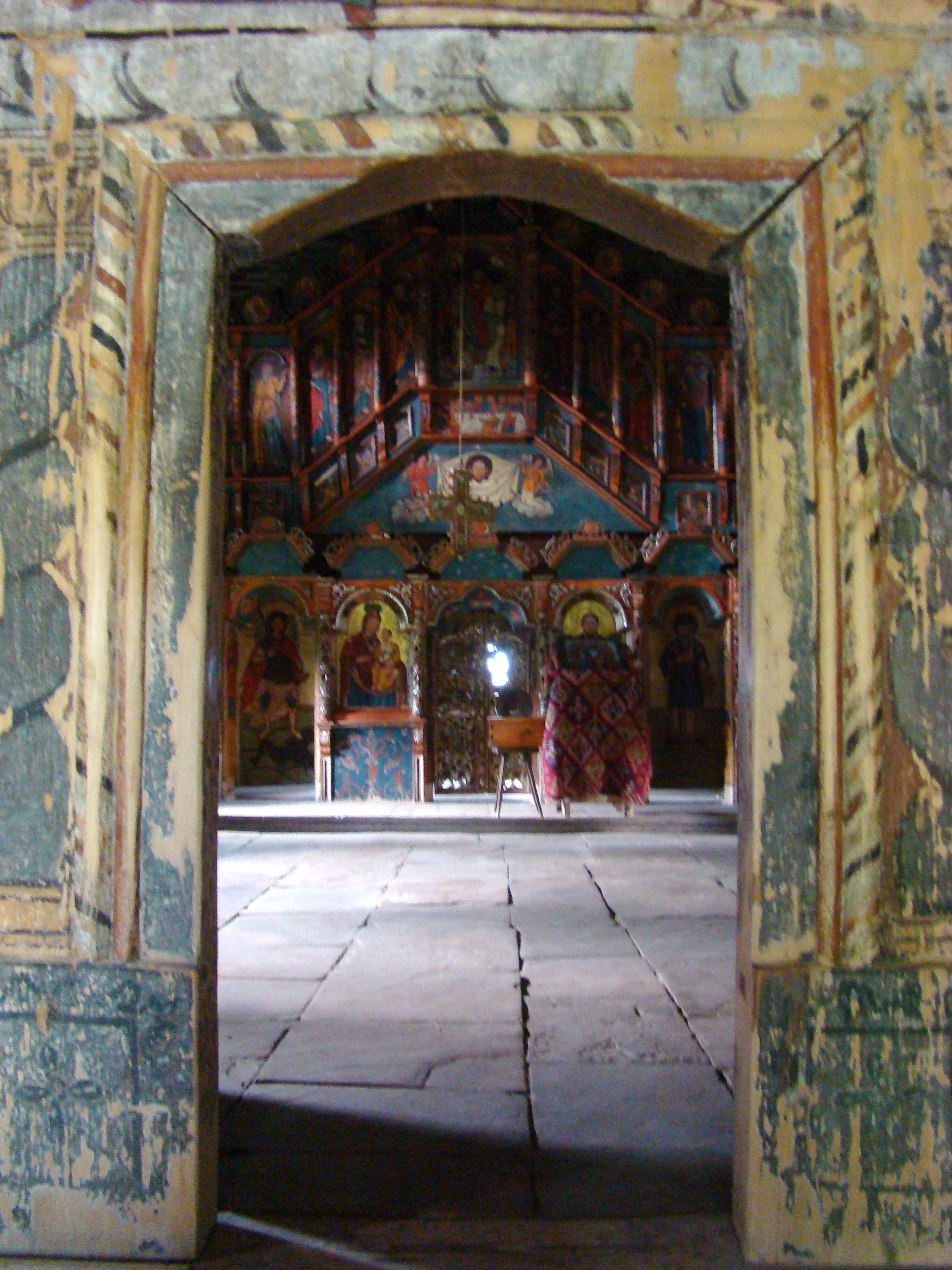
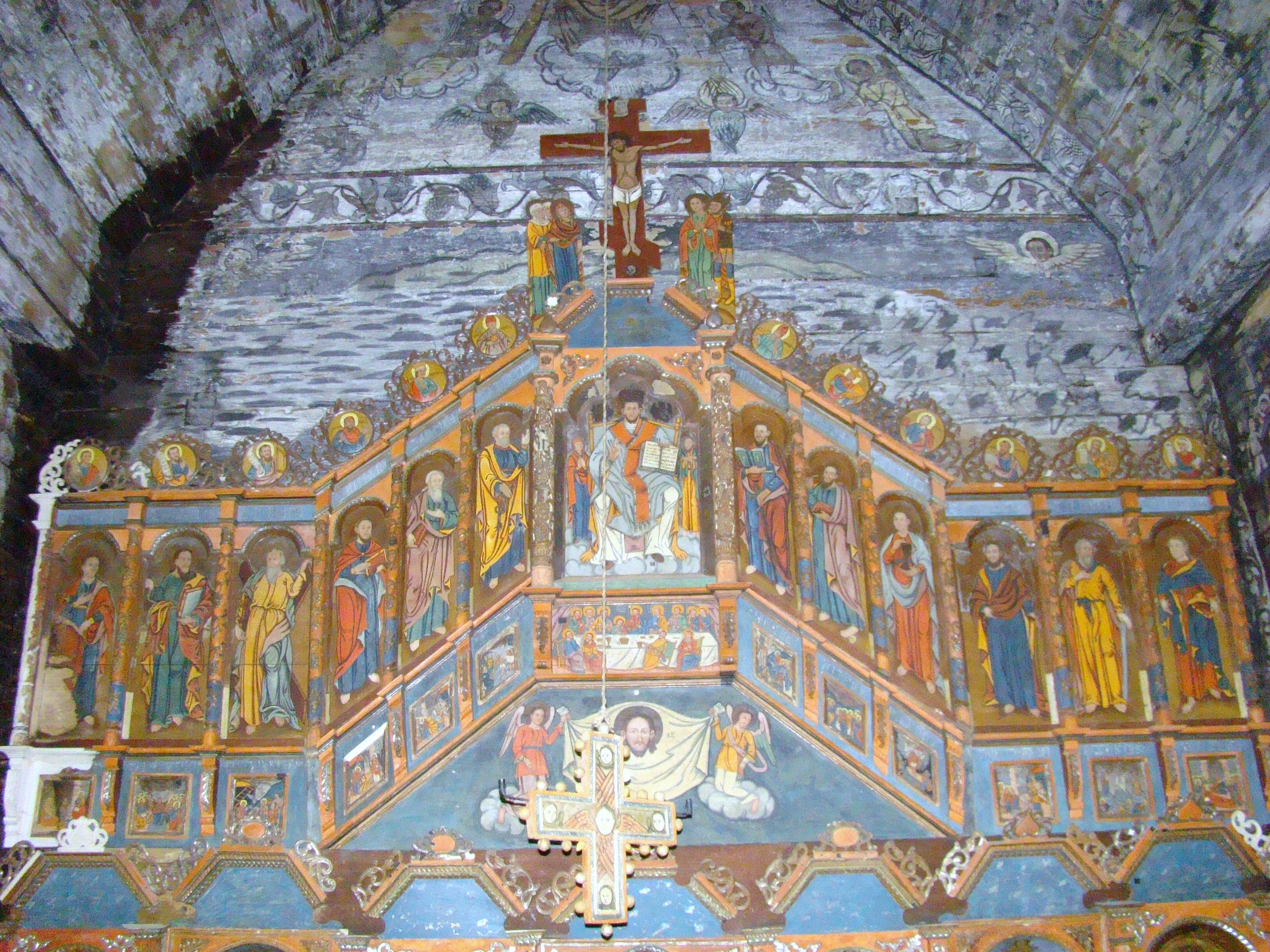
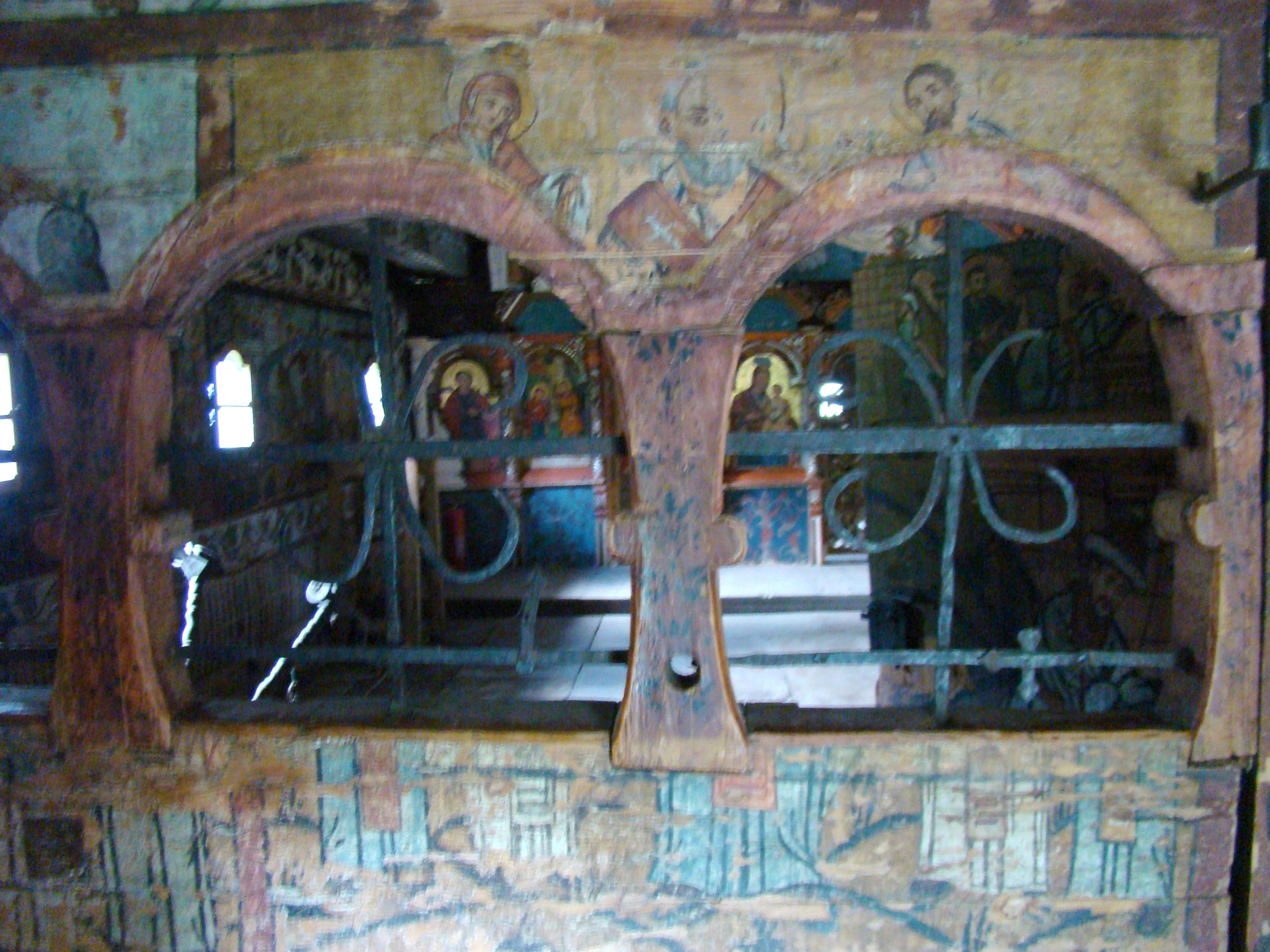
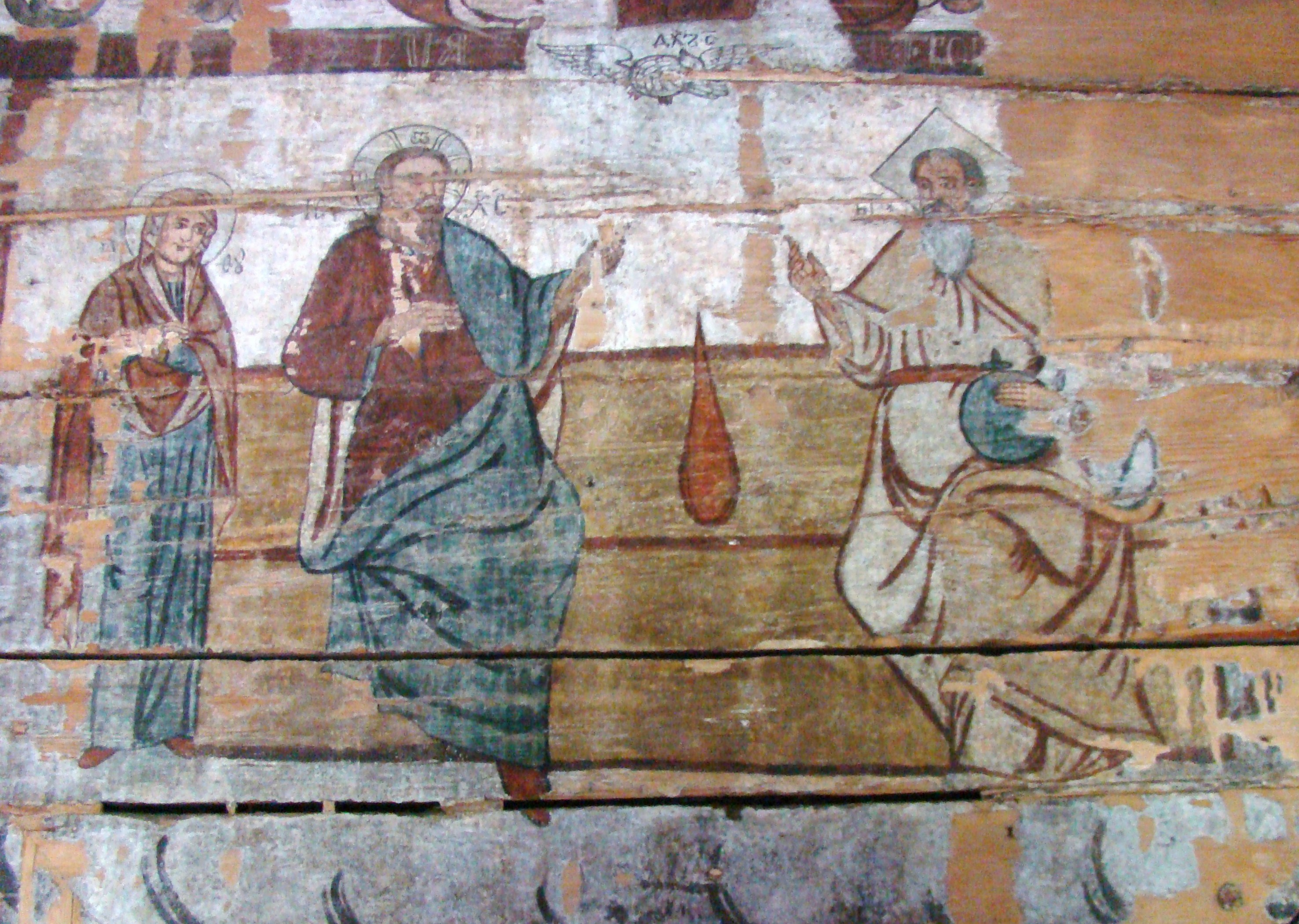
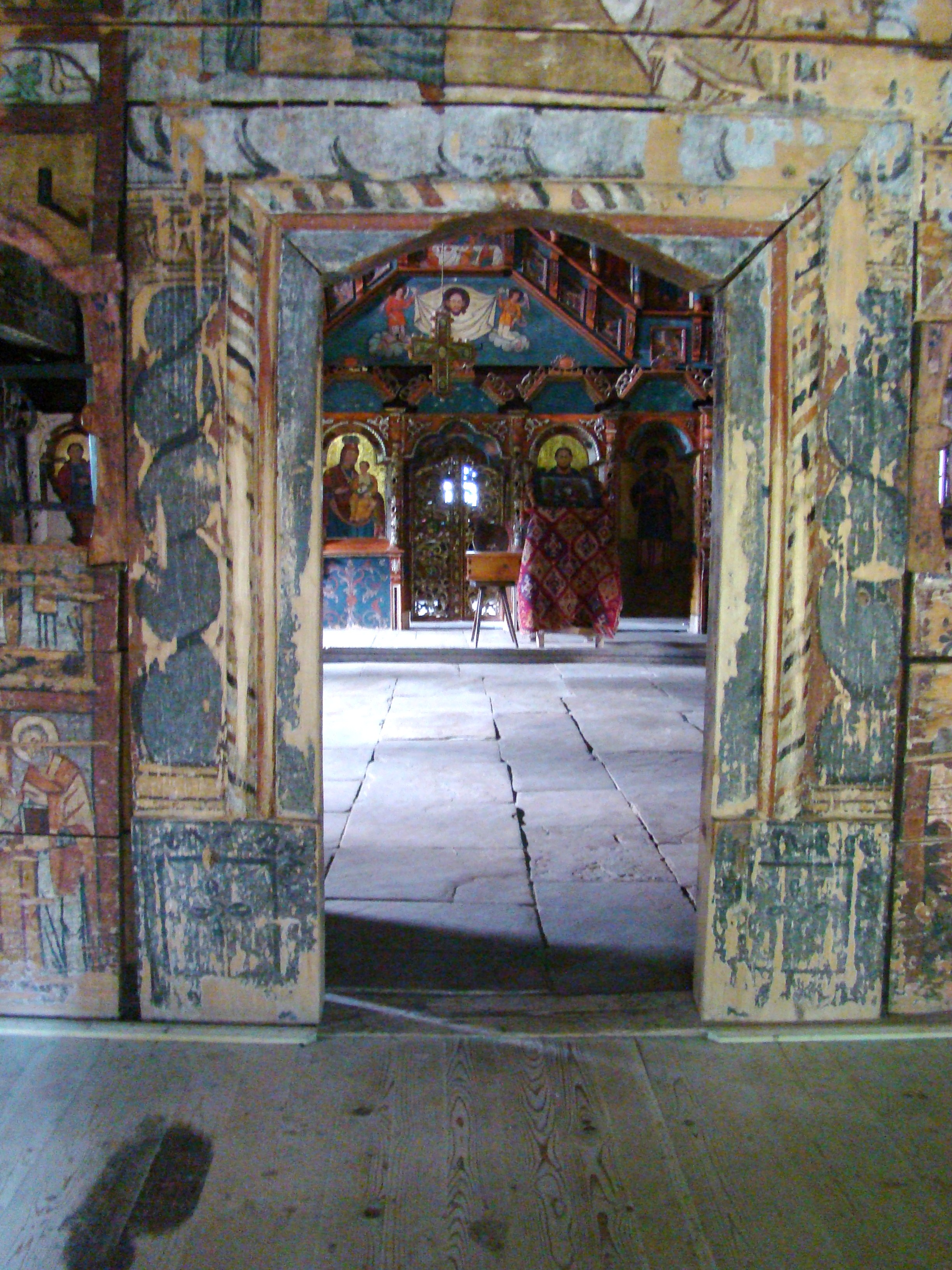
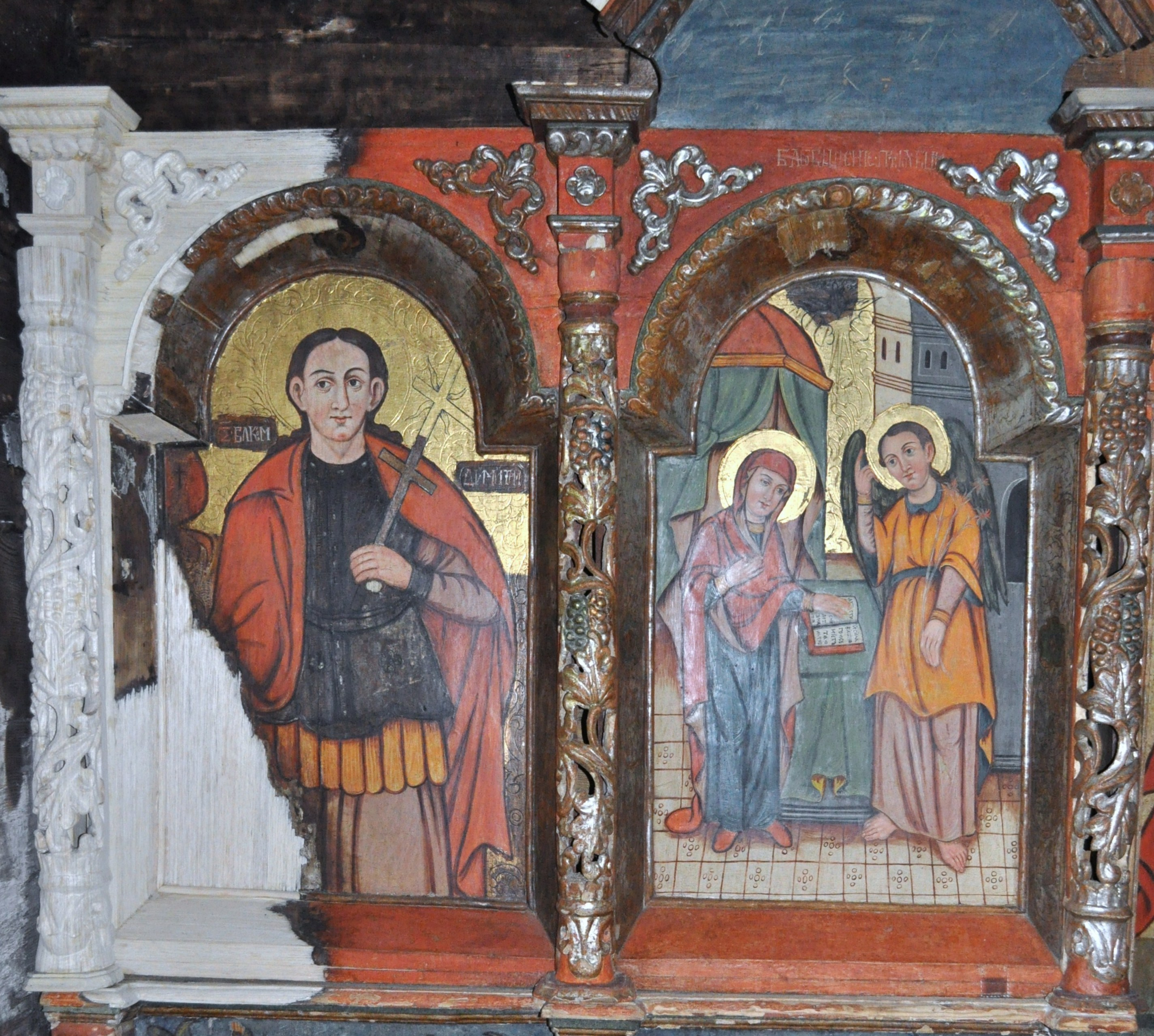
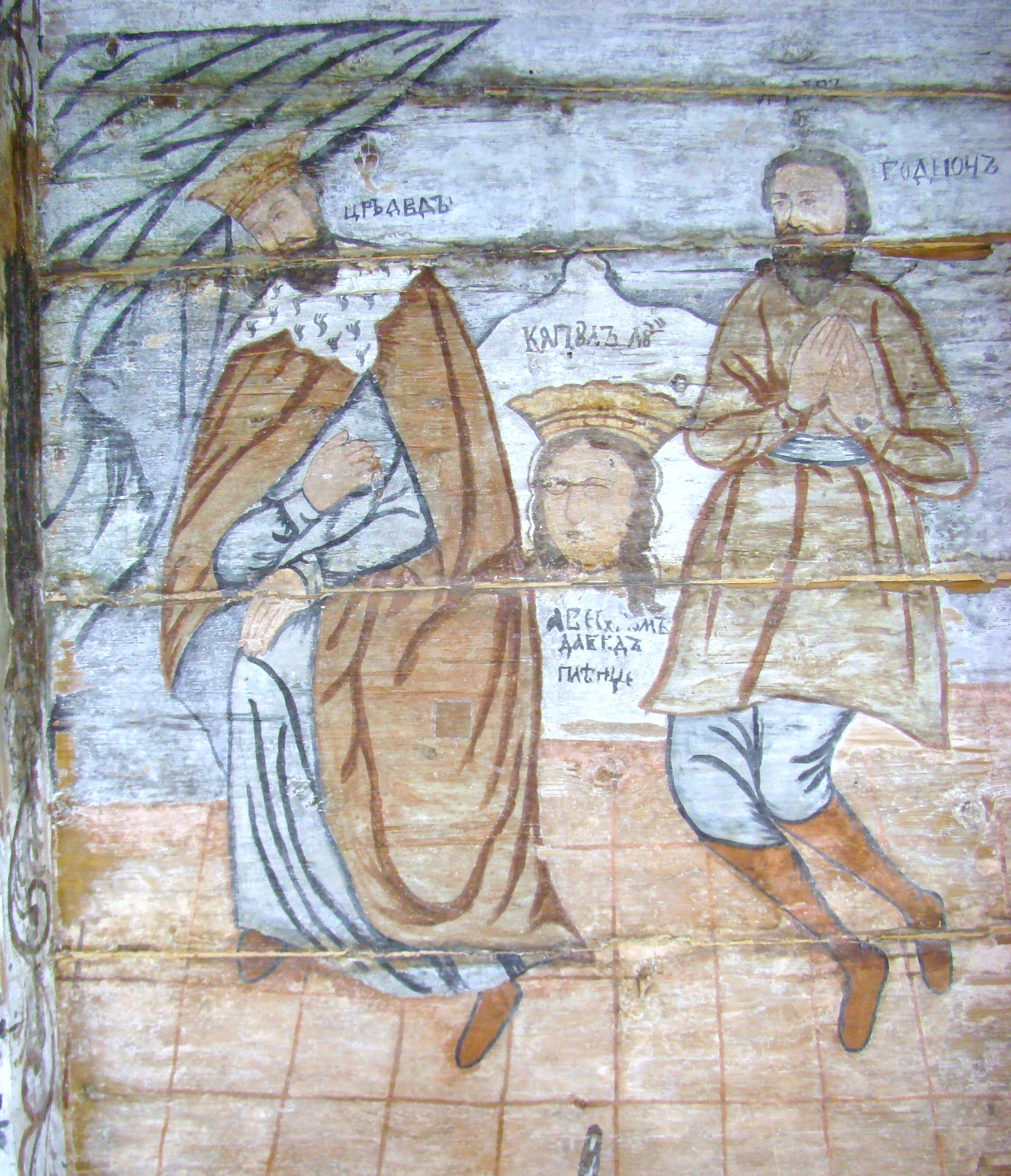
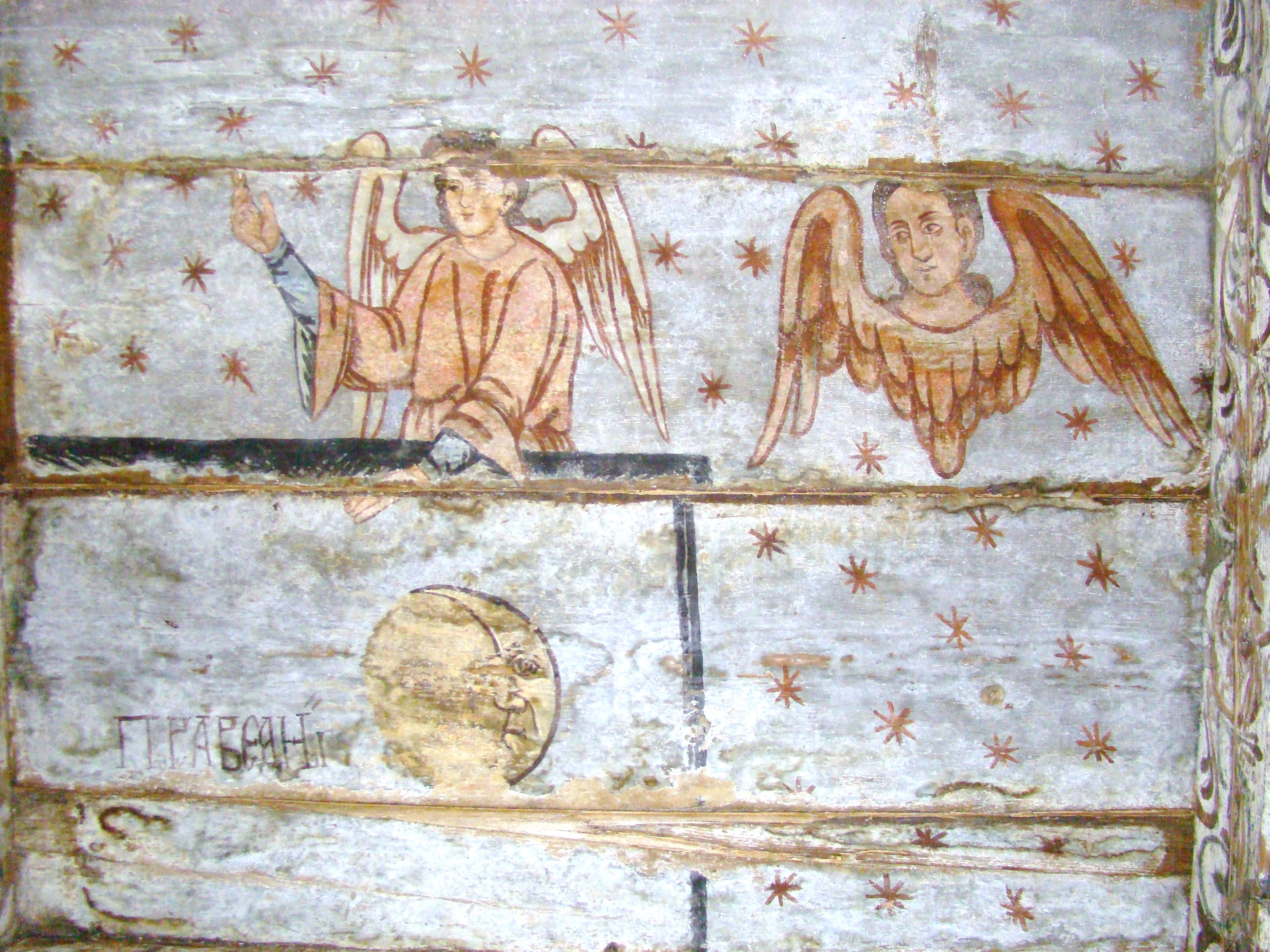
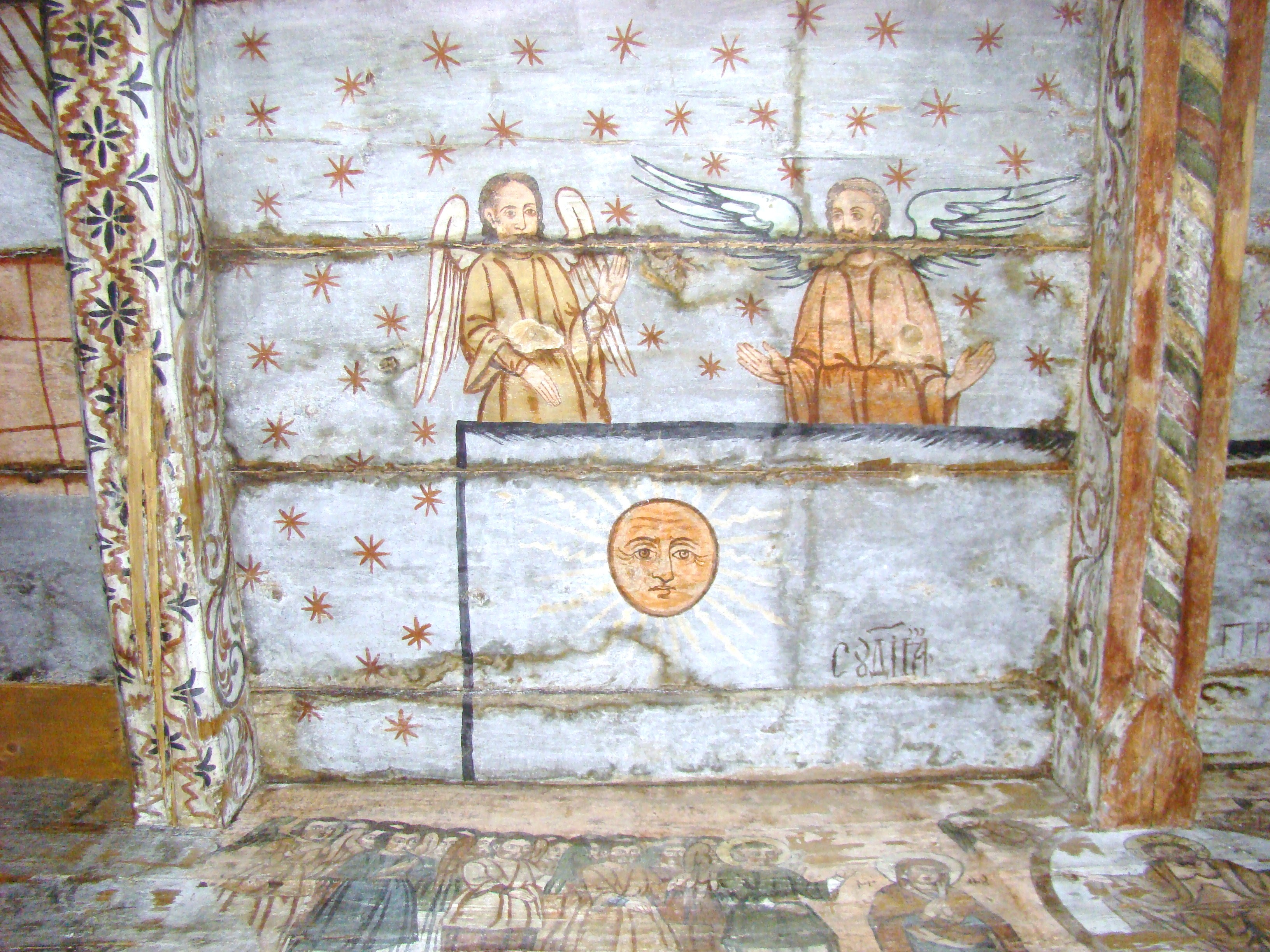
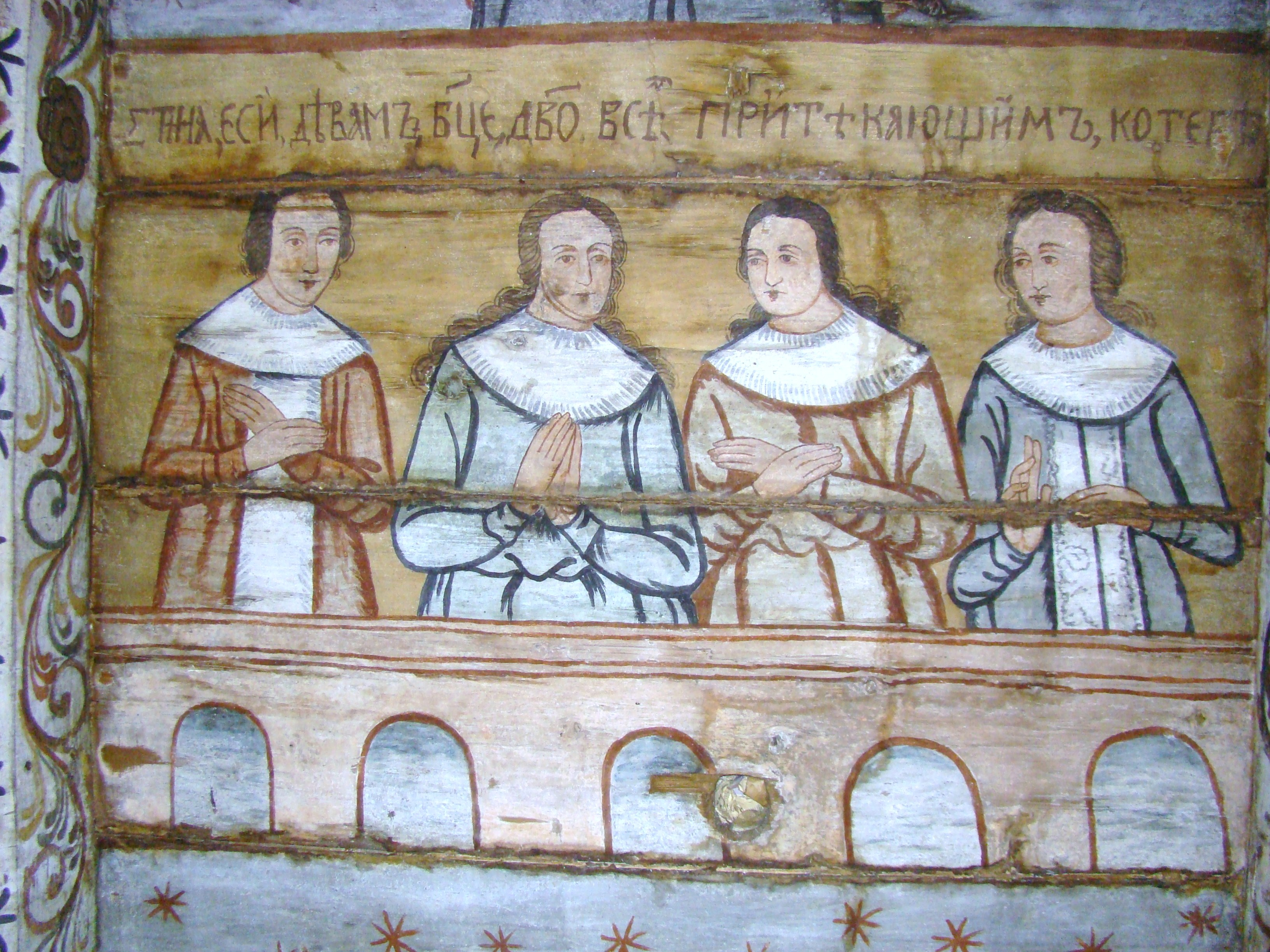
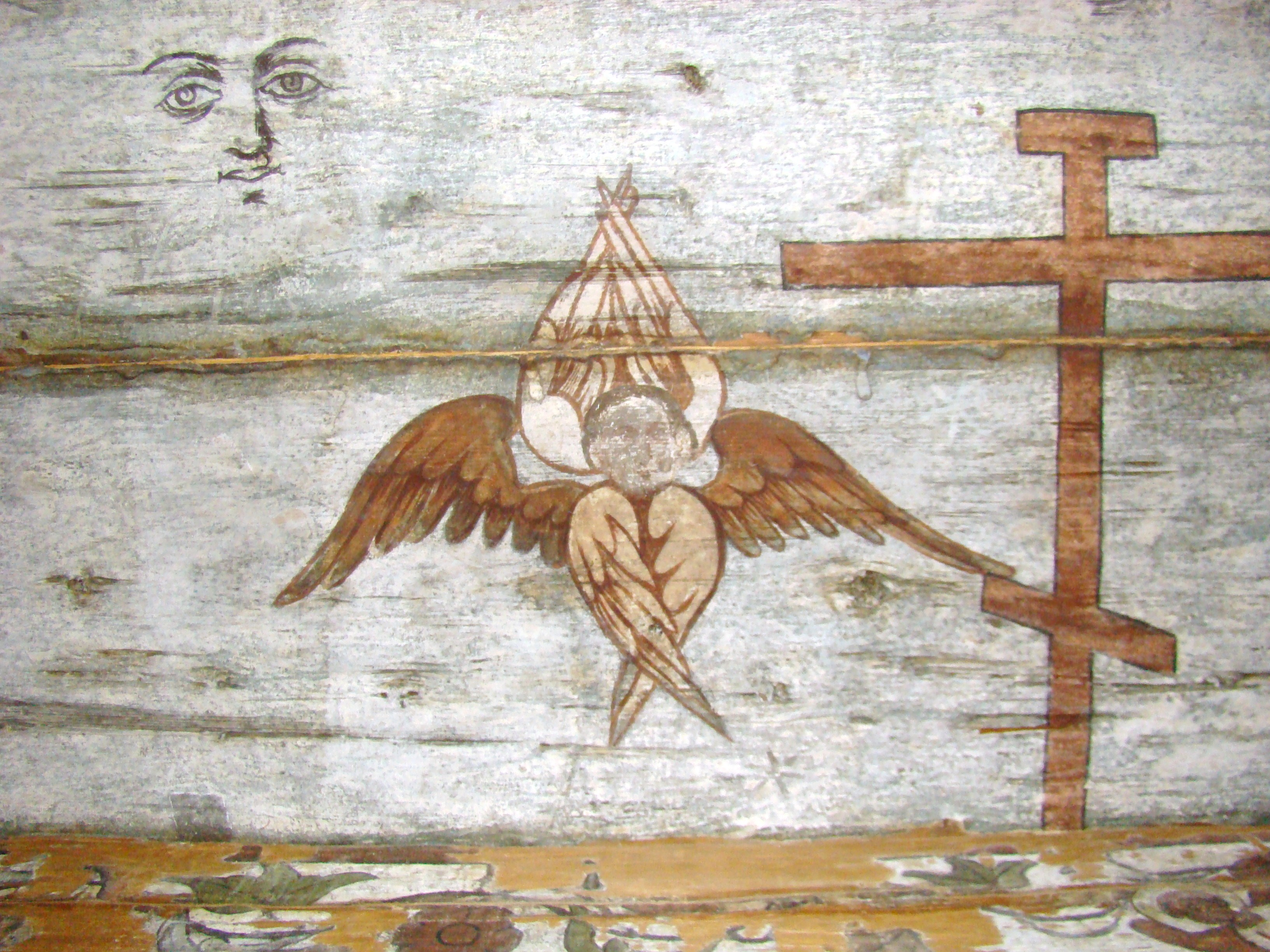
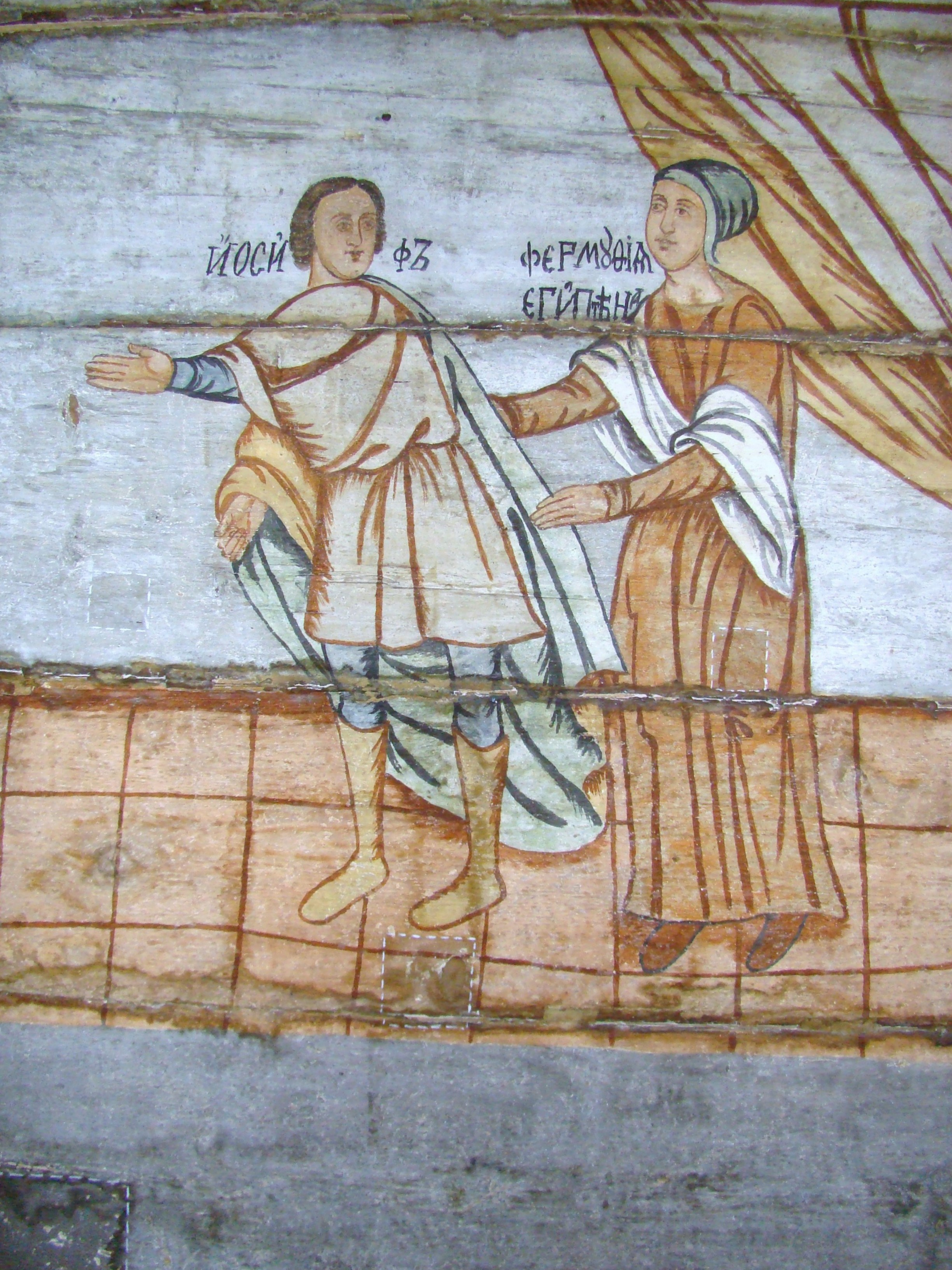
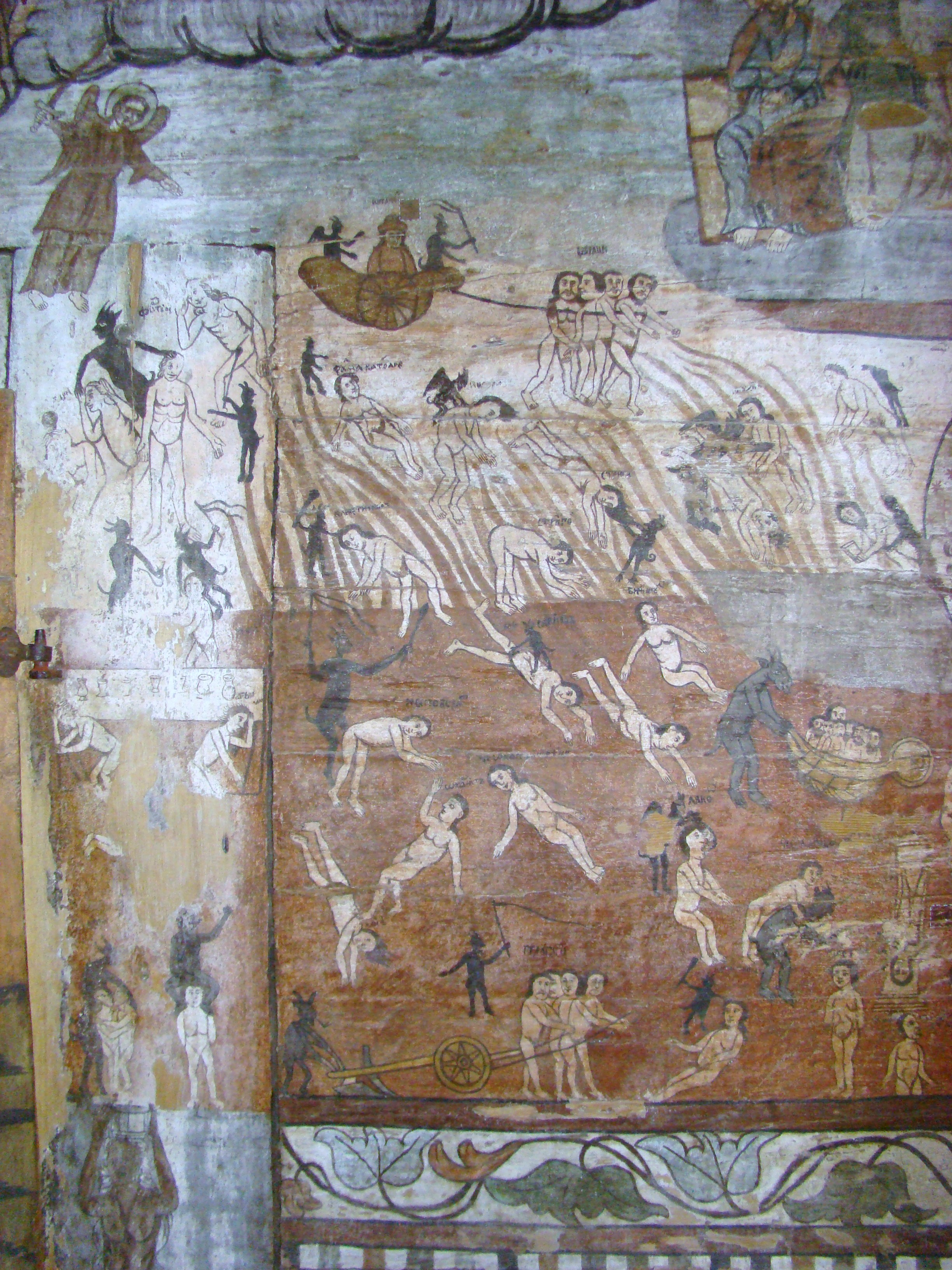
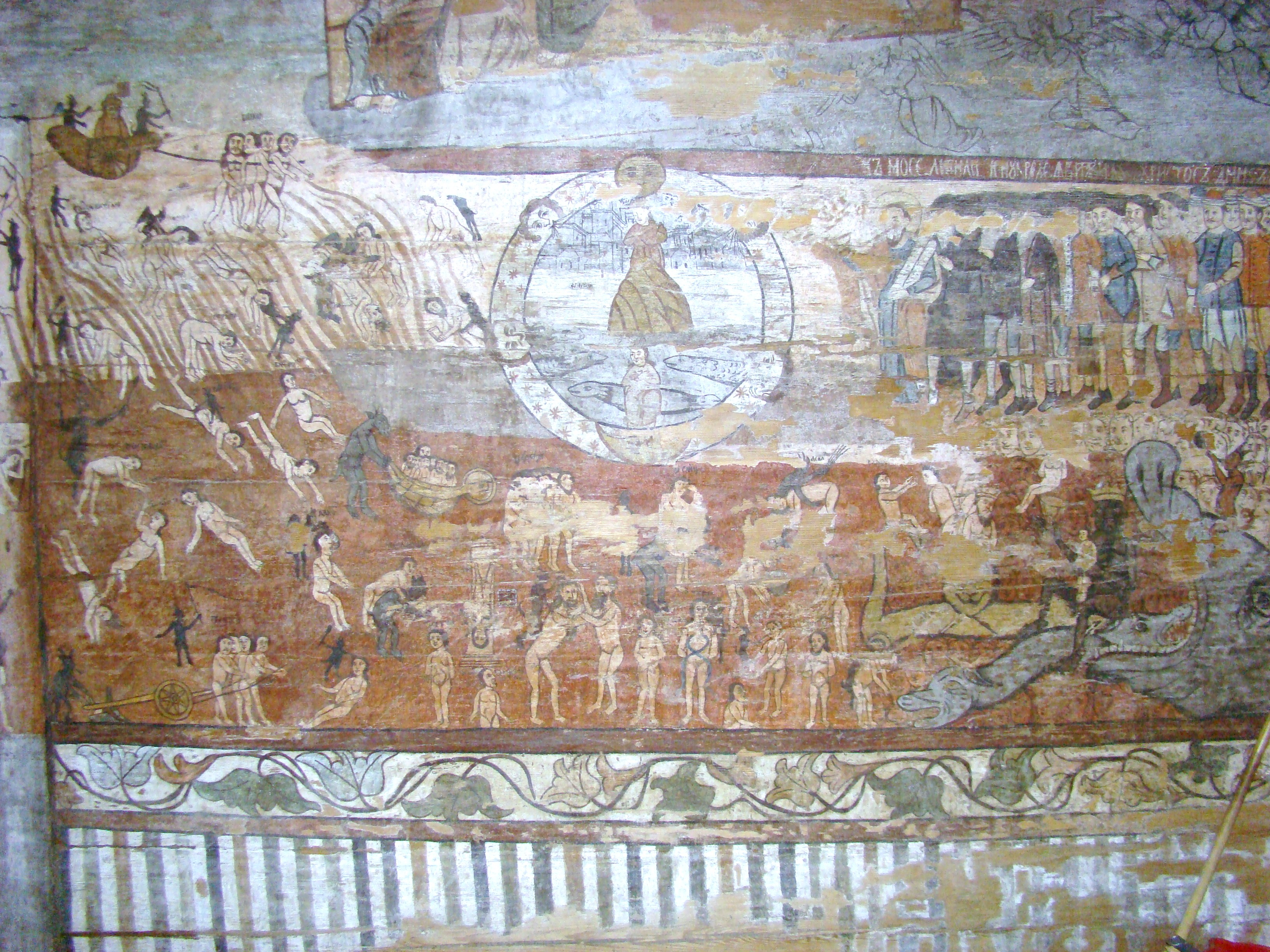
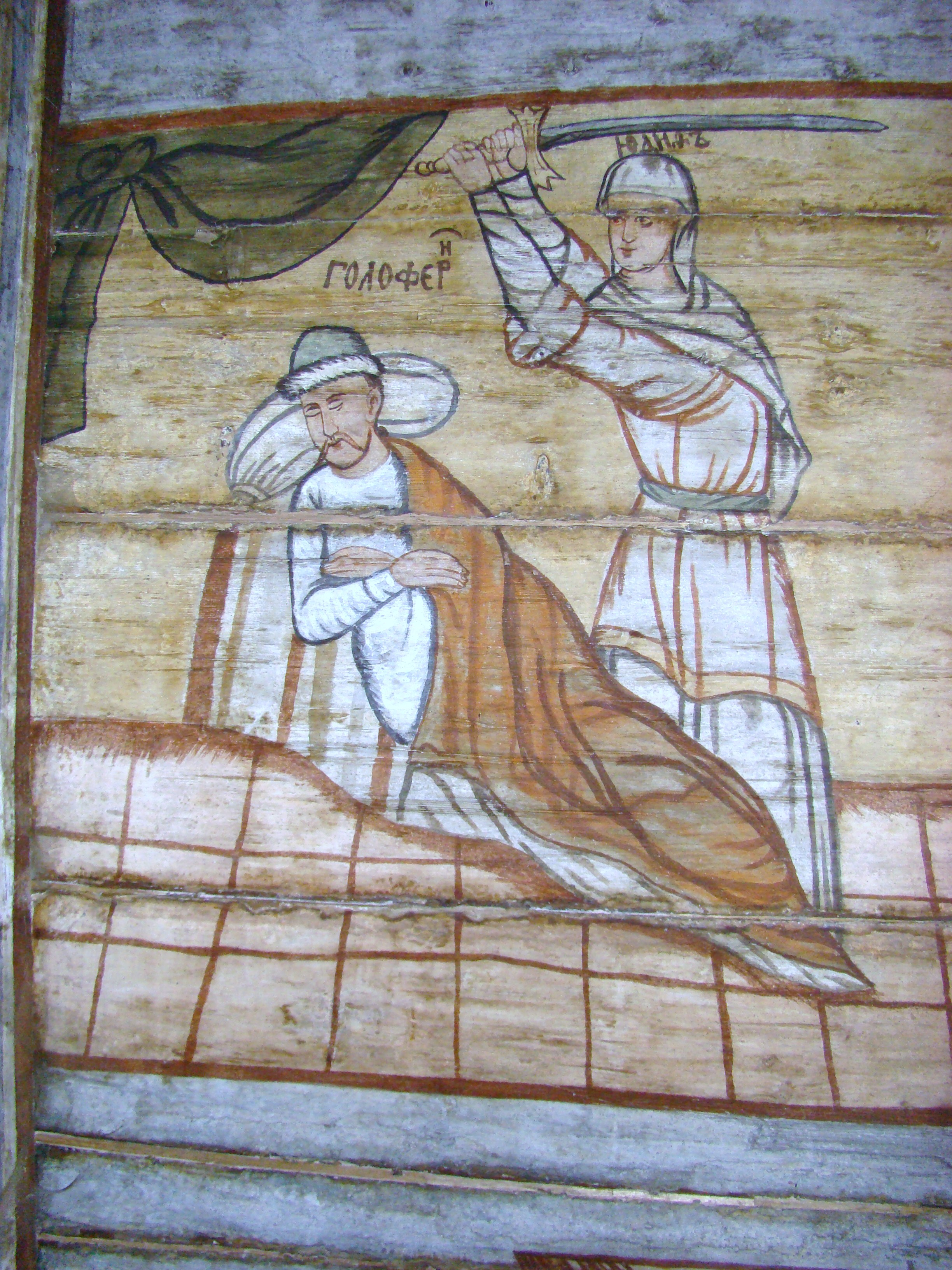
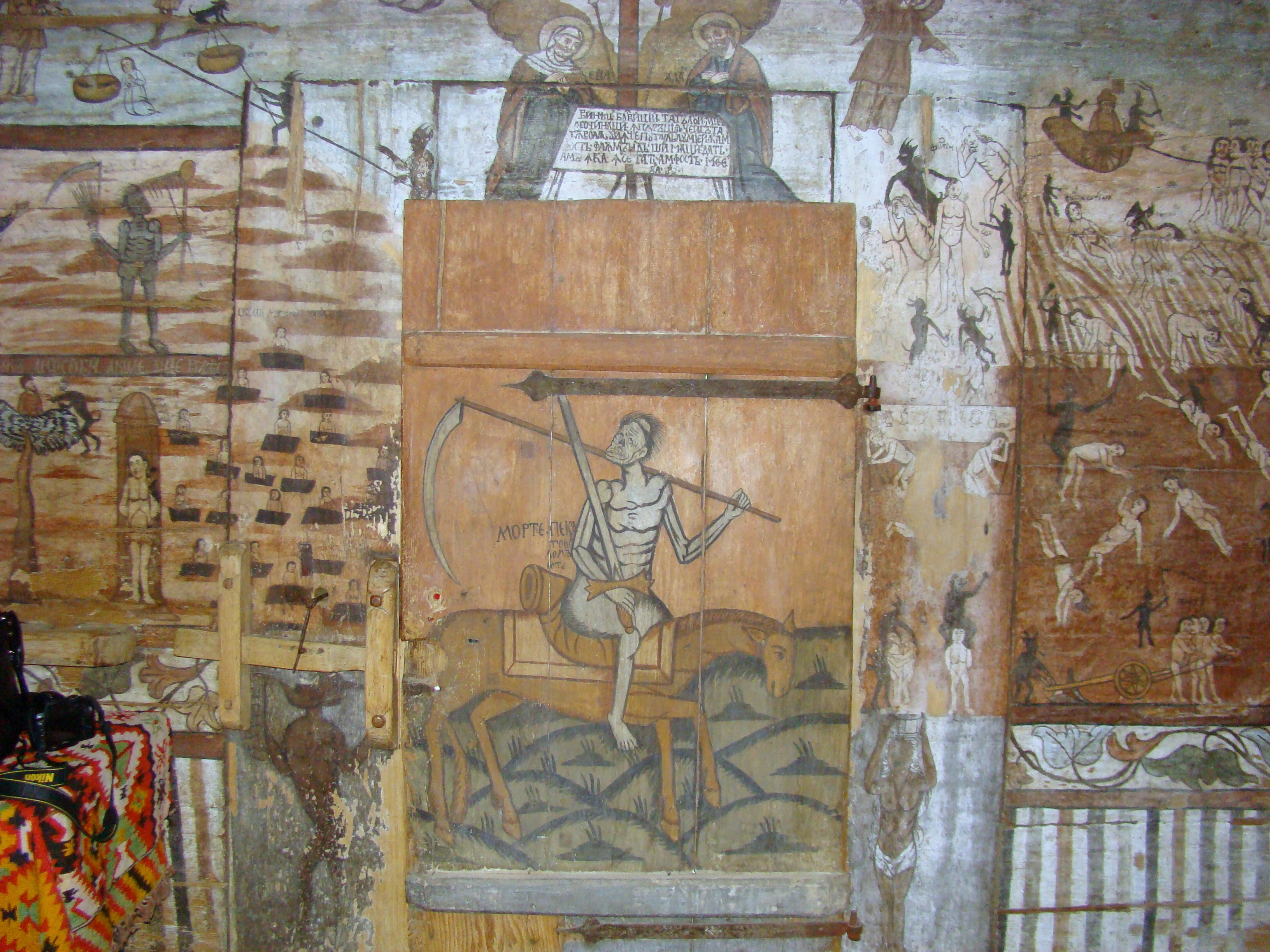
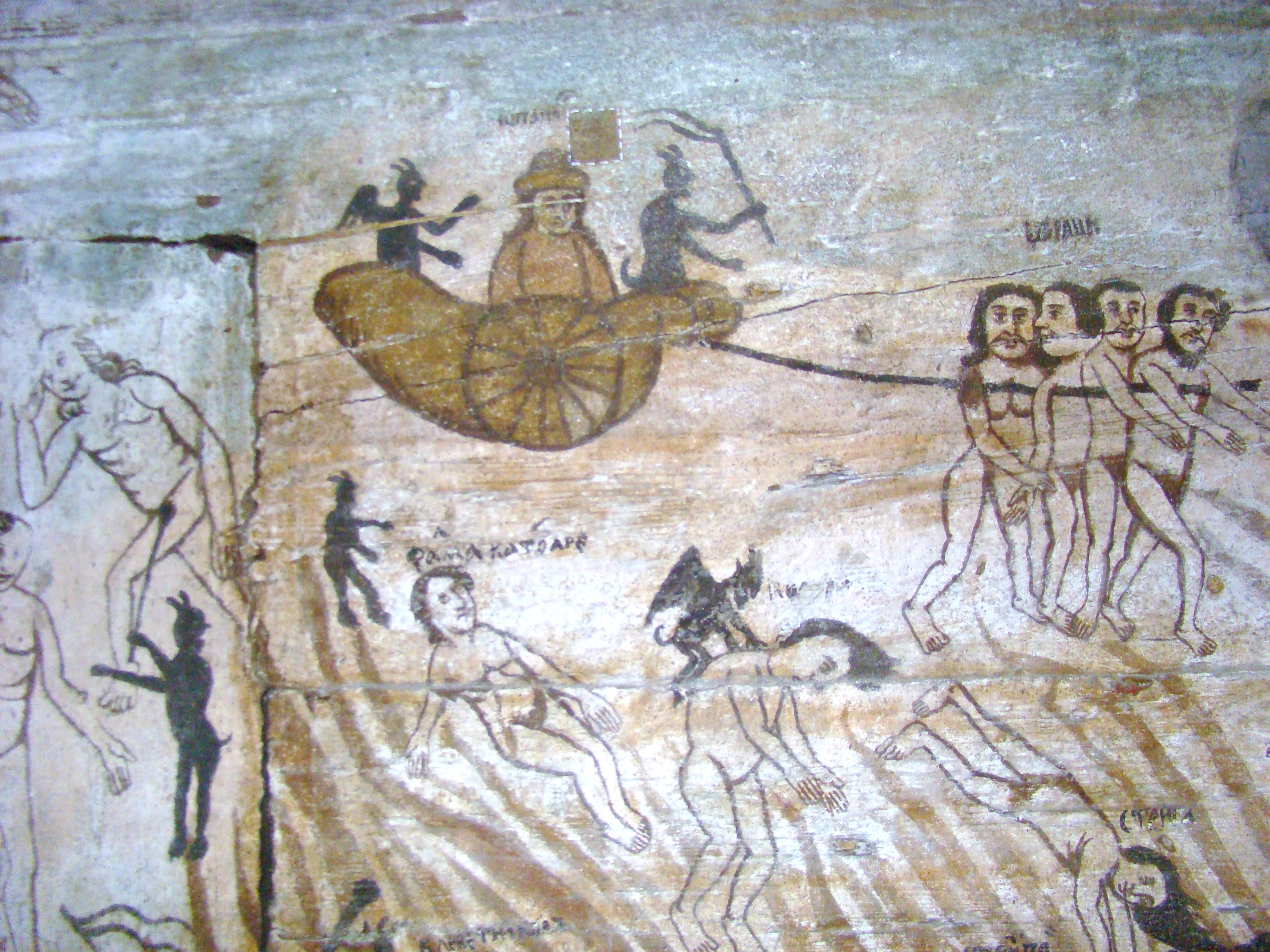
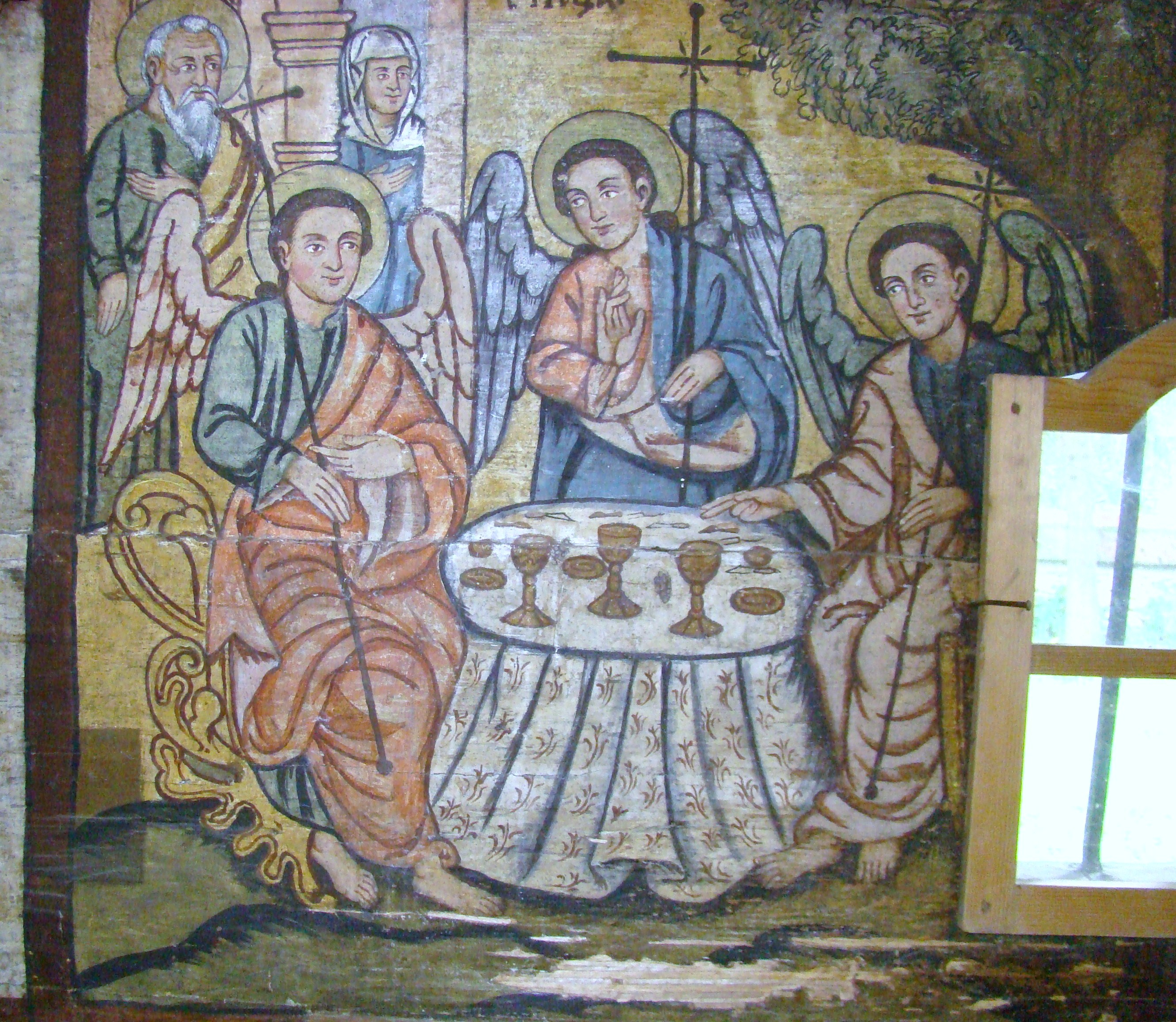
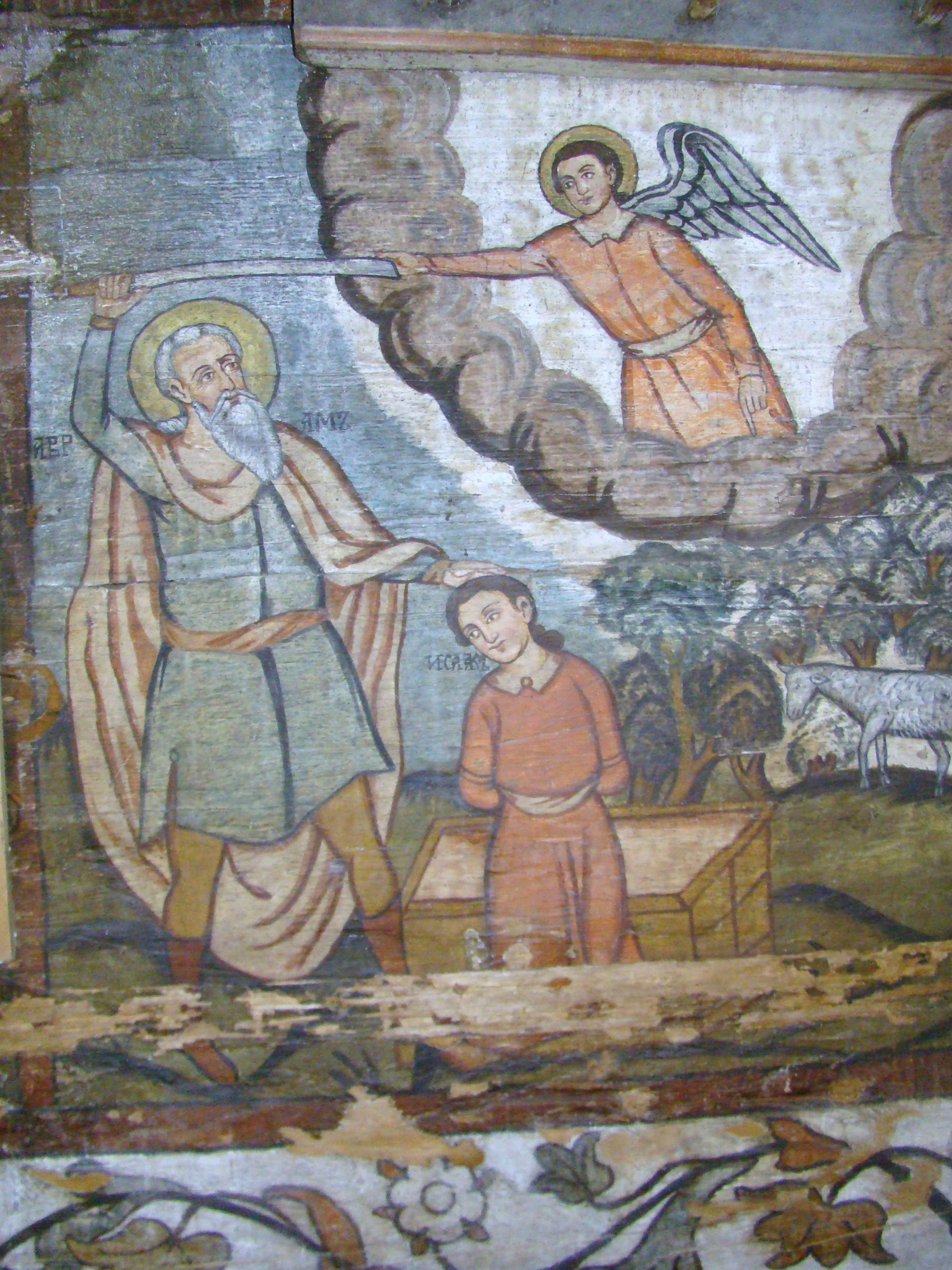
Jertfa lui Avraam
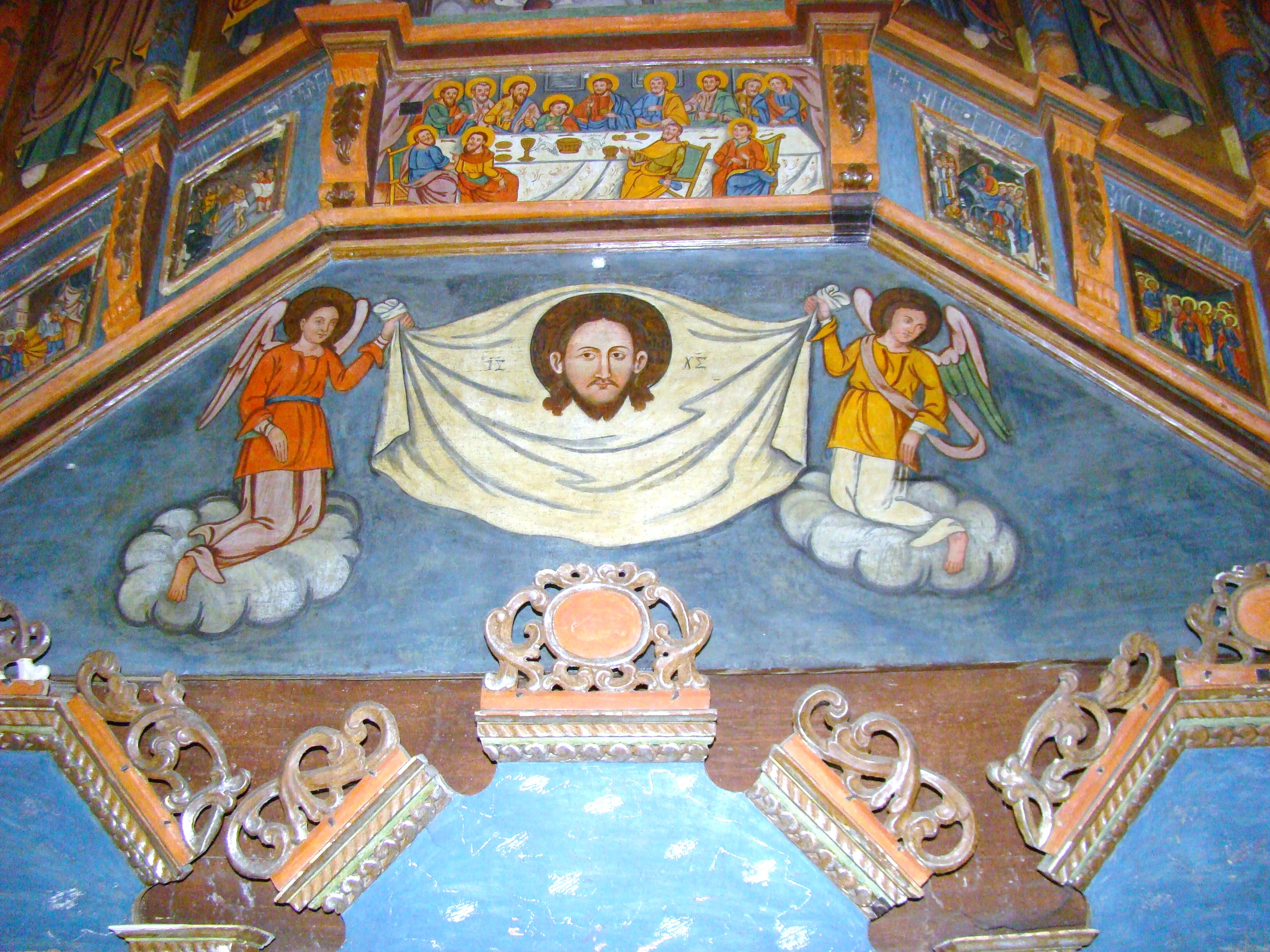
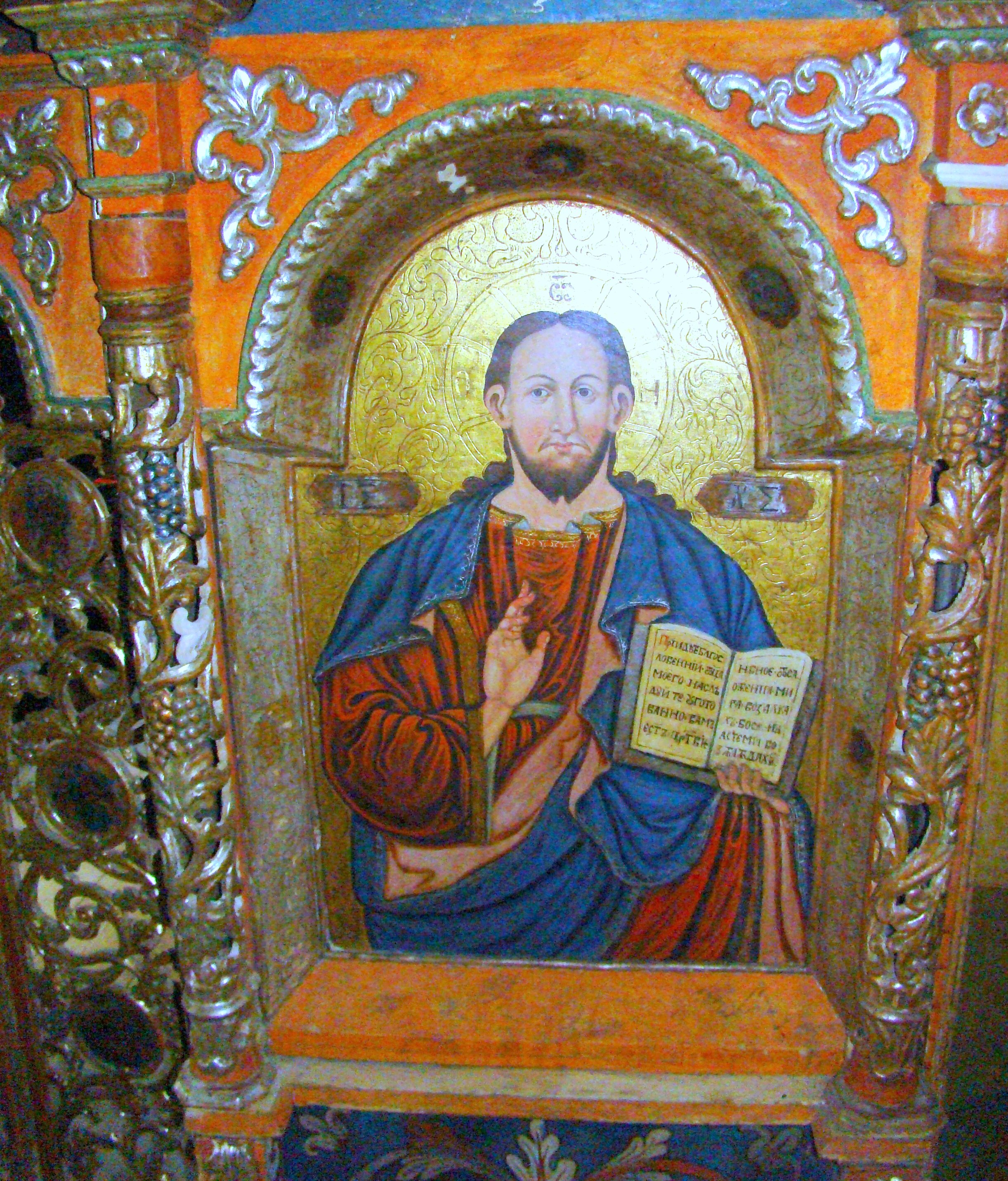
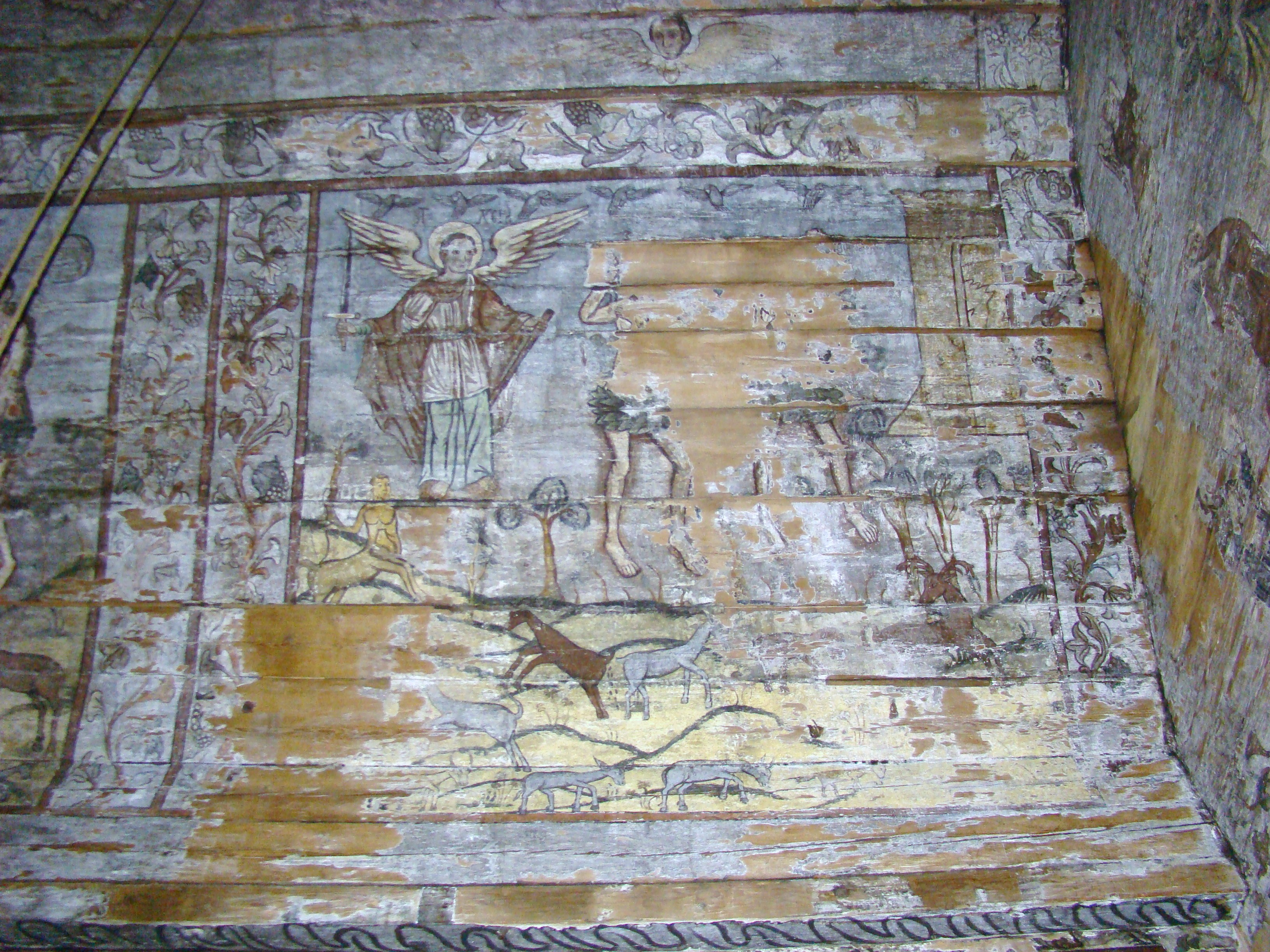
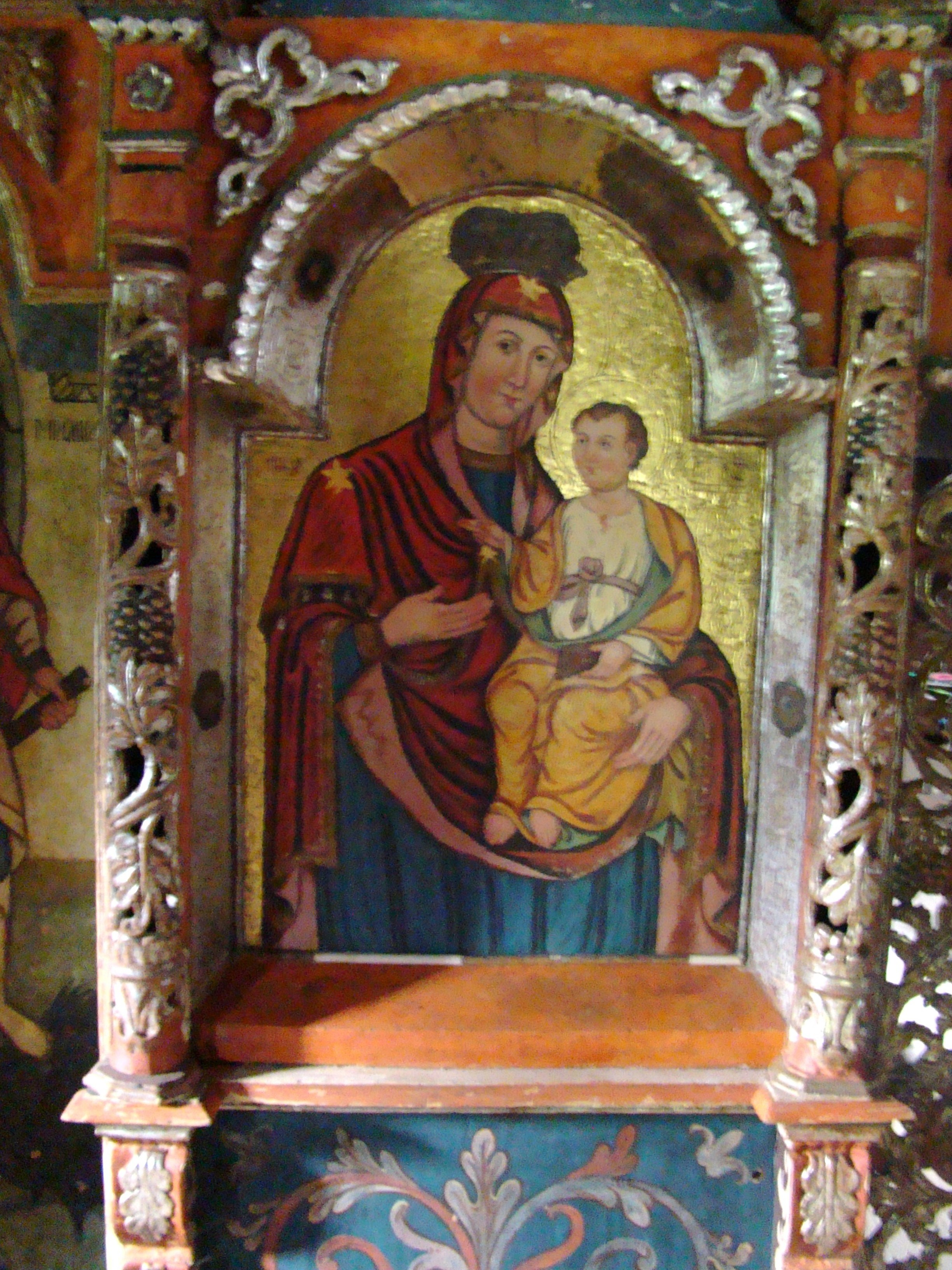
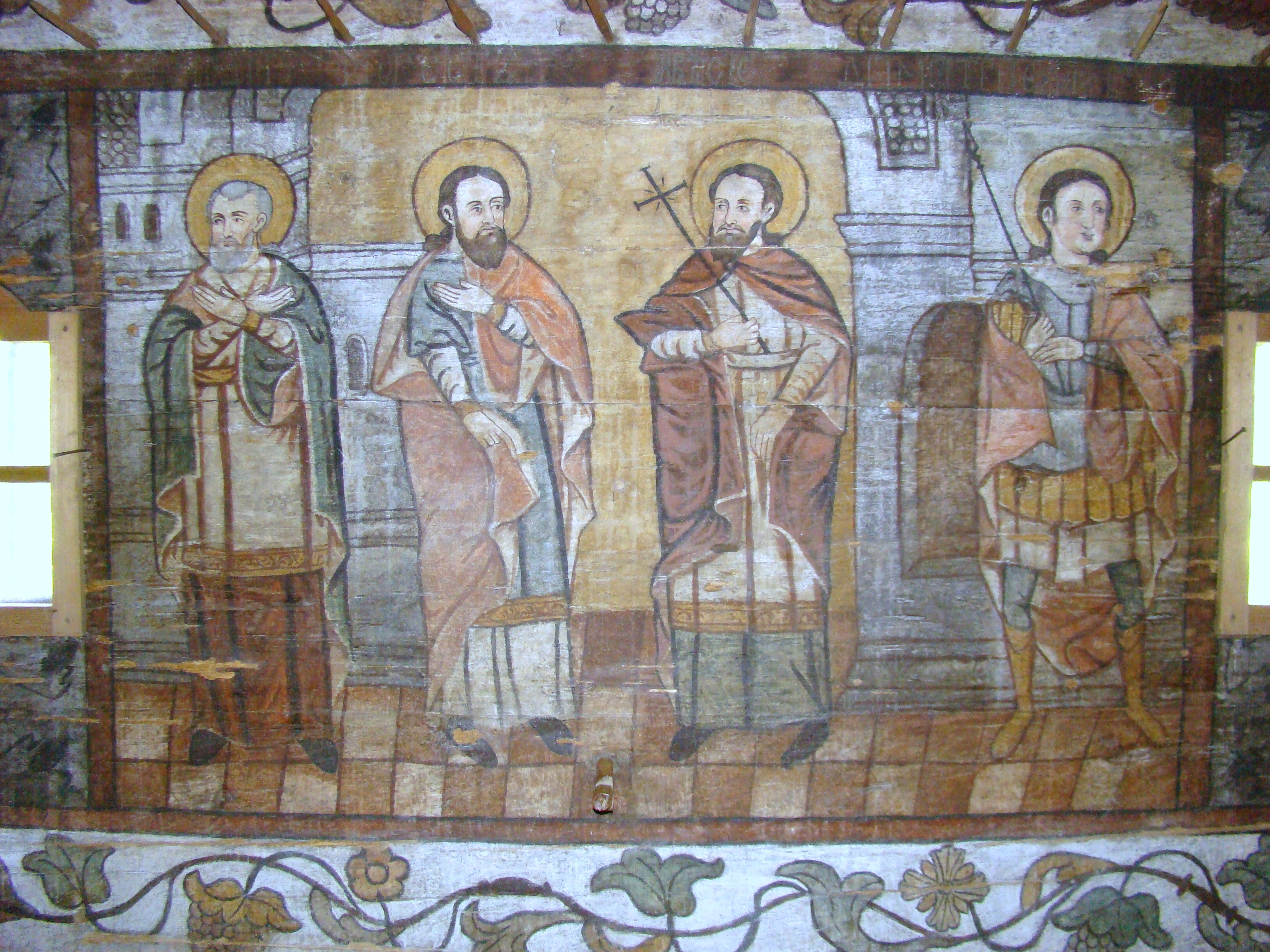
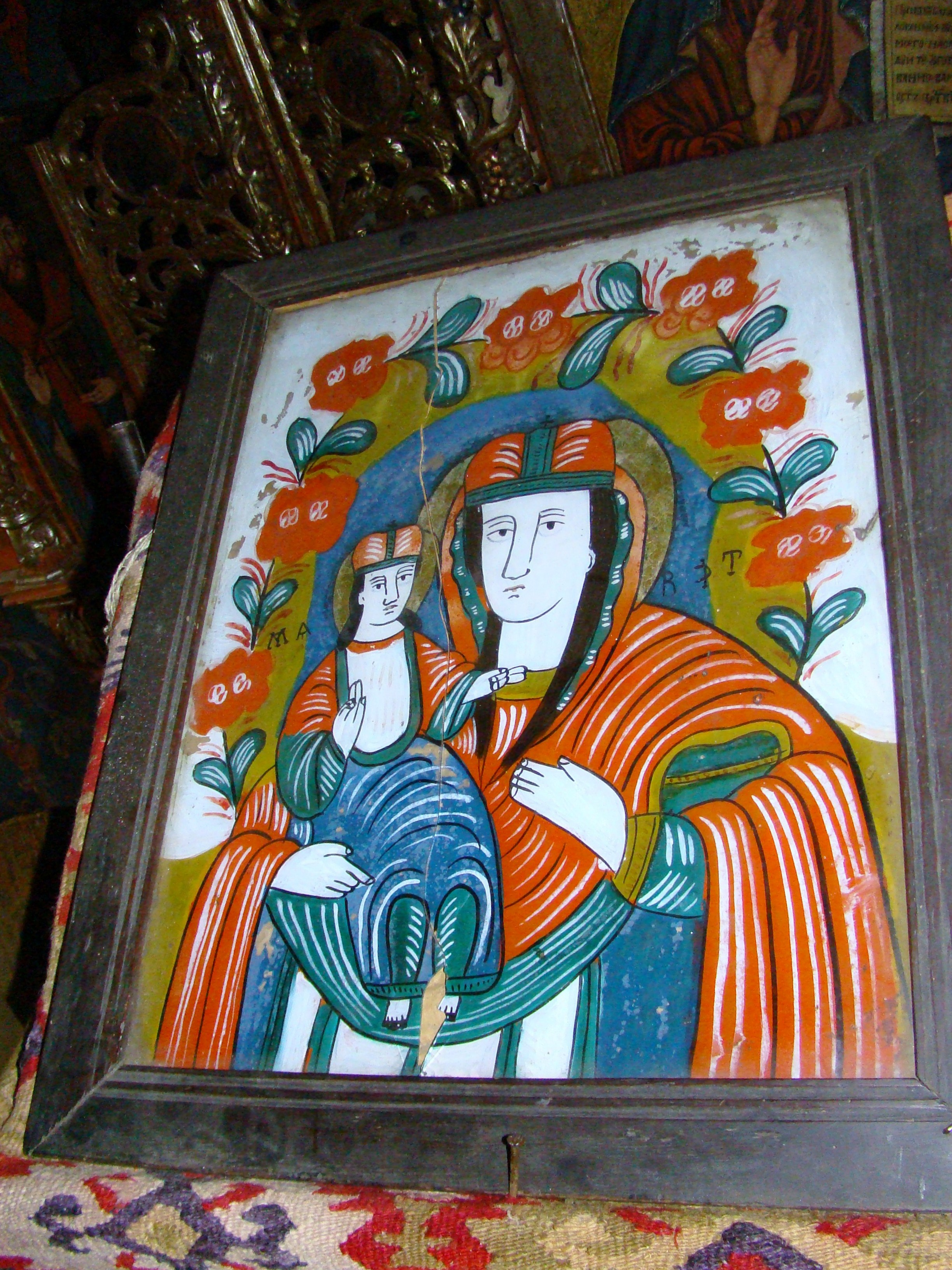
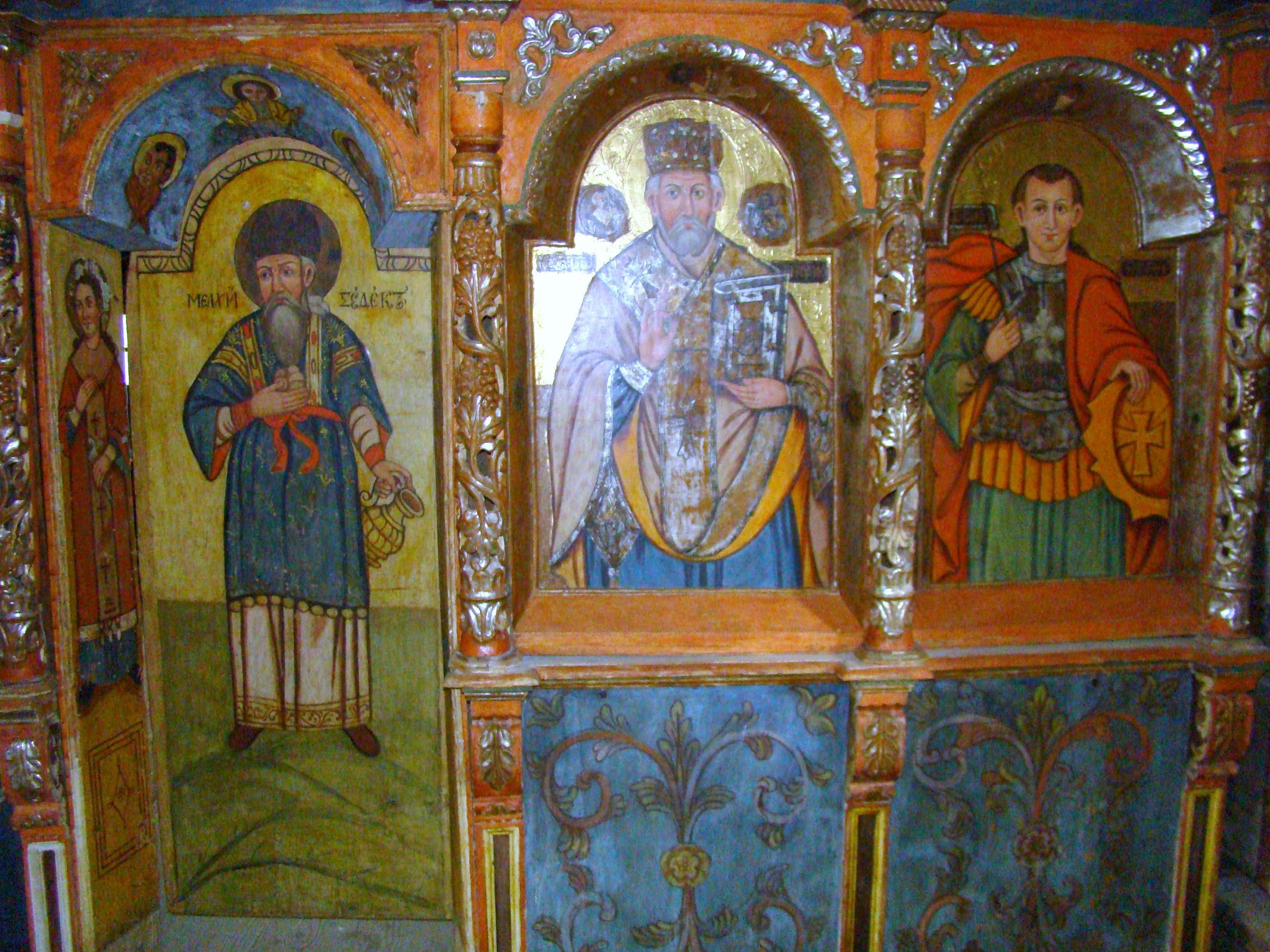
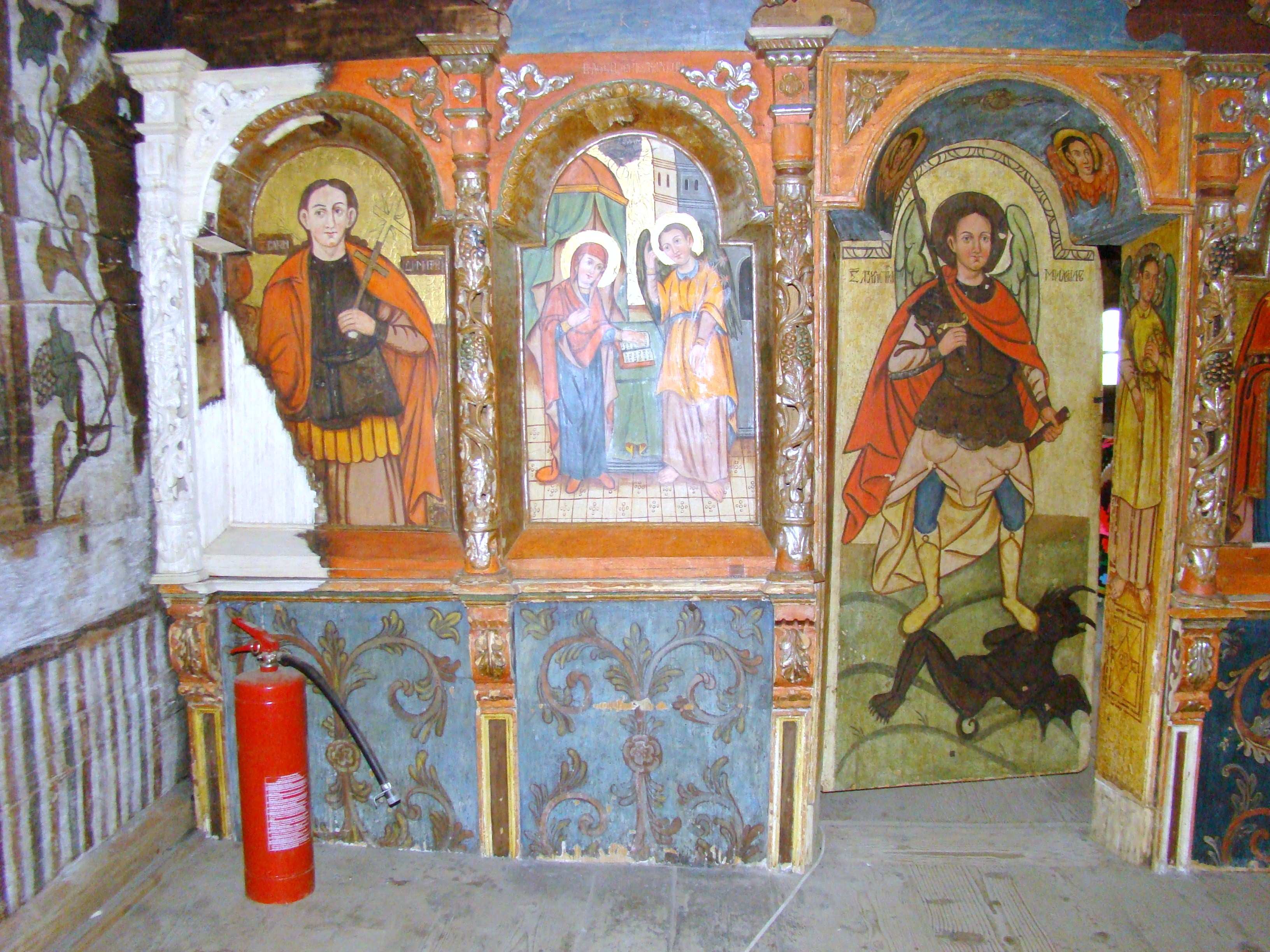
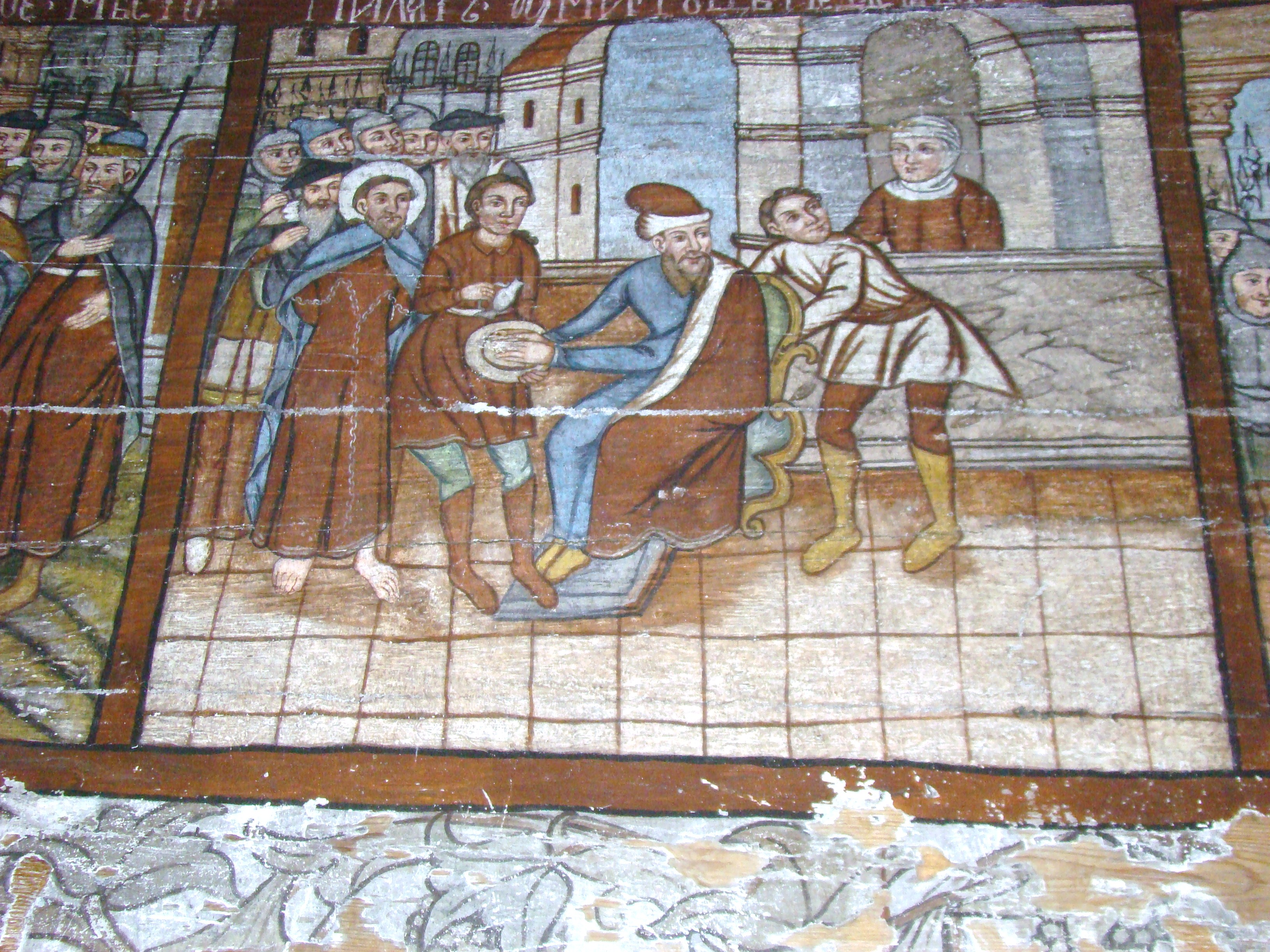
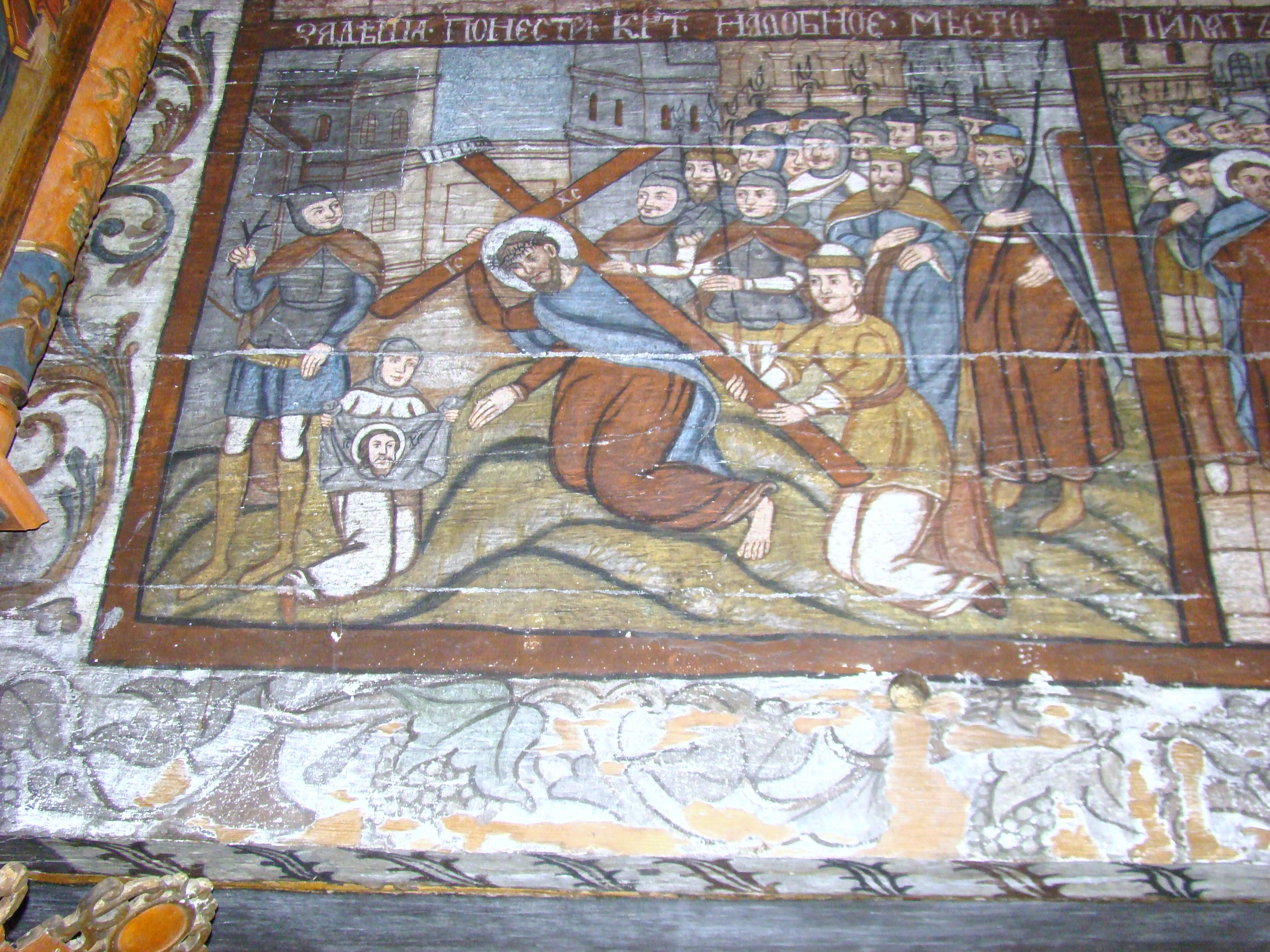
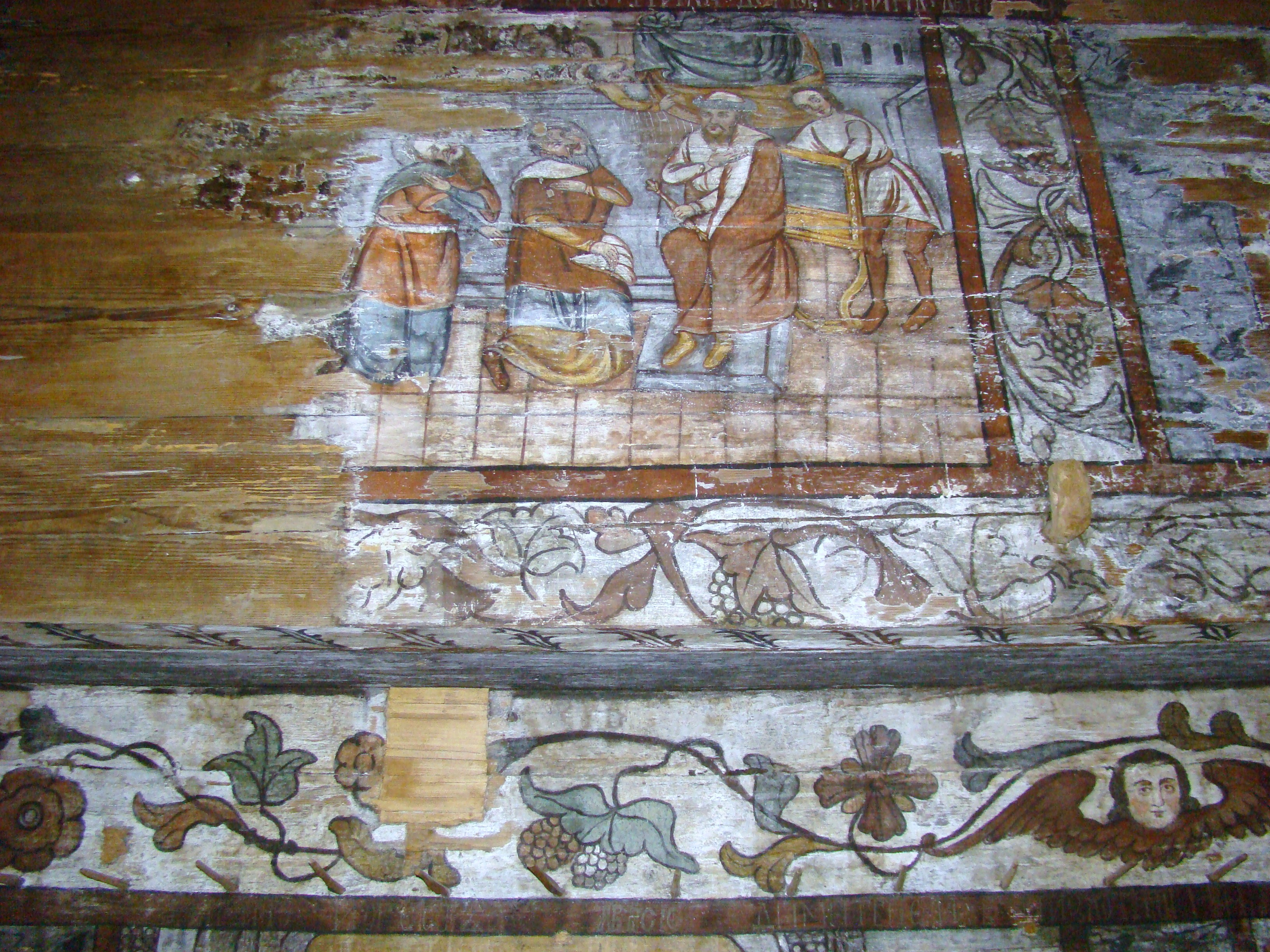
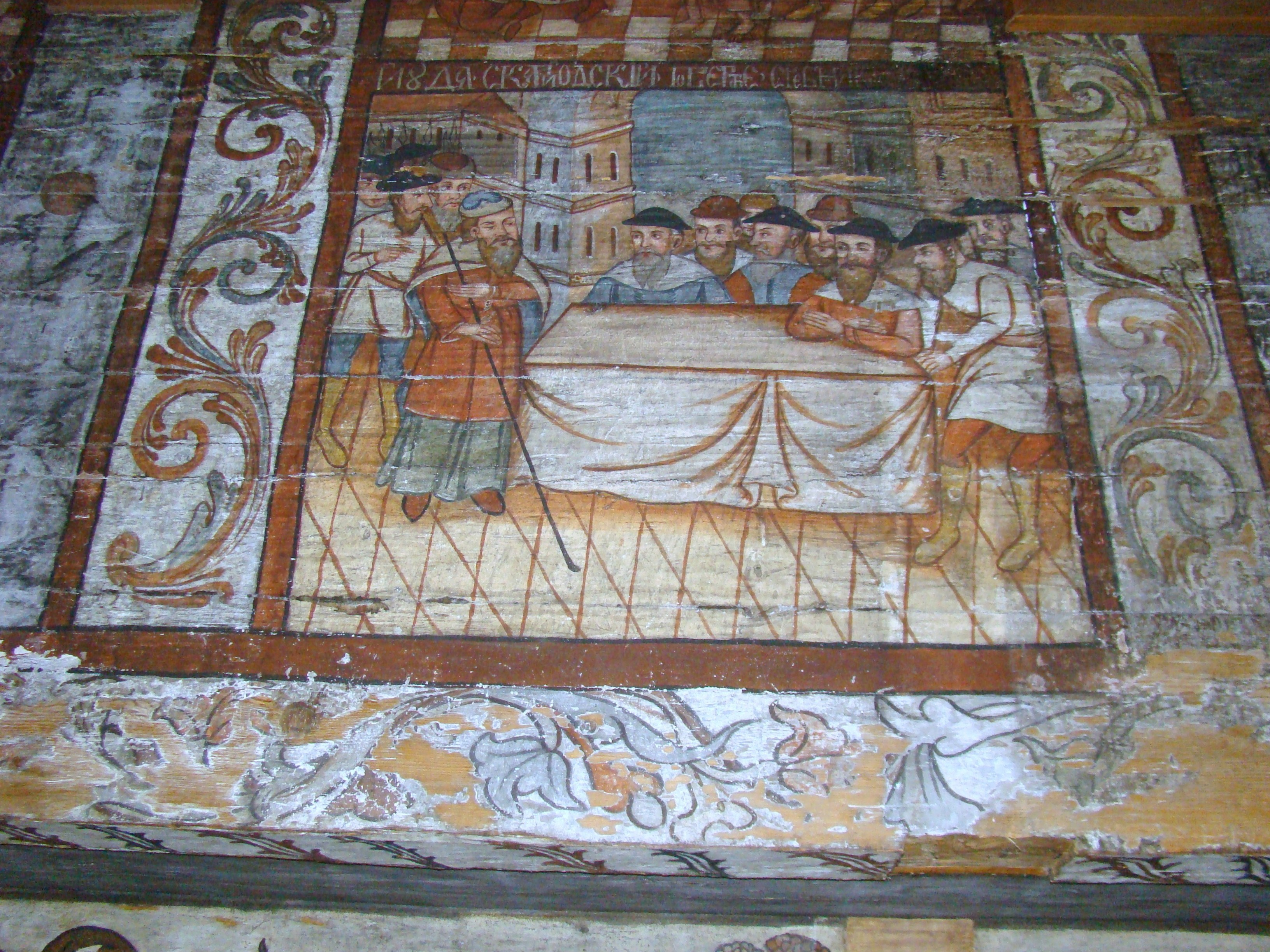
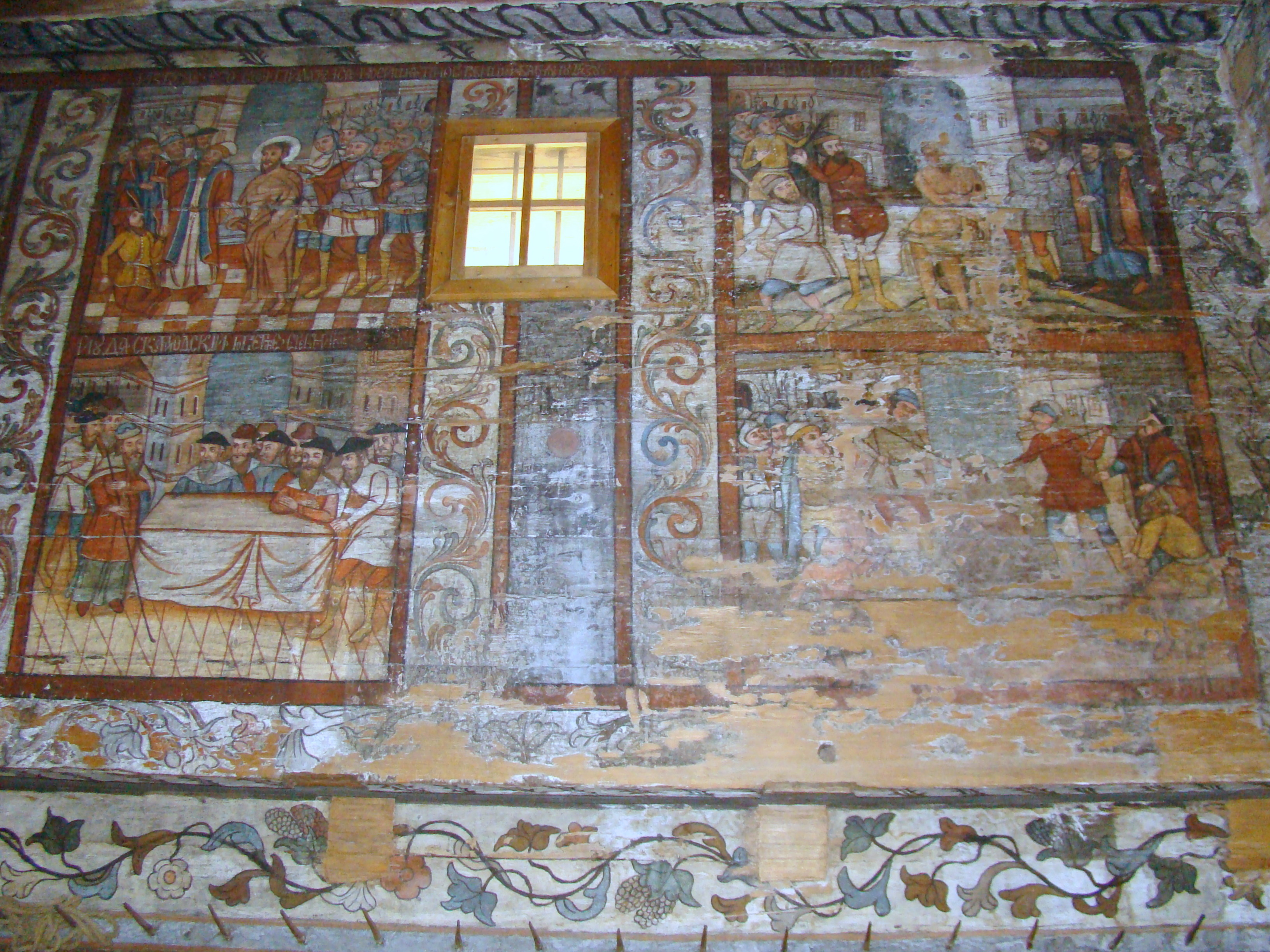
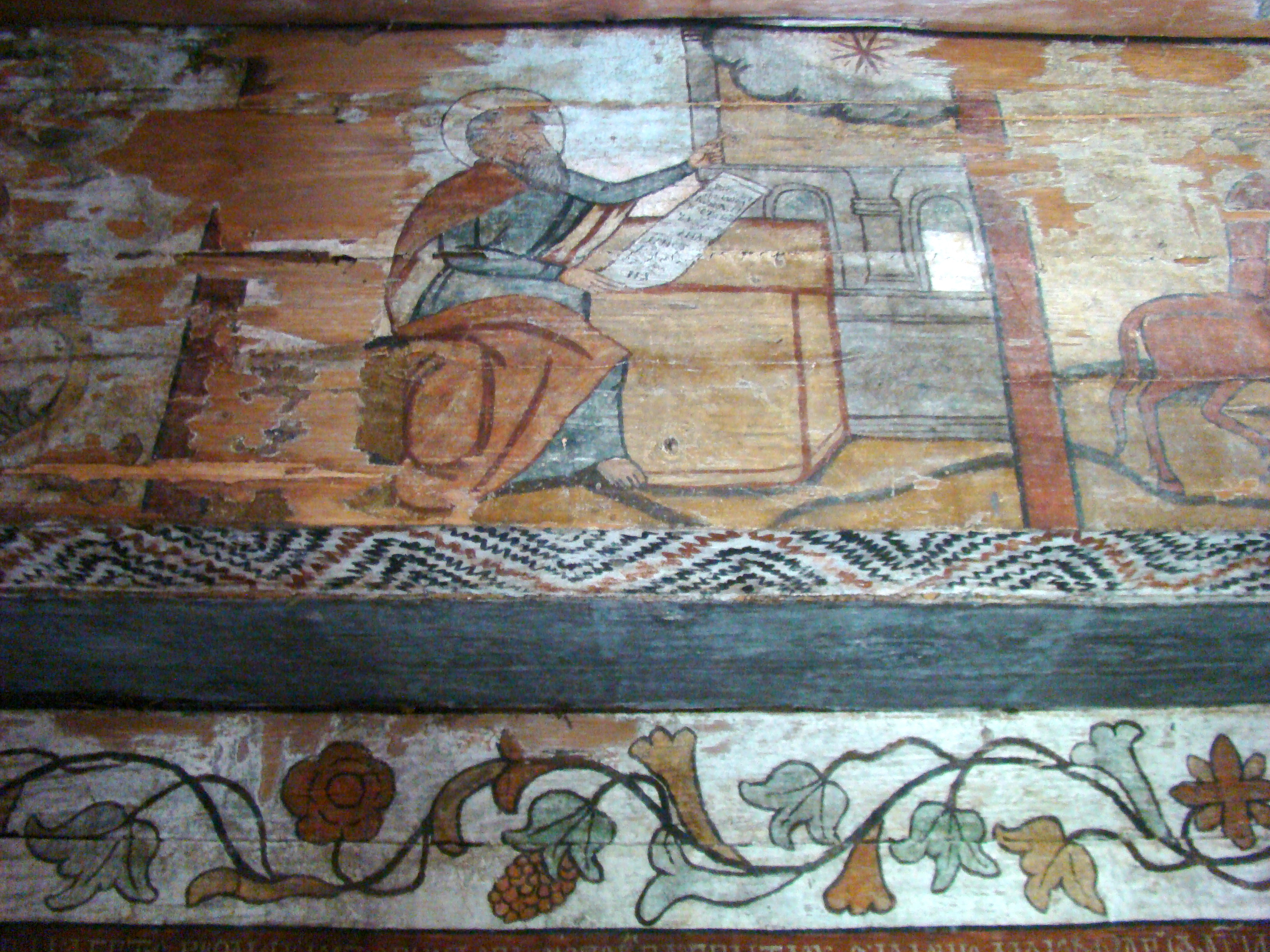
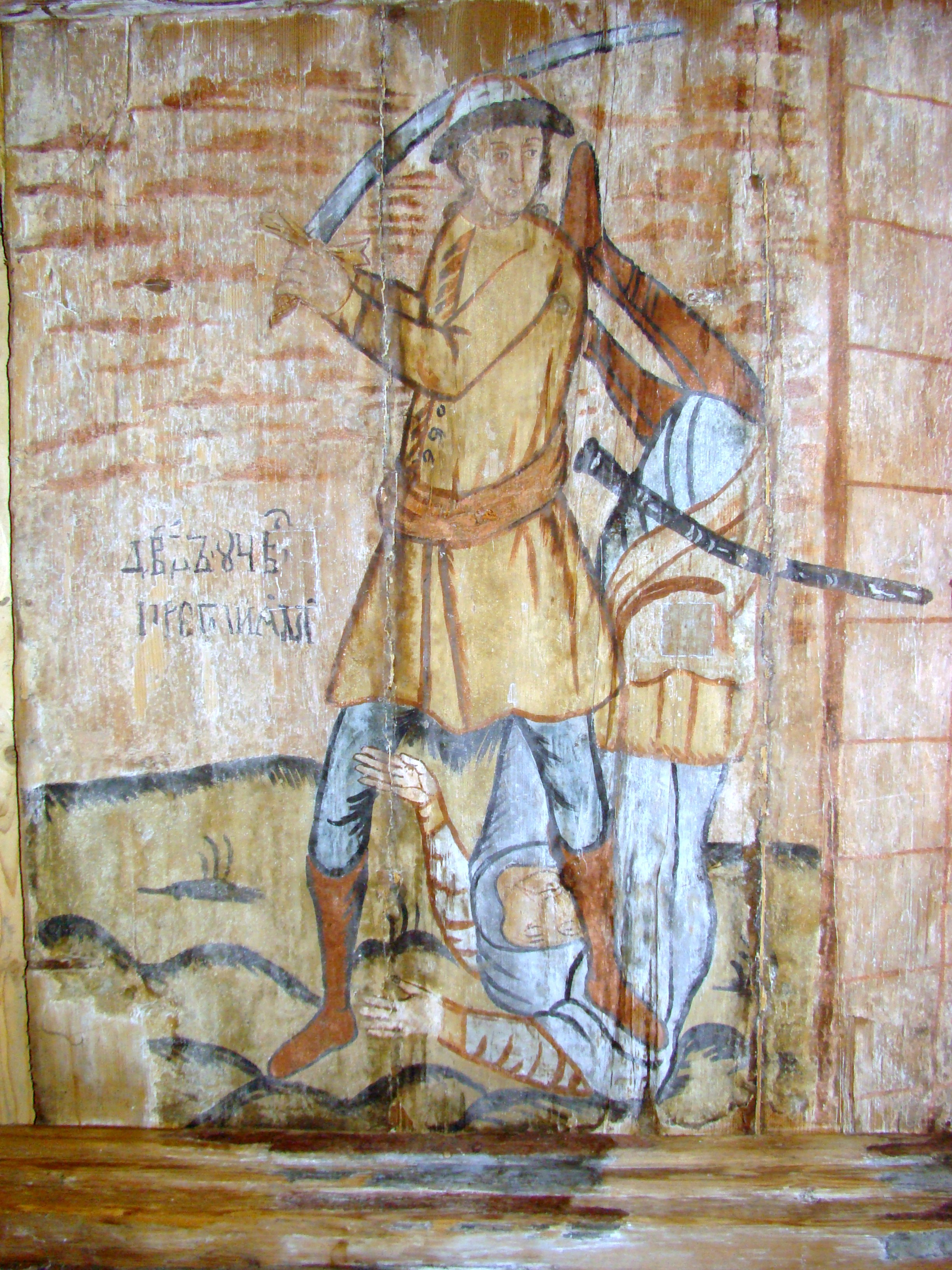
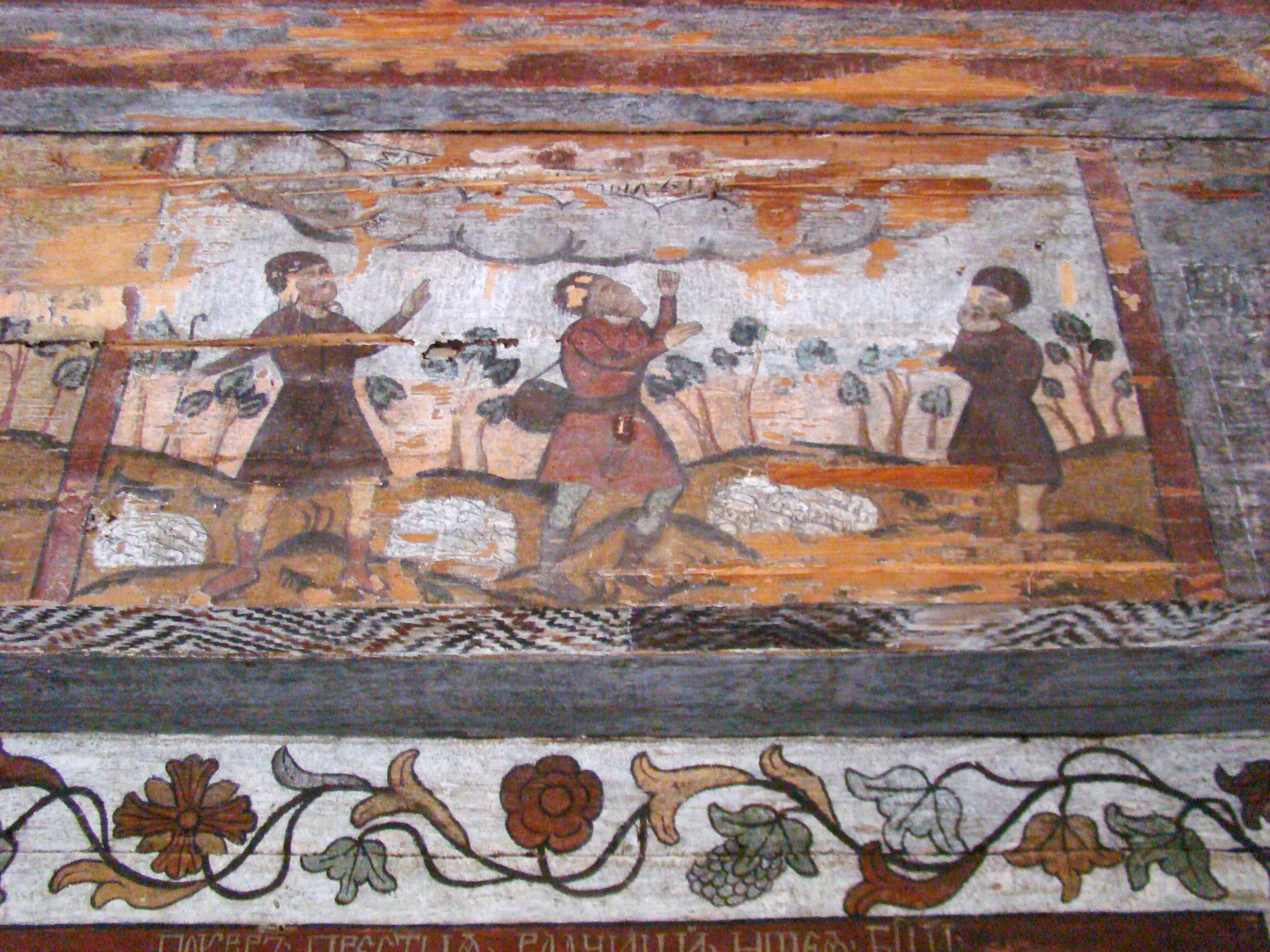
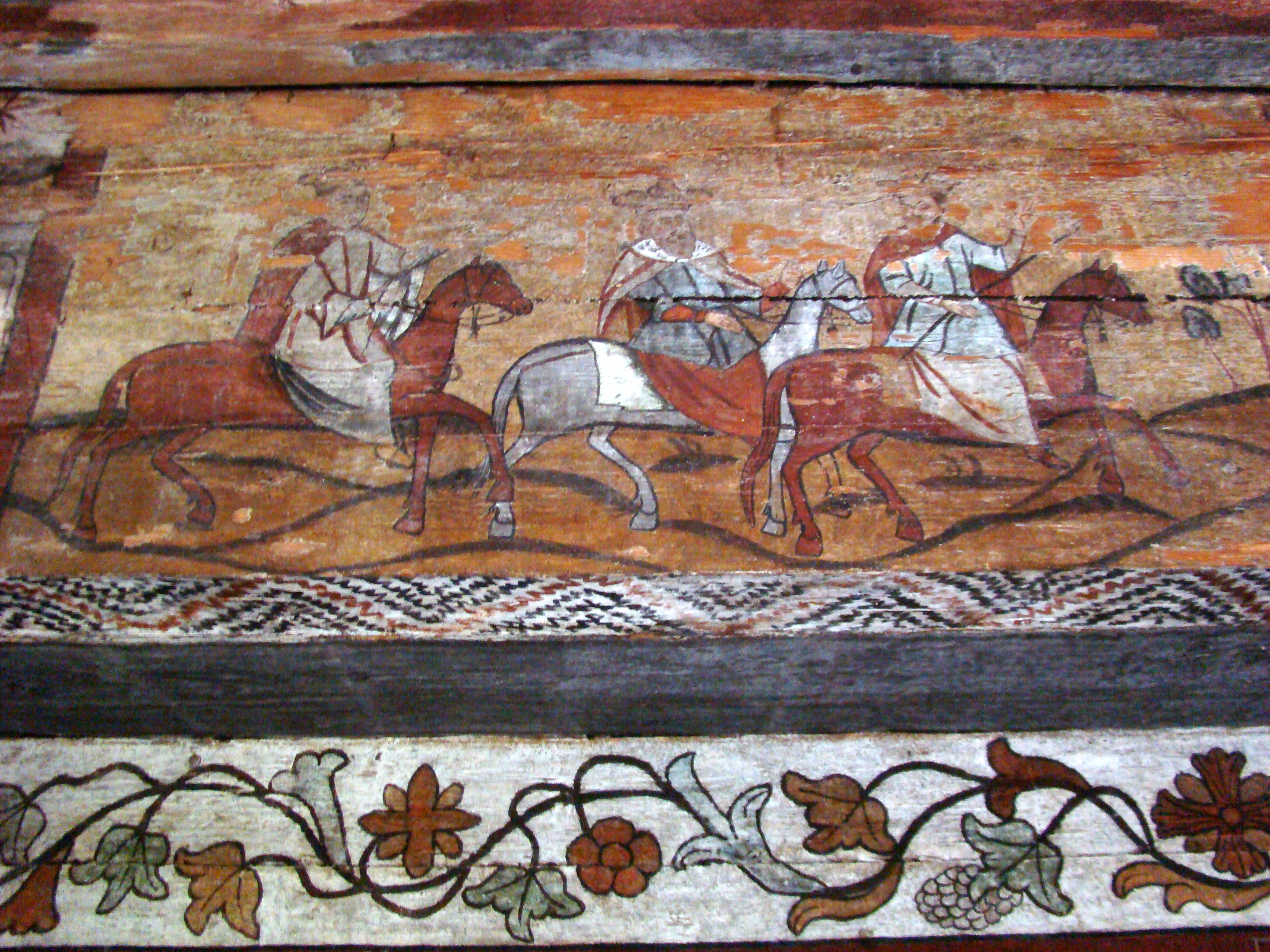
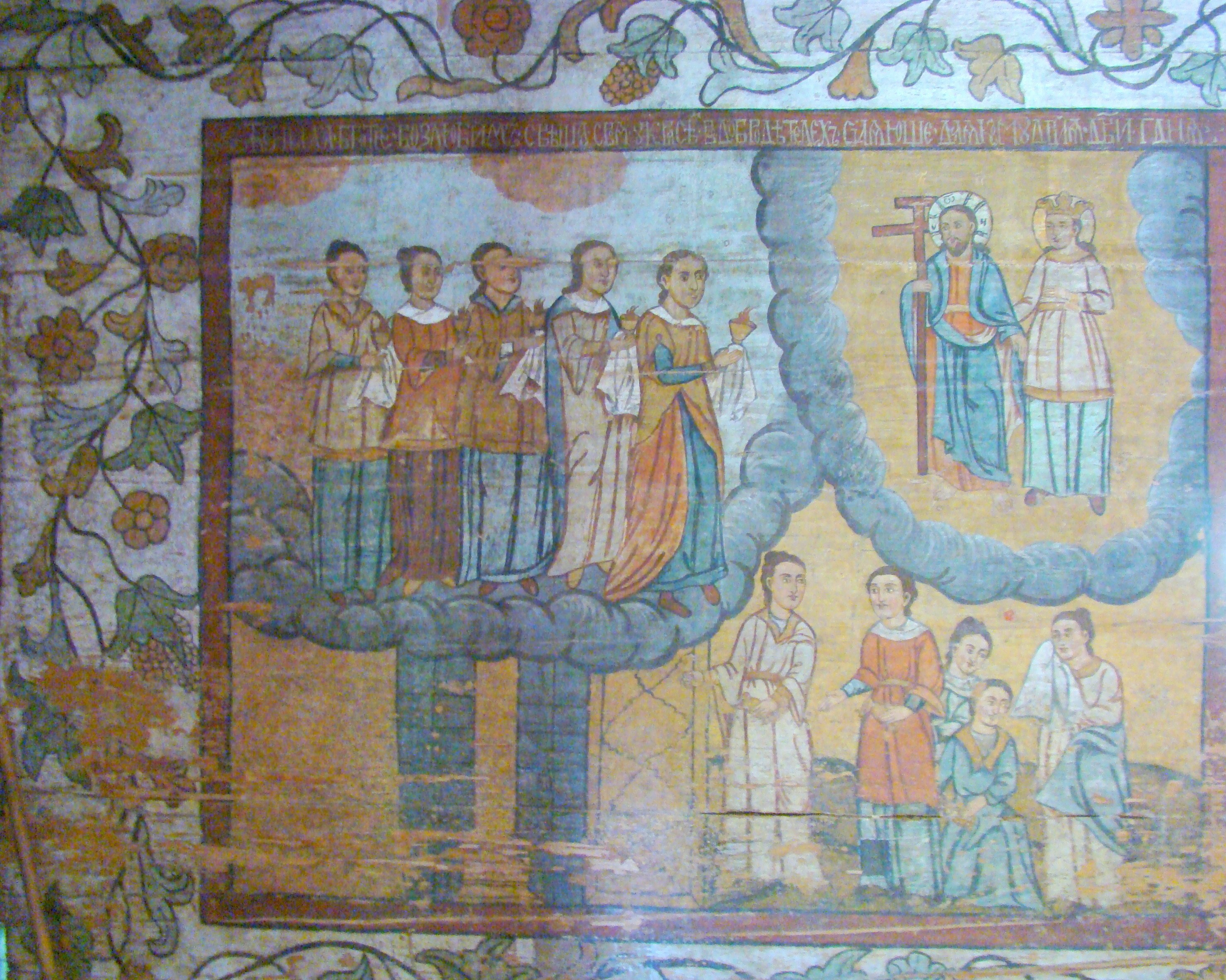
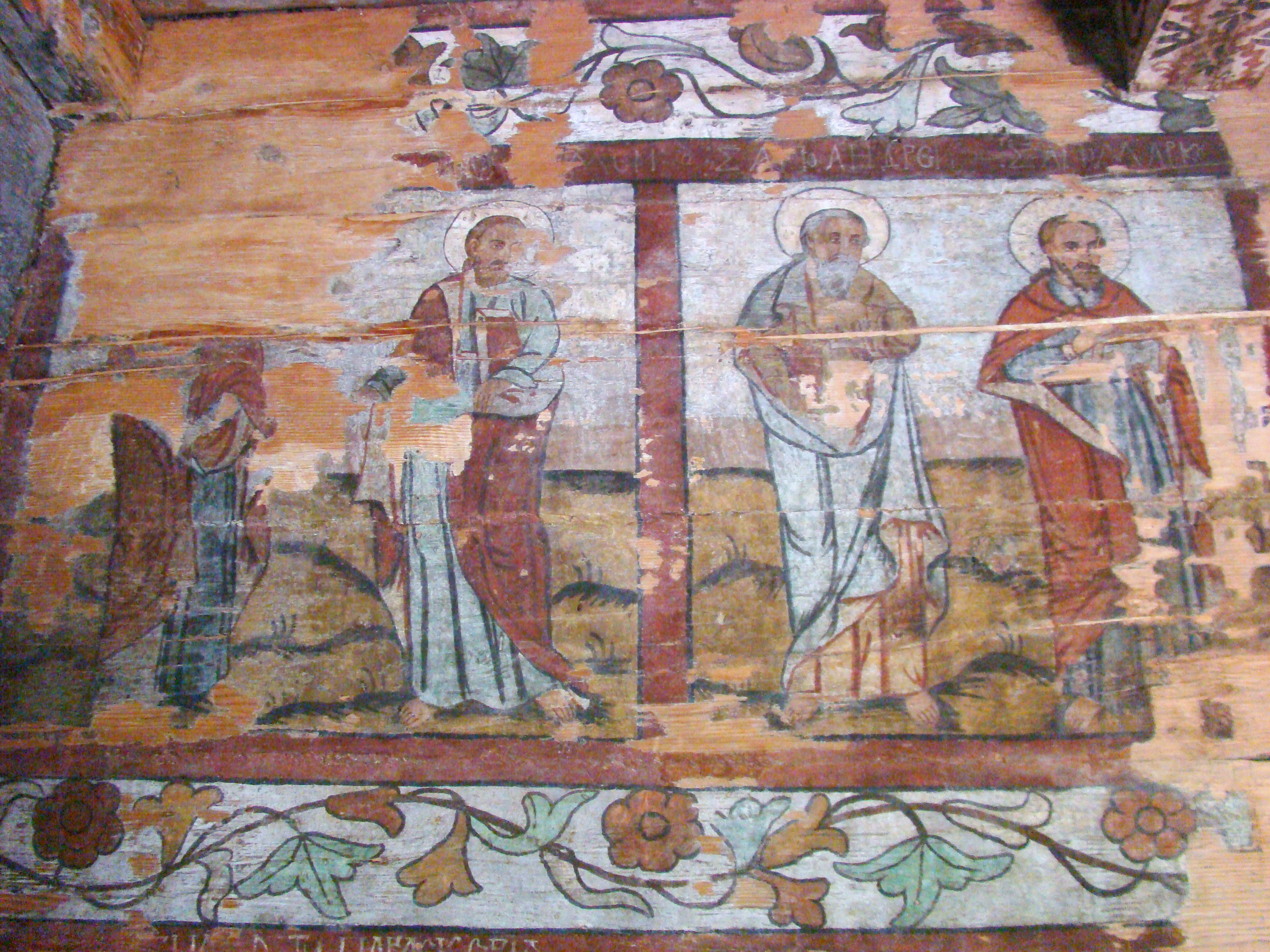
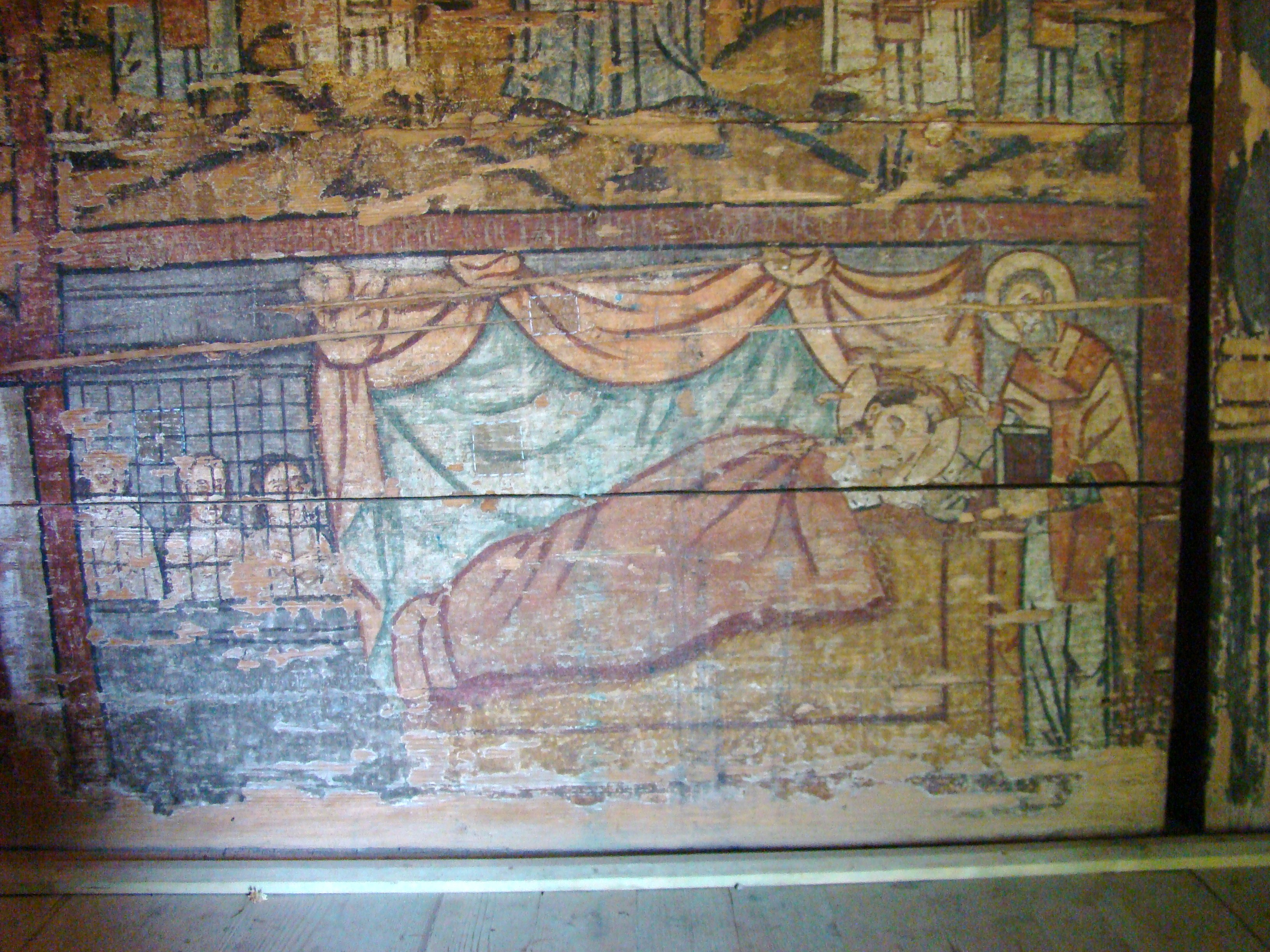
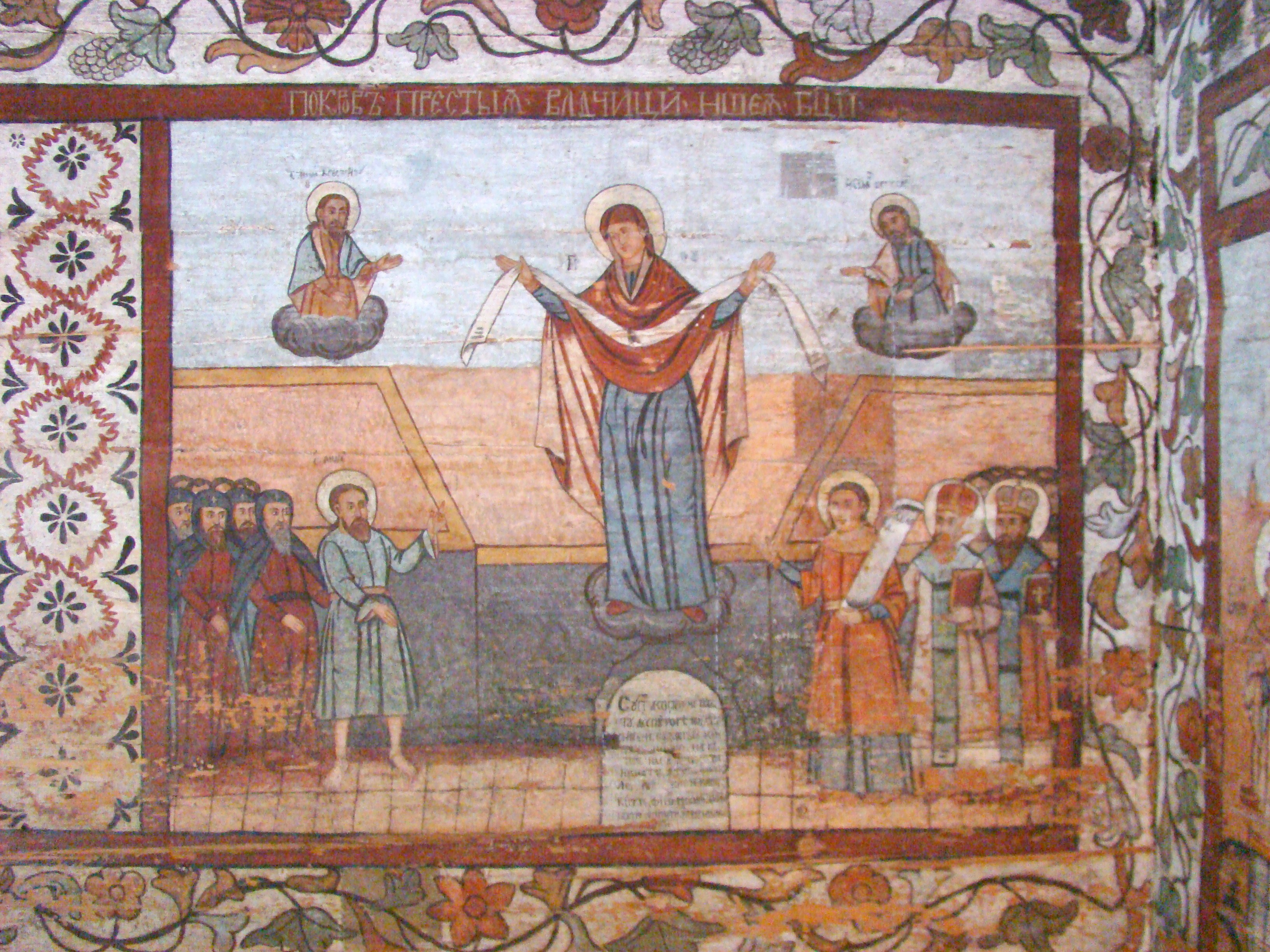
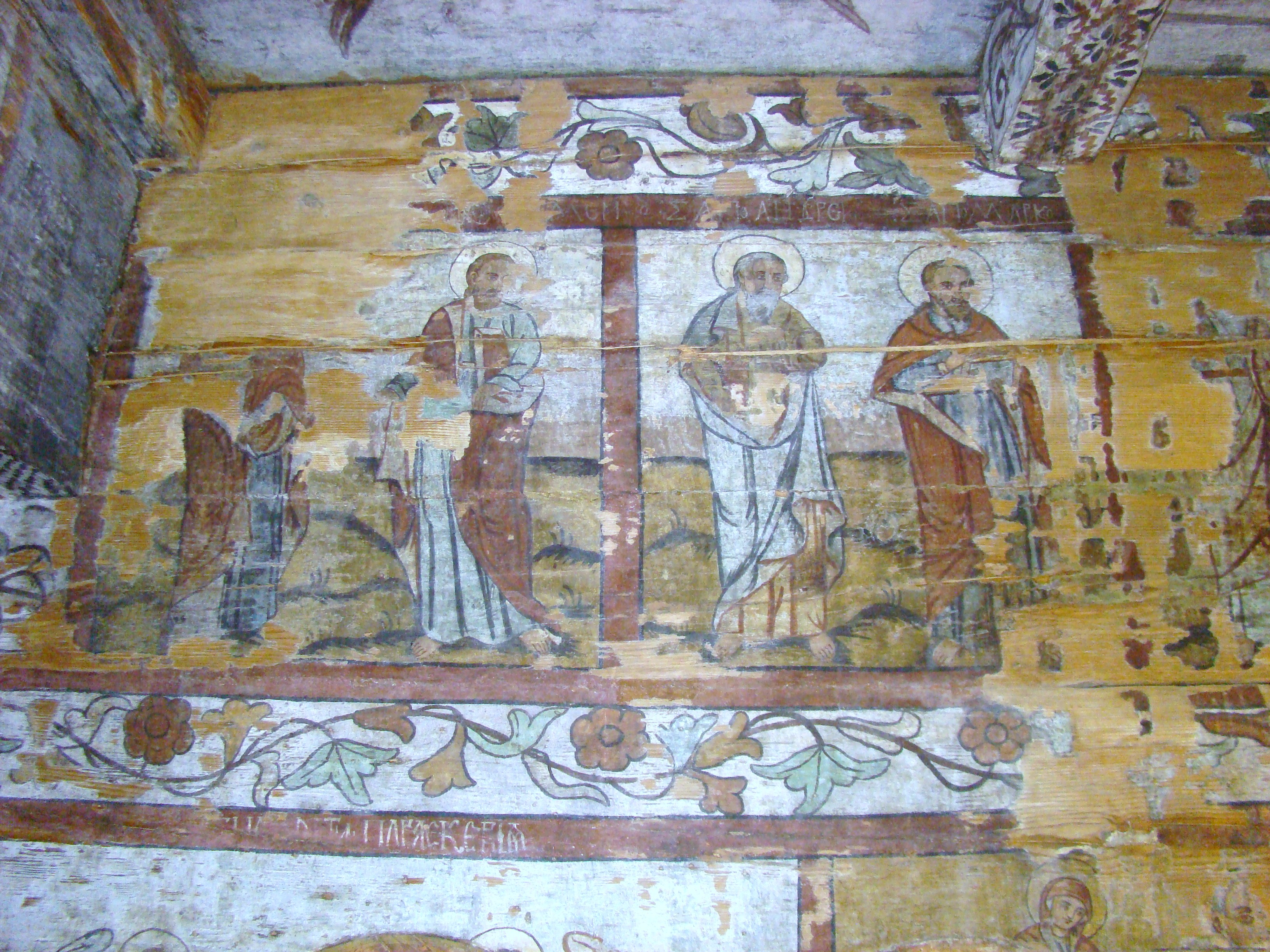
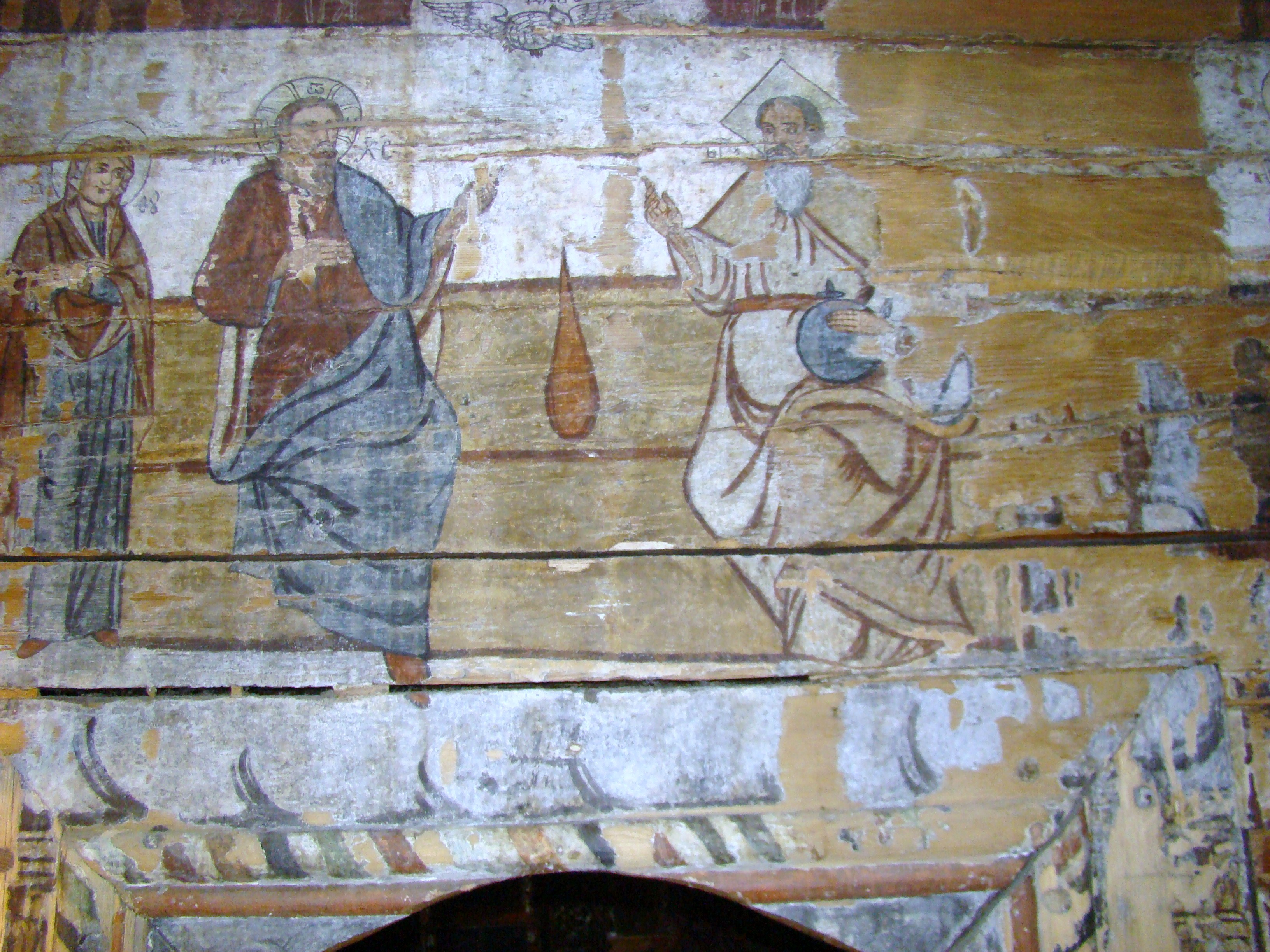
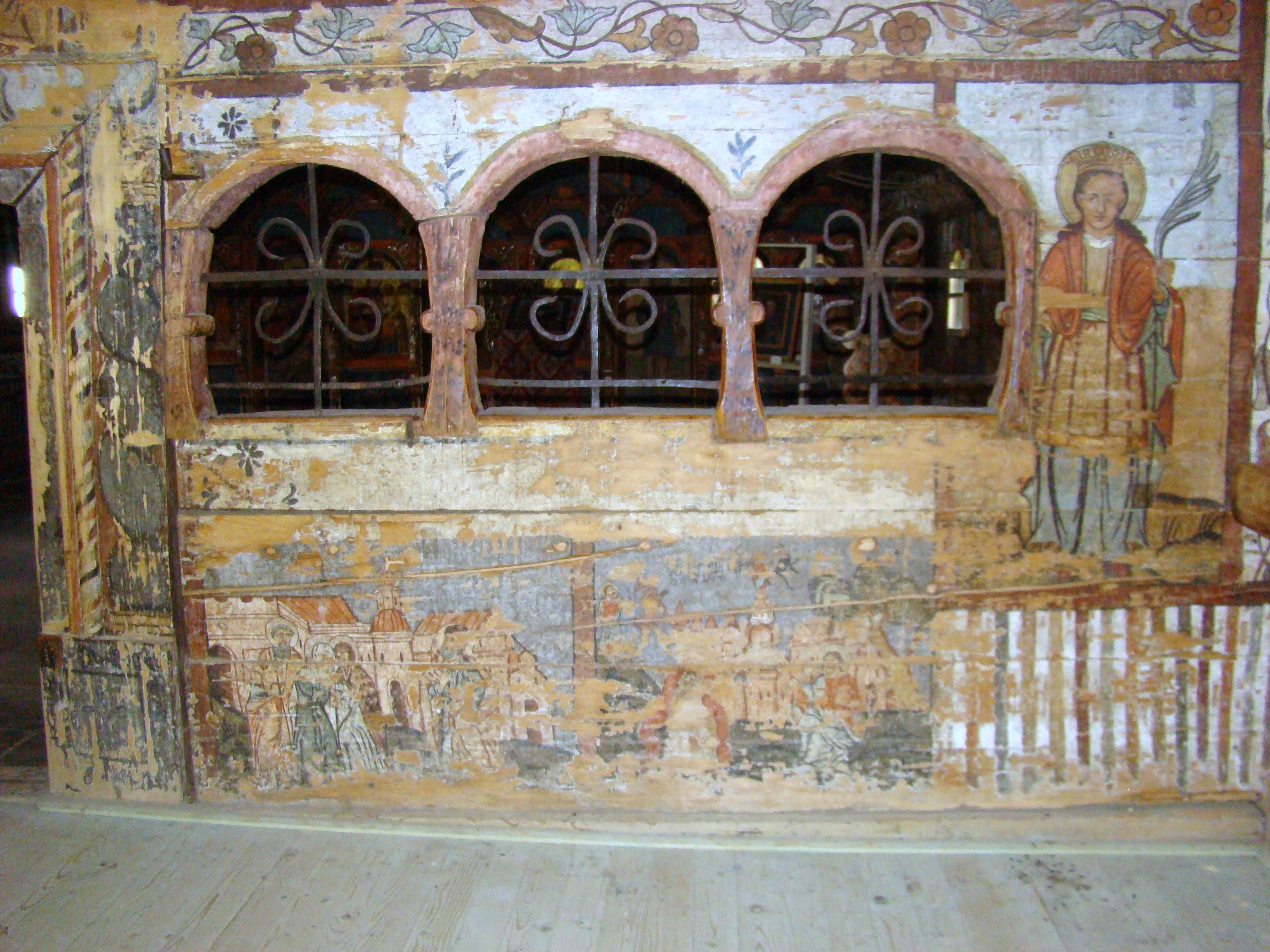
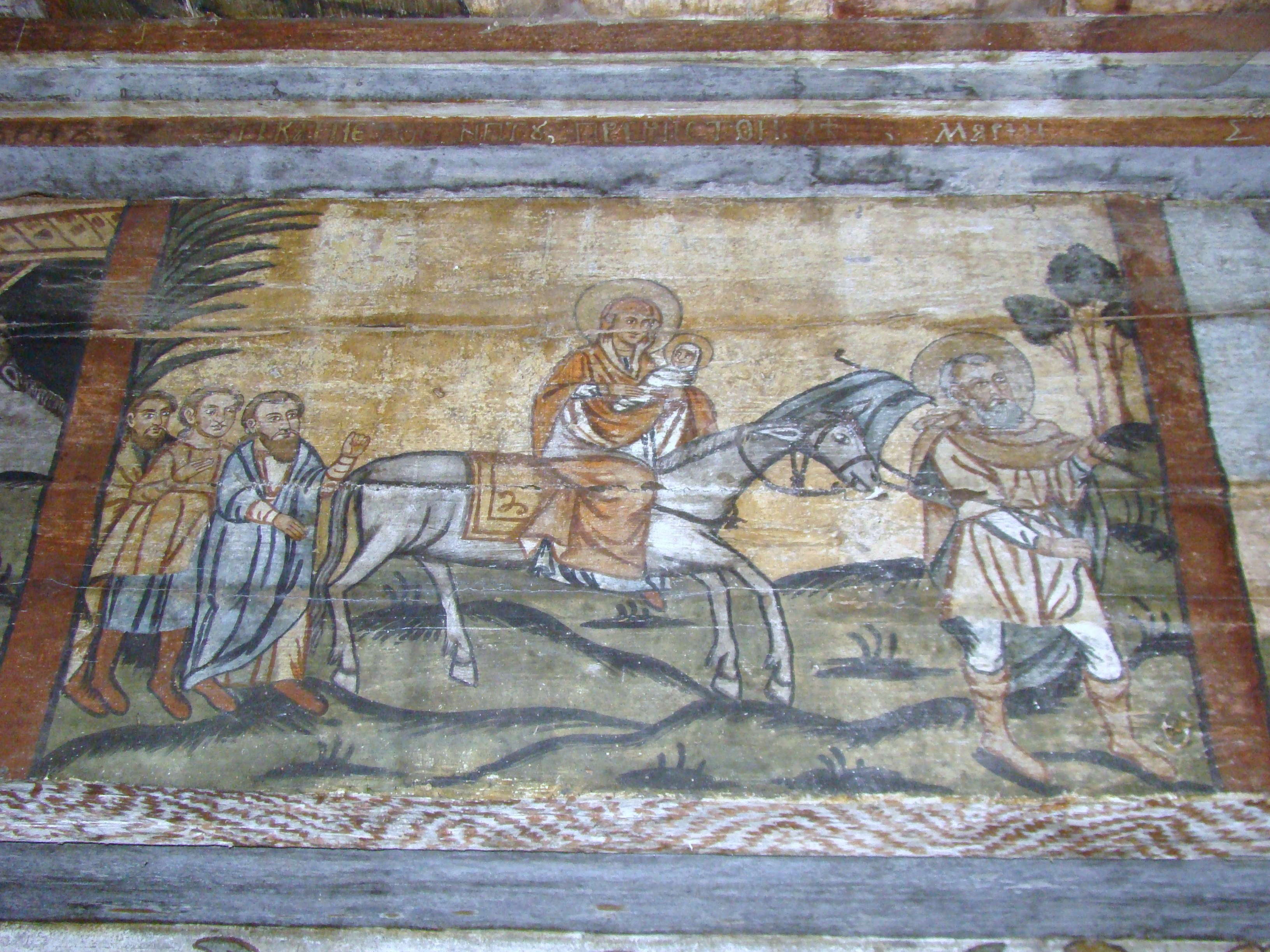
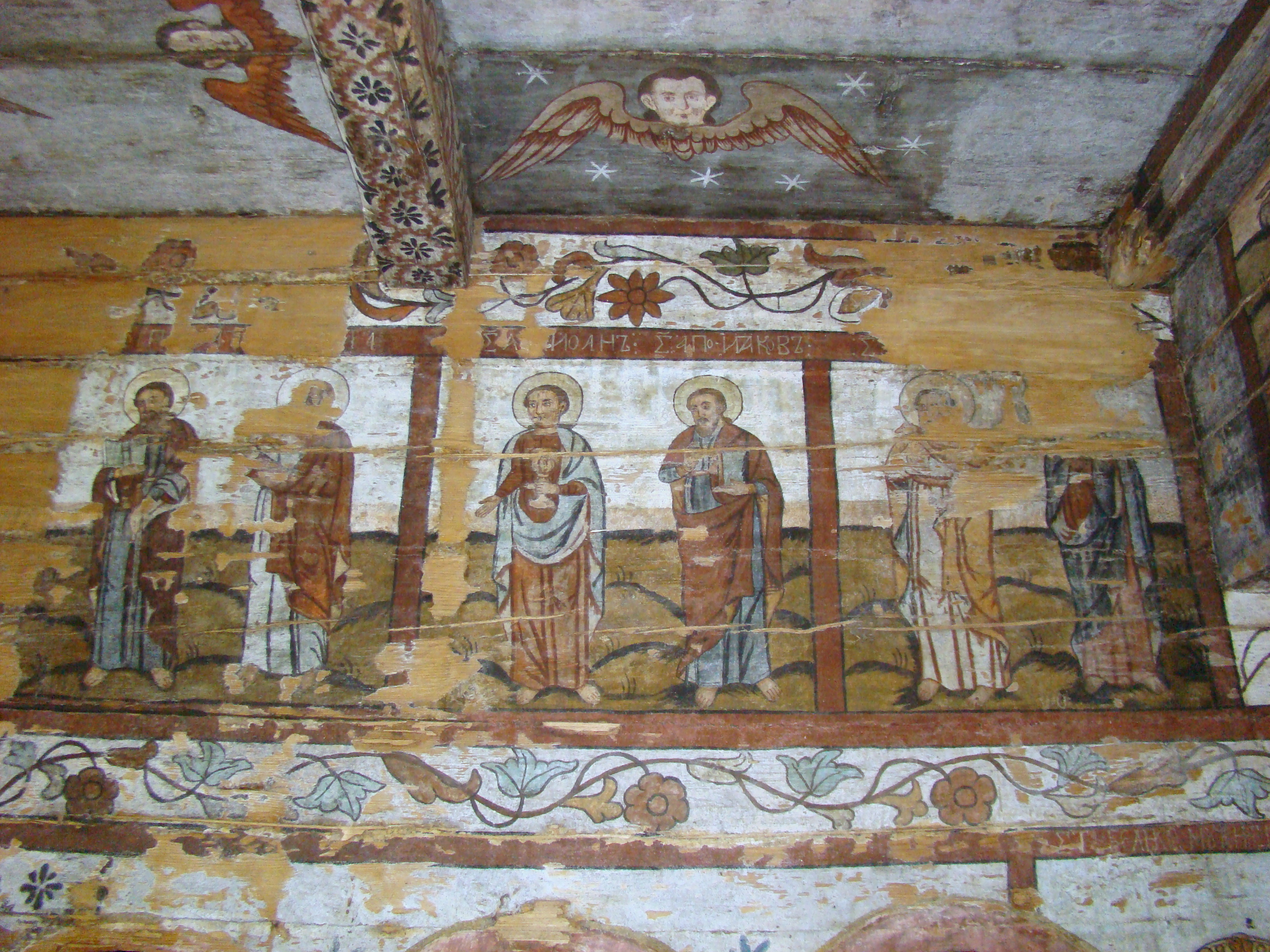
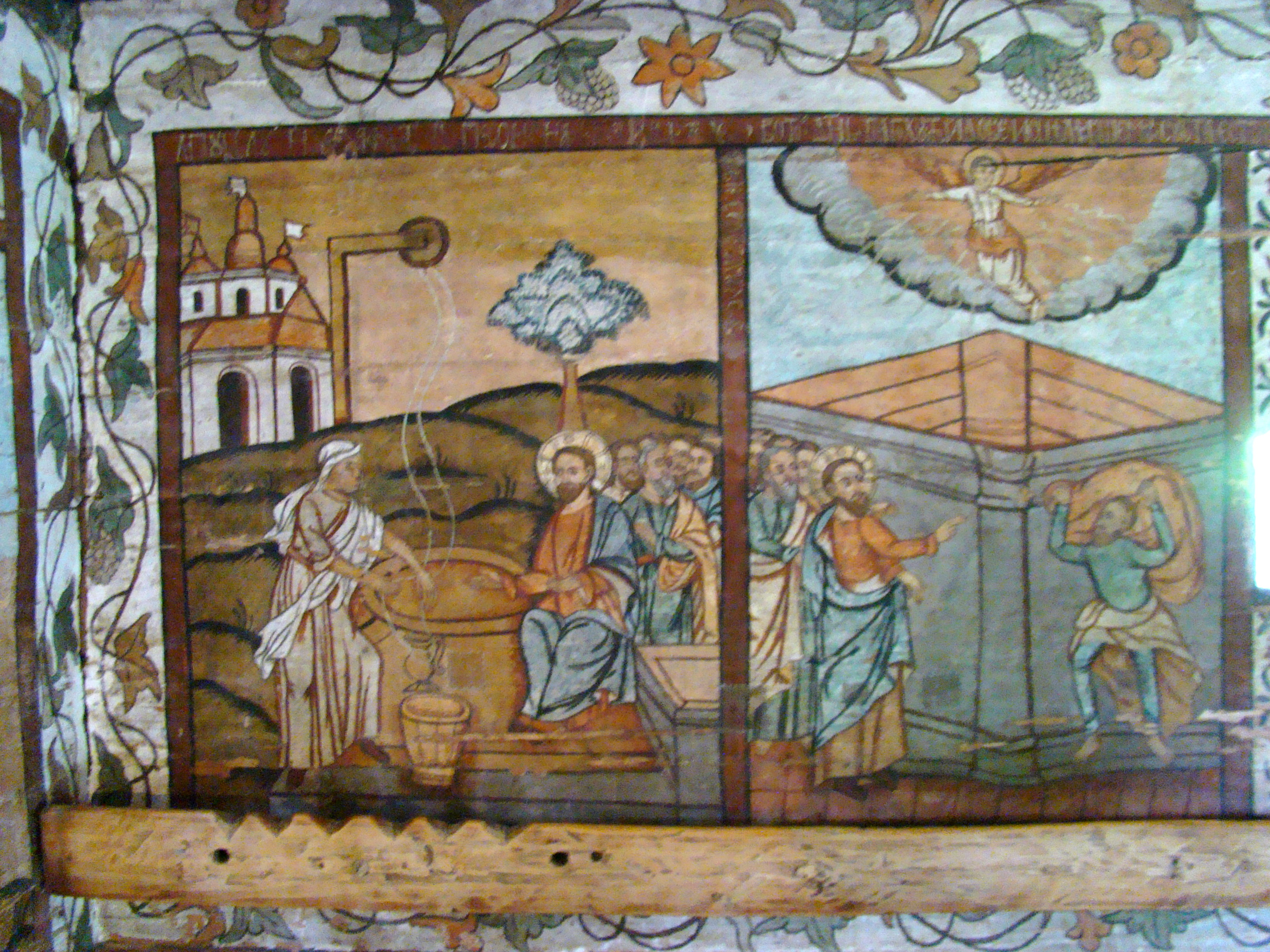
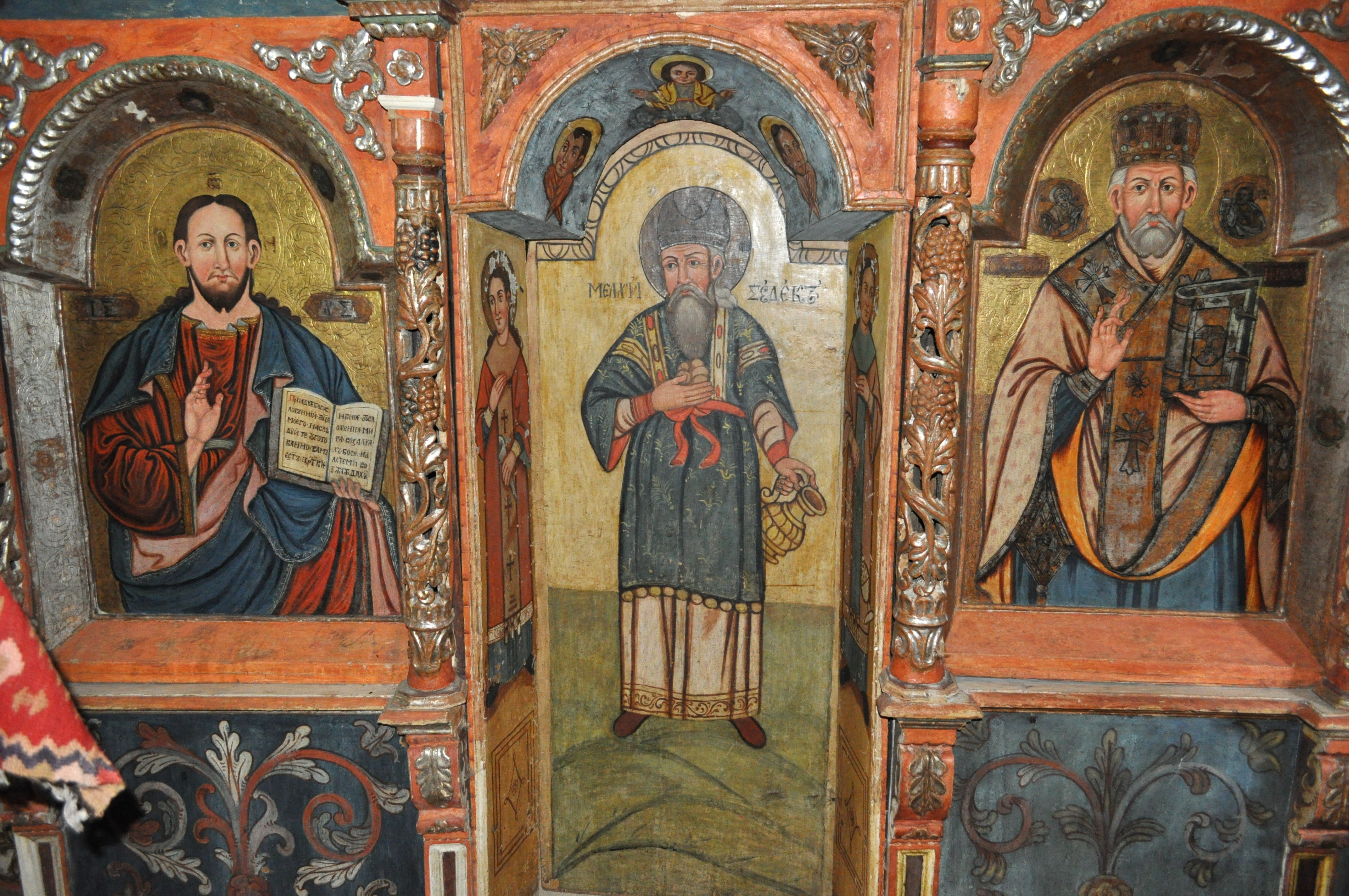
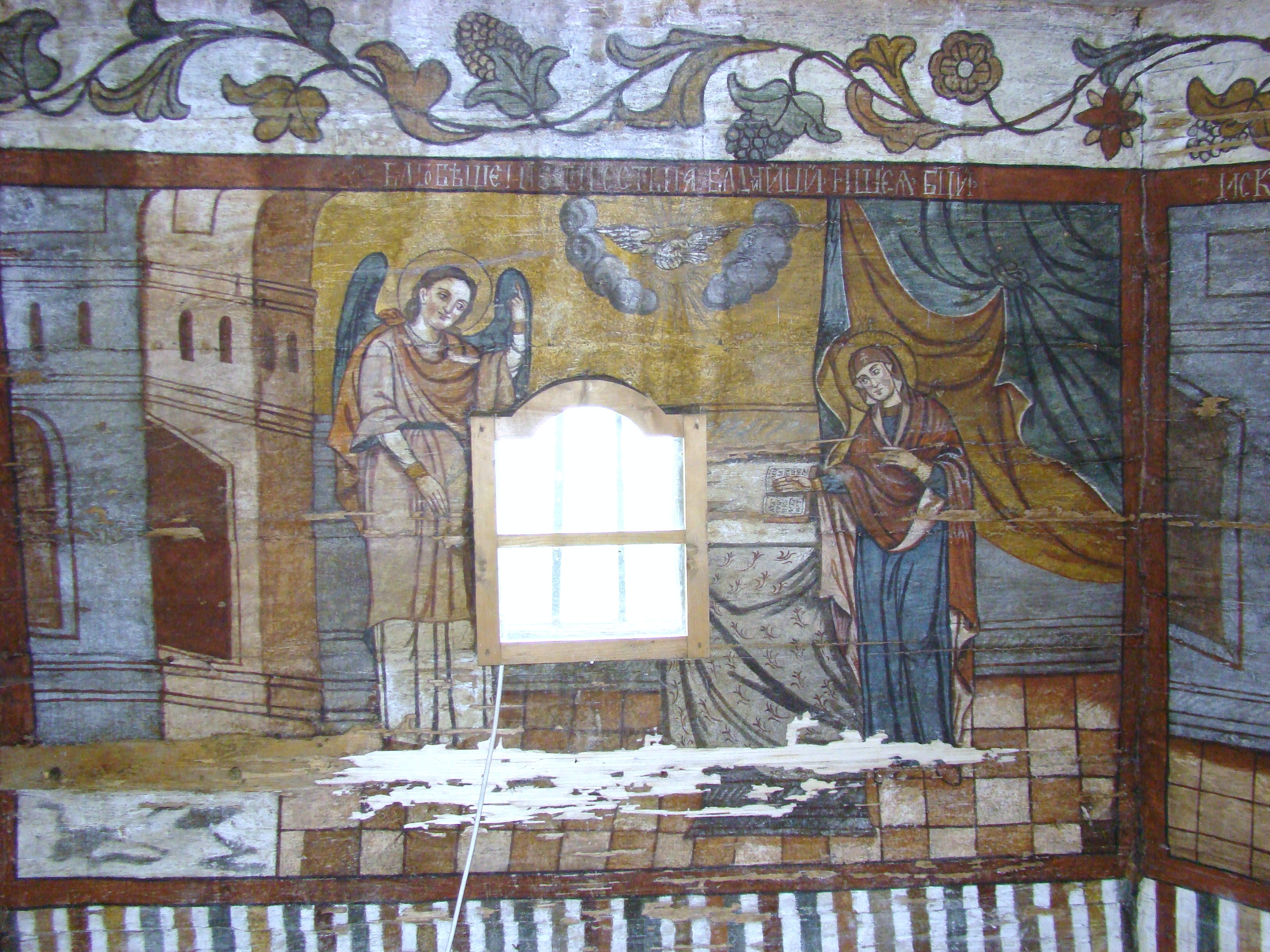
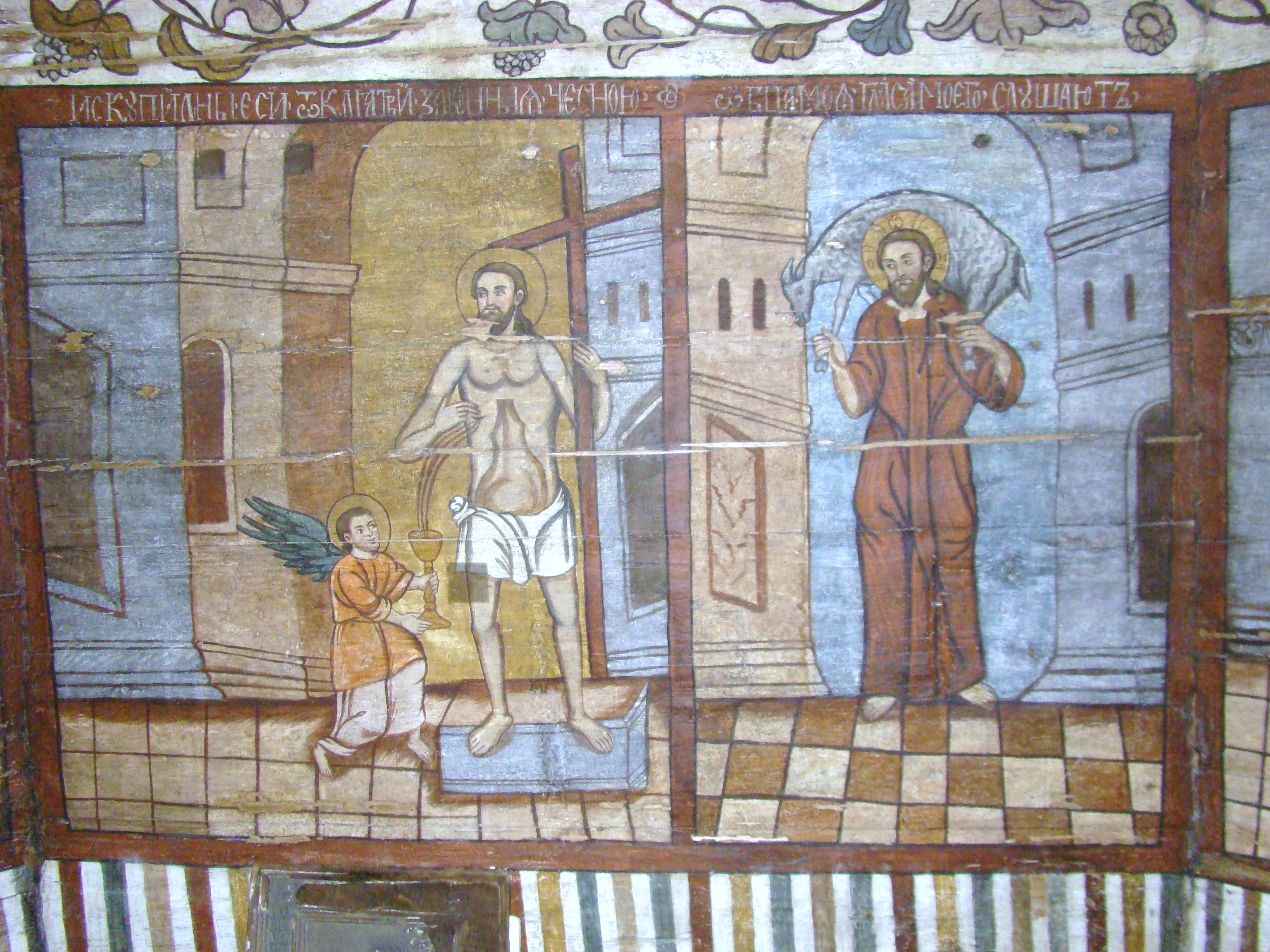
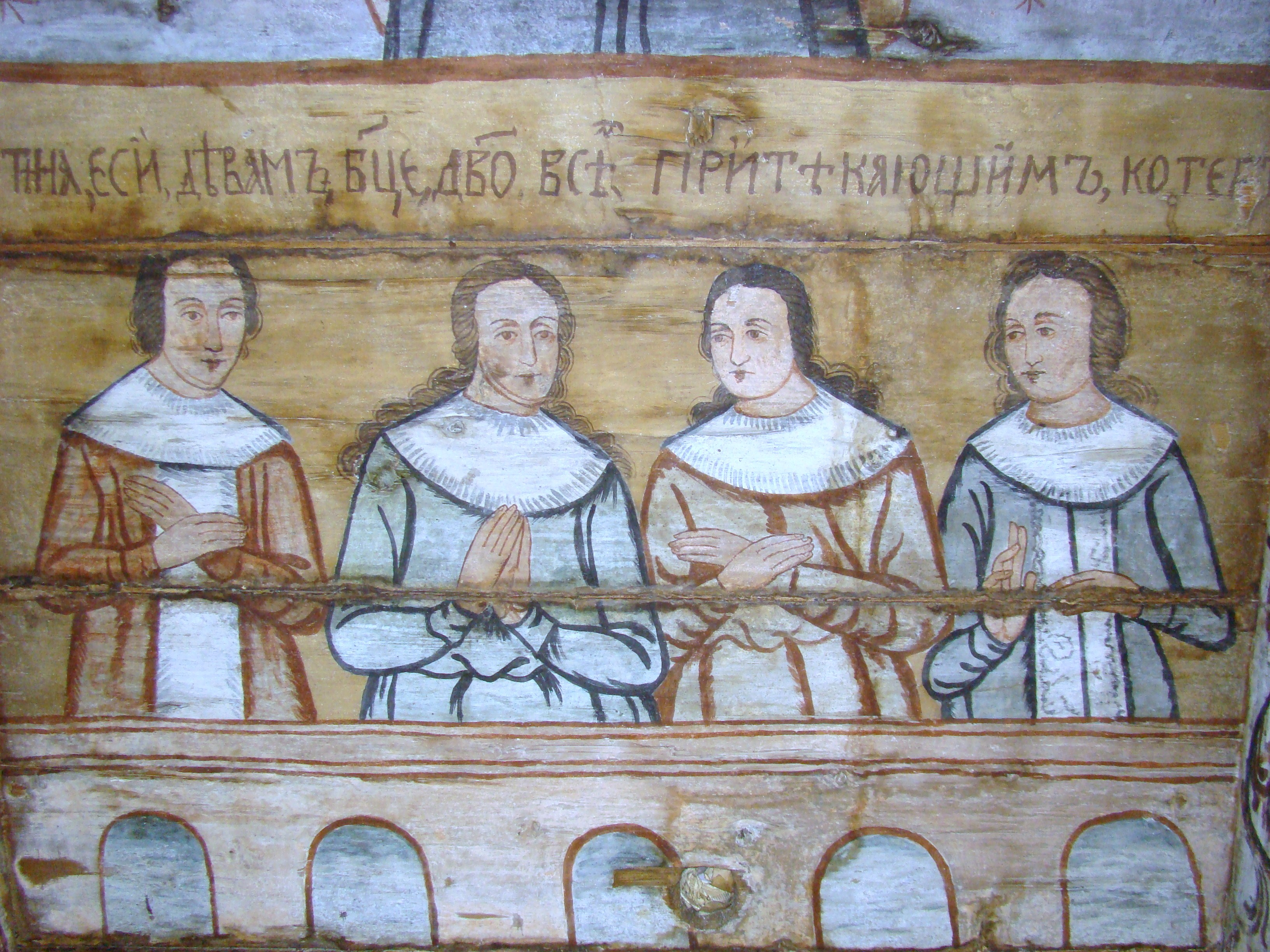
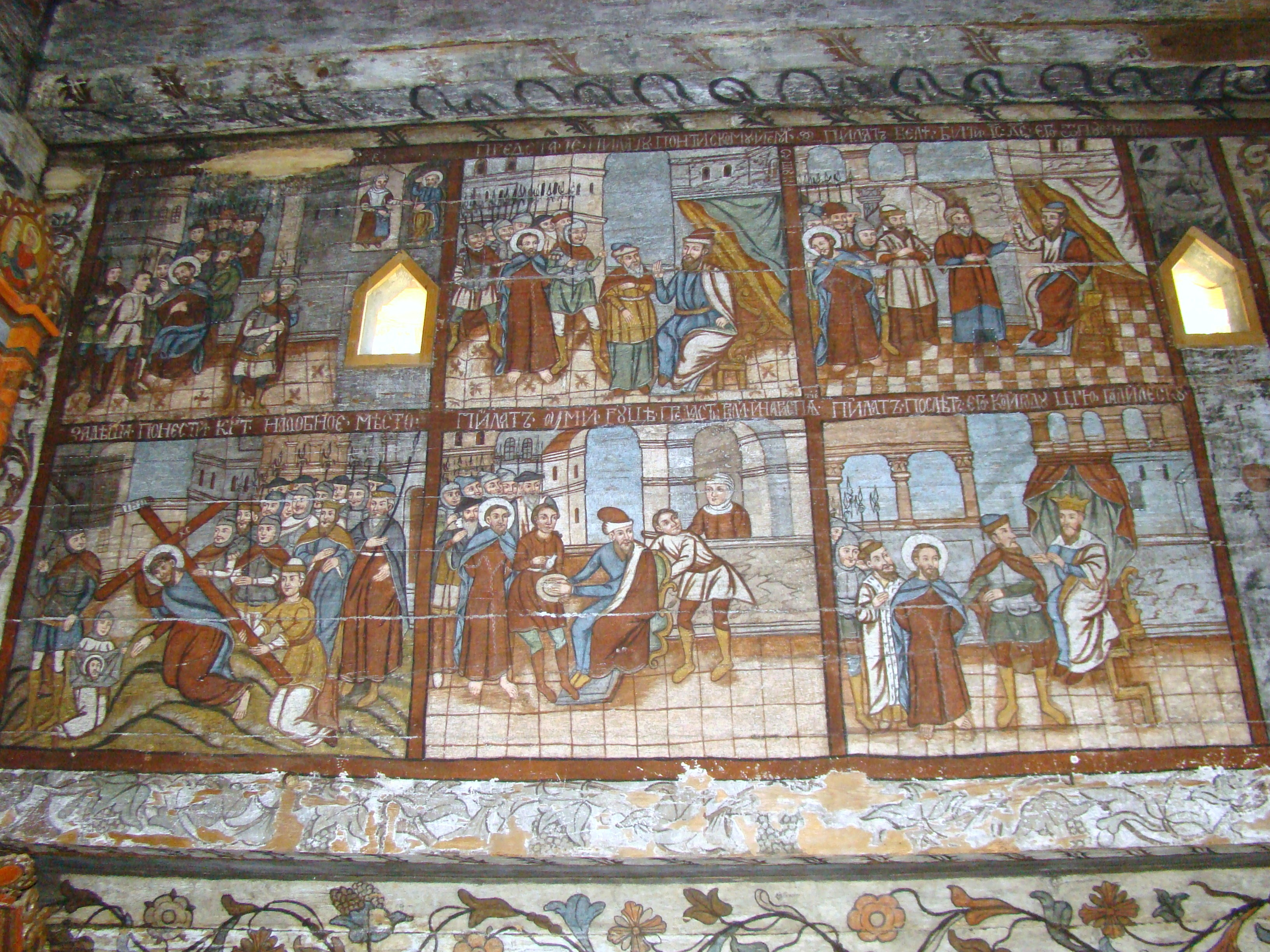
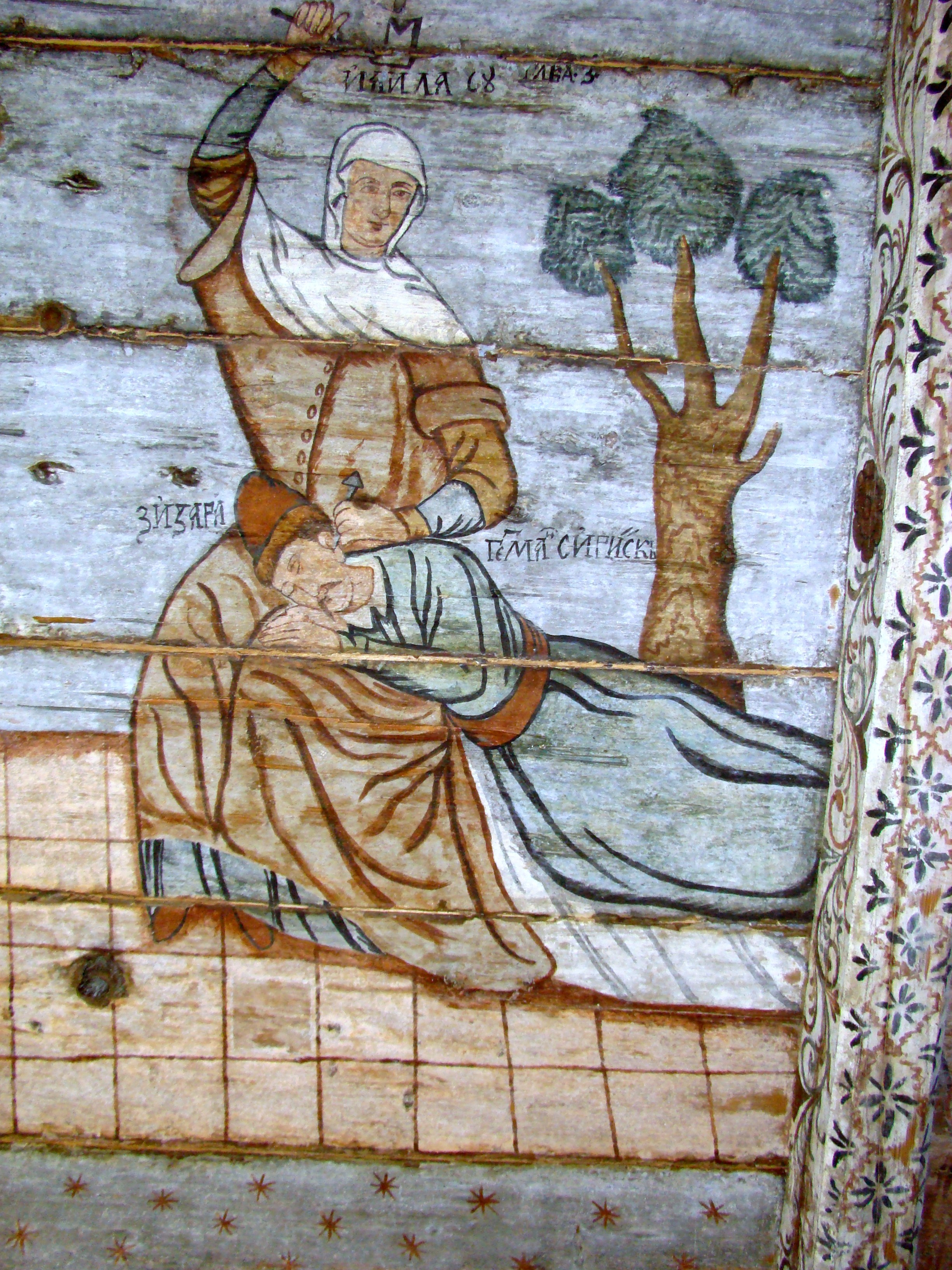
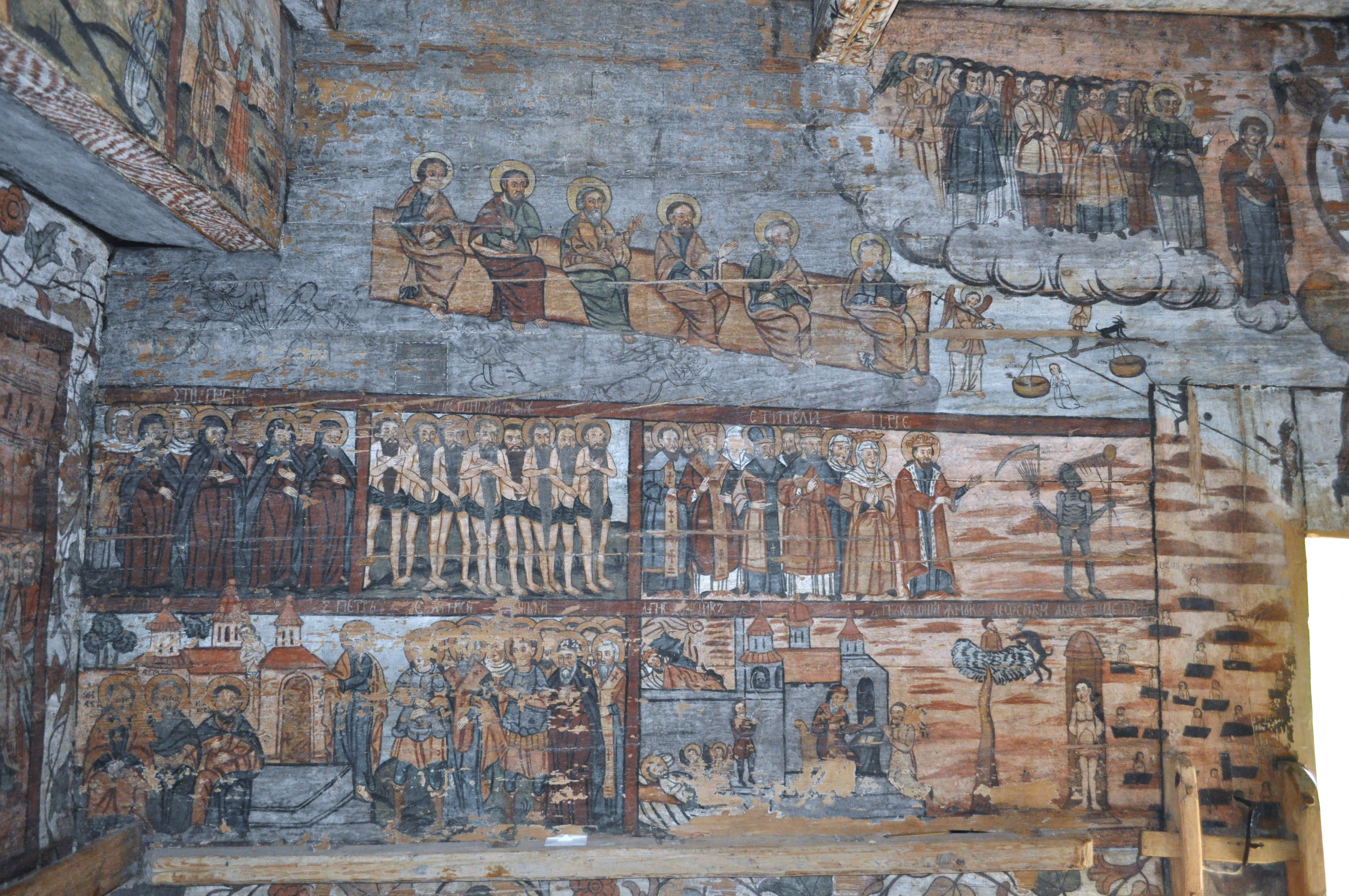
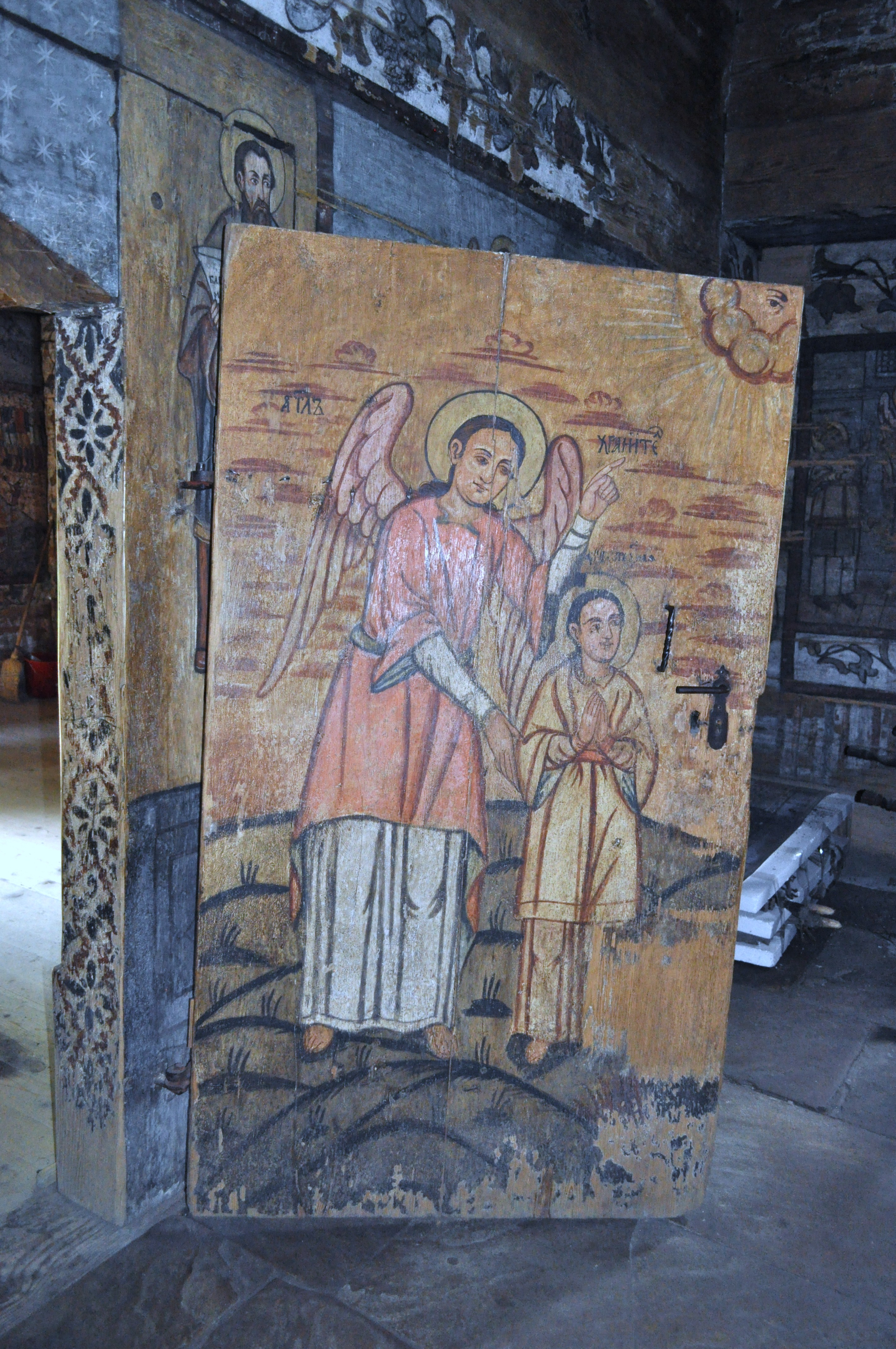
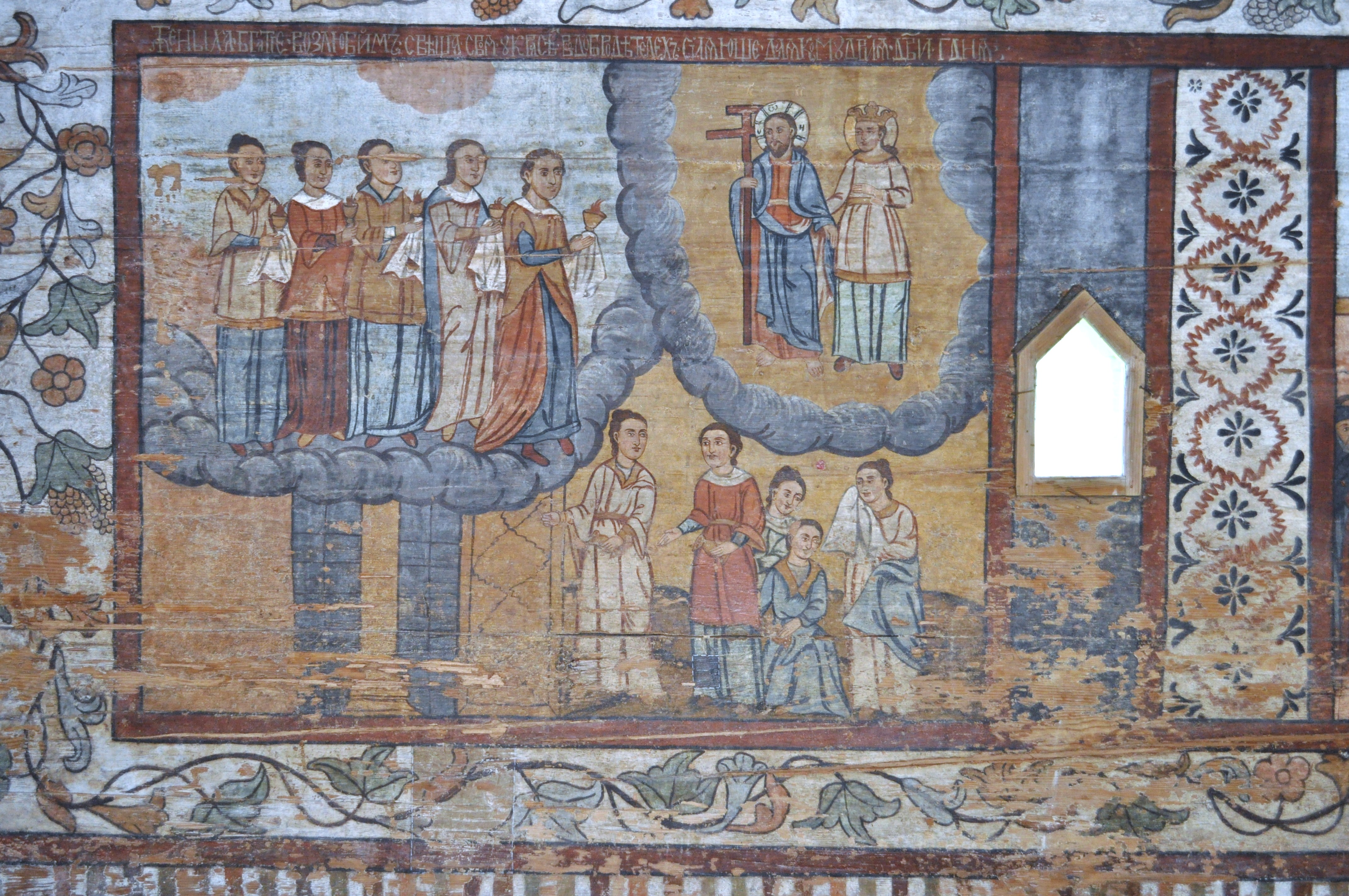
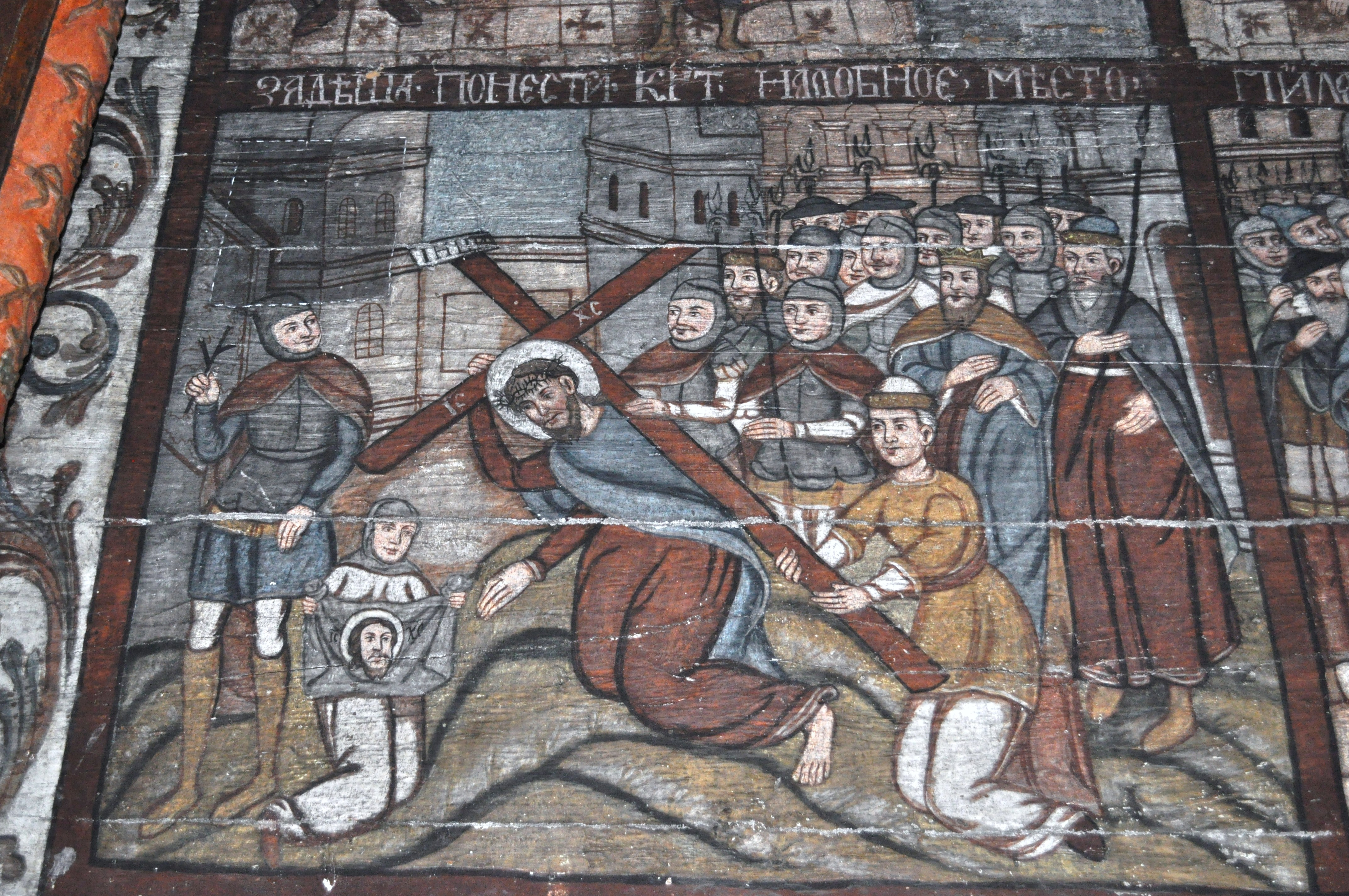